# オールナイトニッポン/log20250817
『オールナイトニッポン』（英: All Night-NIPPON）は、1967年10月2日から日本のラジオ放送局であるニッポン放送をキーステーションに全国ネットで放送されているラジオの深夜番組である。通称は「オールナイト」「ANN」。ここでは現在の放送枠である25:00 - 27:00（1:00 - 3:00）の内容のほか、主に22:00 - 29:00（5:00）に放送されている「オールナイトニッポン」をタイトル内に含む番組全体の歴史などについても記述する。詳細については枠・番組の記事をそれぞれ参照のこと。

## 概要
1967年10月2日に開始したラジオの長寿番組であり、2019年10月時点、ニッポン放送制作番組の中で、放送期間は『テレフォン人生相談』（1965年1月30日開始）に次ぐ第2位となっている。
一連のオールナイトニッポンシリーズは生放送をコンセプトとしている。基本的には有楽町（有楽町の本社ビルを建て替える1997年4月から2004年9月まではお台場・FCGビル）のニッポン放送本社ビルからの生放送だが、スケジュールの関係が絡む場合、ネットしている地方局のスタジオや大阪市にあるブリーゼタワーのニッポン放送関西支社に常設されたスタジオから、さらにはラジオパーソナリティが泊まる地方のホテルなどを借りて機材を置いたり、番組の企画も重ねて屋外や海外から中継したりといった形で生放送する場合もある。パーソナリティの意向や、スケジュールなどの関係で生放送ができない場合などの理由で、録音となる場合があるが、録音の場合であってもほとんどは「同時パッケージ」の疑似生放送となる。
1999年より「LF+R」時代の『SUPER!』『.com』『R』『サタデースペシャル』や、「LF+R」後の『いいネ!』『サンデー』『エバーグリーン』『GOLD』『0(ZERO)』『Premium』『X』など「オールナイトニッポン」ブランドで多くの番組が放送されており、本来の25 - 29時枠の他、「LF+R」導入後は22 - 24時枠でも断続的に「オールナイトニッポン」の名を冠す番組が放送されている。2021年4月以降は月-土曜日の夜ワイド番組が「オールナイトニッポン」シリーズとして統一されている。詳しくは「ニッポン放送の夜ワイドの変遷」を参照。
現在は、旧1部（25:00 - 27:00（1:00 - 3:00））を『オールナイトニッポン』、旧2部（27:00 - 29:00（3:00 - 5:00））を『オールナイトニッポン0(ZERO)』と称している。また番組名のタイトルは基本的に「〇〇（パーソナリティー名）のオールナイトニッポン」としている。
2022年6月からradikoにおいて、放送音源のデジタルデータが残っていた2012年以降の分が「ANNJAM」として定額聞き放題のサブスクリプションで配信されている（出演者や音楽の権利関係をクリアしたうえで誤解されかねない発言内容のチェック・編集が行われている）。

## 現在放送及び配信中の番組枠一覧
2025年度春改編以降（2025年3月31日 - ）
| 放送時間           | 月曜日 - 木曜日                  | 金曜日                           | 土曜日                                  | 日曜日（月一回）                           |
| ------------------ | -------------------------------- | -------------------------------- | --------------------------------------- | ------------------------------------------ |
| 18:00頃 - 配信予定 | オールナイトニッポンPODCAST      | オールナイトニッポンPODCAST      | オールナイトニッポンPODCAST             | 別番組                                     |
| 22:00 - 23:30      | オールナイトニッポン MUSIC10     | オールナイトニッポン GOLD        | 別番組                                  | 別番組                                     |
| 23:30 - 24:00      | オールナイトニッポン MUSIC10     | オールナイトニッポン GOLD        | オールナイトニッポン サタデースペシャル | 別番組                                     |
| 24:00 - 24:58      | オールナイトニッポンX （クロス） | オールナイトニッポンX （クロス） | オールナイトニッポン サタデースペシャル | 別番組                                     |
| 24:58 - 25:00      | 別番組                           | オールナイトニッポンX （クロス） | オールナイトニッポン サタデースペシャル | 別番組                                     |
| 25:00 - 27:00      | オールナイトニッポン             | オールナイトニッポン             | オールナイトニッポン                    | 別番組                                     |
| 27:00 - 28:30      | オールナイトニッポン0 (ZERO)     | オールナイトニッポン0 (ZERO)     | オールナイトニッポン0 (ZERO)            | 高嶋ひでたけの オールナイトニッポン 月イチ |
| 28:30 - 29:00      | 別番組                           | オールナイトニッポン0 (ZERO)     | オールナイトニッポン0 (ZERO)            | 高嶋ひでたけの オールナイトニッポン 月イチ |

## 放送時間
現在放送および配信中の放送（配信）時間一覧
2025年度春改編（2025年3月31日 - ）
| 番組名               | 月曜日 - 木曜日                     | 金曜日                              | 土曜日                              | 日曜日（月一回）        |
| -------------------- | ----------------------------------- | ----------------------------------- | ----------------------------------- | ----------------------- |
| PODCAST              | 18:00頃 - 配信 （配信終了時間未定） | 18:00頃 - 配信 （配信終了時間未定） | 18:00頃 - 配信 （配信終了時間未定） | （配信なし）            |
| MUSIC10              | 22:00 - 24:00 （120分）             | （放送なし）                        | （放送なし）                        | （放送なし）            |
| GOLD                 | （放送なし）                        | 22:00 - 24:00 （120分）             | （放送なし）                        | （放送なし）            |
| X                    | 24:00 - 24:58 （58分）              | 24:00 - 25:00 （60分）              | （放送なし）                        | （放送なし）            |
| オールナイトニッポン | 25:00 - 27:00 （120分）             | 25:00 - 27:00 （120分）             | 25:00 - 27:00 （120分）             | （放送なし）            |
| 0（ZERO）            | 27:00 - 28:30 （90分）              | 27:00 - 29:00 （120分）             | 27:00 - 29:00 （120分）             | （放送なし）            |
| サタデースペシャル   | （放送なし）                        | （放送なし）                        | 23:30 - 25:00 （90分）              | （放送なし）            |
| 月イチ               | （放送なし）                        | （放送なし）                        | （放送なし）                        | 27:00 - 29:00 （120分） |

ネット詳細は下記参照
オールナイトニッポン
- 月曜 - 土曜 25:00 - 27:00（36局ネット）

オールナイトニッポン0(ZERO)
- 月曜 - 木曜 27:00 - 28:30、金曜 27:00 - 29:00（35局ネット）
- 土曜 27:00 - 29:00（27局ネット、IBC岩手放送、山形放送、和歌山放送は28:00に飛び降り）

オールナイトニッポン MUSIC10
- 月曜 - 木曜 22:00 - 24:00（19局ネット、東北放送は月曜のみ自社制作番組放送のため非ネット）

オールナイトニッポンGOLD
- 金曜 22:00 - 24:00（19局ネット）

オールナイトニッポンX
- 月曜 - 木曜 24:00 - 24:58（2局ネット）
- 金曜 24:00 - 25:00（関東ローカル）

オールナイトニッポンサタデースペシャル
- 土曜 23:30 - 25:00（34局ネット）

オールナイトニッポン月イチ
- 日曜 27:00 - 29:00（関東ローカル）

オールナイトニッポンPODCAST
- 月曜 - 土曜 18:00配信（ニッポン放送PODCAST STATIONほかにて配信）

## 現在のパーソナリティ
（2025年7月7日 - ）
| 放送曜日                                                                          | 名称                                                                     | パーソナリティ                                          | 放送方式                                                | 番組開始日                                              |
| オールナイトニッポン PODCAST（月曜 - 土曜 18:00頃配信）                           | オールナイトニッポン PODCAST（月曜 - 土曜 18:00頃配信）                  | オールナイトニッポン PODCAST（月曜 - 土曜 18:00頃配信） | オールナイトニッポン PODCAST（月曜 - 土曜 18:00頃配信） | オールナイトニッポン PODCAST（月曜 - 土曜 18:00頃配信） |
| --------------------------------------------------------------------------------- | ------------------------------------------------------------------------ | ------------------------------------------------------- | ------------------------------------------------------- | ------------------------------------------------------- |
| 月曜日                                                                            | オールナイトニッポンPODCASTトータルテンボスのぬきさしならナイト! Season2 | トータルテンボス                                        | 録音（配信）                                            | 2020年5月18日                                           |
| 火曜日                                                                            | オールナイトニッポンPODCAST男性ブランコのおしゃべりマレット              | 男性ブランコ                                            | 録音（配信）                                            | 2024年10月1日                                           |
| 水曜日                                                                            | オールナイトニッポンPODCAST銀シャリのおトぎばなし                        | 銀シャリ                                                | 録音（配信）                                            | 2021年3月3日                                            |
| 木曜日                                                                            | オールナイトニッポンPODCASTアンガールズのジャンピン                      | アンガールズ                                            | 録音（配信）                                            | 2021年10月7日                                           |
| 金曜日                                                                            | オールナイトニッポンPODCASTトム・ブラウンのニッポン放送圧縮計画          | トム・ブラウン                                          | 録音（配信）                                            | 2021年10月8日                                           |
| 土曜日                                                                            | ○○(パーソナリティー名)のオールナイトニッポンPODCAST                      | （月替わり）                                            | 録音（配信）                                            | 2021年10月9日                                           |
| オールナイトニッポン MUSIC10（月曜 - 木曜 22:00 - 24:00）                         |                                                                          |                                                         |                                                         |                                                         |
| 月曜日                                                                            | オールナイトニッポン MUSIC10                                             | 森山良子                                                | 生放送                                                  | 2015年9月28日                                           |
| 火曜日                                                                            | オールナイトニッポン MUSIC10                                             | 鈴木杏樹                                                | 生放送                                                  | 2015年9月30日                                           |
| 第1・3水曜日                                                                      | オールナイトニッポン MUSIC10                                             | 名取裕子                                                | 生放送                                                  | 2015年9月29日                                           |
| 第2水曜日                                                                         | オールナイトニッポン MUSIC10                                             | 森高千里                                                | 生放送                                                  | 2020年4月8日                                            |
| 第4水曜日                                                                         | オールナイトニッポン MUSIC10                                             | 岸谷香                                                  | 生放送                                                  | 2020年4月22日                                           |
| 木曜日                                                                            | オールナイトニッポン MUSIC10                                             | 渡辺満里奈                                              | 生放送                                                  | 2018年1月4日                                            |
| オールナイトニッポンGOLD（金曜 22:00 - 24:00）                                    |                                                                          |                                                         |                                                         |                                                         |
| 第1金曜日                                                                         | あいみょんのオールナイトニッポンGOLD                                     | あいみょん                                              | 生放送or録音                                            | 2023年4月7日                                            |
| 第2・4・5金曜日                                                                   | オールナイトニッポンGOLD スペシャルナイト                                | （週替わり）                                            | 生放送or録音                                            | 2013年10月11日                                          |
| 第3金曜日                                                                         | 松任谷由実のオールナイトニッポンGOLD                                     | 松任谷由実                                              | 生放送or録音                                            | 2016年4月22日                                           |
| オールナイトニッポンX（月曜 - 木曜 24:00 - 24:58/金曜 24:00 - 25:00）             |                                                                          |                                                         |                                                         |                                                         |
| 月曜日                                                                            | FRUITS ZIPPERのオールナイトニッポンX                                     | FRUITS ZIPPER                                           | 生放送                                                  | 2025年7月7日                                            |
| 火曜日                                                                            | 高橋文哉のオールナイトニッポンX                                          | 高橋文哉                                                | 生放送                                                  | 2022年5月26日                                           |
| 水曜日                                                                            | JO1のオールナイトニッポンX                                               | JO1（レギュラー:白岩瑠姫）                              | 生放送                                                  | 2022年4月6日                                            |
| 木曜日                                                                            | 日向坂46・松田好花のオールナイトニッポンX                                | 松田好花（日向坂46）                                    | 生放送                                                  | 2024年4月4日                                            |
| 金曜日                                                                            | ○○(パーソナリティー名)のオールナイトニッポンX                            | （週替わり）                                            | 生放送or録音                                            | 2025年4月4日                                            |
| 最終金曜日                                                                        | &TEAMのオールナイトニッポンX                                             | &TEAM                                                   | 生放送                                                  | 2025年4月25日                                           |
| オールナイトニッポン（月曜 - 土曜 25:00 - 27:00）                                 |                                                                          |                                                         |                                                         |                                                         |
| 月曜日                                                                            | 山田裕貴のオールナイトニッポン                                           | 山田裕貴                                                | 生放送                                                  | 2024年4月1日                                            |
| 火曜日                                                                            | 星野源のオールナイトニッポン                                             | 星野源                                                  | 生放送                                                  | 2016年3月28日                                           |
| 水曜日                                                                            | 乃木坂46のオールナイトニッポン                                           | 乃木坂46（レギュラー:久保史緒里）                       | 生放送                                                  | 2019年4月3日                                            |
| 木曜日                                                                            | ナインティナインのオールナイトニッポン                                   | ナインティナイン                                        | 生放送                                                  | 2020年5月14日                                           |
| 金曜日                                                                            | 霜降り明星のオールナイトニッポン                                         | 霜降り明星                                              | 生放送                                                  | 2021年4月2日                                            |
| 土曜日                                                                            | ニチレイ presentsオードリーのオールナイトニッポン                        | オードリー                                              | 生放送                                                  | 2009年10月10日                                          |
| オールナイトニッポン0(ZERO)（月曜 - 木曜 27:00 - 28:30/金曜・土曜 27:00 - 29:00） |                                                                          |                                                         |                                                         |                                                         |
| 月曜日                                                                            | キタニタツヤのオールナイトニッポン0(ZERO)                                | キタニタツヤ                                            | 生放送                                                  | 2025年3月31日                                           |
| 火曜日                                                                            | あののオールナイトニッポン0(ZERO)                                        | あの                                                    | 生放送                                                  | 2023年4月4日                                            |
| 水曜日                                                                            | 佐久間宣行のオールナイトニッポン0(ZERO)                                  | 佐久間宣行                                              | 生放送                                                  | 2019年4月3日                                            |
| 木曜日                                                                            | マヂカルラブリーのオールナイトニッポン0(ZERO)                            | マヂカルラブリー                                        | 生放送                                                  | 2021年4月1日                                            |
| 金曜日                                                                            | 三四郎のオールナイトニッポン0(ZERO)                                      | 三四郎                                                  | 生放送                                                  | 2021年4月2日                                            |
| 土曜日                                                                            | ○○(パーソナリティー名)のオールナイトニッポン0(ZERO)                      | （週替わり）                                            | 生放送or録音                                            | 2018年4月7日                                            |
| 最終土曜日                                                                        | ヤーレンズのオールナイトニッポン0(ZERO)                                  | ヤーレンズ                                              | 生放送                                                  | 2024年4月27日                                           |
| オールナイトニッポンサタデースペシャル（土曜 23:30 - 25:00）                      |                                                                          |                                                         |                                                         |                                                         |
| 土曜日                                                                            | SixTONESのオールナイトニッポンサタデースペシャル                         | SixTONES（レギュラー:田中樹）                           | 生放送                                                  | 2020年4月4日                                            |
| オールナイトニッポン月イチ（日曜 27:00 - 29:00）                                  |                                                                          |                                                         |                                                         |                                                         |
| 日曜日（毎月1回）                                                                 | 高嶋ひでたけのオールナイトニッポン月イチ                                 | 高嶋ひでたけ                                            | 生放送or録音                                            | 2019年4月14日                                           |

### 記録 （アナウンサーは含まない）
（2025年4月現在）
| 出演期間                             | 出演期間                | 出演期間   | 出演期間   | 出演期間                                  |
| 記録                                 | パーソナリティ          | 開始年月   | 終了年月   | 出演期間                                  |
| ------------------------------------ | ----------------------- | ---------- | ---------- | ----------------------------------------- |
| 最長レギュラーパーソナリティ         | ナインティナイン        | 1994年04月 | 担当中     | 岡村隆史・31年00か月 矢部浩之・25年05か月 |
| -0(ZERO)最長レギュラーパーソナリティ | 三四郎                  | 2015年04月 | 2019年03月 | 08年00か月                                |
| -0(ZERO)最長レギュラーパーソナリティ | 三四郎                  | 2021年04月 | 担当中     | 08年00か月                                |
| -X最長レギュラーパーソナリティ       | JO1                     | 2022年04月 | 担当中     | 03年00か月                                |
| 昇格関連                             |                         |            |            |                                           |
| 記録                                 | パーソナリティ          | 開始年月   | 昇格年月   | 出演期間                                  |
| 番組初昇格                           | イルカ                  | 1974年07月 | 1975年01月 | 00年06か月                                |
| -Rからの初昇格                       | ゆず                    | 1998年04月 | 1998年10月 | 00年06か月                                |
| -0(ZERO)からの初昇格                 | 久保ミツロウ&能町みね子 | 2012年04月 | 2013年04月 | 01年00か月                                |
| -X(クロス)からの初昇格               | 山田裕貴                | 2022年04月 | 2024年04月 | 02年00か月                                |
| 最短期間での昇格                     | ダディ竹千代            | 1980年04月 | 1980年07月 | 00年03か月                                |
| 最短期間での昇格                     | ナインティナイン        | 1994年04月 | 1994年07月 | 00年03か月                                |
| 最長期間での昇格                     | 三四郎                  | 2015年03月 | 2019年04月 | 04年00か月                                |
| 最長期間での昇格                     | Creepy Nuts             | 2018年04月 | 2022年04月 | 04年00か月                                |
| 復帰関連                             |                         |            |            |                                           |
| 記録                                 | パーソナリティ          | 終了年月   | 復帰年月   | 中断期間                                  |
| 番組初復帰                           | あのねのね              | 1973年12月 | 1974年10月 | 00年09か月                                |
| 最短期間での復帰                     | 松村邦洋                | 1996年06月 | 1996年10月 | 00年03か月                                |
| 最短期間での復帰                     | 村本大輔                | 2015年03月 | 2015年07月 | 00年03か月                                |
| 最長期間での復帰                     | 鴻上尚史                | 1989年03月 | 2018年01月 | 28年09か月                                |

## 変遷

### 番組枠の変遷
| 過去に放送された番組枠変遷一覧                              | 過去に放送された番組枠変遷一覧                     | 過去に放送された番組枠変遷一覧                                 | 過去に放送された番組枠変遷一覧                   | 過去に放送された番組枠変遷一覧               | 過去に放送された番組枠変遷一覧       | 過去に放送された番組枠変遷一覧       | 過去に放送された番組枠変遷一覧       | 過去に放送された番組枠変遷一覧       | 過去に放送された番組枠変遷一覧       | 過去に放送された番組枠変遷一覧       | 過去に放送された番組枠変遷一覧       | 過去に放送された番組枠変遷一覧 |
| 4時間時代（1967年10月 - 1974年06月）                        | 4時間時代（1967年10月 - 1974年06月）               | 4時間時代（1967年10月 - 1974年06月）                           | 4時間時代（1967年10月 - 1974年06月）             | 4時間時代（1967年10月 - 1974年06月）         | 4時間時代（1967年10月 - 1974年06月） | 4時間時代（1967年10月 - 1974年06月） | 4時間時代（1967年10月 - 1974年06月） | 4時間時代（1967年10月 - 1974年06月） | 4時間時代（1967年10月 - 1974年06月） | 4時間時代（1967年10月 - 1974年06月） | 4時間時代（1967年10月 - 1974年06月） |                                |
| 放送時間                                                    | 月曜日 - 木曜日                                    | 金曜日                                                         | 土曜日                                           | 日曜日                                       |                                      |                                      |                                      |                                      |                                      |                                      |                                      |                                |
| 1967年10月 - 1968年03月                                     | 1967年10月 - 1968年03月                            | 1967年10月 - 1968年03月                                        | 1967年10月 - 1968年03月                          | 1967年10月 - 1968年03月                      |                                      |                                      |                                      |                                      |                                      |                                      |                                      |                                |
| ----------------------------------------------------------- | -------------------------------------------------- | -------------------------------------------------------------- | ------------------------------------------------ | -------------------------------------------- | ------------------------------------ | ------------------------------------ | ------------------------------------ | ------------------------------------ | ------------------------------------ | ------------------------------------ | ------------------------------------ | ------------------------------ |
| 25:00 - 29:00                                               | オールナイトニッポン                               | オールナイトニッポン                                           | オールナイトニッポン                             | 別番組                                       |                                      |                                      |                                      |                                      |                                      |                                      |                                      |                                |
| 1968年04月 - 1968年09月                                     |                                                    |                                                                |                                                  |                                              |                                      |                                      |                                      |                                      |                                      |                                      |                                      |                                |
| 23:30 - 25:00                                               | 別番組                                             | 別番組                                                         | 別番組                                           | オールナイトニッポン 電話リクエスト          |                                      |                                      |                                      |                                      |                                      |                                      |                                      |                                |
| 25:00 - 26:00                                               | オールナイトニッポン                               | オールナイトニッポン                                           | オールナイトニッポン                             | オールナイトニッポン 電話リクエスト          |                                      |                                      |                                      |                                      |                                      |                                      |                                      |                                |
| 26:00 - 29:00                                               | オールナイトニッポン                               | オールナイトニッポン                                           | オールナイトニッポン                             | 別番組                                       |                                      |                                      |                                      |                                      |                                      |                                      |                                      |                                |
| 1968年10月 - 1972年03月・1972年06月                         |                                                    |                                                                |                                                  |                                              |                                      |                                      |                                      |                                      |                                      |                                      |                                      |                                |
| 24:00 - 25:00                                               | 別番組                                             | 別番組                                                         | 別番組                                           | オールナイトニッポン 電話リクエスト          |                                      |                                      |                                      |                                      |                                      |                                      |                                      |                                |
| 25:00 - 26:00                                               | オールナイトニッポン                               | オールナイトニッポン                                           | オールナイトニッポン                             | オールナイトニッポン 電話リクエスト          |                                      |                                      |                                      |                                      |                                      |                                      |                                      |                                |
| 26:00 - 29:00                                               | オールナイトニッポン                               | オールナイトニッポン                                           | オールナイトニッポン                             | 別番組                                       |                                      |                                      |                                      |                                      |                                      |                                      |                                      |                                |
| 1972年04月 - 1972年05月                                     |                                                    |                                                                |                                                  |                                              |                                      |                                      |                                      |                                      |                                      |                                      |                                      |                                |
| 24:30 - 25:00                                               | 別番組                                             | 別番組                                                         | 別番組                                           | オールナイトニッポン 電話リクエスト          |                                      |                                      |                                      |                                      |                                      |                                      |                                      |                                |
| 25:00 - 26:00                                               | オールナイトニッポン                               | オールナイトニッポン                                           | オールナイトニッポン                             | オールナイトニッポン 電話リクエスト          |                                      |                                      |                                      |                                      |                                      |                                      |                                      |                                |
| 26:00 - 29:00                                               | オールナイトニッポン                               | オールナイトニッポン                                           | オールナイトニッポン                             | 別番組                                       |                                      |                                      |                                      |                                      |                                      |                                      |                                      |                                |
| 放送時間                                                    | 月曜日                                             | 火曜日 - 金曜日                                                | 土曜日                                           | 日曜日                                       |                                      |                                      |                                      |                                      |                                      |                                      |                                      |                                |
| 1972年07月 - 1972年09月                                     |                                                    |                                                                |                                                  |                                              |                                      |                                      |                                      |                                      |                                      |                                      |                                      |                                |
| 24:00 - 25:00                                               | 別番組                                             | 別番組                                                         | 別番組                                           | オールナイトニッポン 電話リクエスト          |                                      |                                      |                                      |                                      |                                      |                                      |                                      |                                |
| 25:00 - 26:00                                               | オールナイトニッポン                               | オールナイトニッポン ビバカメショー （亀渕昭信）               | オールナイトニッポン ビバカメショー （亀渕昭信） | オールナイトニッポン 電話リクエスト          |                                      |                                      |                                      |                                      |                                      |                                      |                                      |                                |
| 26:00 - 27:00                                               | オールナイトニッポン                               | オールナイトニッポン ビバカメショー （亀渕昭信）               | オールナイトニッポン ビバカメショー （亀渕昭信） | 別番組                                       |                                      |                                      |                                      |                                      |                                      |                                      |                                      |                                |
| 27:00 - 29:00                                               | オールナイトニッポン                               | オールナイトニッポン ビバテツショー （今仁哲夫）               | オールナイトニッポン ビバテツショー （今仁哲夫） | 別番組                                       |                                      |                                      |                                      |                                      |                                      |                                      |                                      |                                |
| 放送時間                                                    | 月曜日 - 木曜日                                    | 金曜日                                                         | 土曜日                                           | 日曜日                                       |                                      |                                      |                                      |                                      |                                      |                                      |                                      |                                |
| 1972年10月 - 1972年12月                                     |                                                    |                                                                |                                                  |                                              |                                      |                                      |                                      |                                      |                                      |                                      |                                      |                                |
| 24:00 - 25:00                                               | 別番組                                             | 別番組                                                         | 別番組                                           | オールナイトニッポン 電話リクエスト          |                                      |                                      |                                      |                                      |                                      |                                      |                                      |                                |
| 25:00 - 26:00                                               | オールナイトニッポン ビバカメショー （亀渕昭信）   | オールナイトニッポン ビバカメショー （亀渕昭信）               | オールナイトニッポン ビバカメショー （亀渕昭信） | オールナイトニッポン 電話リクエスト          |                                      |                                      |                                      |                                      |                                      |                                      |                                      |                                |
| 26:00 - 27:00                                               | オールナイトニッポン ビバカメショー （亀渕昭信）   | オールナイトニッポン ビバカメショー （亀渕昭信）               | オールナイトニッポン ビバカメショー （亀渕昭信） | 別番組                                       |                                      |                                      |                                      |                                      |                                      |                                      |                                      |                                |
| 27:00 - 29:00                                               | オールナイトニッポン ビバテツショー （今仁哲夫）   | オールナイトニッポン ビバテツショー （今仁哲夫）               | オールナイトニッポン ビバテツショー （今仁哲夫） | 別番組                                       |                                      |                                      |                                      |                                      |                                      |                                      |                                      |                                |
| 1973年01月 - 1973年06月                                     |                                                    |                                                                |                                                  |                                              |                                      |                                      |                                      |                                      |                                      |                                      |                                      |                                |
| 24:00 - 25:00                                               | 別番組                                             | 別番組                                                         | 別番組                                           | オールナイトニッポン 電話リクエスト          |                                      |                                      |                                      |                                      |                                      |                                      |                                      |                                |
| 25:00 - 26:00                                               | オールナイトニッポン ビバカメショー （亀渕昭信）   | オールナイトニッポン ビバカメショー （亀渕昭信）               | オールナイトニッポン ビバカメショー （亀渕昭信） | オールナイトニッポン 電話リクエスト          |                                      |                                      |                                      |                                      |                                      |                                      |                                      |                                |
| 26:00 - 27:00                                               | オールナイトニッポン ビバカメショー （亀渕昭信）   | オールナイトニッポン ビバカメショー （亀渕昭信）               | オールナイトニッポン ビバカメショー （亀渕昭信） | 別番組                                       |                                      |                                      |                                      |                                      |                                      |                                      |                                      |                                |
| 27:00 - 29:00                                               | オールナイトニッポン ビバケンショー （池田健）     | オールナイトニッポン ビバケンショー （池田健）                 | オールナイトニッポン ビバケンショー （池田健）   | 別番組                                       |                                      |                                      |                                      |                                      |                                      |                                      |                                      |                                |
| 1973年07月 - 1973年09月                                     |                                                    |                                                                |                                                  |                                              |                                      |                                      |                                      |                                      |                                      |                                      |                                      |                                |
| 24:00 - 25:00                                               | 別番組                                             | 別番組                                                         | 別番組                                           | オールナイトニッポン 電話リクエスト          |                                      |                                      |                                      |                                      |                                      |                                      |                                      |                                |
| 25:00 - 26:00                                               | オールナイトニッポン                               | オールナイトニッポン                                           | オールナイトニッポン                             | オールナイトニッポン 電話リクエスト          |                                      |                                      |                                      |                                      |                                      |                                      |                                      |                                |
| 26:00 - 29:00                                               | オールナイトニッポン                               | オールナイトニッポン                                           | オールナイトニッポン                             | 別番組                                       |                                      |                                      |                                      |                                      |                                      |                                      |                                      |                                |
| 1973年10月 - 1973年12月                                     |                                                    |                                                                |                                                  |                                              |                                      |                                      |                                      |                                      |                                      |                                      |                                      |                                |
| 24:00 - 25:00                                               | 別番組                                             | 別番組                                                         | 別番組                                           | オールナイトニッポン 電話リクエスト          |                                      |                                      |                                      |                                      |                                      |                                      |                                      |                                |
| 25:00 - 26:15                                               | オールナイトニッポン                               | オールナイトニッポン                                           | オールナイトニッポン                             | オールナイトニッポン 電話リクエスト          |                                      |                                      |                                      |                                      |                                      |                                      |                                      |                                |
| 26:15 - 29:00                                               | オールナイトニッポン                               | オールナイトニッポン                                           | オールナイトニッポン                             | 別番組                                       |                                      |                                      |                                      |                                      |                                      |                                      |                                      |                                |
| 1974年01月 - 1974年03月                                     |                                                    |                                                                |                                                  |                                              |                                      |                                      |                                      |                                      |                                      |                                      |                                      |                                |
| 24:00 - 25:00                                               | 別番組                                             | 別番組                                                         | 別番組                                           | オールナイトニッポン 電話リクエスト          |                                      |                                      |                                      |                                      |                                      |                                      |                                      |                                |
| 25:00 - 26:00                                               | オールナイトニッポン                               | オールナイトニッポン                                           | オールナイトニッポン                             | オールナイトニッポン 電話リクエスト          |                                      |                                      |                                      |                                      |                                      |                                      |                                      |                                |
| 26:00 - 27:00                                               | オールナイトニッポン                               | オールナイトニッポン                                           | オールナイトニッポン                             | 別番組                                       |                                      |                                      |                                      |                                      |                                      |                                      |                                      |                                |
| 1974年04月 - 1974年06月                                     |                                                    |                                                                |                                                  |                                              |                                      |                                      |                                      |                                      |                                      |                                      |                                      |                                |
| 24:05 - 25:00                                               | 別番組                                             | 別番組                                                         | 別番組                                           | オールナイトニッポン 電話リクエスト          |                                      |                                      |                                      |                                      |                                      |                                      |                                      |                                |
| 25:00 - 25:30                                               | オールナイトニッポン                               | オールナイトニッポン                                           | オールナイトニッポン                             | オールナイトニッポン 電話リクエスト          |                                      |                                      |                                      |                                      |                                      |                                      |                                      |                                |
| 25:30 - 27:00                                               | オールナイトニッポン                               | オールナイトニッポン                                           | オールナイトニッポン                             | 別番組                                       |                                      |                                      |                                      |                                      |                                      |                                      |                                      |                                |
| 2部構成（1974年07月 - 1998年03月）                          |                                                    |                                                                |                                                  |                                              |                                      |                                      |                                      |                                      |                                      |                                      |                                      |                                |
| 放送時間                                                    | 月曜日 - 木曜日                                    | 金曜日                                                         | 土曜日                                           | 日曜日                                       |                                      |                                      |                                      |                                      |                                      |                                      |                                      |                                |
| 1974年07月 - 1977年03月                                     |                                                    |                                                                |                                                  |                                              |                                      |                                      |                                      |                                      |                                      |                                      |                                      |                                |
| 24:05 - 25:00                                               | 別番組                                             | 別番組                                                         | 別番組                                           | オールナイトニッポン 電話リクエスト          |                                      |                                      |                                      |                                      |                                      |                                      |                                      |                                |
| 25:00 - 25:30                                               | オールナイトニッポン 第1部                         | オールナイトニッポン 第1部                                     | オールナイトニッポン                             | オールナイトニッポン 電話リクエスト          |                                      |                                      |                                      |                                      |                                      |                                      |                                      |                                |
| 25:30 - 27:00                                               | オールナイトニッポン 第1部                         | オールナイトニッポン 第1部                                     | オールナイトニッポン                             | 別番組                                       |                                      |                                      |                                      |                                      |                                      |                                      |                                      |                                |
| 27:00 - 29:00                                               | オールナイトニッポン 第2部                         | オールナイトニッポン 第2部                                     | オールナイトニッポン                             | 別番組                                       |                                      |                                      |                                      |                                      |                                      |                                      |                                      |                                |
| 1977年04月 - 1978年03月                                     |                                                    |                                                                |                                                  |                                              |                                      |                                      |                                      |                                      |                                      |                                      |                                      |                                |
| 24:05 - 25:00                                               | 別番組                                             | 別番組                                                         | 別番組                                           | オールナイトニッポン 電話リクエスト          |                                      |                                      |                                      |                                      |                                      |                                      |                                      |                                |
| 25:00 - 25:30                                               | オールナイトニッポン 第1部                         | オールナイトニッポン                                           | オールナイトニッポン                             | オールナイトニッポン 電話リクエスト          |                                      |                                      |                                      |                                      |                                      |                                      |                                      |                                |
| 25:30 - 27:00                                               | オールナイトニッポン 第1部                         | オールナイトニッポン                                           | オールナイトニッポン                             | 別番組                                       |                                      |                                      |                                      |                                      |                                      |                                      |                                      |                                |
| 27:00 - 29:00                                               | オールナイトニッポン 第2部                         | オールナイトニッポン                                           | オールナイトニッポン                             | 別番組                                       |                                      |                                      |                                      |                                      |                                      |                                      |                                      |                                |
| 1978年04月 - 1978年06月                                     |                                                    |                                                                |                                                  |                                              |                                      |                                      |                                      |                                      |                                      |                                      |                                      |                                |
| 24:35 - 25:00                                               | 別番組                                             | 別番組                                                         | 別番組                                           | オールナイトニッポン 電話リクエスト          |                                      |                                      |                                      |                                      |                                      |                                      |                                      |                                |
| 25:00 - 26:00                                               | オールナイトニッポン 第1部                         | オールナイトニッポン 第1部                                     | オールナイトニッポン                             | オールナイトニッポン 電話リクエスト          |                                      |                                      |                                      |                                      |                                      |                                      |                                      |                                |
| 26:00 - 27:00                                               | オールナイトニッポン 第1部                         | オールナイトニッポン 第1部                                     | オールナイトニッポン                             | 別番組                                       |                                      |                                      |                                      |                                      |                                      |                                      |                                      |                                |
| 27:00 - 29:00                                               | オールナイトニッポン 第2部                         | オールナイトニッポン 第2部                                     | オールナイトニッポン                             | 別番組                                       |                                      |                                      |                                      |                                      |                                      |                                      |                                      |                                |
| 1978年07月 - 1978年09月・1980年04月 - 1984年03月            |                                                    |                                                                |                                                  |                                              |                                      |                                      |                                      |                                      |                                      |                                      |                                      |                                |
| 24:05 - 25:00                                               | 別番組                                             | 別番組                                                         | 別番組                                           | オールナイトニッポン 電話リクエスト          |                                      |                                      |                                      |                                      |                                      |                                      |                                      |                                |
| 25:00 - 25:30                                               | オールナイトニッポン 第1部                         | オールナイトニッポン 第1部                                     | オールナイトニッポン                             | オールナイトニッポン 電話リクエスト          |                                      |                                      |                                      |                                      |                                      |                                      |                                      |                                |
| 25:30 - 27:00                                               | オールナイトニッポン 第1部                         | オールナイトニッポン 第1部                                     | オールナイトニッポン                             | 別番組                                       |                                      |                                      |                                      |                                      |                                      |                                      |                                      |                                |
| 27:00 - 29:00                                               | オールナイトニッポン 第2部                         | オールナイトニッポン 第2部                                     | オールナイトニッポン                             | 別番組                                       |                                      |                                      |                                      |                                      |                                      |                                      |                                      |                                |
| 1978年10月 - 1979年09月                                     |                                                    |                                                                |                                                  |                                              |                                      |                                      |                                      |                                      |                                      |                                      |                                      |                                |
| 24:05 - 25:00                                               | 別番組                                             | 別番組                                                         | 別番組                                           | オールナイトニッポン 電話リクエスト          |                                      |                                      |                                      |                                      |                                      |                                      |                                      |                                |
| 25:00 - 25:30                                               | オールナイトニッポン 第1部                         | オールナイトニッポン 第1部                                     | オールナイトニッポン                             | オールナイトニッポン 電話リクエスト          |                                      |                                      |                                      |                                      |                                      |                                      |                                      |                                |
| 25:30 - 27:00                                               | オールナイトニッポン 第1部                         | オールナイトニッポン 第1部                                     | オールナイトニッポン                             | 別番組                                       |                                      |                                      |                                      |                                      |                                      |                                      |                                      |                                |
| 27:00 - 29:00                                               | オールナイトニッポン 第2部                         | オールナイトニッポン 第2部                                     | オールナイトニッポン                             | 別番組                                       |                                      |                                      |                                      |                                      |                                      |                                      |                                      |                                |
| 1984年04月 - 1986年09月                                     |                                                    |                                                                |                                                  |                                              |                                      |                                      |                                      |                                      |                                      |                                      |                                      |                                |
| 25:00 - 27:00                                               | オールナイトニッポン 第1部                         | オールナイトニッポン 第1部                                     | オールナイトニッポン                             | 別番組                                       |                                      |                                      |                                      |                                      |                                      |                                      |                                      |                                |
| 27:00 - 29:00                                               | オールナイトニッポン 第2部                         | オールナイトニッポン 第2部                                     | オールナイトニッポン                             | 別番組                                       |                                      |                                      |                                      |                                      |                                      |                                      |                                      |                                |
| 1986年04月 - 1997年09月                                     |                                                    |                                                                |                                                  |                                              |                                      |                                      |                                      |                                      |                                      |                                      |                                      |                                |
| 25:00 - 27:00                                               | オールナイトニッポン 第1部                         | オールナイトニッポン 第1部                                     | オールナイトニッポン 第1部                       | 別番組                                       |                                      |                                      |                                      |                                      |                                      |                                      |                                      |                                |
| 27:00 - 29:00                                               | オールナイトニッポン 第2部                         | オールナイトニッポン 第2部                                     | オールナイトニッポン 第2部                       | 別番組                                       |                                      |                                      |                                      |                                      |                                      |                                      |                                      |                                |
| 1997年10月 - 1998年03月                                     |                                                    |                                                                |                                                  |                                              |                                      |                                      |                                      |                                      |                                      |                                      |                                      |                                |
| 19:00 - 21:00                                               | オールナイトニッポンDX                             | オールナイトニッポンDX                                         | 別番組                                           | 別番組                                       |                                      |                                      |                                      |                                      |                                      |                                      |                                      |                                |
| 21:00 - 23:00                                               | 別番組                                             | 別番組                                                         | 別番組                                           | 別番組                                       |                                      |                                      |                                      |                                      |                                      |                                      |                                      |                                |
| 23:00 - 25:00                                               | 別番組                                             | 別番組                                                         | 別番組                                           | オールナイトニッポン 電話リクエスト          |                                      |                                      |                                      |                                      |                                      |                                      |                                      |                                |
| 25:00 - 25:30                                               | オールナイトニッポン 第1部                         | T.M.Revolution西川貴教の オールナイトニッポン Music Revolution | オールナイトニッポン 第1部                       | オールナイトニッポン 電話リクエスト          |                                      |                                      |                                      |                                      |                                      |                                      |                                      |                                |
| 25:30 - 27:00                                               | オールナイトニッポン 第1部                         | T.M.Revolution西川貴教の オールナイトニッポン Music Revolution | オールナイトニッポン 第1部                       | 別番組                                       |                                      |                                      |                                      |                                      |                                      |                                      |                                      |                                |
| 27:00 - 29:00                                               | オールナイトニッポン 第2部                         | T.M.Revolution西川貴教の オールナイトニッポン Music Revolution | オールナイトニッポン 第2部                       | 別番組                                       |                                      |                                      |                                      |                                      |                                      |                                      |                                      |                                |
| 1998年04月 - 1999年03月                                     |                                                    |                                                                |                                                  |                                              |                                      |                                      |                                      |                                      |                                      |                                      |                                      |                                |
| 23:00 - 25:00                                               | 別番組                                             | 別番組                                                         | 別番組                                           | オールナイトニッポン 電話リクエスト          |                                      |                                      |                                      |                                      |                                      |                                      |                                      |                                |
| 25:00 - 25:30                                               | オールナイトニッポン 第1部                         | オールナイトニッポン 第1部                                     | オールナイトニッポン 第1部                       | オールナイトニッポン 電話リクエスト          |                                      |                                      |                                      |                                      |                                      |                                      |                                      |                                |
| 25:30 - 27:30                                               | オールナイトニッポン 第1部                         | オールナイトニッポン 第1部                                     | オールナイトニッポン 第1部                       | 別番組                                       |                                      |                                      |                                      |                                      |                                      |                                      |                                      |                                |
| 27:00 - 28:30                                               | オールナイトニッポンR                              | オールナイトニッポンR                                          | オールナイトニッポンR                            | 別番組                                       |                                      |                                      |                                      |                                      |                                      |                                      |                                      |                                |
| 28:30 - 29:00                                               | 別番組                                             | オールナイトニッポンR                                          | オールナイトニッポンR                            | 別番組                                       |                                      |                                      |                                      |                                      |                                      |                                      |                                      |                                |
| LF+R（1999年04月 - 2003年03月）                             |                                                    |                                                                |                                                  |                                              |                                      |                                      |                                      |                                      |                                      |                                      |                                      |                                |
| 放送時間                                                    | 月曜日 - 木曜日                                    | 金曜日                                                         | 土曜日                                           | 日曜日                                       |                                      |                                      |                                      |                                      |                                      |                                      |                                      |                                |
| 1999年04月 - 2000年03月                                     |                                                    |                                                                |                                                  |                                              |                                      |                                      |                                      |                                      |                                      |                                      |                                      |                                |
| 22:00 - 23:00                                               | allnightnippon SUPER!                              | allnightnippon SUPER!                                          | 別番組                                           | 別番組                                       |                                      |                                      |                                      |                                      |                                      |                                      |                                      |                                |
| 23:00 - 24:00                                               | allnightnippon SUPER!                              | allnightnippon SUPER!                                          | 別番組                                           | @llnightnippon.com                           |                                      |                                      |                                      |                                      |                                      |                                      |                                      |                                |
| 24:00 - 25:00                                               | 別番組                                             | 別番組                                                         | 別番組                                           | @llnightnippon.com                           |                                      |                                      |                                      |                                      |                                      |                                      |                                      |                                |
| 25:00 - 27:00                                               | @llnightnippon.com                                 | @llnightnippon.com                                             | @llnightnippon.com                               | 別番組                                       |                                      |                                      |                                      |                                      |                                      |                                      |                                      |                                |
| 27:00 - 28:30                                               | allnightnippon-r                                   | allnightnippon-r                                               | allnightnippon-r                                 | 別番組                                       |                                      |                                      |                                      |                                      |                                      |                                      |                                      |                                |
| 28:30 - 29:00                                               | 別番組                                             | allnightnippon-r                                               | allnightnippon-r                                 | 別番組                                       |                                      |                                      |                                      |                                      |                                      |                                      |                                      |                                |
| 2000年04月 - 2001年09月                                     |                                                    |                                                                |                                                  |                                              |                                      |                                      |                                      |                                      |                                      |                                      |                                      |                                |
| 22:00 - 23:30                                               | allnightnippon SUPER!                              | allnightnippon SUPER!                                          | 別番組                                           | 別番組                                       |                                      |                                      |                                      |                                      |                                      |                                      |                                      |                                |
| 23:30 - 24:00                                               | allnightnippon SUPER!                              | allnightnippon SUPER!                                          | allnightnippon Saturday Special                  | allnightnippon Sunday Special                |                                      |                                      |                                      |                                      |                                      |                                      |                                      |                                |
| 24:00 - 25:00                                               | 別番組                                             | 別番組                                                         | allnightnippon Saturday Special                  | allnightnippon Sunday Special                |                                      |                                      |                                      |                                      |                                      |                                      |                                      |                                |
| 25:00 - 27:00                                               | @llnightnippon.com                                 | @llnightnippon.com                                             | @llnightnippon.com                               | 別番組                                       |                                      |                                      |                                      |                                      |                                      |                                      |                                      |                                |
| 27:00 - 28:30                                               | allnightnippon-r                                   | allnightnippon-r                                               | allnightnippon-r                                 | 別番組                                       |                                      |                                      |                                      |                                      |                                      |                                      |                                      |                                |
| 28:30 - 29:00                                               | 別番組                                             | allnightnippon-r                                               | allnightnippon-r                                 | 別番組                                       |                                      |                                      |                                      |                                      |                                      |                                      |                                      |                                |
| 2001年10月 - 2002年09月                                     |                                                    |                                                                |                                                  |                                              |                                      |                                      |                                      |                                      |                                      |                                      |                                      |                                |
| 22:00 - 23:00                                               | allnightnippon SUPER!                              | allnightnippon SUPER!                                          | 別番組                                           | 別番組                                       |                                      |                                      |                                      |                                      |                                      |                                      |                                      |                                |
| 23:00 - 23:30                                               | allnightnippon SUPER!                              | allnightnippon SUPER!                                          | 別番組                                           | allnightnippon Sunday SUPER!                 |                                      |                                      |                                      |                                      |                                      |                                      |                                      |                                |
| 23:30 - 24:00                                               | allnightnippon SUPER!                              | allnightnippon SUPER!                                          | allnightnippon Saturday Special                  | allnightnippon Sunday SUPER!                 |                                      |                                      |                                      |                                      |                                      |                                      |                                      |                                |
| 24:00 - 25:00                                               | 別番組                                             | 別番組                                                         | allnightnippon Saturday Special                  | allnightnippon Sunday SUPER!                 |                                      |                                      |                                      |                                      |                                      |                                      |                                      |                                |
| 24:30 - 25:00                                               | 別番組                                             | 別番組                                                         | allnightnippon Saturday Special                  | @llnightnippon Sunday.com                    |                                      |                                      |                                      |                                      |                                      |                                      |                                      |                                |
| 25:00 - 25:30                                               | @llnightnippon.com                                 | @llnightnippon.com                                             | @llnightnippon.com                               | @llnightnippon Sunday.com                    |                                      |                                      |                                      |                                      |                                      |                                      |                                      |                                |
| 25:30 - 27:00                                               | @llnightnippon.com                                 | @llnightnippon.com                                             | @llnightnippon.com                               | 別番組                                       |                                      |                                      |                                      |                                      |                                      |                                      |                                      |                                |
| 27:00 - 28:30                                               | allnightnippon-r                                   | allnightnippon-r                                               | allnightnippon-r                                 | 別番組                                       |                                      |                                      |                                      |                                      |                                      |                                      |                                      |                                |
| 28:30 - 29:00                                               | 別番組                                             | allnightnippon-r                                               | allnightnippon-r                                 | 別番組                                       |                                      |                                      |                                      |                                      |                                      |                                      |                                      |                                |
| 2002年10月 - 2003年03月                                     |                                                    |                                                                |                                                  |                                              |                                      |                                      |                                      |                                      |                                      |                                      |                                      |                                |
| 22:00 - 23:00                                               | allnightnippon SUPER!                              | allnightnippon SUPER FRIDAY!                                   | 別番組                                           | 別番組                                       |                                      |                                      |                                      |                                      |                                      |                                      |                                      |                                |
| 23:00 - 23:30                                               | allnightnippon SUPER!                              | allnightnippon SUPER FRIDAY!                                   | 別番組                                           | allnightnippon Sunday SUPER!                 |                                      |                                      |                                      |                                      |                                      |                                      |                                      |                                |
| 23:30 - 24:00                                               | allnightnippon SUPER!                              | allnightnippon SUPER FRIDAY!                                   | allnightnippon Saturday Special                  | allnightnippon Sunday SUPER!                 |                                      |                                      |                                      |                                      |                                      |                                      |                                      |                                |
| 24:00 - 24:00                                               | 別番組                                             | allnightnippon SUPER FRIDAY!                                   | allnightnippon Saturday Special                  | allnightnippon Sunday SUPER!                 |                                      |                                      |                                      |                                      |                                      |                                      |                                      |                                |
| 24:30 - 25:00                                               | 別番組                                             | allnightnippon SUPER FRIDAY!                                   | allnightnippon Saturday Special                  | @llnightnippon Sunday.com                    |                                      |                                      |                                      |                                      |                                      |                                      |                                      |                                |
| 25:00 - 25:30                                               | @llnightnippon.com                                 | @llnightnippon.com                                             | @llnightnippon.com                               | @llnightnippon Sunday.com                    |                                      |                                      |                                      |                                      |                                      |                                      |                                      |                                |
| 25:30 - 27:00                                               | @llnightnippon.com                                 | @llnightnippon.com                                             | @llnightnippon.com                               | 別番組                                       |                                      |                                      |                                      |                                      |                                      |                                      |                                      |                                |
| 27:00 - 28:30                                               | allnightnippon-r                                   | allnightnippon-r                                               | allnightnippon-r                                 | 別番組                                       |                                      |                                      |                                      |                                      |                                      |                                      |                                      |                                |
| 28:30 - 29:00                                               | 別番組                                             | allnightnippon-r                                               | allnightnippon-r                                 | 別番組                                       |                                      |                                      |                                      |                                      |                                      |                                      |                                      |                                |
| LF+R終了後（2003年04月 - 2012年03月）                       |                                                    |                                                                |                                                  |                                              |                                      |                                      |                                      |                                      |                                      |                                      |                                      |                                |
| 放送時間                                                    | 月曜日 - 木曜日                                    | 金曜日                                                         | 土曜日                                           | 日曜日                                       |                                      |                                      |                                      |                                      |                                      |                                      |                                      |                                |
| 2003年04月 - 2003年09月                                     |                                                    |                                                                |                                                  |                                              |                                      |                                      |                                      |                                      |                                      |                                      |                                      |                                |
| 22:00 - 23:30                                               | オールナイトニッポン いいネ!                       | オールナイトニッポン フライデースペシャル                      | 別番組                                           | ‐                                            |                                      |                                      |                                      |                                      |                                      |                                      |                                      |                                |
| 23:30 - 24:00                                               | オールナイトニッポン いいネ!                       | オールナイトニッポン フライデースペシャル                      | オールナイトニッポン サタデースペシャル          | ‐                                            |                                      |                                      |                                      |                                      |                                      |                                      |                                      |                                |
| 24:00 - 25:00                                               | 別番組                                             | 別番組                                                         | オールナイトニッポン サタデースペシャル          | ‐                                            |                                      |                                      |                                      |                                      |                                      |                                      |                                      |                                |
| 25:00 - 27:00                                               | オールナイトニッポン                               | オールナイトニッポン                                           | オールナイトニッポン                             | ‐                                            |                                      |                                      |                                      |                                      |                                      |                                      |                                      |                                |
| 27:00 - 28:30                                               | オールナイトニッポンR                              | オールナイトニッポンR                                          | オールナイトニッポンR                            | ‐                                            |                                      |                                      |                                      |                                      |                                      |                                      |                                      |                                |
| 28:30 - 29:00                                               | 別番組                                             | オールナイトニッポンR                                          | オールナイトニッポンR                            | ‐                                            |                                      |                                      |                                      |                                      |                                      |                                      |                                      |                                |
| 2003年10月 - 2004年03月                                     |                                                    |                                                                |                                                  |                                              |                                      |                                      |                                      |                                      |                                      |                                      |                                      |                                |
| 22:00 - 23:30                                               | オールナイトニッポン いいネ!                       | オールナイトニッポン フライデースペシャル                      | 別番組                                           | ‐                                            |                                      |                                      |                                      |                                      |                                      |                                      |                                      |                                |
| 23:30 - 24:00                                               | オールナイトニッポン いいネ!                       | オールナイトニッポン フライデースペシャル                      | オールナイトニッポン サタデースペシャル          | ‐                                            |                                      |                                      |                                      |                                      |                                      |                                      |                                      |                                |
| 24:00 - 25:00                                               | 別番組                                             | 別番組                                                         | オールナイトニッポン サタデースペシャル          | ‐                                            |                                      |                                      |                                      |                                      |                                      |                                      |                                      |                                |
| 25:00 - 27:00                                               | オールナイトニッポン                               | オールナイトニッポン                                           | オールナイトニッポン                             | ‐                                            |                                      |                                      |                                      |                                      |                                      |                                      |                                      |                                |
| 27:00 - 29:00                                               | オールナイトニッポン エバーグリーン                | オールナイトニッポンR                                          | オールナイトニッポンR                            | ‐                                            |                                      |                                      |                                      |                                      |                                      |                                      |                                      |                                |
| 2004年04月 - 2006年03月                                     |                                                    |                                                                |                                                  |                                              |                                      |                                      |                                      |                                      |                                      |                                      |                                      |                                |
| 23:30 - 25:00                                               | 別番組                                             | 別番組                                                         | オールナイトニッポン サタデースペシャル          | ‐                                            |                                      |                                      |                                      |                                      |                                      |                                      |                                      |                                |
| 25:00 - 27:00                                               | オールナイトニッポン                               | オールナイトニッポン                                           | オールナイトニッポン                             | ‐                                            |                                      |                                      |                                      |                                      |                                      |                                      |                                      |                                |
| 27:00 - 29:00                                               | オールナイトニッポン エバーグリーン                | オールナイトニッポンR                                          | オールナイトニッポンR                            | ‐                                            |                                      |                                      |                                      |                                      |                                      |                                      |                                      |                                |
| 2006年04月 - 2007年09月                                     |                                                    |                                                                |                                                  |                                              |                                      |                                      |                                      |                                      |                                      |                                      |                                      |                                |
| 23:30 - 25:00                                               | 別番組                                             | 別番組                                                         | オールナイトニッポン サタデースペシャル          | ‐                                            |                                      |                                      |                                      |                                      |                                      |                                      |                                      |                                |
| 25:00 - 27:00                                               | オールナイトニッポン                               | オールナイトニッポン                                           | オールナイトニッポン                             | ‐                                            |                                      |                                      |                                      |                                      |                                      |                                      |                                      |                                |
| 27:00 - 29:00                                               | オールナイトニッポン エバーグリーン                | オリエンタルラジオの オールナイトニッポンR                     | オールナイトニッポンR                            | ‐                                            |                                      |                                      |                                      |                                      |                                      |                                      |                                      |                                |
| 2006年10月 - 2007年03月                                     |                                                    |                                                                |                                                  |                                              |                                      |                                      |                                      |                                      |                                      |                                      |                                      |                                |
| 19:00 - 20:00                                               | 別番組                                             | 別番組                                                         | 別番組                                           | オールナイトニッポン アゲイン                |                                      |                                      |                                      |                                      |                                      |                                      |                                      |                                |
| 20:00 - 23:00                                               | 別番組                                             | 別番組                                                         | 別番組                                           | 別番組                                       |                                      |                                      |                                      |                                      |                                      |                                      |                                      |                                |
| 23:30 - 25:00                                               | 別番組                                             | 別番組                                                         | オールナイトニッポン サタデースペシャル          | 別番組                                       |                                      |                                      |                                      |                                      |                                      |                                      |                                      |                                |
| 25:00 - 27:00                                               | オールナイトニッポン                               | オールナイトニッポン                                           | オールナイトニッポン                             | 別番組                                       |                                      |                                      |                                      |                                      |                                      |                                      |                                      |                                |
| 27:00 - 29:00                                               | オールナイトニッポン エバーグリーン                | オリエンタルラジオの オールナイトニッポンR                     | オールナイトニッポンR                            | 別番組                                       |                                      |                                      |                                      |                                      |                                      |                                      |                                      |                                |
| 2007年04月- 2007年09月                                      |                                                    |                                                                |                                                  |                                              |                                      |                                      |                                      |                                      |                                      |                                      |                                      |                                |
| 23:30 - 25:00                                               | 別番組                                             | 別番組                                                         | オールナイトニッポン サタデースペシャル          | 別番組                                       |                                      |                                      |                                      |                                      |                                      |                                      |                                      |                                |
| 25:00 - 25:30                                               | オールナイトニッポン                               | オールナイトニッポン                                           | オールナイトニッポン                             | 上原隆の オールナイトニッポン サポーターズ   |                                      |                                      |                                      |                                      |                                      |                                      |                                      |                                |
| 25:30 - 27:00                                               | オールナイトニッポン                               | オールナイトニッポン                                           | オールナイトニッポン                             | 放送休止                                     |                                      |                                      |                                      |                                      |                                      |                                      |                                      |                                |
| 27:00 - 29:00                                               | オールナイトニッポン エバーグリーン                | オリエンタルラジオの オールナイトニッポンR                     | オールナイトニッポンR                            | 放送休止                                     |                                      |                                      |                                      |                                      |                                      |                                      |                                      |                                |
| 2007年10月 - 2009年03月                                     |                                                    |                                                                |                                                  |                                              |                                      |                                      |                                      |                                      |                                      |                                      |                                      |                                |
| 23:30 - 25:00                                               | 別番組                                             | 別番組                                                         | オールナイトニッポン サタデースペシャル          | 別番組                                       |                                      |                                      |                                      |                                      |                                      |                                      |                                      |                                |
| 25:00 - 25:30                                               | オールナイトニッポン                               | オールナイトニッポン                                           | オールナイトニッポン                             | 上原隆の オールナイトニッポン サポーターズ   |                                      |                                      |                                      |                                      |                                      |                                      |                                      |                                |
| 25:30 - 27:00                                               | オールナイトニッポン                               | オールナイトニッポン                                           | オールナイトニッポン                             | 放送休止                                     |                                      |                                      |                                      |                                      |                                      |                                      |                                      |                                |
| 27:00 - 28:30                                               | オールナイトニッポン エバーグリーン                | オリエンタルラジオの オールナイトニッポンR                     | オールナイトニッポンR                            | 放送休止                                     |                                      |                                      |                                      |                                      |                                      |                                      |                                      |                                |
| 28:30 - 29:00                                               | 別番組                                             | オリエンタルラジオの オールナイトニッポンR                     | オールナイトニッポンR                            | 放送休止                                     |                                      |                                      |                                      |                                      |                                      |                                      |                                      |                                |
| 2009年04月 - 2009年10月                                     |                                                    |                                                                |                                                  |                                              |                                      |                                      |                                      |                                      |                                      |                                      |                                      |                                |
| 23:30 - 25:00                                               | 別番組                                             | 別番組                                                         | オールナイトニッポン サタデースペシャル          | ‐                                            |                                      |                                      |                                      |                                      |                                      |                                      |                                      |                                |
| 25:00 - 27:00                                               | オールナイトニッポン                               | オールナイトニッポン                                           | オールナイトニッポン                             | ‐                                            |                                      |                                      |                                      |                                      |                                      |                                      |                                      |                                |
| 27:00 - 28:30                                               | くり万太郎の オールナイトニッポンR                 | オールナイトニッポンR                                          | オールナイトニッポンR                            | ‐                                            |                                      |                                      |                                      |                                      |                                      |                                      |                                      |                                |
| 28:30 - 29:00                                               | 別番組                                             | オールナイトニッポンR                                          | オールナイトニッポンR                            | ‐                                            |                                      |                                      |                                      |                                      |                                      |                                      |                                      |                                |
| 2009年11月                                                  |                                                    |                                                                |                                                  |                                              |                                      |                                      |                                      |                                      |                                      |                                      |                                      |                                |
| 18:00 - 19:30                                               | 別番組                                             | 別番組                                                         | 別番組                                           | オールナイトニッポン サンデー                |                                      |                                      |                                      |                                      |                                      |                                      |                                      |                                |
| 19:30 - 22:00                                               | 別番組                                             | 別番組                                                         | 別番組                                           | 別番組                                       |                                      |                                      |                                      |                                      |                                      |                                      |                                      |                                |
| 22:00 - 23:30                                               | オールナイトニッポン GOLD                          | オールナイトニッポン GOLD                                      | 別番組                                           | 別番組                                       |                                      |                                      |                                      |                                      |                                      |                                      |                                      |                                |
| 23:30 - 23:50                                               | オールナイトニッポン GOLD                          | 別番組                                                         | オールナイトニッポン サタデースペシャル          | 別番組                                       |                                      |                                      |                                      |                                      |                                      |                                      |                                      |                                |
| 23:50 - 25:00                                               | 別番組                                             | 別番組                                                         | オールナイトニッポン サタデースペシャル          | 別番組                                       |                                      |                                      |                                      |                                      |                                      |                                      |                                      |                                |
| 25:00 - 27:00                                               | オールナイトニッポン                               | オールナイトニッポン                                           | オールナイトニッポン                             | 別番組                                       |                                      |                                      |                                      |                                      |                                      |                                      |                                      |                                |
| 27:00 - 28:30                                               | くり万太郎の オールナイトニッポンR                 | オールナイトニッポンR                                          | オールナイトニッポンR                            | 別番組                                       |                                      |                                      |                                      |                                      |                                      |                                      |                                      |                                |
| 28:30 - 29:00                                               | 別番組                                             | オールナイトニッポンR                                          | オールナイトニッポンR                            | 別番組                                       |                                      |                                      |                                      |                                      |                                      |                                      |                                      |                                |
| 2009年12月 - 2010年01月                                     |                                                    |                                                                |                                                  |                                              |                                      |                                      |                                      |                                      |                                      |                                      |                                      |                                |
| 18:00 - 19:30                                               | 別番組                                             | 別番組                                                         | 別番組                                           | オールナイトニッポン サンデー                |                                      |                                      |                                      |                                      |                                      |                                      |                                      |                                |
| 19:30 - 22:00                                               | 別番組                                             | 別番組                                                         | 別番組                                           | 別番組                                       |                                      |                                      |                                      |                                      |                                      |                                      |                                      |                                |
| 22:00 - 22:30                                               | オールナイトニッポン GOLD                          | オールナイトニッポン GOLD                                      | 別番組                                           | 別番組                                       |                                      |                                      |                                      |                                      |                                      |                                      |                                      |                                |
| 23:30 - 23:45                                               | オールナイトニッポン GOLD                          | 別番組                                                         | オールナイトニッポン サタデースペシャル          | 別番組                                       |                                      |                                      |                                      |                                      |                                      |                                      |                                      |                                |
| 23:45 - 25:00                                               | 別番組                                             | 別番組                                                         | オールナイトニッポン サタデースペシャル          | 別番組                                       |                                      |                                      |                                      |                                      |                                      |                                      |                                      |                                |
| 25:00 - 27:00                                               | オールナイトニッポン                               | オールナイトニッポン                                           | オールナイトニッポン                             | 別番組                                       |                                      |                                      |                                      |                                      |                                      |                                      |                                      |                                |
| 27:00 - 28:30                                               | くり万太郎の オールナイトニッポンR                 | オールナイトニッポンR                                          | オールナイトニッポンR                            | 別番組                                       |                                      |                                      |                                      |                                      |                                      |                                      |                                      |                                |
| 28:30 - 29:00                                               | 別番組                                             | オールナイトニッポンR                                          | オールナイトニッポンR                            | 別番組                                       |                                      |                                      |                                      |                                      |                                      |                                      |                                      |                                |
| 2010年01月 - 2010年03月                                     |                                                    |                                                                |                                                  |                                              |                                      |                                      |                                      |                                      |                                      |                                      |                                      |                                |
| 18:00 - 19:30                                               | 別番組                                             | 別番組                                                         | 別番組                                           | オールナイトニッポン サンデー                |                                      |                                      |                                      |                                      |                                      |                                      |                                      |                                |
| 19:30 - 22:00                                               | 別番組                                             | 別番組                                                         | 別番組                                           | 別番組                                       |                                      |                                      |                                      |                                      |                                      |                                      |                                      |                                |
| 22:00 - 23:30                                               | オールナイトニッポン GOLD                          | オールナイトニッポン GOLD                                      | 別番組                                           | 別番組                                       |                                      |                                      |                                      |                                      |                                      |                                      |                                      |                                |
| 23:30 - 23:50                                               | オールナイトニッポン GOLD                          | 別番組                                                         | オールナイトニッポン サタデースペシャル          | 別番組                                       |                                      |                                      |                                      |                                      |                                      |                                      |                                      |                                |
| 23:50 - 25:00                                               | 別番組                                             | 別番組                                                         | オールナイトニッポン サタデースペシャル          | 別番組                                       |                                      |                                      |                                      |                                      |                                      |                                      |                                      |                                |
| 25:00 - 27:00                                               | オールナイトニッポン                               | オールナイトニッポン                                           | オールナイトニッポン                             | 別番組                                       |                                      |                                      |                                      |                                      |                                      |                                      |                                      |                                |
| 27:00 - 28:30                                               | くり万太郎の オールナイトニッポンR                 | オールナイトニッポンR                                          | オールナイトニッポンR                            | 別番組                                       |                                      |                                      |                                      |                                      |                                      |                                      |                                      |                                |
| 28:30 - 29:00                                               | 別番組                                             | オールナイトニッポンR                                          | オールナイトニッポンR                            | 別番組                                       |                                      |                                      |                                      |                                      |                                      |                                      |                                      |                                |
| 2010年04月 - 2010年06月                                     |                                                    |                                                                |                                                  |                                              |                                      |                                      |                                      |                                      |                                      |                                      |                                      |                                |
| 18:30 - 20:00                                               | 別番組                                             | 別番組                                                         | 別番組                                           | オールナイトニッポン サンデー                |                                      |                                      |                                      |                                      |                                      |                                      |                                      |                                |
| 20:30 - 22:00                                               | 別番組                                             | 別番組                                                         | 別番組                                           | 別番組                                       |                                      |                                      |                                      |                                      |                                      |                                      |                                      |                                |
| 22:00 - 23:30                                               | オールナイトニッポン GOLD                          | オールナイトニッポン GOLD                                      | 別番組                                           | 別番組                                       |                                      |                                      |                                      |                                      |                                      |                                      |                                      |                                |
| 23:30 - 23:50                                               | オールナイトニッポン GOLD                          | 別番組                                                         | オールナイトニッポン サタデースペシャル          | 別番組                                       |                                      |                                      |                                      |                                      |                                      |                                      |                                      |                                |
| 23:50 - 25:00                                               | 別番組                                             | 別番組                                                         | オールナイトニッポン サタデースペシャル          | 別番組                                       |                                      |                                      |                                      |                                      |                                      |                                      |                                      |                                |
| 25:00 - 27:00                                               | オールナイトニッポン                               | オールナイトニッポン                                           | オールナイトニッポン                             | 別番組                                       |                                      |                                      |                                      |                                      |                                      |                                      |                                      |                                |
| 27:00 - 28:30                                               | くり万太郎の オールナイトニッポンR                 | オールナイトニッポンR                                          | オールナイトニッポンR                            | 別番組                                       |                                      |                                      |                                      |                                      |                                      |                                      |                                      |                                |
| 28:30 - 29:00                                               | 別番組                                             | オールナイトニッポンR                                          | オールナイトニッポンR                            | 別番組                                       |                                      |                                      |                                      |                                      |                                      |                                      |                                      |                                |
| 2010年07月 - 2010年09月                                     |                                                    |                                                                |                                                  |                                              |                                      |                                      |                                      |                                      |                                      |                                      |                                      |                                |
| 18:30 - 20:00                                               | 別番組                                             | 別番組                                                         | 別番組                                           | オールナイトニッポン サンデー                |                                      |                                      |                                      |                                      |                                      |                                      |                                      |                                |
| 20:00 - 22:00                                               | 別番組                                             | 別番組                                                         | 別番組                                           | 別番組                                       |                                      |                                      |                                      |                                      |                                      |                                      |                                      |                                |
| 22:00 - 23:30                                               | オールナイトニッポン GOLD                          | オールナイトニッポン GOLD                                      | 別番組                                           | 別番組                                       |                                      |                                      |                                      |                                      |                                      |                                      |                                      |                                |
| 23:30 - 23:50                                               | オールナイトニッポン GOLD                          | 別番組                                                         | オールナイトニッポン サタデースペシャル          | 別番組                                       |                                      |                                      |                                      |                                      |                                      |                                      |                                      |                                |
| 23:50 - 25:00                                               | 別番組                                             | 別番組                                                         | オールナイトニッポン サタデースペシャル          | 別番組                                       |                                      |                                      |                                      |                                      |                                      |                                      |                                      |                                |
| 25:00 - 27:00                                               | オールナイトニッポン                               | オールナイトニッポン                                           | オールナイトニッポン                             | 別番組                                       |                                      |                                      |                                      |                                      |                                      |                                      |                                      |                                |
| 27:00 - 29:00                                               | くり万太郎の オールナイトニッポンR                 | オールナイトニッポンR                                          | オールナイトニッポンR                            | 別番組                                       |                                      |                                      |                                      |                                      |                                      |                                      |                                      |                                |
| 2010年10月 - 2012年03月                                     |                                                    |                                                                |                                                  |                                              |                                      |                                      |                                      |                                      |                                      |                                      |                                      |                                |
| 22:00 - 23:30                                               | オールナイトニッポン GOLD                          | オールナイトニッポン GOLD                                      | 別番組                                           | ‐                                            |                                      |                                      |                                      |                                      |                                      |                                      |                                      |                                |
| 23:30 - 23:50                                               | オールナイトニッポン GOLD                          | 別番組                                                         | オールナイトニッポン サタデースペシャル          | ‐                                            |                                      |                                      |                                      |                                      |                                      |                                      |                                      |                                |
| 23:50 - 25:00                                               | 別番組                                             | 別番組                                                         | オールナイトニッポン サタデースペシャル          | ‐                                            |                                      |                                      |                                      |                                      |                                      |                                      |                                      |                                |
| 25:00 - 27:00                                               | オールナイトニッポン                               | オールナイトニッポン                                           | オールナイトニッポン                             | ‐                                            |                                      |                                      |                                      |                                      |                                      |                                      |                                      |                                |
| 27:00 - 29:00                                               | くり万太郎の オールナイトニッポンR                 | オールナイトニッポンR                                          | オールナイトニッポンR                            | ‐                                            |                                      |                                      |                                      |                                      |                                      |                                      |                                      |                                |
| タイトルを変えての8年半ぶりの2部制復活（2012年04月 - 現在） |                                                    |                                                                |                                                  |                                              |                                      |                                      |                                      |                                      |                                      |                                      |                                      |                                |
| 放送時間                                                    | 月曜日 - 木曜日                                    | 金曜日                                                         | 土曜日                                           | 日曜日(月一回)                               |                                      |                                      |                                      |                                      |                                      |                                      |                                      |                                |
| 2012年04月 - 2013年03月                                     |                                                    |                                                                |                                                  |                                              |                                      |                                      |                                      |                                      |                                      |                                      |                                      |                                |
| 22:00 - 23:30                                               | オールナイトニッポンGOLD                           | オールナイトニッポンGOLD                                       | 別番組                                           | ‐                                            |                                      |                                      |                                      |                                      |                                      |                                      |                                      |                                |
| 23:30 - 23:50                                               | オールナイトニッポンGOLD                           | オールナイトニッポンGOLD                                       | オールナイトニッポン サタデースペシャル          | ‐                                            |                                      |                                      |                                      |                                      |                                      |                                      |                                      |                                |
| 23:50 - 25:00                                               | 別番組                                             | 別番組                                                         | オールナイトニッポン サタデースペシャル          | ‐                                            |                                      |                                      |                                      |                                      |                                      |                                      |                                      |                                |
| 25:00 - 27:00                                               | オールナイトニッポン                               | オールナイトニッポン                                           | オールナイトニッポン                             | ‐                                            |                                      |                                      |                                      |                                      |                                      |                                      |                                      |                                |
| 27:00 - 29:00                                               | オールナイトニッポン0(ZERO)                        | オールナイトニッポン0(ZERO)                                    | オールナイトニッポンR                            | ‐                                            |                                      |                                      |                                      |                                      |                                      |                                      |                                      |                                |
| 2013年04月 - 2013年09月                                     |                                                    |                                                                |                                                  |                                              |                                      |                                      |                                      |                                      |                                      |                                      |                                      |                                |
| 22:00 - 23:30                                               | オールナイトニッポン GOLD                          | オールナイトニッポン GOLD                                      | 別番組                                           | 別番組                                       |                                      |                                      |                                      |                                      |                                      |                                      |                                      |                                |
| 23:30 - 23:50                                               | オールナイトニッポン GOLD                          | 別番組                                                         | オールナイトニッポン サタデースペシャル          | 別番組                                       |                                      |                                      |                                      |                                      |                                      |                                      |                                      |                                |
| 23:50 - 25:00                                               | 別番組                                             | 別番組                                                         | オールナイトニッポン サタデースペシャル          | 別番組                                       |                                      |                                      |                                      |                                      |                                      |                                      |                                      |                                |
| 25:00 - 27:00                                               | オールナイトニッポン                               | オールナイトニッポン                                           | オールナイトニッポン                             | 別番組                                       |                                      |                                      |                                      |                                      |                                      |                                      |                                      |                                |
| 27:00 - 29:00                                               | オールナイトニッポン0(ZERO)                        | オールナイトニッポン0(ZERO)                                    | オールナイトニッポンR                            | 中島みゆきの オールナイトニッポン 月イチ     |                                      |                                      |                                      |                                      |                                      |                                      |                                      |                                |
| 2013年10月 - 2014年09月                                     |                                                    |                                                                |                                                  |                                              |                                      |                                      |                                      |                                      |                                      |                                      |                                      |                                |
| 22:00 - 23:30                                               | オールナイトニッポン GOLD                          | オールナイトニッポン GOLD                                      | 別番組                                           | 別番組                                       |                                      |                                      |                                      |                                      |                                      |                                      |                                      |                                |
| 23:30 - 24:00                                               | オールナイトニッポン GOLD                          | 別番組                                                         | オールナイトニッポン サタデースペシャル          | 別番組                                       |                                      |                                      |                                      |                                      |                                      |                                      |                                      |                                |
| 24:00 - 25:00                                               | 別番組                                             | 別番組                                                         | オールナイトニッポン サタデースペシャル          | 別番組                                       |                                      |                                      |                                      |                                      |                                      |                                      |                                      |                                |
| 25:00 - 27:00                                               | オールナイトニッポン                               | オールナイトニッポン                                           | オールナイトニッポン                             | 別番組                                       |                                      |                                      |                                      |                                      |                                      |                                      |                                      |                                |
| 27:00 - 29:00                                               | オールナイトニッポン0 (ZERO)                       | オールナイトニッポン0 (ZERO)                                   | オールナイトニッポンR                            | 中島みゆきの オールナイトニッポン 月イチ     |                                      |                                      |                                      |                                      |                                      |                                      |                                      |                                |
| 2014年10月 - 2015年03月                                     |                                                    |                                                                |                                                  |                                              |                                      |                                      |                                      |                                      |                                      |                                      |                                      |                                |
| 22:00 - 23:30                                               | オールナイトニッポン GOLD                          | オールナイトニッポン GOLD                                      | 別番組                                           | 別番組                                       |                                      |                                      |                                      |                                      |                                      |                                      |                                      |                                |
| 23:30 - 24:00                                               | オールナイトニッポン GOLD                          | 別番組                                                         | オールナイトニッポン サタデースペシャル          | 別番組                                       |                                      |                                      |                                      |                                      |                                      |                                      |                                      |                                |
| 24:00 - 25:00                                               | 別番組                                             | 別番組                                                         | オールナイトニッポン サタデースペシャル          | 別番組                                       |                                      |                                      |                                      |                                      |                                      |                                      |                                      |                                |
| 25:00 - 27:00                                               | オールナイトニッポン                               | オールナイトニッポン                                           | オールナイトニッポン                             | 別番組                                       |                                      |                                      |                                      |                                      |                                      |                                      |                                      |                                |
| 27:00 - 28:30                                               | オールナイトニッポン0 (ZERO)                       | オールナイトニッポン0 (ZERO)                                   | オールナイトニッポンR                            | 中島みゆきの オールナイトニッポン 月イチ     |                                      |                                      |                                      |                                      |                                      |                                      |                                      |                                |
| 28:30 - 29:00                                               | 別番組                                             | オールナイトニッポン0 (ZERO)                                   | オールナイトニッポンR                            | 中島みゆきの オールナイトニッポン 月イチ     |                                      |                                      |                                      |                                      |                                      |                                      |                                      |                                |
| 2015年4月                                                   |                                                    |                                                                |                                                  |                                              |                                      |                                      |                                      |                                      |                                      |                                      |                                      |                                |
| 22:00 - 23:30                                               | オールナイトニッポンGOLD                           | オールナイトニッポンGOLD                                       | 別番組                                           | 別番組                                       |                                      |                                      |                                      |                                      |                                      |                                      |                                      |                                |
| 23:30 - 24:00                                               | オールナイトニッポンGOLD                           | オールナイトニッポンGOLD                                       | オールナイトニッポン サタデースペシャル          | 別番組                                       |                                      |                                      |                                      |                                      |                                      |                                      |                                      |                                |
| 24:00 - 25:00                                               | 別番組                                             | 別番組                                                         | オールナイトニッポン サタデースペシャル          | 別番組                                       |                                      |                                      |                                      |                                      |                                      |                                      |                                      |                                |
| 25:00 - 27:00                                               | オールナイトニッポン                               | オールナイトニッポン                                           | オールナイトニッポン                             | 別番組                                       |                                      |                                      |                                      |                                      |                                      |                                      |                                      |                                |
| 27:00 - 28:30                                               | オールナイトニッポン0 (ZERO)                       | オールナイトニッポン0 (ZERO)                                   | オールナイトニッポンR                            | 中島みゆきの オールナイトニッポン 月イチ     |                                      |                                      |                                      |                                      |                                      |                                      |                                      |                                |
| 28:30 - 29:00                                               | 別番組                                             | オールナイトニッポン0 (ZERO)                                   | オールナイトニッポンR                            | 中島みゆきの オールナイトニッポン 月イチ     |                                      |                                      |                                      |                                      |                                      |                                      |                                      |                                |
| 2015年05月 - 2015年09月                                     |                                                    |                                                                |                                                  |                                              |                                      |                                      |                                      |                                      |                                      |                                      |                                      |                                |
| 22:00 - 23:30                                               | オールナイトニッポン GOLD                          | オールナイトニッポン GOLD                                      | 別番組                                           | 別番組                                       |                                      |                                      |                                      |                                      |                                      |                                      |                                      |                                |
| 23:30 - 23:50                                               | オールナイトニッポン GOLD                          | 別番組                                                         | オールナイトニッポン サタデースペシャル          | 別番組                                       |                                      |                                      |                                      |                                      |                                      |                                      |                                      |                                |
| 23:50 - 25:00                                               | オールナイトニッポンGOLD 吉田尚記 dスタジオ        | 別番組                                                         | オールナイトニッポン サタデースペシャル          | 別番組                                       |                                      |                                      |                                      |                                      |                                      |                                      |                                      |                                |
| 25:00 - 27:00                                               | オールナイトニッポン                               | オールナイトニッポン                                           | オールナイトニッポン                             | 別番組                                       |                                      |                                      |                                      |                                      |                                      |                                      |                                      |                                |
| 27:00 - 28:00                                               | オールナイトニッポン0 (ZERO)                       | オールナイトニッポン0 (ZERO)                                   | オールナイトニッポンR                            | 中島みゆきの オールナイトニッポン 月イチ     |                                      |                                      |                                      |                                      |                                      |                                      |                                      |                                |
| 28:30 - 29:00                                               | 別番組                                             | オールナイトニッポン0 (ZERO)                                   | オールナイトニッポンR                            | 中島みゆきの オールナイトニッポン 月イチ     |                                      |                                      |                                      |                                      |                                      |                                      |                                      |                                |
| 2015年10月 - 2016年03月                                     |                                                    |                                                                |                                                  |                                              |                                      |                                      |                                      |                                      |                                      |                                      |                                      |                                |
| 22:00 - 23:30                                               | オールナイトニッポン GOLD                          | オールナイトニッポン GOLD                                      | 別番組                                           | 別番組                                       |                                      |                                      |                                      |                                      |                                      |                                      |                                      |                                |
| 23:30 - 23:50                                               | オールナイトニッポン GOLD                          | オールナイトニッポン GOLD                                      | オールナイトニッポン サタデースペシャル          | 別番組                                       |                                      |                                      |                                      |                                      |                                      |                                      |                                      |                                |
| 23:50 - 24:00                                               | オールナイトニッポンGOLD 吉田尚記 dスタジオ        | オールナイトニッポン GOLD                                      | オールナイトニッポン サタデースペシャル          | 別番組                                       |                                      |                                      |                                      |                                      |                                      |                                      |                                      |                                |
| 24:00 - 25:00                                               | 別番組                                             | 別番組                                                         | オールナイトニッポン サタデースペシャル          | 別番組                                       |                                      |                                      |                                      |                                      |                                      |                                      |                                      |                                |
| 25:00 - 27:00                                               | オールナイトニッポン                               | オールナイトニッポン                                           | オールナイトニッポン                             | 別番組                                       |                                      |                                      |                                      |                                      |                                      |                                      |                                      |                                |
| 27:00 - 28:00                                               | オールナイトニッポン0 (ZERO)                       | オールナイトニッポン0 (ZERO)                                   | オールナイトニッポンR                            | 中島みゆきの オールナイトニッポン 月イチ     |                                      |                                      |                                      |                                      |                                      |                                      |                                      |                                |
| 28:30 - 29:00                                               | 別番組                                             | オールナイトニッポン0 (ZERO)                                   | オールナイトニッポンR                            | 中島みゆきの オールナイトニッポン 月イチ     |                                      |                                      |                                      |                                      |                                      |                                      |                                      |                                |
| 2016年04月 - 2017年09月                                     |                                                    |                                                                |                                                  |                                              |                                      |                                      |                                      |                                      |                                      |                                      |                                      |                                |
| 22:00 - 23:30                                               | オールナイトニッポン MUSIC10                       | オールナイトニッポン GOLD                                      | 別番組                                           | 別番組                                       |                                      |                                      |                                      |                                      |                                      |                                      |                                      |                                |
| 23:30 - 23:50                                               | オールナイトニッポン MUSIC10                       | オールナイトニッポン GOLD                                      | オールナイトニッポン サタデースペシャル          | 別番組                                       |                                      |                                      |                                      |                                      |                                      |                                      |                                      |                                |
| 23:50 - 24:00                                               | オールナイトニッポン MUSIC10 中村雅俊 出逢いに感謝 | オールナイトニッポン GOLD                                      | オールナイトニッポン サタデースペシャル          | 別番組                                       |                                      |                                      |                                      |                                      |                                      |                                      |                                      |                                |
| 24:00 - 25:00                                               | 別番組                                             | 別番組                                                         | オールナイトニッポン サタデースペシャル          | 別番組                                       |                                      |                                      |                                      |                                      |                                      |                                      |                                      |                                |
| 25:00 - 27:00                                               | オールナイトニッポン                               | オールナイトニッポン                                           | オールナイトニッポン                             | 別番組                                       |                                      |                                      |                                      |                                      |                                      |                                      |                                      |                                |
| 27:00 - 28:00                                               | オールナイトニッポン0 (ZERO)                       | オールナイトニッポン0 (ZERO)                                   | オールナイトニッポンR                            | 中島みゆきの オールナイトニッポン 月イチ     |                                      |                                      |                                      |                                      |                                      |                                      |                                      |                                |
| 28:30 - 29:00                                               | 別番組                                             | オールナイトニッポン0 (ZERO)                                   | オールナイトニッポンR                            | 中島みゆきの オールナイトニッポン 月イチ     |                                      |                                      |                                      |                                      |                                      |                                      |                                      |                                |
| 2017年10月 - 2018年03月                                     |                                                    |                                                                |                                                  |                                              |                                      |                                      |                                      |                                      |                                      |                                      |                                      |                                |
| 19:00 - 20:50                                               | オールナイトニッポンPremium                        | オールナイトニッポンPremium                                    | 別番組                                           | 別番組                                       |                                      |                                      |                                      |                                      |                                      |                                      |                                      |                                |
| 20:50 - 22:00                                               | 別番組                                             | 別番組                                                         | 別番組                                           | 別番組                                       |                                      |                                      |                                      |                                      |                                      |                                      |                                      |                                |
| 22:00 - 23:30                                               | オールナイトニッポン MUSIC10                       | オールナイトニッポン GOLD                                      | 別番組                                           | 別番組                                       |                                      |                                      |                                      |                                      |                                      |                                      |                                      |                                |
| 23:30 - 23:50                                               | オールナイトニッポン MUSIC10                       | オールナイトニッポン GOLD                                      | オールナイトニッポン サタデースペシャル          | 別番組                                       |                                      |                                      |                                      |                                      |                                      |                                      |                                      |                                |
| 23:50 - 24:00                                               | オールナイトニッポン MUSIC10 中村雅俊 出逢いに感謝 | オールナイトニッポン GOLD                                      | オールナイトニッポン サタデースペシャル          | 別番組                                       |                                      |                                      |                                      |                                      |                                      |                                      |                                      |                                |
| 24:00 - 25:00                                               | 別番組                                             | 別番組                                                         | オールナイトニッポン サタデースペシャル          | 別番組                                       |                                      |                                      |                                      |                                      |                                      |                                      |                                      |                                |
| 25:00 - 27:00                                               | オールナイトニッポン                               | オールナイトニッポン                                           | オールナイトニッポン                             | 別番組                                       |                                      |                                      |                                      |                                      |                                      |                                      |                                      |                                |
| 27:00 - 28:00                                               | オールナイトニッポン0 (ZERO)                       | オールナイトニッポン0 (ZERO)                                   | オールナイトニッポンR                            | 中島みゆきの オールナイトニッポン 月イチ     |                                      |                                      |                                      |                                      |                                      |                                      |                                      |                                |
| 28:30 - 29:00                                               | 別番組                                             | オールナイトニッポン0 (ZERO)                                   | オールナイトニッポンR                            | 中島みゆきの オールナイトニッポン 月イチ     |                                      |                                      |                                      |                                      |                                      |                                      |                                      |                                |
| 2018年04月 - 2018年09月                                     |                                                    |                                                                |                                                  |                                              |                                      |                                      |                                      |                                      |                                      |                                      |                                      |                                |
| 22:00 - 23:30                                               | オールナイトニッポン MUSIC10                       | オールナイトニッポン GOLD                                      | 別番組                                           | 別番組                                       |                                      |                                      |                                      |                                      |                                      |                                      |                                      |                                |
| 23:30 - 23:50                                               | オールナイトニッポン MUSIC10                       | オールナイトニッポン GOLD                                      | オールナイトニッポン サタデースペシャル          | 別番組                                       |                                      |                                      |                                      |                                      |                                      |                                      |                                      |                                |
| 23:50 - 24:00                                               | オールナイトニッポン MUSIC10 中村雅俊 出逢いに感謝 | オールナイトニッポン GOLD                                      | オールナイトニッポン サタデースペシャル          | 別番組                                       |                                      |                                      |                                      |                                      |                                      |                                      |                                      |                                |
| 24:00 - 25:00                                               | 別番組                                             | 別番組                                                         | オールナイトニッポン サタデースペシャル          | 別番組                                       |                                      |                                      |                                      |                                      |                                      |                                      |                                      |                                |
| 25:00 - 27:00                                               | オールナイトニッポン                               | オールナイトニッポン                                           | オールナイトニッポン                             | 別番組                                       |                                      |                                      |                                      |                                      |                                      |                                      |                                      |                                |
| 27:00 - 28:30                                               | オールナイトニッポン0 (ZERO)                       | オールナイトニッポン0 (ZERO)                                   | オールナイトニッポン0 (ZERO)                     | 中島みゆきの オールナイトニッポン 月イチ     |                                      |                                      |                                      |                                      |                                      |                                      |                                      |                                |
| 28:30 - 29:00                                               | 別番組                                             | オールナイトニッポン0 (ZERO)                                   | 別番組                                           | 中島みゆきの オールナイトニッポン 月イチ     |                                      |                                      |                                      |                                      |                                      |                                      |                                      |                                |
| 2018年10月 - 2019年03月                                     |                                                    |                                                                |                                                  |                                              |                                      |                                      |                                      |                                      |                                      |                                      |                                      |                                |
| 18:00 - 20:30                                               | オールナイトニッポンPremium                        | オールナイトニッポンPremium                                    | 別番組                                           | ‐                                            |                                      |                                      |                                      |                                      |                                      |                                      |                                      |                                |
| 20:30 - 23:00                                               | 別番組                                             | 別番組                                                         | 別番組                                           | ‐                                            |                                      |                                      |                                      |                                      |                                      |                                      |                                      |                                |
| 22:00 - 23:30                                               | オールナイトニッポン MUSIC10                       | オールナイトニッポン GOLD                                      | 別番組                                           | ‐                                            |                                      |                                      |                                      |                                      |                                      |                                      |                                      |                                |
| 23:30 - 23:50                                               | オールナイトニッポン MUSIC10                       | オールナイトニッポン GOLD                                      | オールナイトニッポン サタデースペシャル          | ‐                                            |                                      |                                      |                                      |                                      |                                      |                                      |                                      |                                |
| 23:50 - 24:00                                               | オールナイトニッポン MUSIC10 中村雅俊 出逢いに感謝 | オールナイトニッポン GOLD                                      | オールナイトニッポン サタデースペシャル          | ‐                                            |                                      |                                      |                                      |                                      |                                      |                                      |                                      |                                |
| 24:00 - 25:00                                               | 別番組                                             | 別番組                                                         | オールナイトニッポン サタデースペシャル          | ‐                                            |                                      |                                      |                                      |                                      |                                      |                                      |                                      |                                |
| 25:00 - 27:00                                               | オールナイトニッポン                               | オールナイトニッポン                                           | オールナイトニッポン                             | ‐                                            |                                      |                                      |                                      |                                      |                                      |                                      |                                      |                                |
| 27:00 - 28:30                                               | オールナイトニッポン0 (ZERO)                       | オールナイトニッポン0 (ZERO)                                   | オールナイトニッポン0 (ZERO)                     | ‐                                            |                                      |                                      |                                      |                                      |                                      |                                      |                                      |                                |
| 28:30 - 29:00                                               | 別番組                                             | オールナイトニッポン0 (ZERO)                                   | 別番組                                           | ‐                                            |                                      |                                      |                                      |                                      |                                      |                                      |                                      |                                |
| 2019年04月                                                  |                                                    |                                                                |                                                  |                                              |                                      |                                      |                                      |                                      |                                      |                                      |                                      |                                |
| 22:00 - 23:30                                               | オールナイトニッポン MUSIC10                       | オールナイトニッポン GOLD                                      | 別番組                                           | 別番組                                       |                                      |                                      |                                      |                                      |                                      |                                      |                                      |                                |
| 23:30 - 23:50                                               | オールナイトニッポン MUSIC10                       | オールナイトニッポン GOLD                                      | オールナイトニッポン サタデースペシャル          | 別番組                                       |                                      |                                      |                                      |                                      |                                      |                                      |                                      |                                |
| 23:50 - 24:00                                               | オールナイトニッポン MUSIC10 中村雅俊 出逢いに感謝 | オールナイトニッポン GOLD                                      | オールナイトニッポン サタデースペシャル          | 別番組                                       |                                      |                                      |                                      |                                      |                                      |                                      |                                      |                                |
| 24:00 - 25:00                                               | 別番組                                             | 別番組                                                         | オールナイトニッポン サタデースペシャル          | 別番組                                       |                                      |                                      |                                      |                                      |                                      |                                      |                                      |                                |
| 25:00 - 25:30                                               | オールナイトニッポン                               | オールナイトニッポン                                           | オールナイトニッポン                             | 別番組                                       |                                      |                                      |                                      |                                      |                                      |                                      |                                      |                                |
| 25:30 - 27:00                                               | オールナイトニッポン                               | オールナイトニッポン                                           | オールナイトニッポン                             | WANIMAの オールナイトニッポン 〜にちようび〜 |                                      |                                      |                                      |                                      |                                      |                                      |                                      |                                |
| 27:00 - 28:30                                               | オールナイトニッポン0 (ZERO)                       | オールナイトニッポン0 (ZERO)                                   | オールナイトニッポン0 (ZERO)                     | 高嶋ひでたけの オールナイトニッポン 月イチ   |                                      |                                      |                                      |                                      |                                      |                                      |                                      |                                |
| 28:30 - 29:00                                               | 別番組                                             | オールナイトニッポン0 (ZERO)                                   | 別番組                                           | 高嶋ひでたけの オールナイトニッポン 月イチ   |                                      |                                      |                                      |                                      |                                      |                                      |                                      |                                |
| 2019年05月 - 2019年09月                                     |                                                    |                                                                |                                                  |                                              |                                      |                                      |                                      |                                      |                                      |                                      |                                      |                                |
| 22:00 - 23:30                                               | オールナイトニッポン MUSIC10                       | オールナイトニッポン GOLD                                      | 別番組                                           | 別番組                                       |                                      |                                      |                                      |                                      |                                      |                                      |                                      |                                |
| 23:30 - 24:00                                               | オールナイトニッポン MUSIC10                       | オールナイトニッポン GOLD                                      | オールナイトニッポン サタデースペシャル          | 別番組                                       |                                      |                                      |                                      |                                      |                                      |                                      |                                      |                                |
| 24:00 - 25:00                                               | 別番組                                             | 別番組                                                         | オールナイトニッポン サタデースペシャル          | 別番組                                       |                                      |                                      |                                      |                                      |                                      |                                      |                                      |                                |
| 25:00 - 25:30                                               | オールナイトニッポン                               | オールナイトニッポン                                           | オールナイトニッポン                             | 別番組                                       |                                      |                                      |                                      |                                      |                                      |                                      |                                      |                                |
| 25:30 - 27:00                                               | オールナイトニッポン                               | オールナイトニッポン                                           | オールナイトニッポン                             | WANIMAの オールナイトニッポン 〜にちようび〜 |                                      |                                      |                                      |                                      |                                      |                                      |                                      |                                |
| 27:00 - 28:30                                               | オールナイトニッポン0 (ZERO)                       | オールナイトニッポン0 (ZERO)                                   | オールナイトニッポン0 (ZERO)                     | 高嶋ひでたけの オールナイトニッポン 月イチ   |                                      |                                      |                                      |                                      |                                      |                                      |                                      |                                |
| 28:30 - 29:00                                               | 別番組                                             | オールナイトニッポン0 (ZERO)                                   | 別番組                                           | 高嶋ひでたけの オールナイトニッポン 月イチ   |                                      |                                      |                                      |                                      |                                      |                                      |                                      |                                |
| 2019年10月 - 2020年03月                                     |                                                    |                                                                |                                                  |                                              |                                      |                                      |                                      |                                      |                                      |                                      |                                      |                                |
| 19:00 - 21:00                                               | 別番組                                             | 別番組                                                         | オールナイトニッポン Premium                     | 別番組                                       |                                      |                                      |                                      |                                      |                                      |                                      |                                      |                                |
| 21:00 - 22:00                                               | 別番組                                             | 別番組                                                         | 別番組                                           | 別番組                                       |                                      |                                      |                                      |                                      |                                      |                                      |                                      |                                |
| 22:00 - 23:30                                               | オールナイトニッポン MUSIC10                       | オールナイトニッポン GOLD                                      | 別番組                                           | 別番組                                       |                                      |                                      |                                      |                                      |                                      |                                      |                                      |                                |
| 23:30 - 24:00                                               | オールナイトニッポン MUSIC10                       | オールナイトニッポン GOLD                                      | オールナイトニッポン サタデースペシャル          | 別番組                                       |                                      |                                      |                                      |                                      |                                      |                                      |                                      |                                |
| 24:00 - 25:00                                               | 別番組                                             | 別番組                                                         | オールナイトニッポン サタデースペシャル          | 別番組                                       |                                      |                                      |                                      |                                      |                                      |                                      |                                      |                                |
| 25:00 - 25:30                                               | オールナイトニッポン                               | オールナイトニッポン                                           | オールナイトニッポン                             | 別番組                                       |                                      |                                      |                                      |                                      |                                      |                                      |                                      |                                |
| 25:30 - 27:00                                               | オールナイトニッポン                               | オールナイトニッポン                                           | オールナイトニッポン                             | WANIMAの オールナイトニッポン 〜にちようび〜 |                                      |                                      |                                      |                                      |                                      |                                      |                                      |                                |
| 27:00 - 28:30                                               | オールナイトニッポン0 (ZERO)                       | オールナイトニッポン0 (ZERO)                                   | オールナイトニッポン0 (ZERO)                     | 高嶋ひでたけの オールナイトニッポン 月イチ   |                                      |                                      |                                      |                                      |                                      |                                      |                                      |                                |
| 28:30 - 29:00                                               | 別番組                                             | オールナイトニッポン0 (ZERO)                                   | 別番組                                           | 高嶋ひでたけの オールナイトニッポン 月イチ   |                                      |                                      |                                      |                                      |                                      |                                      |                                      |                                |
| 2020年04月 - 2020年09月                                     |                                                    |                                                                |                                                  |                                              |                                      |                                      |                                      |                                      |                                      |                                      |                                      |                                |
| 22:00 - 23:30                                               | オールナイトニッポン MUSIC10                       | オールナイトニッポン GOLD                                      | 別番組                                           | 別番組                                       |                                      |                                      |                                      |                                      |                                      |                                      |                                      |                                |
| 23:30 - 24:00                                               | オールナイトニッポン MUSIC10                       | オールナイトニッポン GOLD                                      | オールナイトニッポン サタデースペシャル          | 別番組                                       |                                      |                                      |                                      |                                      |                                      |                                      |                                      |                                |
| 24:00 - 25:00                                               | 別番組                                             | 別番組                                                         | オールナイトニッポン サタデースペシャル          | 別番組                                       |                                      |                                      |                                      |                                      |                                      |                                      |                                      |                                |
| 25:00 - 25:30                                               | オールナイトニッポン                               | オールナイトニッポン                                           | オールナイトニッポン                             | 別番組                                       |                                      |                                      |                                      |                                      |                                      |                                      |                                      |                                |
| 25:30 - 27:00                                               | オールナイトニッポン                               | オールナイトニッポン                                           | オールナイトニッポン                             | 別番組                                       |                                      |                                      |                                      |                                      |                                      |                                      |                                      |                                |
| 27:00 - 28:30                                               | オールナイトニッポン0 (ZERO)                       | オールナイトニッポン0 (ZERO)                                   | オールナイトニッポン0 (ZERO)                     | 高嶋ひでたけの オールナイトニッポン 月イチ   |                                      |                                      |                                      |                                      |                                      |                                      |                                      |                                |
| 28:30 - 29:00                                               | 別番組                                             | オールナイトニッポン0 (ZERO)                                   | 別番組                                           | 高嶋ひでたけの オールナイトニッポン 月イチ   |                                      |                                      |                                      |                                      |                                      |                                      |                                      |                                |
| 2020年10月 - 2021年03月                                     |                                                    |                                                                |                                                  |                                              |                                      |                                      |                                      |                                      |                                      |                                      |                                      |                                |
| 19:00 - 21:00                                               | 別番組                                             | 別番組                                                         | オールナイトニッポン Premium                     | 別番組                                       |                                      |                                      |                                      |                                      |                                      |                                      |                                      |                                |
| 21:00 - 22:00                                               | 別番組                                             | 別番組                                                         | 別番組                                           | 別番組                                       |                                      |                                      |                                      |                                      |                                      |                                      |                                      |                                |
| 22:00 - 23:30                                               | オールナイトニッポン MUSIC10                       | オールナイトニッポン GOLD                                      | 別番組                                           | 別番組                                       |                                      |                                      |                                      |                                      |                                      |                                      |                                      |                                |
| 23:30 - 24:00                                               | オールナイトニッポン MUSIC10                       | オールナイトニッポン GOLD                                      | オールナイトニッポン サタデースペシャル          | 別番組                                       |                                      |                                      |                                      |                                      |                                      |                                      |                                      |                                |
| 24:00 - 25:00                                               | 別番組                                             | 別番組                                                         | オールナイトニッポン サタデースペシャル          | 別番組                                       |                                      |                                      |                                      |                                      |                                      |                                      |                                      |                                |
| 25:00 - 27:00                                               | オールナイトニッポン                               | オールナイトニッポン                                           | オールナイトニッポン                             | 別番組                                       |                                      |                                      |                                      |                                      |                                      |                                      |                                      |                                |
| 27:00 - 28:30                                               | オールナイトニッポン0 (ZERO)                       | オールナイトニッポン0 (ZERO)                                   | オールナイトニッポン0 (ZERO)                     | 高嶋ひでたけの オールナイトニッポン 月イチ   |                                      |                                      |                                      |                                      |                                      |                                      |                                      |                                |
| 28:30 - 29:00                                               | 別番組                                             | オールナイトニッポン0 (ZERO)                                   | 別番組                                           | 高嶋ひでたけの オールナイトニッポン 月イチ   |                                      |                                      |                                      |                                      |                                      |                                      |                                      |                                |
| 2021年04月 - 2021年09月・2022年04月 ‐ 2022年09月            |                                                    |                                                                |                                                  |                                              |                                      |                                      |                                      |                                      |                                      |                                      |                                      |                                |
| 22:00 - 23:30                                               | オールナイトニッポン MUSIC10                       | オールナイトニッポン GOLD                                      | 別番組                                           | 別番組                                       |                                      |                                      |                                      |                                      |                                      |                                      |                                      |                                |
| 23:30 - 24:00                                               | オールナイトニッポン MUSIC10                       | オールナイトニッポン GOLD                                      | オールナイトニッポン サタデースペシャル          | 別番組                                       |                                      |                                      |                                      |                                      |                                      |                                      |                                      |                                |
| 24:00 - 24:53                                               | オールナイトニッポンX （クロス）                   | オールナイトニッポンX （クロス）                               | オールナイトニッポン サタデースペシャル          | 別番組                                       |                                      |                                      |                                      |                                      |                                      |                                      |                                      |                                |
| 24:53 - 25:00                                               | 別番組                                             | 別番組                                                         | オールナイトニッポン サタデースペシャル          | 別番組                                       |                                      |                                      |                                      |                                      |                                      |                                      |                                      |                                |
| 25:00 - 27:00                                               | オールナイトニッポン                               | オールナイトニッポン                                           | オールナイトニッポン                             | 別番組                                       |                                      |                                      |                                      |                                      |                                      |                                      |                                      |                                |
| 27:00 - 28:30                                               | オールナイトニッポン0 (ZERO)                       | オールナイトニッポン0 (ZERO)                                   | オールナイトニッポン0 (ZERO)                     | 高嶋ひでたけの オールナイトニッポン 月イチ   |                                      |                                      |                                      |                                      |                                      |                                      |                                      |                                |
| 28:30 - 28:50                                               | 別番組                                             | オールナイトニッポン0 (ZERO)                                   | オールナイトニッポン0 (ZERO)                     | 高嶋ひでたけの オールナイトニッポン 月イチ   |                                      |                                      |                                      |                                      |                                      |                                      |                                      |                                |
| 28:50 - 29:00                                               | 別番組                                             | オールナイトニッポン0 (ZERO)                                   | 別番組                                           | 高嶋ひでたけの オールナイトニッポン 月イチ   |                                      |                                      |                                      |                                      |                                      |                                      |                                      |                                |
| 2021年10月 - 2022年03月・2022年10月 ‐ 2023年03月            |                                                    |                                                                |                                                  |                                              |                                      |                                      |                                      |                                      |                                      |                                      |                                      |                                |
| 18:00頃 - 配信予定                                          | オールナイトニッポンPODCAST                        | オールナイトニッポンPODCAST                                    | オールナイトニッポンPODCAST                      | 別番組                                       |                                      |                                      |                                      |                                      |                                      |                                      |                                      |                                |
| 19:00 - 21:00                                               | 別番組                                             | 別番組                                                         | オールナイトニッポン Premium                     | 別番組                                       |                                      |                                      |                                      |                                      |                                      |                                      |                                      |                                |
| 21:00 - 22:00                                               | 別番組                                             | 別番組                                                         | 別番組                                           | 別番組                                       |                                      |                                      |                                      |                                      |                                      |                                      |                                      |                                |
| 22:00 - 23:30                                               | オールナイトニッポン MUSIC10                       | オールナイトニッポン GOLD                                      | 別番組                                           | 別番組                                       |                                      |                                      |                                      |                                      |                                      |                                      |                                      |                                |
| 23:30 - 24:00                                               | オールナイトニッポン MUSIC10                       | オールナイトニッポン GOLD                                      | オールナイトニッポン サタデースペシャル          | 別番組                                       |                                      |                                      |                                      |                                      |                                      |                                      |                                      |                                |
| 24:00 - 24:53                                               | オールナイトニッポンX （クロス）                   | オールナイトニッポンX （クロス）                               | オールナイトニッポン サタデースペシャル          | 別番組                                       |                                      |                                      |                                      |                                      |                                      |                                      |                                      |                                |
| 24:53 - 24:58                                               | オールナイトニッポンX （クロス）                   | 別番組                                                         | オールナイトニッポン サタデースペシャル          | 別番組                                       |                                      |                                      |                                      |                                      |                                      |                                      |                                      |                                |
| 24:58 - 25:00                                               | 別番組                                             | 別番組                                                         | オールナイトニッポン サタデースペシャル          | 別番組                                       |                                      |                                      |                                      |                                      |                                      |                                      |                                      |                                |
| 25:00 - 27:00                                               | オールナイトニッポン                               | オールナイトニッポン                                           | オールナイトニッポン                             | 別番組                                       |                                      |                                      |                                      |                                      |                                      |                                      |                                      |                                |
| 27:00 - 28:30                                               | オールナイトニッポン0 (ZERO)                       | オールナイトニッポン0 (ZERO)                                   | オールナイトニッポン0 (ZERO)                     | 高嶋ひでたけの オールナイトニッポン 月イチ   |                                      |                                      |                                      |                                      |                                      |                                      |                                      |                                |
| 28:30 - 28:50                                               | 別番組                                             | オールナイトニッポン0 (ZERO)                                   | オールナイトニッポン0 (ZERO)                     | 高嶋ひでたけの オールナイトニッポン 月イチ   |                                      |                                      |                                      |                                      |                                      |                                      |                                      |                                |
| 28:50 - 29:00                                               | 別番組                                             | オールナイトニッポン0 (ZERO)                                   | 別番組                                           | 高嶋ひでたけの オールナイトニッポン 月イチ   |                                      |                                      |                                      |                                      |                                      |                                      |                                      |                                |
| 2023年04月 - 2024年03月                                     |                                                    |                                                                |                                                  |                                              |                                      |                                      |                                      |                                      |                                      |                                      |                                      |                                |
| 18:00頃 - 配信予定                                          | オールナイトニッポンPODCAST                        | オールナイトニッポンPODCAST                                    | オールナイトニッポンPODCAST                      | 別番組                                       |                                      |                                      |                                      |                                      |                                      |                                      |                                      |                                |
| 22:00 - 23:30                                               | オールナイトニッポン MUSIC10                       | オールナイトニッポン GOLD                                      | 別番組                                           | 別番組                                       |                                      |                                      |                                      |                                      |                                      |                                      |                                      |                                |
| 23:30 - 24:00                                               | オールナイトニッポン MUSIC10                       | オールナイトニッポン GOLD                                      | オールナイトニッポン サタデースペシャル          | 別番組                                       |                                      |                                      |                                      |                                      |                                      |                                      |                                      |                                |
| 24:00 - 24:58                                               | オールナイトニッポンX （クロス）                   | オールナイトニッポンX （クロス）                               | オールナイトニッポン サタデースペシャル          | 別番組                                       |                                      |                                      |                                      |                                      |                                      |                                      |                                      |                                |
| 24:58 - 25:00                                               | 別番組                                             | オールナイトニッポンX （クロス）                               | オールナイトニッポン サタデースペシャル          | 別番組                                       |                                      |                                      |                                      |                                      |                                      |                                      |                                      |                                |
| 25:00 - 27:00                                               | オールナイトニッポン                               | オールナイトニッポン                                           | オールナイトニッポン                             | 別番組                                       |                                      |                                      |                                      |                                      |                                      |                                      |                                      |                                |
| 27:00 - 28:30                                               | オールナイトニッポン0 (ZERO)                       | オールナイトニッポン0 (ZERO)                                   | オールナイトニッポン0 (ZERO)                     | 高嶋ひでたけの オールナイトニッポン 月イチ   |                                      |                                      |                                      |                                      |                                      |                                      |                                      |                                |
| 28:30 - 28:50                                               | 別番組                                             | オールナイトニッポン0 (ZERO)                                   | オールナイトニッポン0 (ZERO)                     | 高嶋ひでたけの オールナイトニッポン 月イチ   |                                      |                                      |                                      |                                      |                                      |                                      |                                      |                                |
| 28:50 - 29:00                                               | 別番組                                             | オールナイトニッポン0 (ZERO)                                   | 別番組                                           | 高嶋ひでたけの オールナイトニッポン 月イチ   |                                      |                                      |                                      |                                      |                                      |                                      |                                      |                                |
| 2024年04月 - 2025年03月                                     |                                                    |                                                                |                                                  |                                              |                                      |                                      |                                      |                                      |                                      |                                      |                                      |                                |
| 18:00頃 - 配信予定                                          | オールナイトニッポンPODCAST                        | オールナイトニッポンPODCAST                                    | オールナイトニッポンPODCAST                      | 別番組                                       |                                      |                                      |                                      |                                      |                                      |                                      |                                      |                                |
| 22:00 - 23:30                                               | オールナイトニッポン MUSIC10                       | オールナイトニッポン GOLD                                      | 別番組                                           | 別番組                                       |                                      |                                      |                                      |                                      |                                      |                                      |                                      |                                |
| 23:30 - 24:00                                               | オールナイトニッポン MUSIC10                       | オールナイトニッポン GOLD                                      | オールナイトニッポン サタデースペシャル          | 別番組                                       |                                      |                                      |                                      |                                      |                                      |                                      |                                      |                                |
| 24:00 - 24:53                                               | オールナイトニッポンX （クロス）                   | 別番組                                                         | オールナイトニッポン サタデースペシャル          | 別番組                                       |                                      |                                      |                                      |                                      |                                      |                                      |                                      |                                |
| 24:53 - 25:00                                               | 別番組                                             | 別番組                                                         | オールナイトニッポン サタデースペシャル          | 別番組                                       |                                      |                                      |                                      |                                      |                                      |                                      |                                      |                                |
| 25:00 - 27:00                                               | オールナイトニッポン                               | オールナイトニッポン                                           | オールナイトニッポン                             | 別番組                                       |                                      |                                      |                                      |                                      |                                      |                                      |                                      |                                |
| 27:00 - 28:30                                               | オールナイトニッポン0 (ZERO)                       | オールナイトニッポン0 (ZERO)                                   | オールナイトニッポン0 (ZERO)                     | 高嶋ひでたけの オールナイトニッポン 月イチ   |                                      |                                      |                                      |                                      |                                      |                                      |                                      |                                |
| 28:30 - 29:00                                               | 別番組                                             | オールナイトニッポン0 (ZERO)                                   | オールナイトニッポン0 (ZERO)                     | 高嶋ひでたけの オールナイトニッポン 月イチ   |                                      |                                      |                                      |                                      |                                      |                                      |                                      |                                |
| 2025年04月 - 現在                                           | 別番組                                             |                                                                |                                                  |                                              |                                      |                                      |                                      |                                      |                                      |                                      |                                      |                                |
| 18:00頃 - 配信予定                                          | オールナイトニッポンPODCAST                        | オールナイトニッポンPODCAST                                    | オールナイトニッポンPODCAST                      | 別番組                                       |                                      |                                      |                                      |                                      |                                      |                                      |                                      |                                |
| 22:00 - 23:30                                               | オールナイトニッポン MUSIC10                       | オールナイトニッポン GOLD                                      | 別番組                                           | 別番組                                       |                                      |                                      |                                      |                                      |                                      |                                      |                                      |                                |
| 23:30 - 24:00                                               | オールナイトニッポン MUSIC10                       | オールナイトニッポン GOLD                                      | オールナイトニッポン サタデースペシャル          | 別番組                                       |                                      |                                      |                                      |                                      |                                      |                                      |                                      |                                |
| 24:00 - 24:58                                               | オールナイトニッポンX （クロス）                   | オールナイトニッポンX （クロス）                               | オールナイトニッポン サタデースペシャル          | 別番組                                       |                                      |                                      |                                      |                                      |                                      |                                      |                                      |                                |
| 24:58 - 25:00                                               | 別番組                                             | オールナイトニッポンX （クロス）                               | オールナイトニッポン サタデースペシャル          | 別番組                                       |                                      |                                      |                                      |                                      |                                      |                                      |                                      |                                |
| 25:00 - 27:00                                               | オールナイトニッポン                               | オールナイトニッポン                                           | オールナイトニッポン                             | 別番組                                       |                                      |                                      |                                      |                                      |                                      |                                      |                                      |                                |
| 27:00 - 28:30                                               | オールナイトニッポン0 (ZERO)                       | オールナイトニッポン0 (ZERO)                                   | オールナイトニッポン0 (ZERO)                     | 高嶋ひでたけの オールナイトニッポン 月イチ   |                                      |                                      |                                      |                                      |                                      |                                      |                                      |                                |
| 28:30 - 29:00                                               | 別番組                                             | オールナイトニッポン0 (ZERO)                                   | オールナイトニッポン0 (ZERO)                     | 高嶋ひでたけの オールナイトニッポン 月イチ   |                                      |                                      |                                      |                                      |                                      |                                      |                                      |                                |

### 放送時間の変遷
- 同時間帯のオールナイトニッポンを冠した放送枠としての変遷であり、オールナイトニッポンを冠していれば別タイトルでの放送を含む。タイトル表記は現在放送中の番組のみ表記。

| 「第1部」                                                                     | 「第1部」  | 「第1部」                        | 「第1部」                        | 「第1部」                        | 「第1部」                                   |                       |
| 期間                                                                          | 期間       | 月曜日                           | 火曜日 - 金曜日                  | 土曜日                           | 日曜日                                      |                       |
| ----------------------------------------------------------------------------- | ---------- | -------------------------------- | -------------------------------- | -------------------------------- | ------------------------------------------- | --------------------- |
| 1969.10.02                                                                    | 1972.09.30 | 25:00 - 29:00（240分）           | 25:00 - 29:00（240分）           | 25:00 - 29:00（240分）           | ‐                                           |                       |
| 1972.10.02                                                                    | 1973.06.30 | 25:00 - 27:00（120分）           | 25:00 - 27:00（120分）           | 25:00 - 27:00（120分）           | ‐                                           |                       |
| 1973.07.02                                                                    | 1974.06.29 | 25:00 - 29:00（240分）           | 25:00 - 29:00（240分）           | 25:00 - 29:00（240分）           | ‐                                           |                       |
| 1974.07.01                                                                    | 1977.04.02 | 25:00 - 27:00（120分）           | 25:00 - 27:00（120分）           | 25:00 - 29:00（240分）           | ‐                                           |                       |
| 期間                                                                          | 期間       | 月曜日 - 木曜日                  | 金曜日                           | 土曜日                           | 日曜日                                      |                       |
| 1977.04.04                                                                    | 1978.09.30 | 25:00 - 27:00（120分）           | 25:00 - 29:00（240分）           | 25:00 - 29:00（240分）           | ‐                                           |                       |
| 1978.10.02                                                                    | 1986.03.29 | 25:00 - 27:00（120分）           | 25:00 - 27:00（120分）           | 25:00 - 29:00（240分）           | ‐                                           |                       |
| 1986.03.31                                                                    | 1997.09.29 | 25:00 - 27:00（120分）           | 25:00 - 27:00（120分）           | 25:00 - 27:00（120分）           | ‐                                           |                       |
| 1997.09.29                                                                    | 1998.03.28 | 25:00 - 27:00（120分）           | 25:00 - 29:00（240分）           | 25:00 - 27:00（120分）           | ‐                                           |                       |
| 1998.03.30                                                                    | 2019.04.06 | 25:00 - 27:00（120分）           | 25:00 - 27:00（120分）           | 25:00 - 27:00（120分）           | ‐                                           |                       |
| 期間                                                                          | 期間       | 月曜日 - 木曜日                  | 金曜日                           | 土曜日                           | 日曜日(月一回)                              |                       |
| 2019.04.08                                                                    | 2020.02.16 | 25:00 - 27:00（120分）           | 25:00 - 27:00（120分）           | 25:00 - 27:00（120分）           | 25:30 - 27:00（90分）                       |                       |
| 2020.02.17                                                                    | 現在       | 25:00 - 27:00（120分）           | 25:00 - 27:00（120分）           | 25:00 - 27:00（120分）           | ‐                                           |                       |
| 「第2部」0(ZERO)(月～土)／月イチ(月1日曜日)                                   |            |                                  |                                  |                                  |                                             |                       |
| 期間                                                                          | 期間       | 月曜日                           | 火曜日 - 金曜日                  | 土曜日                           | 日曜日                                      |                       |
| 1972.10.02                                                                    | 1973.06.30 | 27:00 - 29:00（120分）           | 27:00 - 29:00（120分）           | 27:00 - 29:00（120分）           | ‐                                           |                       |
| 1978.10.02                                                                    | 1986.03.29 | 27:00 - 29:00（120分）           | 27:00 - 29:00（120分）           | 25:00 - 29 :00（240分）          | ‐                                           |                       |
| 1986.03.31                                                                    | 1997.09.27 | 27:00 - 29:00（120分）           | 27:00 - 29:00（120分）           | 27:00 - 29:00（120分）           | ‐                                           |                       |
| 期間                                                                          | 期間       | 月曜日 - 木曜日                  | 金曜日                           | 土曜日                           | 日曜日                                      |                       |
| 1997.09.29                                                                    | 1998.03.28 | 27:00 - 29:00（120分）           | 25:00 - 29:00（240分）           | 27:00 - 29:00（120分）           | ‐                                           |                       |
| 1998.03.30                                                                    | 2007.09.30 | 27:00 - 29:00（120分）           | 27:00 - 29:00（120分）           | 27:00 - 29:00（120分）           | ‐                                           |                       |
| 2007.10.01                                                                    | 2010.06.26 | 27:00 - 28:30（90分）            | 27:00 - 29:00（120分）           | 27:00 - 29:00（120分）           | ‐                                           |                       |
| 2010.06.28                                                                    | 2013.04.06 | 27:00 - 29:00（120分）           | 27:00 - 29:00（120分）           | 27:00 - 29:00（120分）           | ‐                                           |                       |
| 期間                                                                          | 期間       | 月曜日 - 木曜日                  | 金曜日                           | 土曜日                           | 日曜日(月1日曜日)                           |                       |
| 2013.04.08                                                                    | 2018.03.31 | 27:00 - 28:30（90分）            | 27:00 - 29:00（120分）           | 27:00 - 29:00（120分）           | 27:00 - 29:00（120分）                      |                       |
| 2018.04.02                                                                    | 2019.04.06 | 27:00 - 28:30（90分）            | 27:00 - 29:00（120分）           | 27:00 - 28:30（90分）            | ‐                                           |                       |
| 2019.04.08                                                                    | 2021.03.27 | 27:00 - 28:30（90分）            | 27:00 - 29:00（120分）           | 27:00 - 28:30（90分）            | 27:00 - 29:00（120分）                      |                       |
| 2021.03.29                                                                    | 2024.03.30 | 27:00 - 28:30（90分）            | 27:00 - 29:00（120分）           | 27:00 - 28:50（110分）           | 27:00 - 29:00（120分）                      |                       |
| 2024.04.01                                                                    | 現在       | 27:00 - 28:30（90分）            | 27:00 - 29:00（120分）           | 27:00 - 29:00（120分）           | 27:00 - 29:00（120分）                      |                       |
| 「夜ワイド／日曜日」MUSIC10(月～木)／GOLD(金曜日)／サタデースペシャル(土曜日) |            |                                  |                                  |                                  |                                             |                       |
| 期間                                                                          | 期間       | 月曜日 - 木曜日                  | 金曜日                           | 土曜日                           | 日曜日                                      |                       |
| 1968.04.07                                                                    | 1968.10.06 | ‐                                | ‐                                | ‐                                | 23:30 - 26:00（150分）                      |                       |
| 1968.10.13                                                                    | 1972.10.14 | ‐                                | ‐                                | ‐                                | 24:30 - 27:00（150分）                      |                       |
| 1972.10.21                                                                    | 1984.04.01 | ‐                                | ‐                                | ‐                                | 24:05 - 25:30（145分）                      |                       |
| 1997.10.12                                                                    | 1999.03.28 | ‐                                | ‐                                | ‐                                | 23:00 - 25:30（150分）                      |                       |
| 1999.03.29                                                                    | 2000.03.19 | 22:00 - 24:00（120分）           | 22:00 - 24:00（120分）           | ‐                                | 23:00 - 25:00（120分）                      |                       |
| 2000.03.20                                                                    | 2001.03.25 | 22:00 - 24:00（120分）           | 22:00 - 24:00（120分）           | ‐                                | 23:30 - 25:00（90分）                       | 23:30 - 25:00（90分） |
| 2001.03.26                                                                    | 2001.04.07 | 22:00 - 24:00（120分）           | 22:00 - 24:00（120分）           | ‐                                | 23:30 - 25:00（90分）                       |                       |
| 2001.04.09                                                                    | 2001.09.23 | 22:00 - 24:00（120分）           | 22:00 - 24:00（120分）           | ‐                                | 23:30 - 25:00（90分）                       | 23:30 - 25:00（90分） |
| 2001.10.01                                                                    | 2002.09.29 | 22:00 - 24:00（120分）           | 22:00 - 24:00（120分）           | 23:30 - 25:00（90分）            | 23:00 - 24:30（90分） 24:30 - 25:30（60分） |                       |
| 2002.09.30                                                                    | 2003.03.30 | 22:00 - 24:00（120分）           | 22:00 - 25:00（150分）           | 23:30 - 25:00（90分）            | 23:00 - 24:30（90分） 24:30 - 25:30（60分） |                       |
| 2003.03.31                                                                    | 2004.03.27 | 22:00 - 24:00（120分）           | 22:00 - 24:00（120分）           | 23:30 - 25:00（90分）            | ‐                                           |                       |
| 2004.04.03                                                                    | 2009.11.28 | ‐                                | ‐                                | 23:30 - 25:00（90分）            | ‐                                           |                       |
| 2009.11.30                                                                    | 2010.12.04 | 22:00 - 23:50（110分）           | 22:00 - 23:30（90分）            | 23:30 - 25:00（90分）            | ‐                                           |                       |
| 2010.12.06                                                                    | 2011.01.29 | 22:00 - 23:45（105分）           | 22:00 - 23:30（90分）            | 23:30 - 25:00（90分）            | ‐                                           |                       |
| 2011.01.31                                                                    | 2012.03.31 | 22:00 - 23:50（110分）           | 22:00 - 23:30（90分）            | 23:30 - 25:00（90分）            | ‐                                           |                       |
| 2012.04.02                                                                    | 2013.03.30 | 22:00 - 23:50（110分）           | 22:00 - 23:50（110分）           | 23:30 - 25:00（90分）            | ‐                                           |                       |
| 2013.04.01                                                                    | 2013.09.28 | 22:00 - 23:50（110分）           | 22:00 - 23:30（90分）            | 23:30 - 25:00（90分）            | ‐                                           |                       |
| 2013.09.30                                                                    | 2015.03.28 | 22:00 - 24:00（120分）           | 22:00 - 23:30（90分）            | 23:30 - 25:00（90分）            | ‐                                           |                       |
| 2015.03.30                                                                    | 2015.05.02 | 22:00 - 24:00（120分）           | 22:00 - 24:00（120分）           | 23:30 - 25:00（90分）            | ‐                                           |                       |
| 2015.05.04                                                                    | 2015.09.26 | 22:00 - 23:50（110分）           | 22:00 - 24:00（120分）           | 23:30 - 25:00（90分）            | ‐                                           |                       |
| 2015.10.02                                                                    | 現在       | 22:00 - 24:00（120分）           | 22:00 - 24:00（120分）           | 23:30 - 25:00（90分）            | ‐                                           |                       |
| 「24時台」X(クロス)                                                           |            |                                  |                                  |                                  |                                             |                       |
| 期間                                                                          | 期間       | 月曜日 - 木曜日                  | 金曜日                           | 土曜日                           | 日曜日                                      |                       |
| 2021.03.29                                                                    | 2021.10.01 | 24:00 - 24:53（53分）            | 24:00 - 24:53（53分）            | ‐                                | ‐                                           |                       |
| 2021.10.04                                                                    | 2023.03.31 | 24:00 - 24:58（58分）            | 24:00 - 24:53（53分）            | ‐                                | ‐                                           |                       |
| 2023.04.03                                                                    | 2024.03.29 | 24:00 - 24:58（58分）            | 24:00 - 25:00（60分）            | ‐                                | ‐                                           |                       |
| 2024.04.01                                                                    | 2025.03.27 | 24:00 - 24:58（58分）            | ‐                                | ‐                                | ‐                                           |                       |
| 2025.03.31                                                                    | 現在       | 24:00 - 24:58（58分）            | 24:00 - 25:00（60分）            | ‐                                | ‐                                           |                       |
| 「ナイターオフ」Premium(土曜日)                                               |            |                                  |                                  |                                  |                                             |                       |
| 期間                                                                          | 期間       | 月曜日 - 木曜日                  | 金曜日                           | 土曜日                           | 日曜日                                      |                       |
| 1997.10.06                                                                    | 1998.03.27 | 19:00 - 21:00（120分）           | 19:00 - 21:00（120分）           | ‐                                | ‐                                           |                       |
| 2009.10.11                                                                    | 2010.09.12 | ‐                                | ‐                                | ‐                                | 18:30 - 20:00（90分）                       |                       |
| 2017.10.02                                                                    | 2018.03.23 | 19:00 - 20:50（110分）           | 19:00 - 20:50（110分）           | -                                | -                                           |                       |
| 2018.10.01                                                                    | 2019.03.22 | 18:00 - 20:30（150分）           | 18:00 - 20:30（150分）           | -                                | -                                           |                       |
| 期間                                                                          | 期間       | 月曜日 - 木曜日                  | 金曜日                           | 土曜日                           | 日曜日                                      |                       |
| 2019.10.05                                                                    | 2020.03.21 | -                                | -                                | 19:00 - 21:00（120分）           | ‐                                           |                       |
| 2020.10.03                                                                    | 2021.03.27 | -                                | -                                | 19:00 - 21:00（120分）           | ‐                                           |                       |
| 2021.10.02                                                                    | 2022.03.26 | -                                | -                                | 19:00 - 21:00（120分）           | ‐                                           |                       |
| 2022.10.01                                                                    | 2023.03.25 | -                                | -                                | 19:00 - 21:00（120分）           | ‐                                           |                       |
| 「その他」PODCAST(月～土)                                                     |            |                                  |                                  |                                  |                                             |                       |
| 期間                                                                          | 期間       | 月曜日 - 木曜日                  | 金曜日                           | 土曜日                           | 日曜日                                      |                       |
| 2021.10.04                                                                    | 現在       | 18:00頃 配信（配信終了時間未定） | 18:00頃 配信（配信終了時間未定） | 18:00頃 配信（配信終了時間未定） | ‐                                           |                       |

- ニッポン放送（関東ローカル）のみ、1977年頃、日曜日深夜0:05 - 1:30まで、「オールナイトニッポン電話リクエスト」（パーソナリティー:木藤隆雄）を放送していた[12]。

## パーソナリティの変遷
| 過去に放送された番組歴代パーソナリティ一覧 | 過去に放送された番組歴代パーソナリティ一覧                                    | 過去に放送された番組歴代パーソナリティ一覧                                    | 過去に放送された番組歴代パーソナリティ一覧                                    | 過去に放送された番組歴代パーソナリティ一覧                                    | 過去に放送された番組歴代パーソナリティ一覧                                    | 過去に放送された番組歴代パーソナリティ一覧                                    | 過去に放送された番組歴代パーソナリティ一覧                           | 過去に放送された番組歴代パーソナリティ一覧                           | 過去に放送された番組歴代パーソナリティ一覧                           | 過去に放送された番組歴代パーソナリティ一覧                           | 過去に放送された番組歴代パーソナリティ一覧                           | 過去に放送された番組歴代パーソナリティ一覧                           |
| 25:00 - 27:00「第1部」 | 25:00 - 27:00「第1部」                                                        | 25:00 - 27:00「第1部」                                                        | 25:00 - 27:00「第1部」                                                        | 25:00 - 27:00「第1部」                                                        | 25:00 - 27:00「第1部」                                                        | 25:00 - 27:00「第1部」                                                        | 25:00 - 27:00「第1部」                                               | 25:00 - 27:00「第1部」                                               | 25:00 - 27:00「第1部」                                               | 25:00 - 27:00「第1部」                                               | 25:00 - 27:00「第1部」                                               | 25:00 - 27:00「第1部」                                               |
| 4時間時代 （1967年10月 - 1974年06月） | 4時間時代 （1967年10月 - 1974年06月）                                         | 4時間時代 （1967年10月 - 1974年06月）                                         | 4時間時代 （1967年10月 - 1974年06月）                                         | 4時間時代 （1967年10月 - 1974年06月）                                         | 4時間時代 （1967年10月 - 1974年06月）                                         | 4時間時代 （1967年10月 - 1974年06月）                                         | 4時間時代 （1967年10月 - 1974年06月）                                | 4時間時代 （1967年10月 - 1974年06月）                                | 4時間時代 （1967年10月 - 1974年06月）                                | 4時間時代 （1967年10月 - 1974年06月）                                | 4時間時代 （1967年10月 - 1974年06月）                                | 4時間時代 （1967年10月 - 1974年06月）                                |
| 1967年10月 - 1972年09月 月 - 土 オールナイトニッポン/日曜日 放送なし | 1967年10月 - 1972年09月 月 - 土 オールナイトニッポン/日曜日 放送なし          | 1967年10月 - 1972年09月 月 - 土 オールナイトニッポン/日曜日 放送なし          | 1967年10月 - 1972年09月 月 - 土 オールナイトニッポン/日曜日 放送なし          | 1967年10月 - 1972年09月 月 - 土 オールナイトニッポン/日曜日 放送なし          | 1967年10月 - 1972年09月 月 - 土 オールナイトニッポン/日曜日 放送なし          | 1967年10月 - 1972年09月 月 - 土 オールナイトニッポン/日曜日 放送なし          | 1967年10月 - 1972年09月 月 - 土 オールナイトニッポン/日曜日 放送なし | 1967年10月 - 1972年09月 月 - 土 オールナイトニッポン/日曜日 放送なし | 1967年10月 - 1972年09月 月 - 土 オールナイトニッポン/日曜日 放送なし | 1967年10月 - 1972年09月 月 - 土 オールナイトニッポン/日曜日 放送なし | 1967年10月 - 1972年09月 月 - 土 オールナイトニッポン/日曜日 放送なし | 1967年10月 - 1972年09月 月 - 土 オールナイトニッポン/日曜日 放送なし |
| 期間 | 月曜日担当                                                                    | 火曜日担当                                                                    | 水曜日担当                                                                    | 木曜日担当                                                                    | 金曜日担当                                                                    | 土曜日担当                                                                    | 日曜日担当                                                           |                                                                      |                                                                      |                                                                      |                                                                      |                                                                      |
| --- | ----------------------------------------------------------------------------- | ----------------------------------------------------------------------------- | ----------------------------------------------------------------------------- | ----------------------------------------------------------------------------- | ----------------------------------------------------------------------------- | ----------------------------------------------------------------------------- | -------------------------------------------------------------------- | -------------------------------------------------------------------- | -------------------------------------------------------------------- | -------------------------------------------------------------------- | -------------------------------------------------------------------- | -------------------------------------------------------------------- |
| 1967.10.02 - 1968.10.12 | 糸居五郎                                                                      | 斉藤安弘                                                                      | 高岡尞一郎                                                                    | 今仁哲夫                                                                      | 常木建男                                                                      | 高崎一郎                                                                      | ‐                                                                    |                                                                      |                                                                      |                                                                      |                                                                      |                                                                      |
| 1968.10.14 - 1968.12.28 | 糸居五郎                                                                      | 斉藤安弘                                                                      | 高岡尞一郎                                                                    | 今仁哲夫                                                                      | 梶幹雄                                                                        | 高崎一郎                                                                      | ‐                                                                    |                                                                      |                                                                      |                                                                      |                                                                      |                                                                      |
| 1968.12.30 - 1969.10.11 | 糸居五郎                                                                      | 斉藤安弘                                                                      | 高岡尞一郎                                                                    | 高嶋秀武                                                                      | 梶幹雄                                                                        | 高崎一郎                                                                      | ‐                                                                    |                                                                      |                                                                      |                                                                      |                                                                      |                                                                      |
| 1969.10.13 - 1970.04.04 | 糸居五郎                                                                      | 斉藤安弘                                                                      | 高岡尞一郎                                                                    | 高嶋秀武                                                                      | 今仁哲夫                                                                      | 亀渕昭信                                                                      | ‐                                                                    |                                                                      |                                                                      |                                                                      |                                                                      |                                                                      |
| 1970.04.06 - 1970.10.10 | 糸居五郎                                                                      | 斉藤安弘                                                                      | 高岡尞一郎                                                                    | 天井邦夫                                                                      | 今仁哲夫                                                                      | 亀渕昭信                                                                      | ‐                                                                    |                                                                      |                                                                      |                                                                      |                                                                      |                                                                      |
| 1970.10.12 - 1971.04.17 | 糸居五郎                                                                      | 斉藤安弘                                                                      | 高嶋秀武                                                                      | 天井邦夫                                                                      | 今仁哲夫                                                                      | 亀渕昭信                                                                      | ‐                                                                    |                                                                      |                                                                      |                                                                      |                                                                      |                                                                      |
| 1971.04.19 - 1972.01.01 | 糸居五郎                                                                      | 斉藤安弘                                                                      | 天井邦夫                                                                      | 高嶋秀武                                                                      | 今仁哲夫                                                                      | 亀渕昭信                                                                      | ‐                                                                    |                                                                      |                                                                      |                                                                      |                                                                      |                                                                      |
| 1972.01.03 - 1972.01.29 | 糸居五郎                                                                      | 斉藤安弘                                                                      | 市川光興                                                                      | 高嶋秀武                                                                      | 今仁哲夫                                                                      | 亀渕昭信                                                                      | ‐                                                                    |                                                                      |                                                                      |                                                                      |                                                                      |                                                                      |
| 1972.01.31 - 1972.07.01 | 糸居五郎                                                                      | 斉藤安弘                                                                      | 市川光興                                                                      | 山田晃市                                                                      | 今仁哲夫                                                                      | 亀渕昭信                                                                      | ‐                                                                    |                                                                      |                                                                      |                                                                      |                                                                      |                                                                      |
| 1972年07月 - 1972年10月 月曜日 オールナイトニッポン/火 - 土 オールナイトニッポンビバ○○ショー/日曜日 放送なし                                                                                    |                                                                               |                                                                               |                                                                               |                                                                               |                                                                               |                                                                               |                                                                      |                                                                      |                                                                      |                                                                      |                                                                      |                                                                      |
| 1972.07.03 - 1972.10.21 | 糸居五郎                                                                      | 25:00 - 27:00 ビバカメショー(亀渕昭信) 27:00 - 29:00 ビバテツショー(今仁哲夫) | 25:00 - 27:00 ビバカメショー(亀渕昭信) 27:00 - 29:00 ビバテツショー(今仁哲夫) | 25:00 - 27:00 ビバカメショー(亀渕昭信) 27:00 - 29:00 ビバテツショー(今仁哲夫) | 25:00 - 27:00 ビバカメショー(亀渕昭信) 27:00 - 29:00 ビバテツショー(今仁哲夫) | 25:00 - 27:00 ビバカメショー(亀渕昭信) 27:00 - 29:00 ビバテツショー(今仁哲夫) | ‐                                                                    |                                                                      |                                                                      |                                                                      |                                                                      |                                                                      |
| 1972年10月 - 1973年06月 月 - 土 オールナイトニッポンビバ○○ショー/日曜日 放送なし |                                                                               |                                                                               |                                                                               |                                                                               |                                                                               |                                                                               |                                                                      |                                                                      |                                                                      |                                                                      |                                                                      |                                                                      |
| 1972.10.23 - 1972.12.30 | 25:00 - 27:00 ビバカメショー(亀渕昭信) 27:00 - 29:00 ビバテツショー(今仁哲夫) | 25:00 - 27:00 ビバカメショー(亀渕昭信) 27:00 - 29:00 ビバテツショー(今仁哲夫) | 25:00 - 27:00 ビバカメショー(亀渕昭信) 27:00 - 29:00 ビバテツショー(今仁哲夫) | 25:00 - 27:00 ビバカメショー(亀渕昭信) 27:00 - 29:00 ビバテツショー(今仁哲夫) | 25:00 - 27:00 ビバカメショー(亀渕昭信) 27:00 - 29:00 ビバテツショー(今仁哲夫) | 25:00 - 27:00 ビバカメショー(亀渕昭信) 27:00 - 29:00 ビバテツショー(今仁哲夫) | ‐                                                                    |                                                                      |                                                                      |                                                                      |                                                                      |                                                                      |
| 1973.01.02 - 1973.06.30 | 25:00 - 27:00 ビバカメショー(亀渕昭信) 27:00 - 29:00 ビバケンショー(池田健)   | 25:00 - 27:00 ビバカメショー(亀渕昭信) 27:00 - 29:00 ビバケンショー(池田健)   | 25:00 - 27:00 ビバカメショー(亀渕昭信) 27:00 - 29:00 ビバケンショー(池田健)   | 25:00 - 27:00 ビバカメショー(亀渕昭信) 27:00 - 29:00 ビバケンショー(池田健)   | 25:00 - 27:00 ビバカメショー(亀渕昭信) 27:00 - 29:00 ビバケンショー(池田健)   | 25:00 - 27:00 ビバカメショー(亀渕昭信) 27:00 - 29:00 ビバケンショー(池田健)   | ‐                                                                    |                                                                      |                                                                      |                                                                      |                                                                      |                                                                      |
| 1973年07月 - 1974年06月 月 - 土 オールナイトニッポン/日曜日 放送なし |                                                                               |                                                                               |                                                                               |                                                                               |                                                                               |                                                                               |                                                                      |                                                                      |                                                                      |                                                                      |                                                                      |                                                                      |
| 期間 | 月曜日担当                                                                    | 火曜日担当                                                                    | 水曜日担当                                                                    | 木曜日担当                                                                    | 金曜日担当                                                                    | 土曜日担当                                                                    | 日曜日担当                                                           |                                                                      |                                                                      |                                                                      |                                                                      |                                                                      |
| 1973.07.02 - 1973.09.29 | 小林克也                                                                      | 泉谷しげる                                                                    | あのねのね                                                                    | 斉藤安弘                                                                      | カルメン                                                                      | 岸部シロー                                                                    | ‐                                                                    |                                                                      |                                                                      |                                                                      |                                                                      |                                                                      |
| 1973.10.01 - 1973.12.29 | 小林克也                                                                      | 泉谷しげる                                                                    | 毛利久                                                                        | 斉藤安弘                                                                      | カルメン                                                                      | あのねのね                                                                    | ‐                                                                    |                                                                      |                                                                      |                                                                      |                                                                      |                                                                      |
| 1974.01.02 - 1974.03.30 | 及川伸一                                                                      | 泉谷しげる                                                                    | 毛利久                                                                        | 斉藤安弘                                                                      | カルメン                                                                      | あのねのね                                                                    | ‐                                                                    |                                                                      |                                                                      |                                                                      |                                                                      |                                                                      |
| 1974.04.01 - 1974.06.29 | 及川伸一                                                                      | 諸口あきら                                                                    | 笑福亭鶴光                                                                    | 海援隊                                                                        | カルメン                                                                      | あのねのね                                                                    | ‐                                                                    |                                                                      |                                                                      |                                                                      |                                                                      |                                                                      |
| 2部構成（1974年07月 - 1999年03月） |                                                                               |                                                                               |                                                                               |                                                                               |                                                                               |                                                                               |                                                                      |                                                                      |                                                                      |                                                                      |                                                                      |                                                                      |
| 1974年07月 - 1977年09月 月 - 金 オールナイトニッポン第1部/土曜日 オールナイトニッポン/日曜日 放送なし                                                                                           |                                                                               |                                                                               |                                                                               |                                                                               |                                                                               |                                                                               |                                                                      |                                                                      |                                                                      |                                                                      |                                                                      |                                                                      |
| 期間 | 月曜日担当                                                                    | 火曜日担当                                                                    | 水曜日担当                                                                    | 木曜日担当                                                                    | 金曜日担当                                                                    | 土曜日担当                                                                    | 日曜日担当                                                           |                                                                      |                                                                      |                                                                      |                                                                      |                                                                      |
| 1974.07.01 - 1974.09.28 | カルメン                                                                      | 諸口あきら                                                                    | 湯浅明                                                                        | 海援隊                                                                        | 及川伸一                                                                      | 笑福亭鶴光                                                                    | ‐                                                                    |                                                                      |                                                                      |                                                                      |                                                                      |                                                                      |
| 1974.09.30 - 1974.12.28 | 吉田拓郎                                                                      | 諸口あきら                                                                    | あのねのね                                                                    | 湯浅明                                                                        | カルメン                                                                      | 笑福亭鶴光                                                                    | ‐                                                                    |                                                                      |                                                                      |                                                                      |                                                                      |                                                                      |
| 1975.01.06 - 1975.03.29 | 吉田拓郎                                                                      | 諸口あきら                                                                    | イルカ                                                                        | 湯浅明                                                                        | いづみ朱子                                                                    | 笑福亭鶴光                                                                    | ‐                                                                    |                                                                      |                                                                      |                                                                      |                                                                      |                                                                      |
| 1975.03.31 - 1975.06.28 | 吉田拓郎                                                                      | 諸口あきら                                                                    | イルカ                                                                        | 南こうせつ                                                                    | いづみ朱子                                                                    | 笑福亭鶴光                                                                    | ‐                                                                    |                                                                      |                                                                      |                                                                      |                                                                      |                                                                      |
| 1975.06.30 - 1975.09.27 | 吉田拓郎                                                                      | 高信太郎                                                                      | イルカ                                                                        | 南こうせつ                                                                    | 武田鉄矢                                                                      | 笑福亭鶴光                                                                    | ‐                                                                    |                                                                      |                                                                      |                                                                      |                                                                      |                                                                      |
| 1975.09.29 - 1975.12.31 | 吉田拓郎                                                                      | 小林麻美                                                                      | 田畑達志                                                                      | 南こうせつ                                                                    | 武田鉄矢                                                                      | 笑福亭鶴光                                                                    | ‐                                                                    |                                                                      |                                                                      |                                                                      |                                                                      |                                                                      |
| 1976.01.05 - 1976.04.03 | 加藤和彦                                                                      | 小林麻美                                                                      | 田畑達志                                                                      | 南こうせつ                                                                    | 武田鉄矢                                                                      | 笑福亭鶴光                                                                    | ‐                                                                    |                                                                      |                                                                      |                                                                      |                                                                      |                                                                      |
| 1976.04.05 - 1976.10.02 | 加藤和彦                                                                      | 宇崎竜童                                                                      | あのねのね                                                                    | 南こうせつ                                                                    | 吉村達也                                                                      | 笑福亭鶴光                                                                    | ‐                                                                    |                                                                      |                                                                      |                                                                      |                                                                      |                                                                      |
| 1976.10.04 - 1977.01.01 | 河野嘉之                                                                      | くり万太郎                                                                    | タモリ                                                                        | 南こうせつ                                                                    | 吉村達也                                                                      | 笑福亭鶴光                                                                    | ‐                                                                    |                                                                      |                                                                      |                                                                      |                                                                      |                                                                      |
| 1977.01.03 - 1977.04.02 | 河野嘉之                                                                      | くり万太郎                                                                    | タモリ                                                                        | 自切俳人                                                                      | 吉村達也                                                                      | 笑福亭鶴光                                                                    | ‐                                                                    |                                                                      |                                                                      |                                                                      |                                                                      |                                                                      |
| 1977年04月 - 1978年09月 月 - 木 オールナイトニッポン第1部/金・土 オールナイトニッポン/日曜日 放送なし                                                                                           |                                                                               |                                                                               |                                                                               |                                                                               |                                                                               |                                                                               | ‐                                                                    |                                                                      |                                                                      |                                                                      |                                                                      |                                                                      |
| 期間 | 月曜日担当                                                                    | 火曜日担当                                                                    | 水曜日担当                                                                    | 木曜日担当                                                                    | 金曜日担当                                                                    | 土曜日担当                                                                    | 日曜日担当                                                           |                                                                      |                                                                      |                                                                      |                                                                      |                                                                      |
| 1977.04.03 - 1977.10.01 | 河野嘉之                                                                      | くり万太郎                                                                    | タモリ                                                                        | 自切俳人                                                                      | 湯浅明 田畑達志                                                               | 笑福亭鶴光                                                                    | ‐                                                                    |                                                                      |                                                                      |                                                                      |                                                                      |                                                                      |
| 1977.10.03 - 1978.04.01 | くり万太郎                                                                    | 所ジョージ                                                                    | タモリ                                                                        | 自切俳人                                                                      | つボイノリオ                                                                  | 笑福亭鶴光                                                                    | ‐                                                                    |                                                                      |                                                                      |                                                                      |                                                                      |                                                                      |
| 1978.04.03 - 1978.09.30 | 松山千春                                                                      | 所ジョージ                                                                    | タモリ                                                                        | 南こうせつ                                                                    | つボイノリオ                                                                  | 笑福亭鶴光                                                                    | ‐                                                                    |                                                                      |                                                                      |                                                                      |                                                                      |                                                                      |
| 1978年10月 - 1986年03月 月 - 金 オールナイトニッポン第1部/土曜日 オールナイトニッポン/日曜日 放送なし                                                                                           |                                                                               |                                                                               |                                                                               |                                                                               |                                                                               |                                                                               |                                                                      |                                                                      |                                                                      |                                                                      |                                                                      |                                                                      |
| 期間 | 月曜日担当                                                                    | 火曜日担当                                                                    | 水曜日担当                                                                    | 木曜日担当                                                                    | 金曜日担当                                                                    | 土曜日担当                                                                    | 日曜日担当                                                           |                                                                      |                                                                      |                                                                      |                                                                      |                                                                      |
| 1978.10.02 - 1979.03.31 | 松山千春                                                                      | 所ジョージ                                                                    | タモリ                                                                        | 南こうせつ                                                                    | つボイノリオ                                                                  | 笑福亭鶴光                                                                    | ‐                                                                    |                                                                      |                                                                      |                                                                      |                                                                      |                                                                      |
| 1979.04.02 - 1979.09.29 | 中島みゆき                                                                    | 所ジョージ                                                                    | タモリ                                                                        | 桑田佳祐                                                                      | 近田春夫 コッペ                                                               | 笑福亭鶴光                                                                    | ‐                                                                    |                                                                      |                                                                      |                                                                      |                                                                      |                                                                      |
| 1979.10.01 - 1980.03.29 | 中島みゆき                                                                    | 所ジョージ                                                                    | タモリ                                                                        | 桑田佳祐                                                                      | 長渕剛                                                                        | 笑福亭鶴光                                                                    | ‐                                                                    |                                                                      |                                                                      |                                                                      |                                                                      |                                                                      |
| 1980.03.31 - 1980.06.28 | 中島みゆき                                                                    | 松山千春                                                                      | タモリ                                                                        | 桑田佳祐                                                                      | 長渕剛                                                                        | 笑福亭鶴光                                                                    | ‐                                                                    |                                                                      |                                                                      |                                                                      |                                                                      |                                                                      |
| 1980.06.30 - 1980.09.27 | 中島みゆき                                                                    | 松山千春                                                                      | タモリ                                                                        | ダディ竹千代                                                                  | 長渕剛                                                                        | 笑福亭鶴光                                                                    | ‐                                                                    |                                                                      |                                                                      |                                                                      |                                                                      |                                                                      |
| 1980.09.29 - 1980.12.31 | 中島みゆき                                                                    | 松山千春                                                                      | タモリ                                                                        | ダディ竹千代                                                                  | 吉田拓郎                                                                      | 笑福亭鶴光                                                                    | ‐                                                                    |                                                                      |                                                                      |                                                                      |                                                                      |                                                                      |
| 1981.01.05 - 1981.04.04 | 中島みゆき                                                                    | 松山千春                                                                      | タモリ                                                                        | ビートたけし                                                                  | 吉田拓郎                                                                      | 笑福亭鶴光                                                                    | ‐                                                                    |                                                                      |                                                                      |                                                                      |                                                                      |                                                                      |
| 1981.04.06 - 1982.04.03 | 中島みゆき                                                                    | 所ジョージ                                                                    | タモリ                                                                        | ビートたけし                                                                  | 吉田拓郎                                                                      | 笑福亭鶴光                                                                    | ‐                                                                    |                                                                      |                                                                      |                                                                      |                                                                      |                                                                      |
| 1982.04.05 - 1982.10.30 | 中島みゆき                                                                    | 坂崎幸之助                                                                    | タモリ                                                                        | ビートたけし                                                                  | ラジオっ娘                                                                    | 笑福亭鶴光                                                                    | ‐                                                                    |                                                                      |                                                                      |                                                                      |                                                                      |                                                                      |
| 1982.11.01 - 1983.04.02 | 中島みゆき                                                                    | 坂崎幸之助                                                                    | タモリ                                                                        | ビートたけし                                                                  | 山口良一                                                                      | 笑福亭鶴光                                                                    | ‐                                                                    |                                                                      |                                                                      |                                                                      |                                                                      |                                                                      |
| 1983.04.04 - 1983.10.01 | 中島みゆき                                                                    | 高橋幸宏                                                                      | タモリ                                                                        | ビートたけし                                                                  | 山口良一                                                                      | 笑福亭鶴光                                                                    | ‐                                                                    |                                                                      |                                                                      |                                                                      |                                                                      |                                                                      |
| 1983.10.03 - 1983.12.31 | 中島みゆき                                                                    | 高橋幸宏                                                                      | 野村義男                                                                      | ビートたけし                                                                  | 山口良一                                                                      | 笑福亭鶴光                                                                    | ‐                                                                    |                                                                      |                                                                      |                                                                      |                                                                      |                                                                      |
| 1984.01.03 - 1984.03.31 | 中島みゆき                                                                    | 桑田佳祐                                                                      | 野村義男                                                                      | ビートたけし                                                                  | 山口良一                                                                      | 笑福亭鶴光                                                                    | ‐                                                                    |                                                                      |                                                                      |                                                                      |                                                                      |                                                                      |
| 1984.04.02 - 1985.03.30 | 中島みゆき                                                                    | 桑田佳祐                                                                      | THE ALFEE                                                                     | ビートたけし                                                                  | 山口良一                                                                      | 笑福亭鶴光                                                                    | ‐                                                                    |                                                                      |                                                                      |                                                                      |                                                                      |                                                                      |
| 1985.04.01 - 1985.09.28 | 中島みゆき                                                                    | 桑田佳祐                                                                      | 小峯隆生                                                                      | ビートたけし                                                                  | サンプラザ中野                                                                | 笑福亭鶴光                                                                    | ‐                                                                    |                                                                      |                                                                      |                                                                      |                                                                      |                                                                      |
| 1985.09.30 - 1986.03.29 | 中島みゆき                                                                    | とんねるず                                                                    | 小峯隆生                                                                      | ビートたけし                                                                  | サンプラザ中野                                                                | ABブラザーズ                                                                  | ‐                                                                    |                                                                      |                                                                      |                                                                      |                                                                      |                                                                      |
| 1986年04月 - 1999年03月 月 - 土 オールナイトニッポン第1部/日曜日 放送なし |                                                                               |                                                                               |                                                                               |                                                                               |                                                                               |                                                                               |                                                                      |                                                                      |                                                                      |                                                                      |                                                                      |                                                                      |
| 期間 | 月曜日担当                                                                    | 火曜日担当                                                                    | 水曜日担当                                                                    | 木曜日担当                                                                    | 金曜日担当                                                                    | 土曜日担当                                                                    | 日曜日担当                                                           |                                                                      |                                                                      |                                                                      |                                                                      |                                                                      |
| 1986.03.31 - 1987.04.04 | 中島みゆき                                                                    | とんねるず                                                                    | 小泉今日子                                                                    | ビートたけし                                                                  | サンプラザ中野                                                                | ABブラザーズ                                                                  | ‐                                                                    |                                                                      |                                                                      |                                                                      |                                                                      |                                                                      |
| 1987.04.06 - 1987.07.25 | デーモン小暮                                                                  | とんねるず                                                                    | 小泉今日子                                                                    | ビートたけし                                                                  | サンプラザ中野                                                                | ABブラザーズ                                                                  | ‐                                                                    |                                                                      |                                                                      |                                                                      |                                                                      |                                                                      |
| 1987.07.27 - 1987.10.10 | デーモン小暮                                                                  | とんねるず                                                                    | 小泉今日子                                                                    | ビートたけし                                                                  | サンプラザ中野                                                                | 圭修                                                                          | ‐                                                                    |                                                                      |                                                                      |                                                                      |                                                                      |                                                                      |
| 1987.10.12 - 1988.04.09 | デーモン小暮                                                                  | とんねるず                                                                    | 小泉今日子                                                                    | ビートたけし                                                                  | 鴻上尚史                                                                      | 圭修                                                                          | ‐                                                                    |                                                                      |                                                                      |                                                                      |                                                                      |                                                                      |
| 1988.04.11 - 1988.10.01 | デーモン小暮                                                                  | とんねるず                                                                    | 小泉今日子                                                                    | ビートたけし                                                                  | 鴻上尚史                                                                      | 松任谷由実                                                                    | ‐                                                                    |                                                                      |                                                                      |                                                                      |                                                                      |                                                                      |
| 1988.10.03 - 1989.04.01 | デーモン小暮                                                                  | とんねるず                                                                    | 大槻ケンヂ                                                                    | ビートたけし                                                                  | 鴻上尚史                                                                      | 松任谷由実                                                                    | ‐                                                                    |                                                                      |                                                                      |                                                                      |                                                                      |                                                                      |
| 1989.04.03 - 1989.12.30 | デーモン小暮                                                                  | とんねるず                                                                    | 藤井郁弥                                                                      | ビートたけし                                                                  | ウッチャンナンチャン                                                          | 松任谷由実                                                                    | ‐                                                                    |                                                                      |                                                                      |                                                                      |                                                                      |                                                                      |
| 1990.01.08 - 1990.06.02 | デーモン小暮                                                                  | とんねるず                                                                    | 木根尚登                                                                      | ビートたけし                                                                  | ウッチャンナンチャン                                                          | 松任谷由実                                                                    | ‐                                                                    |                                                                      |                                                                      |                                                                      |                                                                      |                                                                      |
| 1990.06.04 - 1990.12.29 | 大槻ケンヂ                                                                    | とんねるず                                                                    | 木根尚登                                                                      | ビートたけし                                                                  | ウッチャンナンチャン                                                          | 松任谷由実                                                                    | ‐                                                                    |                                                                      |                                                                      |                                                                      |                                                                      |                                                                      |
| 1991.01.03 - 1991.02.02 | 大槻ケンヂ                                                                    | とんねるず                                                                    | 木根尚登                                                                      | 古田新太                                                                      | ウッチャンナンチャン                                                          | 松任谷由実                                                                    | ‐                                                                    |                                                                      |                                                                      |                                                                      |                                                                      |                                                                      |
| 1991.02.04 - 1991.09.28 | 大槻ケンヂ                                                                    | とんねるず                                                                    | 大江千里                                                                      | 古田新太                                                                      | ウッチャンナンチャン                                                          | 松任谷由実                                                                    | ‐                                                                    |                                                                      |                                                                      |                                                                      |                                                                      |                                                                      |
| 1991.09.30 - 1992.03.28 | さくらももこ                                                                  | とんねるず                                                                    | 大江千里                                                                      | 古田新太                                                                      | ウッチャンナンチャン                                                          | 松任谷由実                                                                    | ‐                                                                    |                                                                      |                                                                      |                                                                      |                                                                      |                                                                      |
| 1992.03.30 - 1992.10.03 | さくらももこ                                                                  | とんねるず                                                                    | Toshl (X)                                                                     | 古田新太                                                                      | ウッチャンナンチャン                                                          | 松任谷由実                                                                    | ‐                                                                    |                                                                      |                                                                      |                                                                      |                                                                      |                                                                      |
| 1992.10.05 - 1993.10.02 | 加藤いづみ                                                                    | 電気グルーヴ                                                                  | 裕木奈江                                                                      | 福山雅治                                                                      | ウッチャンナンチャン                                                          | 松任谷由実                                                                    | ‐                                                                    |                                                                      |                                                                      |                                                                      |                                                                      |                                                                      |
| 1993.10.04 - 1993.11.13 | 加藤いづみ                                                                    | 電気グルーヴ                                                                  | 松村邦洋                                                                      | 福山雅治                                                                      | ウッチャンナンチャン                                                          | 松任谷由実                                                                    | ‐                                                                    |                                                                      |                                                                      |                                                                      |                                                                      |                                                                      |
| 1993.11.15 - 1994.04.02 | 中居正広                                                                      | 電気グルーヴ                                                                  | 松村邦洋                                                                      | 福山雅治                                                                      | ウッチャンナンチャン                                                          | 松任谷由実                                                                    | ‐                                                                    |                                                                      |                                                                      |                                                                      |                                                                      |                                                                      |
| 1994.04.04 - 1994.07.02 | 中居正広                                                                      | 石川よしひろ                                                                  | 松村邦洋                                                                      | 福山雅治                                                                      | ウッチャンナンチャン                                                          | 松任谷由実                                                                    | ‐                                                                    |                                                                      |                                                                      |                                                                      |                                                                      |                                                                      |
| 1994.07.04 - 1994.11.05 | 中居正広                                                                      | 石川よしひろ                                                                  | 松村邦洋                                                                      | ナインティナイン                                                              | ウッチャンナンチャン                                                          | 松任谷由実                                                                    | ‐                                                                    |                                                                      |                                                                      |                                                                      |                                                                      |                                                                      |
| 1994.11.07 - 1995.04.01 | 福山雅治                                                                      | 石川よしひろ                                                                  | 松村邦洋                                                                      | ナインティナイン                                                              | ウッチャンナンチャン                                                          | 松任谷由実                                                                    | ‐                                                                    |                                                                      |                                                                      |                                                                      |                                                                      |                                                                      |
| 1995.04.03 - 1995.09.30 | 福山雅治                                                                      | 石川よしひろ                                                                  | 松村邦洋                                                                      | ナインティナイン                                                              | YUKI (JUDY AND MARY)                                                          | 松任谷由実                                                                    | ‐                                                                    |                                                                      |                                                                      |                                                                      |                                                                      |                                                                      |
| 1995.10.09 - 1996.03.30 | 福山雅治                                                                      | 吉井和哉                                                                      | 松村邦洋                                                                      | ナインティナイン                                                              | YUKI (JUDY AND MARY)                                                          | 松任谷由実                                                                    | ‐                                                                    |                                                                      |                                                                      |                                                                      |                                                                      |                                                                      |
| 1996.04.01 - 1996.06.29 | 福山雅治                                                                      | 吉井和哉                                                                      | 松村邦洋                                                                      | ナインティナイン                                                              | KYOYA                                                                         | 松任谷由実                                                                    | ‐                                                                    |                                                                      |                                                                      |                                                                      |                                                                      |                                                                      |
| 1996.07.01 - 1996.09.28 | 福山雅治                                                                      | 吉井和哉                                                                      | つんく                                                                        | ナインティナイン                                                              | KYOYA                                                                         | 松任谷由実                                                                    | ‐                                                                    |                                                                      |                                                                      |                                                                      |                                                                      |                                                                      |
| 1996.09.30 - 1997.03.29 | 福山雅治                                                                      | 松村邦洋                                                                      | つんく                                                                        | ナインティナイン                                                              | KYOYA                                                                         | 松任谷由実                                                                    | ‐                                                                    |                                                                      |                                                                      |                                                                      |                                                                      |                                                                      |
| 1997.03.31 - 1997.09.27 | 福山雅治                                                                      | 松村邦洋                                                                      | つんく                                                                        | ナインティナイン                                                              | 平野友康                                                                      | 松任谷由実                                                                    | ‐                                                                    |                                                                      |                                                                      |                                                                      |                                                                      |                                                                      |
| 1997年10月 - 1998年03月 月 - 木・土 オールナイトニッポン第1部/金曜日 オールナイトニッポンMusic Revolution/日曜日 放送なし                                                                       |                                                                               |                                                                               |                                                                               |                                                                               |                                                                               |                                                                               | ‐                                                                    |                                                                      |                                                                      |                                                                      |                                                                      |                                                                      |
| 期間 | 月曜日担当                                                                    | 火曜日担当                                                                    | 水曜日担当                                                                    | 木曜日担当                                                                    | 金曜日担当                                                                    | 土曜日担当                                                                    | 日曜日担当                                                           |                                                                      |                                                                      |                                                                      |                                                                      |                                                                      |
| 1997.09.29 - 1998.03.28 | 福山雅治                                                                      | 松村邦洋                                                                      | イマヤス (スキップカウズ)                                                     | ナインティナイン                                                              | Music Revolution (西川貴教)                                                   | 松任谷由実                                                                    | ‐                                                                    |                                                                      |                                                                      |                                                                      |                                                                      |                                                                      |
| 1997年10月 - 1998年03月 月 - 土 オールナイトニッポン第1部/日曜日 放送なし |                                                                               |                                                                               |                                                                               |                                                                               |                                                                               |                                                                               |                                                                      |                                                                      |                                                                      |                                                                      |                                                                      |                                                                      |
| 期間 | 月曜日担当                                                                    | 火曜日担当                                                                    | 水曜日担当                                                                    | 木曜日担当                                                                    | 金曜日担当                                                                    | 土曜日担当                                                                    | 日曜日担当                                                           |                                                                      |                                                                      |                                                                      |                                                                      |                                                                      |
| 1998.03.30 - 1998.10.03 | ロンドンブーツ1号2号                                                          | 松村邦洋                                                                      | イマヤス (スキップカウズ)                                                     | ナインティナイン                                                              | 西川貴教                                                                      | 松任谷由実                                                                    | ‐                                                                    |                                                                      |                                                                      |                                                                      |                                                                      |                                                                      |
| 1998.10.05 - 1999.03.27 | ロンドンブーツ1号2号                                                          | 松村邦洋                                                                      | ゆず                                                                          | ナインティナイン                                                              | 西川貴教                                                                      | 松任谷由実                                                                    | ‐                                                                    |                                                                      |                                                                      |                                                                      |                                                                      |                                                                      |
| LF+R（1999年04月 - 2003年03月） |                                                                               |                                                                               |                                                                               |                                                                               |                                                                               |                                                                               |                                                                      |                                                                      |                                                                      |                                                                      |                                                                      |                                                                      |
| 1999年04月 - 2003年03月 月 - 土 @llnightnippon.com/日曜日 放送なし |                                                                               |                                                                               |                                                                               |                                                                               |                                                                               |                                                                               |                                                                      |                                                                      |                                                                      |                                                                      |                                                                      |                                                                      |
| 期間 | 月曜日担当                                                                    | 火曜日担当                                                                    | 水曜日担当                                                                    | 木曜日担当                                                                    | 金曜日担当                                                                    | 土曜日担当                                                                    | 日曜日担当                                                           |                                                                      |                                                                      |                                                                      |                                                                      |                                                                      |
| 1999.03.29 - 1999.10.02 | ココリコ                                                                      | U-turn                                                                        | 井手功二                                                                      | 荘口彰久                                                                      | SILVA                                                                         | LFクールK (垣花正)                                                            | ‐                                                                    |                                                                      |                                                                      |                                                                      |                                                                      |                                                                      |
| 1999.10.04 - 1999.11.13 | ココリコ                                                                      | 加藤晴彦                                                                      | 週替わり                                                                      | ナインティナイン                                                              | 竹村あきら                                                                    | U-turn                                                                        | ‐                                                                    |                                                                      |                                                                      |                                                                      |                                                                      |                                                                      |
| 1999.11.15 - 2000.04.01 | ココリコ                                                                      | 加藤晴彦                                                                      | aiko                                                                          | ナインティナイン                                                              | 竹村あきら                                                                    | U-turn                                                                        | ‐                                                                    |                                                                      |                                                                      |                                                                      |                                                                      |                                                                      |
| 2000.04.03 - 2000.09.30 | ココリコ                                                                      | 加藤晴彦                                                                      | aiko                                                                          | ナインティナイン                                                              | 竹村あきら                                                                    | 玉川美沙                                                                      | ‐                                                                    |                                                                      |                                                                      |                                                                      |                                                                      |                                                                      |
| 2000.10.02 - 2001.03.31 | ココリコ                                                                      | 加藤晴彦                                                                      | aiko                                                                          | ナインティナイン                                                              | 竹村あきら                                                                    | たまそう音楽堂 (玉川美沙・荘口彰久)                                           | ‐                                                                    |                                                                      |                                                                      |                                                                      |                                                                      |                                                                      |
| 2001.04.02 - 2001.06.30 | RIZE                                                                          | 加藤晴彦                                                                      | aiko                                                                          | ナインティナイン                                                              | 竹村あきら                                                                    | たまそう音楽堂 (玉川美沙・荘口彰久)                                           | ‐                                                                    |                                                                      |                                                                      |                                                                      |                                                                      |                                                                      |
| 2001.07.02 - 2001.09.01 | RIZE                                                                          | 加藤晴彦                                                                      | aiko                                                                          | ナインティナイン                                                              | 週替わり                                                                      | たまそう音楽堂 (玉川美沙・荘口彰久)                                           | ‐                                                                    |                                                                      |                                                                      |                                                                      |                                                                      |                                                                      |
| 2001.09.03 - 2001.09.30 | RIZE                                                                          | 加藤晴彦                                                                      | aiko                                                                          | ナインティナイン                                                              | CHEMISTRY                                                                     | たまそう音楽堂 (玉川美沙・荘口彰久)                                           | ‐                                                                    |                                                                      |                                                                      |                                                                      |                                                                      |                                                                      |
| 2001.10.01 - 2001.10.27 | 藤井隆ガレッジセール                                                          | コブクロ                                                                      | aiko                                                                          | ナインティナイン                                                              | ビビる                                                                        | たまそう音楽堂 (玉川美沙・荘口彰久)                                           | ‐                                                                    |                                                                      |                                                                      |                                                                      |                                                                      |                                                                      |
| 2001.10.29 - 2002.03.30 | 藤井隆ガレッジセール                                                          | コブクロ                                                                      | aiko                                                                          | ナインティナイン                                                              | ビビる                                                                        | 河村隆一                                                                      | ‐                                                                    |                                                                      |                                                                      |                                                                      |                                                                      |                                                                      |
| 2002.04.01 - 2002.05.04 | Gackt                                                                         | 押尾学                                                                        | aiko                                                                          | ナインティナイン                                                              | ビビる                                                                        | 藤井隆                                                                        | ‐                                                                    |                                                                      |                                                                      |                                                                      |                                                                      |                                                                      |
| 2002.05.06 - 2002.09.28 | Gackt                                                                         | 押尾学                                                                        | aiko                                                                          | ナインティナイン                                                              | ビビる大木                                                                    | 藤井隆                                                                        | ‐                                                                    |                                                                      |                                                                      |                                                                      |                                                                      |                                                                      |
| 2002.09.30 - 2003.03.29 | Gackt                                                                         | 土屋礼央                                                                      | aiko                                                                          | ナインティナイン                                                              | 綾小路セロニアス翔 (氣志團)                                                   | リスナーズBEST (吉田尚記)                                                     | ‐                                                                    |                                                                      |                                                                      |                                                                      |                                                                      |                                                                      |
| LF+R終了以降（2003年04月 - 現在） |                                                                               |                                                                               |                                                                               |                                                                               |                                                                               |                                                                               |                                                                      |                                                                      |                                                                      |                                                                      |                                                                      |                                                                      |
| 2003年04月 - 2019年03月 月 - 土 オールナイトニッポン第1部/日曜日 放送なし |                                                                               |                                                                               |                                                                               |                                                                               |                                                                               |                                                                               |                                                                      |                                                                      |                                                                      |                                                                      |                                                                      |                                                                      |
| 期間 | 月曜日担当                                                                    | 火曜日担当                                                                    | 水曜日担当                                                                    | 木曜日担当                                                                    | 金曜日担当                                                                    | 土曜日担当                                                                    | 日曜日担当                                                           |                                                                      |                                                                      |                                                                      |                                                                      |                                                                      |
| 2003.03.31 - 2003.09.27 | 西川貴教                                                                      | 土屋礼央                                                                      | 堀内健 ビビる大木                                                             | ナインティナイン                                                              | 綾小路セロニアス翔 (氣志團)                                                   | リスナーズBEST (吉田尚記)                                                     | ‐                                                                    |                                                                      |                                                                      |                                                                      |                                                                      |                                                                      |
| 2003.09.29 - 2004.03.27 | 西川貴教                                                                      | 土屋礼央                                                                      | 堀内健 ビビる大木                                                             | ナインティナイン                                                              | 週替わり                                                                      | リスナーズBEST (吉田尚記)                                                     | ‐                                                                    |                                                                      |                                                                      |                                                                      |                                                                      |                                                                      |
| 2004.03.29 - 2004.09.25 | 西川貴教                                                                      | 土屋礼央                                                                      | 坂崎幸之助                                                                    | ナインティナイン                                                              | 田村淳 (ロンドンブーツ1号2号)                                                 | SHOGO                                                                         | ‐                                                                    |                                                                      |                                                                      |                                                                      |                                                                      |                                                                      |
| 2004.09.27 - 2005.03.26 | 西川貴教                                                                      | 土屋礼央                                                                      | ビビる大木                                                                    | ナインティナイン                                                              | 笹川美和                                                                      | SHOGO                                                                         | ‐                                                                    |                                                                      |                                                                      |                                                                      |                                                                      |                                                                      |
| 2005.03.28 - 2005.07.02 | 西川貴教                                                                      | 土屋礼央                                                                      | 松浦亜弥                                                                      | ナインティナイン                                                              | 本谷有希子                                                                    | SHOGO                                                                         | ‐                                                                    |                                                                      |                                                                      |                                                                      |                                                                      |                                                                      |
| 2005.07.04 - 2005.10.01 | 西川貴教                                                                      | くりぃむしちゅー                                                              | 松浦亜弥                                                                      | ナインティナイン                                                              | 本谷有希子                                                                    | SHOGO                                                                         | ‐                                                                    |                                                                      |                                                                      |                                                                      |                                                                      |                                                                      |
| 2005.10.03 - 2006.04.01 | 春風亭昇太                                                                    | くりぃむしちゅー                                                              | 松浦亜弥                                                                      | ナインティナイン                                                              | 本谷有希子                                                                    | SHOGO                                                                         | ‐                                                                    |                                                                      |                                                                      |                                                                      |                                                                      |                                                                      |
| 2006.04.03 - 2006.12.30 | 春風亭昇太                                                                    | くりぃむしちゅー                                                              | 松浦亜弥                                                                      | ナインティナイン                                                              | ますだおかだ                                                                  | アンダーグラフ                                                                | ‐                                                                    |                                                                      |                                                                      |                                                                      |                                                                      |                                                                      |
| 2007.01.01 - 2007.03.31 | ヒダカトオル (BEAT CRUSADERS)                                                 | くりぃむしちゅー                                                              | 小栗旬                                                                        | ナインティナイン                                                              | ますだおかだ                                                                  | アンダーグラフ                                                                | ‐                                                                    |                                                                      |                                                                      |                                                                      |                                                                      |                                                                      |
| 2007.04.02 - 2008.04.26 | ヒダカトオル (BEAT CRUSADERS)                                                 | くりぃむしちゅー                                                              | 小栗旬                                                                        | ナインティナイン                                                              | 有楽町音楽室 (バカボン鬼塚)                                                   | 岡野昭仁 (ポルノグラフィティ)                                                 | ‐                                                                    |                                                                      |                                                                      |                                                                      |                                                                      |                                                                      |
| 2008.04.28 - 2008.12.27 | ヒダカトオル (BEAT CRUSADERS)                                                 | くりぃむしちゅー                                                              | 小栗旬                                                                        | ナインティナイン                                                              | クリエイターズナイト (週替わり)                                               | 岡野昭仁 (ポルノグラフィティ)                                                 | ‐                                                                    |                                                                      |                                                                      |                                                                      |                                                                      |                                                                      |
| 2009.01.05 - 2009.10.03 | 城田優                                                                        | 岡野昭仁 (ポルノグラフィティ)                                                 | 小栗旬                                                                        | ナインティナイン                                                              | 吉岡聖恵 (いきものがかり)                                                     | 半田健人                                                                      | ‐                                                                    |                                                                      |                                                                      |                                                                      |                                                                      |                                                                      |
| 2009.10.05 - 2010.04.02 | 城田優                                                                        | 岡野昭仁 (ポルノグラフィティ)                                                 | 小栗旬                                                                        | ナインティナイン                                                              | 吉岡聖恵 (いきものがかり)                                                     | オードリー                                                                    | ‐                                                                    |                                                                      |                                                                      |                                                                      |                                                                      |                                                                      |
| 2010.04.04 - 2011.01.01 | 城田優                                                                        | はんにゃ                                                                      | 吉岡聖恵 (いきものがかり)                                                     | ナインティナイン                                                              | AKB48                                                                         | オードリー                                                                    | ‐                                                                    |                                                                      |                                                                      |                                                                      |                                                                      |                                                                      |
| 2011.01.03 - 2011.04.02 | 大宮エリー                                                                    | はんにゃ                                                                      | 鬼龍院翔 (ゴールデンボンバー)                                                 | ナインティナイン                                                              | AKB48                                                                         | オードリー                                                                    | ‐                                                                    |                                                                      |                                                                      |                                                                      |                                                                      |                                                                      |
| 2011.04.04 - 2011.12.31 | 大宮エリー                                                                    | miwa                                                                          | 鬼龍院翔 (ゴールデンボンバー)                                                 | ナインティナイン                                                              | AKB48                                                                         | オードリー                                                                    | ‐                                                                    |                                                                      |                                                                      |                                                                      |                                                                      |                                                                      |
| 2012.01.02 - 2013.03.30 | 鬼龍院翔 (ゴールデンボンバー)                                                 | miwa                                                                          | NESMITH (EXILE)                                                               | ナインティナイン                                                              | AKB48                                                                         | オードリー                                                                    | ‐                                                                    |                                                                      |                                                                      |                                                                      |                                                                      |                                                                      |
| 2013.04.01 - 2014.03.29 | 鬼龍院翔 (ゴールデンボンバー)                                                 | 久保ミツロウ 能町みね子                                                       | 大谷ノブ彦 (ダイノジ)                                                         | ナインティナイン                                                              | AKB48                                                                         | オードリー                                                                    | ‐                                                                    |                                                                      |                                                                      |                                                                      |                                                                      |                                                                      |
| 2014.03.31 - 2014.09.27 | 鬼龍院翔 (ゴールデンボンバー)                                                 | back number                                                                   | AKB48                                                                         | ナインティナイン                                                              | アルコ&ピース                                                                 | オードリー                                                                    | ‐                                                                    |                                                                      |                                                                      |                                                                      |                                                                      |                                                                      |
| 2014.09.29 - 2015.03.28 | 鬼龍院翔 (ゴールデンボンバー)                                                 | back number                                                                   | AKB48                                                                         | 岡村隆史 (ナインティナイン)                                                   | アルコ&ピース                                                                 | オードリー                                                                    | ‐                                                                    |                                                                      |                                                                      |                                                                      |                                                                      |                                                                      |
| 2015.03.30 - 2015.07.04 | 鬼龍院翔 (ゴールデンボンバー)                                                 | back number                                                                   | AKB48                                                                         | 岡村隆史 (ナインティナイン)                                                   | 山下健二郎 (三代目 J Soul Brothers)                                           | オードリー                                                                    | ‐                                                                    |                                                                      |                                                                      |                                                                      |                                                                      |                                                                      |
| 2015.07.06 - 2016.03.26 | 村本大輔 (ウーマンラッシュアワー)                                             | back number                                                                   | AKB48                                                                         | 岡村隆史 (ナインティナイン)                                                   | 山下健二郎 (三代目 J Soul Brothers)                                           | オードリー                                                                    | ‐                                                                    |                                                                      |                                                                      |                                                                      |                                                                      |                                                                      |
| 2016.03.28 - 2017.04.01 | 星野源                                                                        | back number                                                                   | AKB48                                                                         | 岡村隆史 (ナインティナイン)                                                   | 山下健二郎 (三代目 J Soul Brothers)                                           | オードリー                                                                    | ‐                                                                    |                                                                      |                                                                      |                                                                      |                                                                      |                                                                      |
| 2017.04.03 - 2019.03.30 | 菅田将暉                                                                      | 星野源                                                                        | AKB48                                                                         | 岡村隆史 (ナインティナイン)                                                   | 山下健二郎 (三代目 J Soul Brothers)                                           | オードリー                                                                    | ‐                                                                    |                                                                      |                                                                      |                                                                      |                                                                      |                                                                      |
| 2019.04.01 - 2019.04.06 | 菅田将暉                                                                      | 星野源                                                                        | 乃木坂46 (レギュラー:新内眞衣)                                                | 岡村隆史 (ナインティナイン)                                                   | 山下健二郎 (三代目 J Soul Brothers)                                           | オードリー                                                                    | ‐                                                                    |                                                                      |                                                                      |                                                                      |                                                                      |                                                                      |
| 2019年04月 - 2020年02月 月 - 土 オールナイトニッポン第1部/日曜日 オールナイトニッポン～にちようび～                                                                                             |                                                                               |                                                                               |                                                                               |                                                                               |                                                                               |                                                                               |                                                                      |                                                                      |                                                                      |                                                                      |                                                                      |                                                                      |
| 期間 | 月曜日担当                                                                    | 火曜日担当                                                                    | 水曜日担当                                                                    | 木曜日担当                                                                    | 金曜日担当                                                                    | 土曜日担当                                                                    | 日曜日担当                                                           |                                                                      |                                                                      |                                                                      |                                                                      |                                                                      |
| 2019.04.08 - 2020.02.16 | 菅田将暉                                                                      | 星野源                                                                        | 乃木坂46 (レギュラー:新内眞衣)                                                | 岡村隆史 (ナインティナイン)                                                   | 三四郎                                                                        | オードリー                                                                    | ～にちようび～ (WANIMA)                                              |                                                                      |                                                                      |                                                                      |                                                                      |                                                                      |
| 2020年02月 - 現在 月 - 土 オールナイトニッポン第1部/日曜日 放送なし |                                                                               |                                                                               |                                                                               |                                                                               |                                                                               |                                                                               |                                                                      |                                                                      |                                                                      |                                                                      |                                                                      |                                                                      |
| 期間 | 月曜日担当                                                                    | 火曜日担当                                                                    | 水曜日担当                                                                    | 木曜日担当                                                                    | 金曜日担当                                                                    | 土曜日担当                                                                    | 日曜日担当                                                           |                                                                      |                                                                      |                                                                      |                                                                      |                                                                      |
| 2020.02.17 - 2020.05.09 | 菅田将暉                                                                      | 星野源                                                                        | 乃木坂46 (レギュラー:新内眞衣)                                                | 岡村隆史 (ナインティナイン)                                                   | 三四郎                                                                        | オードリー                                                                    | ‐                                                                    |                                                                      |                                                                      |                                                                      |                                                                      |                                                                      |
| 2020.05.11 - 2021.03.27 | 菅田将暉                                                                      | 星野源                                                                        | 乃木坂46 (レギュラー:新内眞衣)                                                | ナインティナイン                                                              | 三四郎                                                                        | オードリー                                                                    | ‐                                                                    |                                                                      |                                                                      |                                                                      |                                                                      |                                                                      |
| 2021.03.29 - 2022.02.12 | 菅田将暉                                                                      | 星野源                                                                        | 乃木坂46 (レギュラー:新内眞衣)                                                | ナインティナイン                                                              | 霜降り明星                                                                    | オードリー                                                                    | ‐                                                                    |                                                                      |                                                                      |                                                                      |                                                                      |                                                                      |
| 2022.02.14 - 2022.04.09 | 菅田将暉                                                                      | 星野源                                                                        | 乃木坂46 (レギュラー:久保史緒里)                                              | ナインティナイン                                                              | 霜降り明星                                                                    | オードリー                                                                    | ‐                                                                    |                                                                      |                                                                      |                                                                      |                                                                      |                                                                      |
| 2022.04.11 - 2023.04.01 | Creepy Nuts                                                                   | 星野源                                                                        | 乃木坂46 (レギュラー:久保史緒里)                                              | ナインティナイン                                                              | 霜降り明星                                                                    | オードリー                                                                    | ‐                                                                    |                                                                      |                                                                      |                                                                      |                                                                      |                                                                      |
| 2023.04.03 - 2024.03.30 | Ado                                                                           | 星野源                                                                        | 乃木坂46 (レギュラー:久保史緒里)                                              | ナインティナイン                                                              | 霜降り明星                                                                    | オードリー                                                                    | ‐                                                                    |                                                                      |                                                                      |                                                                      |                                                                      |                                                                      |
| 2024.04.01 - 現在 | 山田裕貴                                                                      | 星野源                                                                        | 乃木坂46 (レギュラー:久保史緒里)                                              | ナインティナイン                                                              | 霜降り明星                                                                    | オードリー                                                                    | ‐                                                                    |                                                                      |                                                                      |                                                                      |                                                                      |                                                                      |
| 27:00 - 29:00「第2部」 |                                                                               |                                                                               |                                                                               |                                                                               |                                                                               |                                                                               |                                                                      |                                                                      |                                                                      |                                                                      |                                                                      |                                                                      |
| 2部構成（1974年07月 - 1999年03月） |                                                                               |                                                                               |                                                                               |                                                                               |                                                                               |                                                                               |                                                                      |                                                                      |                                                                      |                                                                      |                                                                      |                                                                      |
| 1974年07月 - 1977年09月 月 - 金 オールナイトニッポン第2部/土曜日 オールナイトニッポン/日曜日 放送なし                                                                                           |                                                                               |                                                                               |                                                                               |                                                                               |                                                                               |                                                                               |                                                                      |                                                                      |                                                                      |                                                                      |                                                                      |                                                                      |
| 期間 | 月曜日担当                                                                    | 火曜日担当                                                                    | 水曜日担当                                                                    | 木曜日担当                                                                    | 金曜日担当                                                                    | 土曜日担当                                                                    | 日曜日担当                                                           |                                                                      |                                                                      |                                                                      |                                                                      |                                                                      |
| 1974.07.01 - 1974.12.27 | 木藤隆雄                                                                      | 宮崎文子                                                                      | 木原早苗                                                                      | 田畑達志                                                                      | イルカ                                                                        | 笑福亭鶴光                                                                    | ‐                                                                    |                                                                      |                                                                      |                                                                      |                                                                      |                                                                      |
| 1975.01.06 - 1975.03.29 | 山田パンダ                                                                    | 宮崎文子                                                                      | 田畑達志                                                                      | 木原早苗                                                                      | 糸居五郎                                                                      | 笑福亭鶴光                                                                    | ‐                                                                    |                                                                      |                                                                      |                                                                      |                                                                      |                                                                      |
| 1975.03.31 - 1975.06.28 | 山田パンダ                                                                    | 柏村武昭                                                                      | 田畑達志                                                                      | 木原早苗                                                                      | 糸居五郎                                                                      | 笑福亭鶴光                                                                    | ‐                                                                    |                                                                      |                                                                      |                                                                      |                                                                      |                                                                      |
| 1975.06.30 - 1975.09.27 | ふくやまゆきお                                                                | 柏村武昭                                                                      | 田畑達志                                                                      | カッコマン (伊藤政則)                                                         | 糸居五郎                                                                      | 笑福亭鶴光                                                                    | ‐                                                                    |                                                                      |                                                                      |                                                                      |                                                                      |                                                                      |
| 1975.09.29 - 1976.01.03 | 那須恵理子                                                                    | 高橋良一                                                                      | カッコマン (伊藤政則)                                                         | 和田まこと                                                                    | 糸居五郎                                                                      | 笑福亭鶴光                                                                    | ‐                                                                    |                                                                      |                                                                      |                                                                      |                                                                      |                                                                      |
| 1976.01.06 - 1976.04.03 | 那須恵理子                                                                    | 高橋良一                                                                      | 山下達郎                                                                      | 和田まこと                                                                    | 糸居五郎                                                                      | 笑福亭鶴光                                                                    | ‐                                                                    |                                                                      |                                                                      |                                                                      |                                                                      |                                                                      |
| 1976.04.05 - 1976.10.02 | 山下達郎                                                                      | 高橋良一                                                                      | 稲川淳二                                                                      | 和田まこと                                                                    | 糸居五郎                                                                      | 笑福亭鶴光                                                                    | ‐                                                                    |                                                                      |                                                                      |                                                                      |                                                                      |                                                                      |
| 1976.10.04 - 1977.02.26 | 稲川淳二                                                                      | 天野滋                                                                        | 志賀まさひろ                                                                  | NRN系列局アナウンサー                                                         | 糸居五郎                                                                      | 笑福亭鶴光                                                                    | ‐                                                                    |                                                                      |                                                                      |                                                                      |                                                                      |                                                                      |
| 1977.02.28 - 1977.04.02 | 稲川淳二                                                                      | 天野滋                                                                        | 志賀まさひろ                                                                  | 尾崎亜美                                                                      | 糸居五郎                                                                      | 笑福亭鶴光                                                                    | ‐                                                                    |                                                                      |                                                                      |                                                                      |                                                                      |                                                                      |
| 1977年04月 - 1978年09月 月 - 木 オールナイトニッポン第2部/金・土 オールナイトニッポン/日曜日 放送なし                                                                                           |                                                                               |                                                                               |                                                                               |                                                                               |                                                                               |                                                                               |                                                                      |                                                                      |                                                                      |                                                                      |                                                                      |                                                                      |
| 期間 | 月曜日担当                                                                    | 火曜日担当                                                                    | 水曜日担当                                                                    | 木曜日担当                                                                    | 金曜日担当                                                                    | 土曜日担当                                                                    | 日曜日担当                                                           |                                                                      |                                                                      |                                                                      |                                                                      |                                                                      |
| 1977.04.04 - 1977.10.01 | 稲川淳二                                                                      | 志賀まさひろ                                                                  | 糸居五郎                                                                      | 尾崎亜美                                                                      | 湯浅明 田畑達志                                                               | 笑福亭鶴光                                                                    | ‐                                                                    |                                                                      |                                                                      |                                                                      |                                                                      |                                                                      |
| 1977.10.03 - 1977.12.31 | 糸居五郎                                                                      | 近田春夫                                                                      | 松山千春                                                                      | 尾崎亜美                                                                      | つボイノリオ                                                                  | 笑福亭鶴光                                                                    | ‐                                                                    |                                                                      |                                                                      |                                                                      |                                                                      |                                                                      |
| 1978.01.03 - 1978.04.01 | 糸居五郎                                                                      | 近田春夫                                                                      | 松山千春                                                                      | 週替わり                                                                      | つボイノリオ                                                                  | 笑福亭鶴光                                                                    | ‐                                                                    |                                                                      |                                                                      |                                                                      |                                                                      |                                                                      |
| 1978.04.03 - 1978.09.30 | 糸居五郎                                                                      | 近田春夫                                                                      | コッペ                                                                        | 塚越孝                                                                        | つボイノリオ                                                                  | 笑福亭鶴光                                                                    | ‐                                                                    |                                                                      |                                                                      |                                                                      |                                                                      |                                                                      |
| 1978年10月 - 1986年03月 月 - 金 オールナイトニッポン第2部/土曜日 オールナイトニッポン/日曜日 放送なし                                                                                           |                                                                               |                                                                               |                                                                               |                                                                               |                                                                               |                                                                               |                                                                      |                                                                      |                                                                      |                                                                      |                                                                      |                                                                      |
| 期間 | 月曜日担当                                                                    | 火曜日担当                                                                    | 水曜日担当                                                                    | 木曜日担当                                                                    | 金曜日担当                                                                    | 土曜日担当                                                                    | 日曜日担当                                                           |                                                                      |                                                                      |                                                                      |                                                                      |                                                                      |
| 1978.10.02 - 1979.03.31 | 糸居五郎                                                                      | 近田春夫                                                                      | コッペ                                                                        | 塚越孝                                                                        | 深野義和                                                                      | 笑福亭鶴光                                                                    | ‐                                                                    |                                                                      |                                                                      |                                                                      |                                                                      |                                                                      |
| 1979.04.02 - 1979.09.29 | 糸居五郎                                                                      | 山崎ハコ                                                                      | 長渕剛                                                                        | 円広志                                                                        | 神谷明                                                                        | 笑福亭鶴光                                                                    | ‐                                                                    |                                                                      |                                                                      |                                                                      |                                                                      |                                                                      |
| 1979.10.01 - 1980.03.29 | 糸居五郎                                                                      | 山崎ハコ                                                                      | 清須邦義                                                                      | 明石家さんま                                                                  | 神谷明                                                                        | 笑福亭鶴光                                                                    | ‐                                                                    |                                                                      |                                                                      |                                                                      |                                                                      |                                                                      |
| 1980.03.31 - 1980.06.28 | 糸居五郎                                                                      | 坂崎幸之助                                                                    | ダディ竹千代                                                                  | 明石家さんま                                                                  | 清須邦義                                                                      | 笑福亭鶴光                                                                    | ‐                                                                    |                                                                      |                                                                      |                                                                      |                                                                      |                                                                      |
| 1980.06.30 - 1980.08.02 | 糸居五郎                                                                      | 坂崎幸之助                                                                    | かぜ耕士                                                                      | 明石家さんま                                                                  | 西崎義展                                                                      | 笑福亭鶴光                                                                    | ‐                                                                    |                                                                      |                                                                      |                                                                      |                                                                      |                                                                      |
| 1980.08.04 - 1981.03.28 | 糸居五郎                                                                      | 坂崎幸之助                                                                    | かぜ耕士                                                                      | 明石家さんま                                                                  | 瀬戸龍介                                                                      | 笑福亭鶴光                                                                    | ‐                                                                    |                                                                      |                                                                      |                                                                      |                                                                      |                                                                      |
| 1981.03.30 - 1981.06.27 | 糸居五郎                                                                      | 坂崎幸之助                                                                    | かぜ耕士                                                                      | 永井龍雲                                                                      | 瀬戸龍介                                                                      | 笑福亭鶴光                                                                    | ‐                                                                    |                                                                      |                                                                      |                                                                      |                                                                      |                                                                      |
| 1981.06.29 - 1981.10.03 | 上村貢聖                                                                      | 坂崎幸之助                                                                    | かぜ耕士                                                                      | 永井龍雲                                                                      | 瀬戸龍介                                                                      | 笑福亭鶴光                                                                    | ‐                                                                    |                                                                      |                                                                      |                                                                      |                                                                      |                                                                      |
| 1981.10.05 - 1982.04.03 | 上村貢聖                                                                      | 阿呆鳥                                                                        | 伊丹哲也                                                                      | 永井龍雲                                                                      | 瀬戸龍介                                                                      | 笑福亭鶴光                                                                    | ‐                                                                    |                                                                      |                                                                      |                                                                      |                                                                      |                                                                      |
| 1982.04.05 - 1982.10.30 | 上村貢聖                                                                      | 山口良一                                                                      | 阿呆鳥                                                                        | 谷山浩子                                                                      | FAY'S                                                                         | 笑福亭鶴光                                                                    | ‐                                                                    |                                                                      |                                                                      |                                                                      |                                                                      |                                                                      |
| 1982.11.01 - 1983.04.02 | 小林みちひろ                                                                  | エド山口                                                                      | 阿呆鳥                                                                        | 谷山浩子                                                                      | ニャンコ (斉藤美和子)                                                         | 笑福亭鶴光                                                                    | ‐                                                                    |                                                                      |                                                                      |                                                                      |                                                                      |                                                                      |
| 1983.04.04 - 1983.07.02 | 上柳昌彦                                                                      | エド山口                                                                      | 阿呆鳥                                                                        | 谷山浩子                                                                      | ニャンコ (斉藤美和子)                                                         | 笑福亭鶴光                                                                    | ‐                                                                    |                                                                      |                                                                      |                                                                      |                                                                      |                                                                      |
| 1983.07.04 - 1983.10.01 | 上柳昌彦                                                                      | エド山口                                                                      | 小山茉美                                                                      | 谷山浩子                                                                      | ニャンコ (斉藤美和子)                                                         | 笑福亭鶴光                                                                    | ‐                                                                    |                                                                      |                                                                      |                                                                      |                                                                      |                                                                      |
| 1983.10.03 - 1985.03.30 | 上柳昌彦                                                                      | 白井貴子                                                                      | 小山茉美                                                                      | 谷山浩子                                                                      | 鴻上尚史                                                                      | 笑福亭鶴光                                                                    | ‐                                                                    |                                                                      |                                                                      |                                                                      |                                                                      |                                                                      |
| 1985.04.01 - 1985.09.28 | 上柳昌彦                                                                      | 白井貴子                                                                      | バブルガムブラザーズ                                                          | 谷山浩子                                                                      | 中村あゆみ                                                                    | 笑福亭鶴光                                                                    | ‐                                                                    |                                                                      |                                                                      |                                                                      |                                                                      |                                                                      |
| 1985.09.30 - 1986.03.29 | 上柳昌彦                                                                      | 白井貴子                                                                      | バブルガムブラザーズ                                                          | 谷山浩子                                                                      | 中村あゆみ                                                                    | ABブラザーズ                                                                  | ‐                                                                    |                                                                      |                                                                      |                                                                      |                                                                      |                                                                      |
| 1986年04月 - 1997年09月 月 - 土 オールナイトニッポン第2部/日曜日 放送なし |                                                                               |                                                                               |                                                                               |                                                                               |                                                                               |                                                                               |                                                                      |                                                                      |                                                                      |                                                                      |                                                                      |                                                                      |
| 期間 | 月曜日担当                                                                    | 火曜日担当                                                                    | 水曜日担当                                                                    | 木曜日担当                                                                    | 金曜日担当                                                                    | 土曜日担当                                                                    | 日曜日担当                                                           |                                                                      |                                                                      |                                                                      |                                                                      |                                                                      |
| 1986.03.31 - 1986.10.04 | 杉山清貴                                                                      | 白井貴子                                                                      | THE 東南西北                                                                  | 寺田恵子                                                                      | 中村あゆみ                                                                    | いんぐりもんぐり                                                              | ‐                                                                    |                                                                      |                                                                      |                                                                      |                                                                      |                                                                      |
| 1986.10.06 - 1987.01.31 | うじきつよし                                                                  | 越前屋俵太                                                                    | ちわきまゆみ                                                                  | 寺田恵子                                                                      | 中村あゆみ                                                                    | いんぐりもんぐり                                                              | ‐                                                                    |                                                                      |                                                                      |                                                                      |                                                                      |                                                                      |
| 1987.02.02 - 1987.05.30 | うじきつよし                                                                  | 越前屋俵太                                                                    | ちわきまゆみ                                                                  | 寺田恵子                                                                      | 久本雅美                                                                      | いんぐりもんぐり                                                              | ‐                                                                    |                                                                      |                                                                      |                                                                      |                                                                      |                                                                      |
| 1987.06.01 - 1987.10.03 | うじきつよし                                                                  | 越前屋俵太                                                                    | ちわきまゆみ                                                                  | 寺田恵子                                                                      | 久本雅美                                                                      | 田中義剛                                                                      | ‐                                                                    |                                                                      |                                                                      |                                                                      |                                                                      |                                                                      |
| 1987.10.05 - 1987.12.31 | 辻仁成                                                                        | 寺内たけし                                                                    | 小峯隆生                                                                      | うじきつよし                                                                  | 久本雅美                                                                      | 田中義剛                                                                      | ‐                                                                    |                                                                      |                                                                      |                                                                      |                                                                      |                                                                      |
| 1988.01.04 - 1988.07.02 | 辻仁成                                                                        | 寺内たけし                                                                    | 小峯隆生                                                                      | 片桐麻美                                                                      | 久本雅美                                                                      | 田中義剛                                                                      | ‐                                                                    |                                                                      |                                                                      |                                                                      |                                                                      |                                                                      |
| 1988.07.04 - 1988.10.01 | 辻仁成                                                                        | 寺内たけし                                                                    | 小峯隆生                                                                      | 片桐麻美                                                                      | PLI:Z                                                                         | 田中義剛                                                                      | ‐                                                                    |                                                                      |                                                                      |                                                                      |                                                                      |                                                                      |
| 1988.10.03 - 1989.04.01 | 辻仁成                                                                        | 森若香織                                                                      | 伊集院光                                                                      | 片桐麻美                                                                      | PLI:Z                                                                         | 田中義剛                                                                      | ‐                                                                    |                                                                      |                                                                      |                                                                      |                                                                      |                                                                      |
| 1989.04.03 - 1989.05.27 | 辻仁成                                                                        | 森若香織                                                                      | 伊集院光                                                                      | 片桐麻美                                                                      | PLI:Z                                                                         | 川村かおり                                                                    | ‐                                                                    |                                                                      |                                                                      |                                                                      |                                                                      |                                                                      |
| 1989.05.29 - 1989.09.30 | 辻仁成                                                                        | 森若香織                                                                      | 伊集院光                                                                      | 彦摩呂                                                                        | PLI:Z                                                                         | 川村かおり                                                                    | ‐                                                                    |                                                                      |                                                                      |                                                                      |                                                                      |                                                                      |
| 1989.10.02 - 1990.03.31 | 寺内たけし                                                                    | 森若香織                                                                      | 伊集院光                                                                      | 彦摩呂                                                                        | ヒルビリー・バップス                                                          | 川村かおり                                                                    | ‐                                                                    |                                                                      |                                                                      |                                                                      |                                                                      |                                                                      |
| 1990.04.02 - 1990.09.29 | 寺内たけし                                                                    | 曽我部哲弥                                                                    | 真璃子                                                                        | 渡瀬マキ                                                                      | 伊集院光                                                                      | 川村かおり                                                                    | ‐                                                                    |                                                                      |                                                                      |                                                                      |                                                                      |                                                                      |
| 1990.10.01 - 1990.12.29 | 寺内たけし                                                                    | AYA (PINK SAPPHIRE)                                                           | 真璃子                                                                        | 渡瀬マキ                                                                      | TAKU (THE FUSE)                                                               | 川村かおり                                                                    | ‐                                                                    |                                                                      |                                                                      |                                                                      |                                                                      |                                                                      |
| 1991.01.03 - 1991.03.30 | SHO (BY-SEXUAL)                                                               | AYA (PINK SAPPHIRE)                                                           | 真璃子                                                                        | 渡瀬マキ                                                                      | TAKU (THE FUSE)                                                               | 川村かおり                                                                    | ‐                                                                    |                                                                      |                                                                      |                                                                      |                                                                      |                                                                      |
| 1991.04.01 - 1991.06.01 | SHO (BY-SEXUAL)                                                               | AYA (PINK SAPPHIRE)                                                           | 真璃子                                                                        | 渡瀬マキ                                                                      | 平松愛理                                                                      | 川村かおり                                                                    | ‐                                                                    |                                                                      |                                                                      |                                                                      |                                                                      |                                                                      |
| 1991.06.03 - 1991.09.28 | SHO (BY-SEXUAL)                                                               | AYA (PINK SAPPHIRE)                                                           | 真璃子                                                                        | 渡瀬マキ                                                                      | 平松愛理                                                                      | 電気グルーヴ                                                                  | ‐                                                                    |                                                                      |                                                                      |                                                                      |                                                                      |                                                                      |
| 1991.09.30 - 1991.12.28 | 浅草キッド                                                                    | 槇原敬之                                                                      | 真璃子                                                                        | 渡瀬マキ                                                                      | Sepia'n Roses                                                                 | 電気グルーヴ                                                                  | ‐                                                                    |                                                                      |                                                                      |                                                                      |                                                                      |                                                                      |
| 1992.01.06 - 1992.03.28 | 浅草キッド                                                                    | 槇原敬之                                                                      | 真璃子                                                                        | 福山雅治                                                                      | Sepia'n Roses                                                                 | 電気グルーヴ                                                                  | ‐                                                                    |                                                                      |                                                                      |                                                                      |                                                                      |                                                                      |
| 1992.03.30 - 1992.05.30 | 月替わり                                                                      | 槇原敬之                                                                      | 真璃子                                                                        | 福山雅治                                                                      | Sepia'n Roses                                                                 | 電気グルーヴ                                                                  | ‐                                                                    |                                                                      |                                                                      |                                                                      |                                                                      |                                                                      |
| 1992.06.01 - 1992.10.03 | 月替わり                                                                      | 槇原敬之                                                                      | 真璃子                                                                        | 福山雅治                                                                      | 加藤いづみ                                                                    | 電気グルーヴ                                                                  | ‐                                                                    |                                                                      |                                                                      |                                                                      |                                                                      |                                                                      |
| 1992.10.05 - 1993.04.03 | 石川よしひろ                                                                  | 清水宏                                                                        | 松永並子 北原ゆき                                                             | 久保コージ                                                                    | 橘いずみ                                                                      | 2・3's                                                                        | ‐                                                                    |                                                                      |                                                                      |                                                                      |                                                                      |                                                                      |
| 1993.04.05 - 1993.10.02 | 石川よしひろ                                                                  | 清水宏                                                                        | 松村邦洋                                                                      | 久保コージ                                                                    | 橘いずみ                                                                      | 2・3's                                                                        | ‐                                                                    |                                                                      |                                                                      |                                                                      |                                                                      |                                                                      |
| 1993.10.04 - 1994.04.02 | 石川よしひろ                                                                  | 清水宏                                                                        | 篠原美也子                                                                    | 久保コージ                                                                    | 柿島伸次                                                                      | 佐伯進                                                                        | ‐                                                                    |                                                                      |                                                                      |                                                                      |                                                                      |                                                                      |
| 1994.04.04 - 1994.07.02 | ナインティナイン                                                              | YUKI (JUDY AND MARY)                                                          | 篠原美也子                                                                    | 山本シュウ                                                                    | 週替わり                                                                      | 佐伯進                                                                        | ‐                                                                    |                                                                      |                                                                      |                                                                      |                                                                      |                                                                      |
| 1994.07.04 - 1994.10.01 | 小沢健二 スチャダラパー                                                       | YUKI (JUDY AND MARY)                                                          | 篠原美也子                                                                    | 山本シュウ                                                                    | 週替わり                                                                      | 佐伯進                                                                        | ‐                                                                    |                                                                      |                                                                      |                                                                      |                                                                      |                                                                      |
| 1994.10.03 - 1995.04.01 | 垣花正                                                                        | YUKI (JUDY AND MARY)                                                          | 篠原美也子                                                                    | 山本シュウ                                                                    | 週替わり                                                                      | 佐伯進                                                                        | ‐                                                                    |                                                                      |                                                                      |                                                                      |                                                                      |                                                                      |
| 1995.04.03 - 1995.09.30 | 垣花正                                                                        | EAST END×YURI                                                                 | 篠原美也子                                                                    | ぜんじろう                                                                    | 週替わり                                                                      | 佐伯進 CHACK                                                                  | ‐                                                                    |                                                                      |                                                                      |                                                                      |                                                                      |                                                                      |
| 1995.10.09 - 1996.03.30 | 堂島孝平                                                                      | EAST END×YURI                                                                 | 古内東子                                                                      | ぜんじろう                                                                    | ゆき丸 (The JUICE) 週替わり                                                   | 佐伯進 CHACK                                                                  | ‐                                                                    |                                                                      |                                                                      |                                                                      |                                                                      |                                                                      |
| 1996.04.01 - 1996.06.29 | 園田利隆                                                                      | EAST END×YURI                                                                 | 古内東子                                                                      | ぜんじろう                                                                    | ゆき丸 (The JUICE) 週替わり                                                   | 佐伯進 CHACK                                                                  | ‐                                                                    |                                                                      |                                                                      |                                                                      |                                                                      |                                                                      |
| 1996.07.01 - 1996.09.28 | 園田利隆                                                                      | EAST END×YURI                                                                 | 古内東子                                                                      | ぜんじろう                                                                    | 船江修 (the OYSTARS)                                                          | 佐伯進 CHACK                                                                  | ‐                                                                    |                                                                      |                                                                      |                                                                      |                                                                      |                                                                      |
| 1996.09.30 - 1996.12.28 | 園田利隆                                                                      | ロンドンブーツ1号2号                                                          | 古内東子                                                                      | U-turn                                                                        | 船江修 (the OYSTARS)                                                          | 荘口彰久                                                                      | ‐                                                                    |                                                                      |                                                                      |                                                                      |                                                                      |                                                                      |
| 1997.01.06 - 1997.03.29 | 西川貴教                                                                      | ロンドンブーツ1号2号                                                          | 古内東子                                                                      | U-turn                                                                        | 船江修 (the OYSTARS)                                                          | 荘口彰久                                                                      | ‐                                                                    |                                                                      |                                                                      |                                                                      |                                                                      |                                                                      |
| 1997.03.31 - 1997.09.27 | 西川貴教                                                                      | ロンドンブーツ1号2号                                                          | 古内東子                                                                      | ホフディラン                                                                  | NOB (CURIO)                                                                   | 荘口彰久                                                                      | ‐                                                                    |                                                                      |                                                                      |                                                                      |                                                                      |                                                                      |
| 1997年10月 - 1998年03月 月 - 木・土 オールナイトニッポン第2部/金曜日 オールナイトニッポンMusic Revolution/日曜日 放送なし                                                                       |                                                                               |                                                                               |                                                                               |                                                                               |                                                                               |                                                                               |                                                                      |                                                                      |                                                                      |                                                                      |                                                                      |                                                                      |
| 期間 | 月曜日担当                                                                    | 火曜日担当                                                                    | 水曜日担当                                                                    | 木曜日担当                                                                    | 金曜日担当                                                                    | 土曜日担当                                                                    | 日曜日担当                                                           |                                                                      |                                                                      |                                                                      |                                                                      |                                                                      |
| 1997.09.29 - 1998.03.28 | つぶやきシロー                                                                | ロンドンブーツ1号2号                                                          | 鳥羽潤                                                                        | 週替わり                                                                      | Music Revolution (西川貴教)                                                   | 荘口彰久                                                                      | ‐                                                                    |                                                                      |                                                                      |                                                                      |                                                                      |                                                                      |
| 1998年04月 - 1999年03月 月 - 土 オールナイトニッポンR/日曜日 放送なし |                                                                               |                                                                               |                                                                               |                                                                               |                                                                               |                                                                               |                                                                      |                                                                      |                                                                      |                                                                      |                                                                      |                                                                      |
| 期間 | 月曜日担当                                                                    | 火曜日担当                                                                    | 水曜日担当                                                                    | 木曜日担当                                                                    | 金曜日担当                                                                    | 土曜日担当                                                                    | 日曜日担当                                                           |                                                                      |                                                                      |                                                                      |                                                                      |                                                                      |
| 1998.03.30 - 1998.05.02 | ゆず                                                                          | pee-ka-boo                                                                    | 鳥羽潤                                                                        | 桃乃未琴                                                                      | hide                                                                          | 平野友康                                                                      | ‐                                                                    |                                                                      |                                                                      |                                                                      |                                                                      |                                                                      |
| 1998.05.04 - 1998.05.30 | ゆず                                                                          | pee-ka-boo                                                                    | 鳥羽潤                                                                        | 桃乃未琴                                                                      | 週替わり                                                                      | 平野友康                                                                      | ‐                                                                    |                                                                      |                                                                      |                                                                      |                                                                      |                                                                      |
| 1998.06.01 - 1998.08.29 | ゆず                                                                          | 荘口彰久                                                                      | 鳥羽潤                                                                        | 桃乃未琴                                                                      | 週替わり                                                                      | 平野友康                                                                      | ‐                                                                    |                                                                      |                                                                      |                                                                      |                                                                      |                                                                      |
| 1998.08.31 - 1998.10.03 | ゆず                                                                          | 荘口彰久                                                                      | 鳥羽潤                                                                        | 桃乃未琴                                                                      | 木村世治 (ZEPPET STORE)                                                       | 平野友康                                                                      | ‐                                                                    |                                                                      |                                                                      |                                                                      |                                                                      |                                                                      |
| 1998.10.05 - 1998.12.26 | イルミナ                                                                      | 荘口彰久                                                                      | 鳥羽潤                                                                        | 桃乃未琴                                                                      | 木村世治 (ZEPPET STORE)                                                       | 平野友康                                                                      | ‐                                                                    |                                                                      |                                                                      |                                                                      |                                                                      |                                                                      |
| 1999.01.04 - 1999.03.27 | イルミナ                                                                      | 荘口彰久                                                                      | 鳥羽潤                                                                        | TRICERATOPS                                                                   | 木村世治 (ZEPPET STORE)                                                       | 平野友康                                                                      | ‐                                                                    |                                                                      |                                                                      |                                                                      |                                                                      |                                                                      |
| LF+R（1999年04月 - 2003年03月） |                                                                               |                                                                               |                                                                               |                                                                               |                                                                               |                                                                               |                                                                      |                                                                      |                                                                      |                                                                      |                                                                      |                                                                      |
| 1999年04月 - 2000年09月 月 - 土 allnightnippon-r /日曜日 放送なし |                                                                               |                                                                               |                                                                               |                                                                               |                                                                               |                                                                               |                                                                      |                                                                      |                                                                      |                                                                      |                                                                      |                                                                      |
| 期間 | 月曜日担当                                                                    | 火曜日担当                                                                    | 水曜日担当                                                                    | 木曜日担当                                                                    | 金曜日担当                                                                    | 土曜日担当                                                                    | 日曜日担当                                                           |                                                                      |                                                                      |                                                                      |                                                                      |                                                                      |
| 1999.03.29 - 1999.10.02 | TRICERATOPS                                                                   | ガレッジセール お笑い 植田朝日                                                | 週替わり                                                                      | プロデューサーズナイト (週替わり)                                             | いしのだなつよ                                                                | GIRL POP STREET                                                               | ‐                                                                    |                                                                      |                                                                      |                                                                      |                                                                      |                                                                      |
| 1999.10.04 - 2000.04.01 | TRICERATOPS                                                                   | ガレッジセール FEEL ジャンヌダルク                                            | 週替わり                                                                      | プロデューサーズナイト (週替わり)                                             | いしのだなつよ                                                                | 荘口彰久                                                                      | ‐                                                                    |                                                                      |                                                                      |                                                                      |                                                                      |                                                                      |
| 2000.04.03 - 2000.04.29 | TRICERATOPS                                                                   | ジャンヌダルク ガレッジセール GAGナイト                                       | 週替わり                                                                      | プロデューサーズナイト (週替わり)                                             | いしのだなつよ                                                                | 荘口彰久                                                                      | ‐                                                                    |                                                                      |                                                                      |                                                                      |                                                                      |                                                                      |
| 2000.05.01 - 2000.09.30 | Dope HEADz                                                                    | ジャンヌダルク ガレッジセール GAGナイト                                       | 週替わり                                                                      | プロデューサーズナイト (週替わり)                                             | いしのだなつよ                                                                | 荘口彰久                                                                      | ‐                                                                    |                                                                      |                                                                      |                                                                      |                                                                      |                                                                      |
| 2000年10月 - 2001年10月 月 - 金 allnightnippon-r/土曜日 allnightnippon-r たまそう音楽堂/日曜日 放送なし                                                                                         |                                                                               |                                                                               |                                                                               |                                                                               |                                                                               |                                                                               |                                                                      |                                                                      |                                                                      |                                                                      |                                                                      |                                                                      |
| 期間 | 月曜日担当                                                                    | 火曜日担当                                                                    | 水曜日担当                                                                    | 木曜日担当                                                                    | 金曜日担当                                                                    | 土曜日担当                                                                    | 日曜日担当                                                           |                                                                      |                                                                      |                                                                      |                                                                      |                                                                      |
| 2000.10.02 - 2001.09.29 | TAKUI                                                                         | ガレッジセール                                                                | 週替わり                                                                      | ビビる                                                                        | GO!GO!7188                                                                    | たまそう音楽堂 (玉川美沙・荘口彰久)                                           | ‐                                                                    |                                                                      |                                                                      |                                                                      |                                                                      |                                                                      |
| 2001.10.01 - 2001.10.27 | Λucifer                                                                       | なおと (ナオト・インティライミ)                                               | 週替わり                                                                      | 石井和義                                                                      | 綾小路セロニアス翔 (氣志團)                                                   | たまそう音楽堂 (玉川美沙・荘口彰久)                                           | ‐                                                                    |                                                                      |                                                                      |                                                                      |                                                                      |                                                                      |
| 2001年10月 - 2002年03月 月 - 金 allnightnippon-r/土曜日 allnightnippon-r プロデューサーズナイト/日曜日 放送なし                                                                                 |                                                                               |                                                                               |                                                                               |                                                                               |                                                                               |                                                                               |                                                                      |                                                                      |                                                                      |                                                                      |                                                                      |                                                                      |
| 期間 | 月曜日担当                                                                    | 火曜日担当                                                                    | 水曜日担当                                                                    | 木曜日担当                                                                    | 金曜日担当                                                                    | 土曜日担当                                                                    | 日曜日担当                                                           |                                                                      |                                                                      |                                                                      |                                                                      |                                                                      |
| 2001.10.29 - 2001.11.17 | Λucifer                                                                       | なおと (ナオト・インティライミ)                                               | 週替わり                                                                      | 石井和義                                                                      | 綾小路セロニアス翔 (氣志團)                                                   | プロデューサーズナイト (週替わり)                                             | ‐                                                                    |                                                                      |                                                                      |                                                                      |                                                                      |                                                                      |
| 2001.11.19 - 2002.03.30 | Λucifer                                                                       | BUMP OF CHICKEN                                                               | 週替わり                                                                      | 石井和義                                                                      | 綾小路セロニアス翔 (氣志團)                                                   | プロデューサーズナイト (週替わり)                                             | ‐                                                                    |                                                                      |                                                                      |                                                                      |                                                                      |                                                                      |
| 2002年04月 - 2002年09月 月 - 金 allnightnippon-r/土曜日 allnightnippon-r LF+R RECORD SPECIAL/日曜日 放送なし                                                                                    |                                                                               |                                                                               |                                                                               |                                                                               |                                                                               |                                                                               |                                                                      |                                                                      |                                                                      |                                                                      |                                                                      |                                                                      |
| 期間 | 月曜日担当                                                                    | 火曜日担当                                                                    | 水曜日担当                                                                    | 木曜日担当                                                                    | 金曜日担当                                                                    | 土曜日担当                                                                    | 日曜日担当                                                           |                                                                      |                                                                      |                                                                      |                                                                      |                                                                      |
| 2002.04.01 - 2002.09.28 | 小久保淳平                                                                    | 土屋礼央                                                                      | 週替わり                                                                      | 石井和義                                                                      | 綾小路セロニアス翔 (氣志團)                                                   | RECORD SPECIAL (吉田尚記)                                                     | ‐                                                                    |                                                                      |                                                                      |                                                                      |                                                                      |                                                                      |
| 2002年10月 - 2003年03月 月 - 水・金 allnightnippon-r/木曜日 allnightnippon-r 芸人魂〜dead or alive〜/土曜日 allnightnippon-r LF+R RECORD SPECIAL/日曜日 放送なし                                |                                                                               |                                                                               |                                                                               |                                                                               |                                                                               |                                                                               |                                                                      |                                                                      |                                                                      |                                                                      |                                                                      |                                                                      |
| 期間 | 月曜日担当                                                                    | 火曜日担当                                                                    | 水曜日担当                                                                    | 木曜日担当                                                                    | 金曜日担当                                                                    | 土曜日担当                                                                    | 日曜日担当                                                           |                                                                      |                                                                      |                                                                      |                                                                      |                                                                      |
| 2002.09.30 - 2003.03.29 | 小久保淳平                                                                    | SHOGO                                                                         | 週替わり                                                                      | 芸人魂                                                                        | シーモネーター DJ TAKI-SHIT                                                   | RECORD SPECIAL (吉田尚記)                                                     | ‐                                                                    |                                                                      |                                                                      |                                                                      |                                                                      |                                                                      |
| LF+R終了以降（2003年04月 - 2012年03月） |                                                                               |                                                                               |                                                                               |                                                                               |                                                                               |                                                                               |                                                                      |                                                                      |                                                                      |                                                                      |                                                                      |                                                                      |
| 2003年04月 - 2003年09月 月 - 水・金 オールナイトニッポンR/木曜日 オールナイトニッポンR アイドル総合研究所/土曜日 オールナイトニッポンレコード/日曜日 放送なし                                   |                                                                               |                                                                               |                                                                               |                                                                               |                                                                               |                                                                               |                                                                      |                                                                      |                                                                      |                                                                      |                                                                      |                                                                      |
| 期間 | 月曜日担当                                                                    | 火曜日担当                                                                    | 水曜日担当                                                                    | 木曜日担当                                                                    | 金曜日担当                                                                    | 土曜日担当                                                                    | 日曜日担当                                                           |                                                                      |                                                                      |                                                                      |                                                                      |                                                                      |
| 2003.03.31 - 2003.09.27 | 小久保淳平                                                                    | SHOGO                                                                         | より子。                                                                      | アイドル総合研究所 (藤井隆)                                                   | 週替わり ゲームナイトニッポン                                                 | レコード (吉田尚記)                                                           | ‐                                                                    |                                                                      |                                                                      |                                                                      |                                                                      |                                                                      |
| 2003年04月 - 2003年09月 月 - 木 オールナイトニッポンエバーグリーン/金曜日 オールナイトニッポンR/土曜日 オールナイトニッポンレコード/日曜日 放送なし                                             |                                                                               |                                                                               |                                                                               |                                                                               |                                                                               |                                                                               |                                                                      |                                                                      |                                                                      |                                                                      |                                                                      |                                                                      |
| 期間 | 月曜日担当                                                                    | 火曜日担当                                                                    | 水曜日担当                                                                    | 木曜日担当                                                                    | 金曜日担当                                                                    | 土曜日担当                                                                    | 日曜日担当                                                           |                                                                      |                                                                      |                                                                      |                                                                      |                                                                      |
| 2003.09.29 - 2004.03.27 | 斉藤安弘                                                                      | 斉藤安弘                                                                      | 斉藤安弘                                                                      | 斉藤安弘                                                                      | 週替わり ゲームナイトニッポン                                                 | レコード (吉田尚記)                                                           | ‐                                                                    |                                                                      |                                                                      |                                                                      |                                                                      |                                                                      |
| 2004年04月 - 2009年03月 月 - 木 オールナイトニッポンエバーグリーン/金・土 オールナイトニッポンR/日曜日 放送なし                                                                                 |                                                                               |                                                                               |                                                                               |                                                                               |                                                                               |                                                                               |                                                                      |                                                                      |                                                                      |                                                                      |                                                                      |                                                                      |
| 期間 | 月曜日担当                                                                    | 火曜日担当                                                                    | 水曜日担当                                                                    | 木曜日担当                                                                    | 金曜日担当                                                                    | 土曜日担当                                                                    | 日曜日担当                                                           |                                                                      |                                                                      |                                                                      |                                                                      |                                                                      |
| 2004.03.29 - 2005.03.26 | 斉藤安弘                                                                      | 斉藤安弘                                                                      | 斉藤安弘                                                                      | 斉藤安弘                                                                      | 週替わり                                                                      | グローバー                                                                    | ‐                                                                    |                                                                      |                                                                      |                                                                      |                                                                      |                                                                      |
| 2005.03.28 - 2006.04.01 | 斉藤安弘                                                                      | 斉藤安弘                                                                      | 斉藤安弘                                                                      | 斉藤安弘                                                                      | 週替わり                                                                      | 週替わり                                                                      | ‐                                                                    |                                                                      |                                                                      |                                                                      |                                                                      |                                                                      |
| 2006.04.03 - 2006.06.24 | 斉藤安弘                                                                      | 斉藤安弘                                                                      | 斉藤安弘                                                                      | 斉藤安弘                                                                      | オリエンタルラジオ                                                            | 週替わり 有楽町音楽室                                                         | ‐                                                                    |                                                                      |                                                                      |                                                                      |                                                                      |                                                                      |
| 2006.06.26 - 2006.09.30 | 斉藤安弘                                                                      | 斉藤安弘                                                                      | 斉藤安弘                                                                      | 斉藤安弘                                                                      | オリエンタルラジオ                                                            | 山里亮太 (南海キャンディーズ) 有楽町音楽室                                    | ‐                                                                    |                                                                      |                                                                      |                                                                      |                                                                      |                                                                      |
| 2006.10.02 - 2007.03.31 | 斉藤安弘                                                                      | 斉藤安弘                                                                      | 斉藤安弘                                                                      | 斉藤安弘                                                                      | オリエンタルラジオ                                                            | 週替わり 有楽町音楽室                                                         | ‐                                                                    |                                                                      |                                                                      |                                                                      |                                                                      |                                                                      |
| 2007.04.02 - 2008.04.26 | 斉藤安弘                                                                      | 斉藤安弘                                                                      | 斉藤安弘                                                                      | 斉藤安弘                                                                      | オリエンタルラジオ                                                            | 週替わり                                                                      | ‐                                                                    |                                                                      |                                                                      |                                                                      |                                                                      |                                                                      |
| 2008.04.28 - 2008.12.27 | 斉藤安弘                                                                      | 斉藤安弘                                                                      | 斉藤安弘                                                                      | 斉藤安弘                                                                      | オリエンタルラジオ スペシャルナイト                                           | 週替わり                                                                      | ‐                                                                    |                                                                      |                                                                      |                                                                      |                                                                      |                                                                      |
| 2009.01.05 - 2009.03.28 | 斉藤安弘                                                                      | 斉藤安弘                                                                      | 斉藤安弘                                                                      | 斉藤安弘                                                                      | オリエンタルラジオ スペシャルナイト                                           | 角田龍平                                                                      | ‐                                                                    |                                                                      |                                                                      |                                                                      |                                                                      |                                                                      |
| 2009年04月 - 2012年03月 月 - 土 オールナイトニッポンR/日曜日 放送なし |                                                                               |                                                                               |                                                                               |                                                                               |                                                                               |                                                                               | ‐                                                                    |                                                                      |                                                                      |                                                                      |                                                                      |                                                                      |
| 期間 | 月曜日担当                                                                    | 火曜日担当                                                                    | 水曜日担当                                                                    | 木曜日担当                                                                    | 金曜日担当                                                                    | 土曜日担当                                                                    | 日曜日担当                                                           |                                                                      |                                                                      |                                                                      |                                                                      |                                                                      |
| 2009.03.30 - 2009.06.27 | くり万太郎                                                                    | くり万太郎                                                                    | くり万太郎                                                                    | くり万太郎                                                                    | くり万太郎                                                                    | 角田龍平 よしもと浅草花月 (飯田浩司)                                          | ‐                                                                    |                                                                      |                                                                      |                                                                      |                                                                      |                                                                      |
| 2009.06.29 - 2009.10.24 | くり万太郎                                                                    | くり万太郎                                                                    | くり万太郎                                                                    | くり万太郎                                                                    | くり万太郎 はる                                                               | 角田龍平 よしもと浅草花月 (飯田浩司)                                          | ‐                                                                    |                                                                      |                                                                      |                                                                      |                                                                      |                                                                      |
| 2009.10.26 - 2009.10.31 | くり万太郎                                                                    | くり万太郎                                                                    | くり万太郎                                                                    | くり万太郎                                                                    | 週替わり はる                                                                 | 角田龍平 よしもと浅草花月 (飯田浩司)                                          | ‐                                                                    |                                                                      |                                                                      |                                                                      |                                                                      |                                                                      |
| 2009.11.02 - 2010.01.02 | くり万太郎                                                                    | くり万太郎                                                                    | くり万太郎                                                                    | くり万太郎                                                                    | 週替わり よしもと浅草花月 はる                                                | 角田龍平                                                                      | ‐                                                                    |                                                                      |                                                                      |                                                                      |                                                                      |                                                                      |
| 2010.01.04 - 2010.04.02 | くり万太郎                                                                    | くり万太郎                                                                    | くり万太郎                                                                    | くり万太郎                                                                    | 週替わり よしもと浅草花月 はる                                                | 週替わり                                                                      | ‐                                                                    |                                                                      |                                                                      |                                                                      |                                                                      |                                                                      |
| 2010.04.04 - 2011.10.01 | くり万太郎                                                                    | くり万太郎                                                                    | くり万太郎                                                                    | くり万太郎                                                                    | 週替わり はる                                                                 | 週替わり                                                                      | ‐                                                                    |                                                                      |                                                                      |                                                                      |                                                                      |                                                                      |
| 2011.10.03 - 2012.03.31 | くり万太郎                                                                    | くり万太郎                                                                    | くり万太郎                                                                    | くり万太郎                                                                    | 週替わり                                                                      | 週替わり                                                                      | ‐                                                                    |                                                                      |                                                                      |                                                                      |                                                                      |                                                                      |
| 8年半ぶりの2部制復活（2012年04月 - 現在） |                                                                               |                                                                               |                                                                               |                                                                               |                                                                               |                                                                               |                                                                      |                                                                      |                                                                      |                                                                      |                                                                      |                                                                      |
| 2012年04月 - 2013年04月 月 - 金 オールナイトニッポン0(ZERO)/土曜日 オールナイトニッポンR/日曜日 放送なし                                                                                        |                                                                               |                                                                               |                                                                               |                                                                               |                                                                               |                                                                               |                                                                      |                                                                      |                                                                      |                                                                      |                                                                      |                                                                      |
| 期間 | 月曜日担当                                                                    | 火曜日担当                                                                    | 水曜日担当                                                                    | 木曜日担当                                                                    | 金曜日担当                                                                    | 土曜日担当                                                                    | 日曜日担当                                                           |                                                                      |                                                                      |                                                                      |                                                                      |                                                                      |
| 2012.04.02 - 2013.03.30 | 和田正人 五十嵐隼士                                                           | 久保ミツロウ 能町みね子                                                       | SPYAIR                                                                        | Hi-Hi                                                                         | 本村康祐 西岡隼基                                                             | オールナイトニッポンR (週替わり)                                              | ‐                                                                    |                                                                      |                                                                      |                                                                      |                                                                      |                                                                      |
| 2013.04.01 - 2013.04.06 | 団長 (NoGoD)                                                                  | moto                                                                          | シシド・カフカ                                                                | アルコ＆ピース                                                                | 宇野常寛                                                                      | オールナイトニッポンR (週替わり)                                              | ‐                                                                    |                                                                      |                                                                      |                                                                      |                                                                      |                                                                      |
| 2013年04月 - 2018年03月 月 - 金 オールナイトニッポン0(ZERO)/土曜日 オールナイトニッポンR/日曜日 オールナイトニッポン月イチ                                                                      |                                                                               |                                                                               |                                                                               |                                                                               |                                                                               |                                                                               |                                                                      |                                                                      |                                                                      |                                                                      |                                                                      |                                                                      |
| 期間 | 月曜日担当                                                                    | 火曜日担当                                                                    | 水曜日担当                                                                    | 木曜日担当                                                                    | 金曜日担当                                                                    | 土曜日担当                                                                    | 日曜日担当                                                           |                                                                      |                                                                      |                                                                      |                                                                      |                                                                      |
| 2013.04.08 - 2014.03.29 | 団長 (NoGoD)                                                                  | moto                                                                          | シシド・カフカ                                                                | アルコ＆ピース                                                                | 宇野常寛                                                                      | オールナイトニッポンR (週替わり)                                              | 月イチ (中島みゆき)                                                  |                                                                      |                                                                      |                                                                      |                                                                      |                                                                      |
| 2014.03.31 - 2014.07.05 | 大原櫻子                                                                      | Czecho No Republic                                                            | USAG                                                                          | ウーマンラッシュアワー                                                        | ラブレターズ                                                                  | オールナイトニッポンR (週替わり)                                              | 月イチ (中島みゆき)                                                  |                                                                      |                                                                      |                                                                      |                                                                      |                                                                      |
| 2014.07.07 - 2014.09.27 | 高松豪 たかまつなな                                                           | Czecho No Republic                                                            | USAG                                                                          | ウーマンラッシュアワー                                                        | ラブレターズ                                                                  | オールナイトニッポンR (週替わり)                                              | 月イチ (中島みゆき)                                                  |                                                                      |                                                                      |                                                                      |                                                                      |                                                                      |
| 2014.09.29 - 2015.03.28 | 赤い公園                                                                      | Czecho No Republic                                                            | チャラン・ポ・ランタン                                                        | ウーマンラッシュアワー                                                        | ラブレターズ                                                                  | オールナイトニッポンR (週替わり)                                              | 月イチ (中島みゆき)                                                  |                                                                      |                                                                      |                                                                      |                                                                      |                                                                      |
| 2015.03.30 - 2016.03.26 | Shiggy Jr.                                                                    | 三四郎                                                                        | 吉田山田                                                                      | アルコ&ピース                                                                 | 朝井リョウ 加藤千恵                                                           | オールナイトニッポンR (週替わり)                                              | 月イチ (中島みゆき)                                                  |                                                                      |                                                                      |                                                                      |                                                                      |                                                                      |
| 2016.03.28 - 2017.04.01 | 井上苑子                                                                      | WANIMA                                                                        | 新内眞衣 (乃木坂46)                                                           | ニューヨーク                                                                  | 三四郎                                                                        | オールナイトニッポンR (週替わり)                                              | 月イチ (中島みゆき)                                                  |                                                                      |                                                                      |                                                                      |                                                                      |                                                                      |
| 2017.04.03 - 2018.03.31 | ランパンプス                                                                  | WANIMA                                                                        | 新内眞衣 (乃木坂46)                                                           | 渋谷龍太 (SUPER BEAVER)                                                       | 三四郎                                                                        | オールナイトニッポンR (週替わり)                                              | 月イチ (中島みゆき)                                                  |                                                                      |                                                                      |                                                                      |                                                                      |                                                                      |
| 2018年04月 - 2018年09月 月 - 土 オールナイトニッポン0(ZERO)/日曜日 オールナイトニッポン月イチ                                                                                                   |                                                                               |                                                                               |                                                                               |                                                                               |                                                                               |                                                                               |                                                                      |                                                                      |                                                                      |                                                                      |                                                                      |                                                                      |
| 期間 | 月曜日担当                                                                    | 火曜日担当                                                                    | 水曜日担当                                                                    | 木曜日担当                                                                    | 金曜日担当                                                                    | 土曜日担当                                                                    | 日曜日担当                                                           |                                                                      |                                                                      |                                                                      |                                                                      |                                                                      |
| 2018.04.02 - 2018.09.16 | 根本宗子 長井短                                                               | Creepy Nuts                                                                   | 新内眞衣 (乃木坂46)                                                           | 四千頭身                                                                      | 三四郎                                                                        | 週替わり 健太郎 WANIMA                                                        | 月イチ (中島みゆき)                                                  |                                                                      |                                                                      |                                                                      |                                                                      |                                                                      |
| 2018年09月 - 2019年03月 月 - 土 オールナイトニッポン0(ZERO)/日曜日 放送なし |                                                                               |                                                                               |                                                                               |                                                                               |                                                                               |                                                                               |                                                                      |                                                                      |                                                                      |                                                                      |                                                                      |                                                                      |
| 期間 | 月曜日担当                                                                    | 火曜日担当                                                                    | 水曜日担当                                                                    | 木曜日担当                                                                    | 金曜日担当                                                                    | 土曜日担当                                                                    | 日曜日担当                                                           |                                                                      |                                                                      |                                                                      |                                                                      |                                                                      |
| 2018.09.17 - 2018.09.29 | 根本宗子 長井短                                                               | Creepy Nuts                                                                   | 新内眞衣 (乃木坂46)                                                           | 四千頭身                                                                      | 三四郎                                                                        | 週替わり 健太郎 WANIMA                                                        | ‐                                                                    |                                                                      |                                                                      |                                                                      |                                                                      |                                                                      |
| 2018.10.01 - 2019.03.30 | 根本宗子 長井短                                                               | Creepy Nuts                                                                   | 新内眞衣 (乃木坂46)                                                           | 四千頭身                                                                      | 三四郎                                                                        | 週替わり                                                                      | ‐                                                                    |                                                                      |                                                                      |                                                                      |                                                                      |                                                                      |
| 2019.04.01 - 2019.04.06 | 伊藤健太郎                                                                    | Creepy Nuts                                                                   | 佐久間宣行                                                                    | 井口理 (King Gnu)                                                             | 霜降り明星                                                                    | 週替わり AKI                                                                  | ‐                                                                    |                                                                      |                                                                      |                                                                      |                                                                      |                                                                      |
| 2019年04月 - 現在 月 - 土 オールナイトニッポン0(ZERO)/日曜日 オールナイトニッポン月イチ |                                                                               |                                                                               |                                                                               |                                                                               |                                                                               |                                                                               |                                                                      |                                                                      |                                                                      |                                                                      |                                                                      |                                                                      |
| 期間 | 月曜日担当                                                                    | 火曜日担当                                                                    | 水曜日担当                                                                    | 木曜日担当                                                                    | 金曜日担当                                                                    | 土曜日担当                                                                    | 日曜日担当                                                           |                                                                      |                                                                      |                                                                      |                                                                      |                                                                      |
| 2019.04.08 - 2020.03.28 | 伊藤健太郎                                                                    | Creepy Nuts                                                                   | 佐久間宣行                                                                    | 井口理 (King Gnu)                                                             | 霜降り明星                                                                    | 週替わり AKI                                                                  | 月イチ （高嶋ひでたけ）                                              |                                                                      |                                                                      |                                                                      |                                                                      |                                                                      |
| 2020.03.30 - 2021.03.27 | ファーストサマーウイカ                                                        | Creepy Nuts                                                                   | 佐久間宣行                                                                    | 水溜りボンド                                                                  | 霜降り明星                                                                    | 週替わり AKI                                                                  | 月イチ （高嶋ひでたけ）                                              |                                                                      |                                                                      |                                                                      |                                                                      |                                                                      |
| 2021.03.29 - 2021.04.25 | ファーストサマーウイカ                                                        | Creepy Nuts                                                                   | 佐久間宣行                                                                    | マヂカルラブリー                                                              | 三四郎                                                                        | 週替わり 水溜りボンド                                                         | 月イチ （高嶋ひでたけ）                                              |                                                                      |                                                                      |                                                                      |                                                                      |                                                                      |
| 2021.04.26 - 2021.10.02 | ファーストサマーウイカ                                                        | Creepy Nuts                                                                   | 佐久間宣行                                                                    | マヂカルラブリー                                                              | 三四郎                                                                        | サタデーナイト (SKE48) 週替わり 水溜りボンド                                  | 月イチ （高嶋ひでたけ）                                              |                                                                      |                                                                      |                                                                      |                                                                      |                                                                      |
| 2021.10.04 - 2022.04.02 | ファーストサマーウイカ                                                        | Creepy Nuts                                                                   | 佐久間宣行                                                                    | マヂカルラブリー                                                              | 三四郎                                                                        | 週替わり 水溜りボンド                                                         | 月イチ （高嶋ひでたけ）                                              |                                                                      |                                                                      |                                                                      |                                                                      |                                                                      |
| 2022.04.04 - 2023.04.01 | フワちゃん                                                                    | ぺこぱ                                                                        | 佐久間宣行                                                                    | マヂカルラブリー                                                              | 三四郎                                                                        | 週替わり                                                                      | 月イチ （高嶋ひでたけ）                                              |                                                                      |                                                                      |                                                                      |                                                                      |                                                                      |
| 2023.04.03 - 2023.10.21 | フワちゃん                                                                    | あの                                                                          | 佐久間宣行                                                                    | マヂカルラブリー                                                              | 三四郎                                                                        | 週替わり                                                                      | 月イチ （高嶋ひでたけ）                                              |                                                                      |                                                                      |                                                                      |                                                                      |                                                                      |
| 2023.10.23 - 2024.03.30 | フワちゃん                                                                    | あの                                                                          | 佐久間宣行                                                                    | マヂカルラブリー                                                              | 三四郎                                                                        | 週替わり 松田好花 （日向坂46）                                                | 月イチ （高嶋ひでたけ）                                              |                                                                      |                                                                      |                                                                      |                                                                      |                                                                      |
| 2024.04.01 - 2024.08.03 | フワちゃん                                                                    | あの                                                                          | 佐久間宣行                                                                    | マヂカルラブリー                                                              | 三四郎                                                                        | 週替わり ヤーレンズ                                                           | 月イチ （高嶋ひでたけ）                                              |                                                                      |                                                                      |                                                                      |                                                                      |                                                                      |
| 2024.08.05 - 2024.10.05 | 週替わり                                                                      | あの                                                                          | 佐久間宣行                                                                    | マヂカルラブリー                                                              | 三四郎                                                                        | 週替わり ヤーレンズ                                                           | 月イチ （高嶋ひでたけ）                                              |                                                                      |                                                                      |                                                                      |                                                                      |                                                                      |
| 2024.10.07 - 2025.03.29 | 月替わり                                                                      | あの                                                                          | 佐久間宣行                                                                    | マヂカルラブリー                                                              | 三四郎                                                                        | 週替わり ヤーレンズ                                                           | 月イチ （高嶋ひでたけ）                                              |                                                                      |                                                                      |                                                                      |                                                                      |                                                                      |
| 2025.03.31 - 現在 | キタニタツヤ                                                                  | あの                                                                          | 佐久間宣行                                                                    | マヂカルラブリー                                                              | 三四郎                                                                        | 週替わり ヤーレンズ                                                           | 月イチ （高嶋ひでたけ）                                              |                                                                      |                                                                      |                                                                      |                                                                      |                                                                      |
| 24:00 - 24:58「24時台」 |                                                                               |                                                                               |                                                                               |                                                                               |                                                                               |                                                                               |                                                                      |                                                                      |                                                                      |                                                                      |                                                                      |                                                                      |
| 2021年04月 - 2024年03月 月 - 金 オールナイトニッポンX/土 - 日 放送なし |                                                                               |                                                                               |                                                                               |                                                                               |                                                                               |                                                                               |                                                                      |                                                                      |                                                                      |                                                                      |                                                                      |                                                                      |
| 期間 | 月曜日担当                                                                    | 火曜日担当                                                                    | 水曜日担当                                                                    | 木曜日担当                                                                    | 金曜日担当                                                                    | 土曜日担当                                                                    | 日曜日担当                                                           |                                                                      |                                                                      |                                                                      |                                                                      |                                                                      |
| 2021.03.29 - 2021.09.10 | ENHYPEN                                                                       | YOASOBI                                                                       | フワちゃん                                                                    | ぺこぱ                                                                        | 週替わり                                                                      | -                                                                             | -                                                                    |                                                                      |                                                                      |                                                                      |                                                                      |                                                                      |
| 2021.09.13 - 2021.10.01 | 週替わり                                                                      | YOASOBI                                                                       | フワちゃん                                                                    | ぺこぱ                                                                        | 週替わり                                                                      | -                                                                             | -                                                                    |                                                                      |                                                                      |                                                                      |                                                                      |                                                                      |
| 2021.10.04 - 2022.04.01 | ENHYPEN                                                                       | YOASOBI                                                                       | フワちゃん                                                                    | ぺこぱ                                                                        | 週替わり                                                                      | -                                                                             | -                                                                    |                                                                      |                                                                      |                                                                      |                                                                      |                                                                      |
| 2022.04.04 - 2022.05.20 | 山田裕貴                                                                      | 長屋晴子 （緑黄色社会）                                                       | JO1 (レギュラー:白岩瑠姫)                                                     | 週替わり                                                                      | EXIT                                                                          | -                                                                             | -                                                                    |                                                                      |                                                                      |                                                                      |                                                                      |                                                                      |
| 2022.05.23 - 2024.03.29 | 山田裕貴                                                                      | 長屋晴子 （緑黄色社会）                                                       | JO1 (レギュラー:白岩瑠姫)                                                     | 週替わり 高橋文哉                                                             | EXIT                                                                          | -                                                                             | -                                                                    |                                                                      |                                                                      |                                                                      |                                                                      |                                                                      |
| 2024年04月 - 2025年03月 月 - 木 オールナイトニッポンX/金 - 日 放送なし |                                                                               |                                                                               |                                                                               |                                                                               |                                                                               |                                                                               |                                                                      |                                                                      |                                                                      |                                                                      |                                                                      |                                                                      |
| 期間 | 月曜日担当                                                                    | 火曜日担当                                                                    | 水曜日担当                                                                    | 木曜日担当                                                                    | 金曜日担当                                                                    | 土曜日担当                                                                    | 日曜日担当                                                           |                                                                      |                                                                      |                                                                      |                                                                      |                                                                      |
| 2024.04.01 - 2025.03.27 | キタニタツヤ                                                                  | 高橋文哉                                                                      | JO1 (レギュラー:白岩瑠姫)                                                     | 松田好花 （日向坂46）                                                         | -                                                                             | -                                                                             | -                                                                    |                                                                      |                                                                      |                                                                      |                                                                      |                                                                      |
| 2025年04月 - 現在 月 - 金 オールナイトニッポンX/土 - 日 放送なし |                                                                               |                                                                               |                                                                               |                                                                               |                                                                               |                                                                               |                                                                      |                                                                      |                                                                      |                                                                      |                                                                      |                                                                      |
| 期間 | 月曜日担当                                                                    | 火曜日担当                                                                    | 水曜日担当                                                                    | 木曜日担当                                                                    | 金曜日担当                                                                    | 土曜日担当                                                                    | 日曜日担当                                                           |                                                                      |                                                                      |                                                                      |                                                                      |                                                                      |
| 2025.03.31 - 2025.05.16 | 永野芽郁                                                                      | 高橋文哉                                                                      | JO1 (レギュラー:白岩瑠姫)                                                     | 松田好花 （日向坂46）                                                         | 週替わり TEAM                                                                 | -                                                                             | -                                                                    |                                                                      |                                                                      |                                                                      |                                                                      |                                                                      |
| 2025.05.19 - 2025.07.04 | 週替わり                                                                      | 高橋文哉                                                                      | JO1 (レギュラー:白岩瑠姫)                                                     | 松田好花 （日向坂46）                                                         | 週替わり TEAM                                                                 | -                                                                             | -                                                                    |                                                                      |                                                                      |                                                                      |                                                                      |                                                                      |
| 2025.07.07 - 現在 | FRUITS ZIPPER                                                                 | 高橋文哉                                                                      | JO1 (レギュラー:白岩瑠姫)                                                     | 松田好花 （日向坂46）                                                         | 週替わり TEAM                                                                 | -                                                                             | -                                                                    |                                                                      |                                                                      |                                                                      |                                                                      |                                                                      |
| 夜のワイド番組 |                                                                               |                                                                               |                                                                               |                                                                               |                                                                               |                                                                               |                                                                      |                                                                      |                                                                      |                                                                      |                                                                      |                                                                      |
| 1968年04月 - 1984年03月 月 - 土 放送なし/日曜日 オールナイトニッポン電話リクエスト |                                                                               |                                                                               |                                                                               |                                                                               |                                                                               |                                                                               |                                                                      |                                                                      |                                                                      |                                                                      |                                                                      |                                                                      |
| 期間 | 月曜日担当                                                                    | 火曜日担当                                                                    | 水曜日担当                                                                    | 木曜日担当                                                                    | 金曜日担当                                                                    | 土曜日担当                                                                    | 日曜日担当                                                           |                                                                      |                                                                      |                                                                      |                                                                      |                                                                      |
| 1968.04.07 - 1968.10.06 | ‐                                                                             | ‐                                                                             | ‐                                                                             | ‐                                                                             | ‐                                                                             | ‐                                                                             | 亀渕昭信                                                             |                                                                      |                                                                      |                                                                      |                                                                      |                                                                      |
| 1968.10.13 - 1970.03.08 | ‐                                                                             | ‐                                                                             | ‐                                                                             | ‐                                                                             | ‐                                                                             | ‐                                                                             | 菊池貞武                                                             |                                                                      |                                                                      |                                                                      |                                                                      |                                                                      |
| 1970.03.15 - 1970.04.12 | ‐                                                                             | ‐                                                                             | ‐                                                                             | ‐                                                                             | ‐                                                                             | ‐                                                                             | 瀬戸将男                                                             |                                                                      |                                                                      |                                                                      |                                                                      |                                                                      |
| 1970.04.19 - 1972.10.15 | ‐                                                                             | ‐                                                                             | ‐                                                                             | ‐                                                                             | ‐                                                                             | ‐                                                                             | 広見忠雄                                                             |                                                                      |                                                                      |                                                                      |                                                                      |                                                                      |
| 1972.10.21 - 1974.12.29 | ‐                                                                             | ‐                                                                             | ‐                                                                             | ‐                                                                             | ‐                                                                             | ‐                                                                             | 糸居五郎                                                             |                                                                      |                                                                      |                                                                      |                                                                      |                                                                      |
| 1975.01.05 - 1980.03.30 | ‐                                                                             | ‐                                                                             | ‐                                                                             | ‐                                                                             | ‐                                                                             | ‐                                                                             | 木藤隆雄                                                             |                                                                      |                                                                      |                                                                      |                                                                      |                                                                      |
| 1980.04.06 - 1984.04.01 | ‐                                                                             | ‐                                                                             | ‐                                                                             | ‐                                                                             | ‐                                                                             | ‐                                                                             | はたえ金次郎                                                         |                                                                      |                                                                      |                                                                      |                                                                      |                                                                      |
| 1997年04月 - 1999年03月 月 - 土 放送なし/日曜日 オールナイトニッポン電話リクエスト |                                                                               |                                                                               |                                                                               |                                                                               |                                                                               |                                                                               |                                                                      |                                                                      |                                                                      |                                                                      |                                                                      |                                                                      |
| 期間 | 月曜日担当                                                                    | 火曜日担当                                                                    | 水曜日担当                                                                    | 木曜日担当                                                                    | 金曜日担当                                                                    | 土曜日担当                                                                    | 日曜日担当                                                           |                                                                      |                                                                      |                                                                      |                                                                      |                                                                      |
| 1997.10.12 - 1999.03.28 | ‐                                                                             | ‐                                                                             | ‐                                                                             | ‐                                                                             | ‐                                                                             | ‐                                                                             | 赤坂泰彦                                                             |                                                                      |                                                                      |                                                                      |                                                                      |                                                                      |
| LF+R（1999年04月 - 2003年03月） |                                                                               |                                                                               |                                                                               |                                                                               |                                                                               |                                                                               |                                                                      |                                                                      |                                                                      |                                                                      |                                                                      |                                                                      |
| 1999年04月 - 2000年03月 月 - 金 allnightnippon SUPER!/土曜日 放送なし/日曜日 @llnightnippon.com                                                                                                 |                                                                               |                                                                               |                                                                               |                                                                               |                                                                               |                                                                               |                                                                      |                                                                      |                                                                      |                                                                      |                                                                      |                                                                      |
| 期間 | 月曜日担当                                                                    | 火曜日担当                                                                    | 水曜日担当                                                                    | 木曜日担当                                                                    | 金曜日担当                                                                    | 土曜日担当                                                                    | 日曜日担当                                                           |                                                                      |                                                                      |                                                                      |                                                                      |                                                                      |
| 1999.03.29 - 1999.10.03 | ロンドンブーツ1号2号                                                          | 西川貴教                                                                      | ゆず                                                                          | ナインティナイン                                                              | ネプチューン                                                                  | ‐                                                                             | 荘口彰久                                                             |                                                                      |                                                                      |                                                                      |                                                                      |                                                                      |
| 1999.10.04 - 2000.03.19 | ロンドンブーツ1号2号                                                          | 西川貴教                                                                      | ゆず                                                                          | SILVA                                                                         | ネプチューン                                                                  | ‐                                                                             | 桃乃未琴                                                             |                                                                      |                                                                      |                                                                      |                                                                      |                                                                      |
| 2000年03月 月 - 金 allnightnippon SUPER!/土曜日 allnightnippon Saturday Special/日曜日 @llnightnippon.com                                                                                       |                                                                               |                                                                               |                                                                               |                                                                               |                                                                               |                                                                               |                                                                      |                                                                      |                                                                      |                                                                      |                                                                      |                                                                      |
| 期間 | 月曜日担当                                                                    | 火曜日担当                                                                    | 水曜日担当                                                                    | 木曜日担当                                                                    | 金曜日担当                                                                    | 土曜日担当                                                                    | 日曜日担当                                                           |                                                                      |                                                                      |                                                                      |                                                                      |                                                                      |
| 2000.03.20 - 2000.03.26 | ロンドンブーツ1号2号                                                          | 西川貴教                                                                      | ゆず                                                                          | SILVA                                                                         | ネプチューン                                                                  | 福山雅治 (アシスタント:荘口彰久)                                              | 桃乃未琴                                                             |                                                                      |                                                                      |                                                                      |                                                                      |                                                                      |
| 2000年04月 - 2001年03月 月 - 金 allnightnippon SUPER!/土曜日 allnightnippon Saturday Special/日曜日 allnightnippon Sunday Special                                                               |                                                                               |                                                                               |                                                                               |                                                                               |                                                                               |                                                                               |                                                                      |                                                                      |                                                                      |                                                                      |                                                                      |                                                                      |
| 期間 | 月曜日担当                                                                    | 火曜日担当                                                                    | 水曜日担当                                                                    | 木曜日担当                                                                    | 金曜日担当                                                                    | 土曜日担当                                                                    | 日曜日担当                                                           |                                                                      |                                                                      |                                                                      |                                                                      |                                                                      |
| 2000.03.27 - 2000.10.29 | ロンドンブーツ1号2号                                                          | 西川貴教                                                                      | ゆず                                                                          | 中澤裕子                                                                      | ネプチューン                                                                  | 福山雅治 (アシスタント:荘口彰久)                                              | SILVA                                                                |                                                                      |                                                                      |                                                                      |                                                                      |                                                                      |
| 2000.10.30 - 2000.12.31 | ロンドンブーツ1号2号                                                          | 西川貴教                                                                      | 週替わり                                                                      | 中澤裕子                                                                      | ネプチューン                                                                  | 福山雅治 (アシスタント:荘口彰久)                                              | SILVA                                                                |                                                                      |                                                                      |                                                                      |                                                                      |                                                                      |
| 2001.01.02 - 2001.03.25 | ロンドンブーツ1号2号                                                          | 西川貴教                                                                      | ポルノグラフィティ                                                            | 中澤裕子                                                                      | ネプチューン                                                                  | 福山雅治 (アシスタント:荘口彰久)                                              | SILVA                                                                |                                                                      |                                                                      |                                                                      |                                                                      |                                                                      |
| 2001年03月- 2001年04月 月 - 金 allnightnippon SUPER!/土曜日 allnightnippon Saturday Special/日曜日 放送なし                                                                                     |                                                                               |                                                                               |                                                                               |                                                                               |                                                                               |                                                                               |                                                                      |                                                                      |                                                                      |                                                                      |                                                                      |                                                                      |
| 期間 | 月曜日担当                                                                    | 火曜日担当                                                                    | 水曜日担当                                                                    | 木曜日担当                                                                    | 金曜日担当                                                                    | 土曜日担当                                                                    | 日曜日担当                                                           |                                                                      |                                                                      |                                                                      |                                                                      |                                                                      |
| 2001.03.26 - 2001.03.31 | ロンドンブーツ1号2号                                                          | 西川貴教                                                                      | ポルノグラフィティ                                                            | 中澤裕子                                                                      | ネプチューン                                                                  | 福山雅治 (アシスタント:荘口彰久)                                              | ‐                                                                    |                                                                      |                                                                      |                                                                      |                                                                      |                                                                      |
| 2001.04.02 - 2001.04.07 | ロンドンブーツ1号2号                                                          | 西川貴教                                                                      | ポルノグラフィティ                                                            | 矢口真里                                                                      | ネプチューン                                                                  | 福山雅治 (アシスタント:荘口彰久)                                              | ‐                                                                    |                                                                      |                                                                      |                                                                      |                                                                      |                                                                      |
| 2001年04月 - 2001年09月 月 - 金 allnightnippon SUPER!/土曜日 allnightnippon Saturday Special/日曜日 allnightnippon Sunday Special                                                               |                                                                               |                                                                               |                                                                               |                                                                               |                                                                               |                                                                               |                                                                      |                                                                      |                                                                      |                                                                      |                                                                      |                                                                      |
| 2001.04.09 - 2001.09.23 | ロンドンブーツ1号2号                                                          | 西川貴教                                                                      | ポルノグラフィティ                                                            | 矢口真里                                                                      | ネプチューン                                                                  | 福山雅治 (アシスタント:荘口彰久)                                              | 中澤裕子                                                             |                                                                      |                                                                      |                                                                      |                                                                      |                                                                      |
| 2001年09月 月 - 金 allnightnippon SUPER!/土曜日 allnightnippon Saturday Special/日曜日 放送なし                                                                                                 |                                                                               |                                                                               |                                                                               |                                                                               |                                                                               |                                                                               |                                                                      |                                                                      |                                                                      |                                                                      |                                                                      |                                                                      |
| 2001.09.24 - 2001.09.29 | ロンドンブーツ1号2号                                                          | 西川貴教                                                                      | ポルノグラフィティ                                                            | 矢口真里                                                                      | ネプチューン                                                                  | 福山雅治 (アシスタント:荘口彰久)                                              | ‐                                                                    |                                                                      |                                                                      |                                                                      |                                                                      |                                                                      |
| 2001年10月 - 2002年09月 月 - 金 allnightnippon SUPER!/土曜日 allnightnippon Saturday Special/日曜日 allnightnippon Sunday SUPER!(@llnightnippon Sunday.com)                                     |                                                                               |                                                                               |                                                                               |                                                                               |                                                                               |                                                                               |                                                                      |                                                                      |                                                                      |                                                                      |                                                                      |                                                                      |
| 2001.10.01 - 2002.09.29 | ロンドンブーツ1号2号                                                          | 西川貴教                                                                      | ポルノグラフィティ                                                            | 矢口真里                                                                      | ネプチューン                                                                  | 福山雅治 (アシスタント:荘口彰久)                                              | 中澤裕子飯島愛                                                       |                                                                      |                                                                      |                                                                      |                                                                      |                                                                      |
| 2002年10月 - 2003年03月 月 - 木 allnightnippon SUPER!/金曜日 allnightnippon SUPER FRIDAY!/土曜日 allnightnippon Saturday Special 日曜日 allnightnippon Sunday SUPER!(@llnightnippon Sunday.com) |                                                                               |                                                                               |                                                                               |                                                                               |                                                                               |                                                                               |                                                                      |                                                                      |                                                                      |                                                                      |                                                                      |                                                                      |
| 期間 | 月曜日担当                                                                    | 火曜日担当                                                                    | 水曜日担当                                                                    | 木曜日担当                                                                    | 金曜日担当                                                                    | 土曜日担当                                                                    | 日曜日担当                                                           |                                                                      |                                                                      |                                                                      |                                                                      |                                                                      |
| 2002.09.30 - 2003.03.30 | ロンドンブーツ1号2号                                                          | 西川貴教                                                                      | ポルノグラフィティ                                                            | 矢口真里                                                                      | 堀内健 ビビる大木                                                             | 福山雅治 (アシスタント:荘口彰久)                                              | 中澤裕子飯島愛                                                       |                                                                      |                                                                      |                                                                      |                                                                      |                                                                      |
| LF+R終了後（2003年04月 - 現在） |                                                                               |                                                                               |                                                                               |                                                                               |                                                                               |                                                                               |                                                                      |                                                                      |                                                                      |                                                                      |                                                                      |                                                                      |
| 2003年04月 - 2001年09月 月 - 木 オールナイトニッポンいいネ!/金曜日 オールナイトニッポンフライデースペシャル/土曜日 オールナイトニッポンサタデースペシャル/日曜日 放送なし                       |                                                                               |                                                                               |                                                                               |                                                                               |                                                                               |                                                                               |                                                                      |                                                                      |                                                                      |                                                                      |                                                                      |                                                                      |
| 期間 | 月曜日担当                                                                    | 火曜日担当                                                                    | 水曜日担当                                                                    | 木曜日担当                                                                    | 金曜日担当                                                                    | 土曜日担当                                                                    | 日曜日担当                                                           |                                                                      |                                                                      |                                                                      |                                                                      |                                                                      |
| 2002.03.31 - 2003.09.27 | 田村淳 (ロンドンブーツ1号2号)                                                 | 木下明水                                                                      | TAKEMURA (SNAIL RAMP)                                                         | グローバー                                                                    | 長渕剛                                                                        | 福山雅治 (アシスタント:荘口彰久)                                              | ‐                                                                    |                                                                      |                                                                      |                                                                      |                                                                      |                                                                      |
| 2003年10月 月 - 木 オールナイトニッポンいいネ!/金曜日 オールナイトニッポン FRIDAY SPECIAL/土曜日 オールナイトニッポンサタデースペシャル/日曜日 放送なし                                         |                                                                               |                                                                               |                                                                               |                                                                               |                                                                               |                                                                               |                                                                      |                                                                      |                                                                      |                                                                      |                                                                      |                                                                      |
| 期間 | 月曜日担当                                                                    | 火曜日担当                                                                    | 水曜日担当                                                                    | 木曜日担当                                                                    | 金曜日担当                                                                    | 土曜日担当                                                                    | 日曜日担当                                                           |                                                                      |                                                                      |                                                                      |                                                                      |                                                                      |
| 2003.09.28 - 2003.11.01 | 田村淳 (ロンドンブーツ1号2号)                                                 | 木下明水                                                                      | TAKEMURA (SNAIL RAMP)                                                         | グローバー                                                                    | 週替わり                                                                      | 福山雅治 (アシスタント:荘口彰久)                                              | ‐                                                                    |                                                                      |                                                                      |                                                                      |                                                                      |                                                                      |
| 2003年11月 - 2004年03月 月 - 木 オールナイトニッポンいいネ!/金曜日 オールナイトニッポンフライデースペシャル/土曜日 オールナイトニッポンサタデースペシャル/日曜日 放送なし                       |                                                                               |                                                                               |                                                                               |                                                                               |                                                                               |                                                                               |                                                                      |                                                                      |                                                                      |                                                                      |                                                                      |                                                                      |
| 期間 | 月曜日担当                                                                    | 火曜日担当                                                                    | 水曜日担当                                                                    | 木曜日担当                                                                    | 金曜日担当                                                                    | 土曜日担当                                                                    | 日曜日担当                                                           |                                                                      |                                                                      |                                                                      |                                                                      |                                                                      |
| 2003.11.03 - 2004.03.27 | 田村淳 (ロンドンブーツ1号2号)                                                 | 木下明水                                                                      | TAKEMURA (SNAIL RAMP)                                                         | グローバー                                                                    | SHOGO                                                                         | 福山雅治                                                                      | ‐                                                                    |                                                                      |                                                                      |                                                                      |                                                                      |                                                                      |
| 2004年04月 - 2009年11月 月 - 金・日 放送なし/土曜日 オールナイトニッポンサタデースペシャル |                                                                               |                                                                               |                                                                               |                                                                               |                                                                               |                                                                               |                                                                      |                                                                      |                                                                      |                                                                      |                                                                      |                                                                      |
| 期間 | 月曜日担当                                                                    | 火曜日担当                                                                    | 水曜日担当                                                                    | 木曜日担当                                                                    | 金曜日担当                                                                    | 土曜日担当                                                                    | 日曜日担当                                                           |                                                                      |                                                                      |                                                                      |                                                                      |                                                                      |
| 2004.04.03 - 2009.11.28 | ‐                                                                             | ‐                                                                             | ‐                                                                             | ‐                                                                             | ‐                                                                             | 福山雅治 (アシスタント:荘口彰久)                                              | ‐                                                                    |                                                                      |                                                                      |                                                                      |                                                                      |                                                                      |
| 2009年12月 - 2015年09月 月 - 金 オールナイトニッポンGOLD/土曜日 オールナイトニッポンサタデースペシャル/日曜日 放送なし                                                                          |                                                                               |                                                                               |                                                                               |                                                                               |                                                                               |                                                                               |                                                                      |                                                                      |                                                                      |                                                                      |                                                                      |                                                                      |
| 期間 | 月曜日担当                                                                    | 火曜日担当                                                                    | 水曜日担当                                                                    | 木曜日担当                                                                    | 金曜日担当                                                                    | 土曜日担当                                                                    | 日曜日担当                                                           |                                                                      |                                                                      |                                                                      |                                                                      |                                                                      |
| 2009.11.30 - 2009.12.26 | 坂崎幸之助 吉田拓郎                                                           | ゆず                                                                          | ピストン西沢                                                                  | 所ジョージ                                                                    | 週替わり                                                                      | 福山雅治 (アシスタント:荘口彰久)                                              | ‐                                                                    |                                                                      |                                                                      |                                                                      |                                                                      |                                                                      |
| 2009.12.28 - 2011.01.01 | 坂崎幸之助 吉田拓郎                                                           | ゆず                                                                          | ピストン西沢                                                                  | 所ジョージ                                                                    | 新保友映                                                                      | 福山雅治 (アシスタント:荘口彰久)                                              | ‐                                                                    |                                                                      |                                                                      |                                                                      |                                                                      |                                                                      |
| 2011.01.03 - 2011.03.26 | 坂崎幸之助 吉田拓郎                                                           | ゆず                                                                          | ピストン西沢                                                                  | 大竹しのぶ                                                                    | 新保友映                                                                      | 福山雅治 (アシスタント:荘口彰久)                                              | ‐                                                                    |                                                                      |                                                                      |                                                                      |                                                                      |                                                                      |
| 2011.03.28 - 2011.04.02 | 坂崎幸之助 吉田拓郎                                                           | ゆず                                                                          | ピストン西沢                                                                  | 大竹しのぶ                                                                    | 週替わり                                                                      | 福山雅治 (アシスタント:荘口彰久)                                              | ‐                                                                    |                                                                      |                                                                      |                                                                      |                                                                      |                                                                      |
| 2011.04.04 - 2011.04.09 | 坂崎幸之助 吉田拓郎                                                           | ゆず                                                                          | 広瀬香美                                                                      | 大竹しのぶ                                                                    | 週替わり                                                                      | 福山雅治 (アシスタント:荘口彰久)                                              | ‐                                                                    |                                                                      |                                                                      |                                                                      |                                                                      |                                                                      |
| 2011.04.11 - 2012.03.31 | 坂崎幸之助 吉田拓郎                                                           | ゆず                                                                          | 広瀬香美                                                                      | 大竹しのぶ                                                                    | app10.jp (吉田尚記)                                                           | 福山雅治 (アシスタント:荘口彰久)                                              | ‐                                                                    |                                                                      |                                                                      |                                                                      |                                                                      |                                                                      |
| 2012.04.02 - 2013.03.30 | 坂崎幸之助 吉田拓郎                                                           | ゆず                                                                          | 広瀬香美                                                                      | 大竹しのぶ                                                                    | 45周年特別企画 (週替わり)                                                     | 福山雅治 (アシスタント:荘口彰久)                                              | ‐                                                                    |                                                                      |                                                                      |                                                                      |                                                                      |                                                                      |
| 2013.04.01 - 2013.10.05 | 坂崎幸之助 吉田拓郎                                                           | ゆず                                                                          | 小島慶子                                                                      | 大竹しのぶ                                                                    | 45周年特別企画 (週替わり)                                                     | 福山雅治 (アシスタント:荘口彰久)                                              | ‐                                                                    |                                                                      |                                                                      |                                                                      |                                                                      |                                                                      |
| 2013.10.07 - 2013.11.02 | バカリズム                                                                    | ゆず                                                                          | 小島慶子 ミッツ・マングローブ                                                 | 宮藤官九郎                                                                    | 週替わり                                                                      | 福山雅治 (アシスタント:荘口彰久)                                              | ‐                                                                    |                                                                      |                                                                      |                                                                      |                                                                      |                                                                      |
| 2013.11.04 - 2015.01.03 | バカリズム                                                                    | 宮藤官九郎                                                                    | 小島慶子 ミッツ・マングローブ                                                 | ゆず                                                                          | 週替わり                                                                      | 福山雅治 (アシスタント:荘口彰久)                                              | ‐                                                                    |                                                                      |                                                                      |                                                                      |                                                                      |                                                                      |
| 2015.01.05 - 2015.03.28 | バカリズム                                                                    | 宮藤官九郎                                                                    | ミッツ・マングローブ                                                          | ゆず                                                                          | 週替わり                                                                      | 福山雅治 (アシスタント:荘口彰久)                                              | ‐                                                                    |                                                                      |                                                                      |                                                                      |                                                                      |                                                                      |
| 2015.03.30 - 2015.09.26 | バカリズム                                                                    | 宮藤官九郎                                                                    | ミッツ・マングローブ                                                          | 久保ミツロウ 能町みね子                                                       | 週替わり 広瀬香美                                                             | 大倉忠義 (関ジャニ∞) 高橋優                                                   | ‐                                                                    |                                                                      |                                                                      |                                                                      |                                                                      |                                                                      |
| 2015年10月 - 現在 月 - 木 オールナイトニッポン MUSIC10/金曜日 オールナイトニッポンGOLD/土曜日 オールナイトニッポンサタデースペシャル/日曜日 放送なし                                            |                                                                               |                                                                               |                                                                               |                                                                               |                                                                               |                                                                               |                                                                      |                                                                      |                                                                      |                                                                      |                                                                      |                                                                      |
| 期間 | 月曜日担当                                                                    | 火曜日担当                                                                    | 水曜日担当                                                                    | 木曜日担当                                                                    | 金曜日担当                                                                    | 土曜日担当                                                                    | 日曜日担当                                                           |                                                                      |                                                                      |                                                                      |                                                                      |                                                                      |
| 2015.09.28 - 2016.03.26 | 森山良子                                                                      | 名取裕子 松田聖子                                                             | 鈴木杏樹                                                                      | 斉藤由貴                                                                      | 週替わり 宮藤官九郎                                                           | 大倉忠義 (関ジャニ∞) 高橋優                                                   | ‐                                                                    |                                                                      |                                                                      |                                                                      |                                                                      |                                                                      |
| 2016.03.28 - 2016.10.01 | 森山良子                                                                      | 名取裕子 松田聖子                                                             | 鈴木杏樹                                                                      | 斉藤由貴                                                                      | 週替わり 宮藤官九郎 松任谷由実                                                | 大倉忠義 (関ジャニ∞) 高橋優                                                   | ‐                                                                    |                                                                      |                                                                      |                                                                      |                                                                      |                                                                      |
| 2016.10.03 - 2017.09.09 | 森山良子                                                                      | 名取裕子 松田聖子                                                             | 鈴木杏樹                                                                      | 斉藤由貴                                                                      | 週替わり 宮藤官九郎 古舘伊知郎 松任谷由実                                     | 大倉忠義 (関ジャニ∞) 高橋優                                                   | ‐                                                                    |                                                                      |                                                                      |                                                                      |                                                                      |                                                                      |
| 2017.09.11 - 2017.12.30 | 森山良子                                                                      | 名取裕子 松田聖子                                                             | 鈴木杏樹                                                                      | 週替わり                                                                      | 週替わり 宮藤官九郎 古舘伊知郎 松任谷由実                                     | 大倉忠義 (関ジャニ∞) 高橋優                                                   | ‐                                                                    |                                                                      |                                                                      |                                                                      |                                                                      |                                                                      |
| 2018.01.01 - 2018.03.30 | 森山良子                                                                      | 名取裕子 松田聖子                                                             | 鈴木杏樹                                                                      | 渡辺満里奈                                                                    | 週替わり 宮藤官九郎 古舘伊知郎 松任谷由実                                     | 大倉忠義 (関ジャニ∞) 高橋優                                                   | ‐                                                                    |                                                                      |                                                                      |                                                                      |                                                                      |                                                                      |
| 2018.04.02 - 2019.06.29 | 森山良子                                                                      | 名取裕子                                                                      | 鈴木杏樹                                                                      | 渡辺満里奈                                                                    | 週替わり 宮藤官九郎 古舘伊知郎 松任谷由実                                     | 大倉忠義 (関ジャニ∞) 高橋優                                                   | ‐                                                                    |                                                                      |                                                                      |                                                                      |                                                                      |                                                                      |
| 2019.07.01 - 2020.03.28 | 森山良子                                                                      | 名取裕子                                                                      | 鈴木杏樹                                                                      | 渡辺満里奈                                                                    | 週替わり 宮藤官九郎 古舘伊知郎 松任谷由実 ラブライブ!シリーズ                 | 大倉忠義 (関ジャニ∞) 高橋優                                                   | ‐                                                                    |                                                                      |                                                                      |                                                                      |                                                                      |                                                                      |
| 2020.03.30 - 2020.06.27 | 森山良子                                                                      | 鈴木杏樹                                                                      | 名取裕子 森高千里 岸谷香                                                      | 渡辺満里奈                                                                    | 週替わり 古舘伊知郎 吉田拓郎 松任谷由実                                       | SixTONES (レギュラー:田中樹)                                                  | ‐                                                                    |                                                                      |                                                                      |                                                                      |                                                                      |                                                                      |
| 2020.06.29 - 2022.03.05 | 森山良子                                                                      | 鈴木杏樹                                                                      | 名取裕子 森高千里 岸谷香                                                      | 渡辺満里奈                                                                    | 週替わり 古舘伊知郎 吉田拓郎 松任谷由実 ラブライブ!シリーズ                   | SixTONES (レギュラー:田中樹)                                                  | ‐                                                                    |                                                                      |                                                                      |                                                                      |                                                                      |                                                                      |
| 2022.03.07 - 2022.03.26 | 森山良子                                                                      | 鈴木杏樹                                                                      | 名取裕子 森高千里 岸谷香                                                      | 渡辺満里奈                                                                    | 週替わり 吉田拓郎 松任谷由実 ラブライブ!シリーズ                              | SixTONES (レギュラー:田中樹)                                                  | ‐                                                                    |                                                                      |                                                                      |                                                                      |                                                                      |                                                                      |
| 2022.03.28 - 2022.12.17 | 森山良子                                                                      | 鈴木杏樹                                                                      | 名取裕子 森高千里 岸谷香                                                      | 渡辺満里奈                                                                    | 週替わり MISIA 吉田拓郎 松任谷由実 ラブライブ!シリーズ                        | SixTONES (レギュラー:田中樹)                                                  | ‐                                                                    |                                                                      |                                                                      |                                                                      |                                                                      |                                                                      |
| 2022.12.19 - 2023.04.01 | 森山良子                                                                      | 鈴木杏樹                                                                      | 名取裕子 森高千里 岸谷香                                                      | 渡辺満里奈                                                                    | 週替わり MISIA 松任谷由実 ラブライブ!シリーズ                                 | SixTONES (レギュラー:田中樹)                                                  | ‐                                                                    |                                                                      |                                                                      |                                                                      |                                                                      |                                                                      |
| 2023.04.03 - 2025.03.29 | 森山良子                                                                      | 鈴木杏樹                                                                      | 名取裕子 森高千里 岸谷香                                                      | 渡辺満里奈                                                                    | 週替わり あいみょん 松任谷由実 ラブライブ!シリーズ                            | SixTONES (レギュラー:田中樹)                                                  | ‐                                                                    |                                                                      |                                                                      |                                                                      |                                                                      |                                                                      |
| 2025.03.31 - 現在 | 森山良子                                                                      | 鈴木杏樹                                                                      | 名取裕子 森高千里 岸谷香                                                      | 渡辺満里奈                                                                    | 週替わり あいみょん 松任谷由実                                                | SixTONES (レギュラー:田中樹)                                                  | ‐                                                                    |                                                                      |                                                                      |                                                                      |                                                                      |                                                                      |
| ナイターオフシーズン |                                                                               |                                                                               |                                                                               |                                                                               |                                                                               |                                                                               |                                                                      |                                                                      |                                                                      |                                                                      |                                                                      |                                                                      |
| 1997年10月 - 1998年03月 月 - 金 オールナイトニッポンDX/土 ・ 日 放送なし |                                                                               |                                                                               |                                                                               |                                                                               |                                                                               |                                                                               |                                                                      |                                                                      |                                                                      |                                                                      |                                                                      |                                                                      |
| 期間 | 月曜日担当                                                                    | 火曜日担当                                                                    | 水曜日担当                                                                    | 木曜日担当                                                                    | 金曜日担当                                                                    | 土曜日担当                                                                    | 日曜日担当                                                           |                                                                      |                                                                      |                                                                      |                                                                      |                                                                      |
| 1997.10 - 1998.03 | 吉田拓郎                                                                      | ねのね (あのねのね 原田伸郎)                                                  | 泉谷しげる                                                                    | 松山千春                                                                      | 週替わり                                                                      | -                                                                             | -                                                                    |                                                                      |                                                                      |                                                                      |                                                                      |                                                                      |
| 2017年10月 - 2018年03月 月 - 金 オールナイトニッポンPremium/土・日 放送なし |                                                                               |                                                                               |                                                                               |                                                                               |                                                                               |                                                                               |                                                                      |                                                                      |                                                                      |                                                                      |                                                                      |                                                                      |
| 期間 | 月曜日担当                                                                    | 火曜日担当                                                                    | 水曜日担当                                                                    | 木曜日担当                                                                    | 金曜日担当                                                                    | 土曜日担当                                                                    | 日曜日担当                                                           |                                                                      |                                                                      |                                                                      |                                                                      |                                                                      |
| 2017.10 - 2017.12 | 綾小路翔 (氣志團)                                                             | ココリコ                                                                      | 藤井フミヤ                                                                    | デーモン閣下                                                                  | 藤井隆                                                                        | -                                                                             | -                                                                    |                                                                      |                                                                      |                                                                      |                                                                      |                                                                      |
| 2018.01 - 2018.03 | Toshl (X JAPAN)                                                               | 鴻上尚史                                                                      | miwa                                                                          | バカリズム                                                                    | 大槻ケンヂ                                                                    | -                                                                             | -                                                                    |                                                                      |                                                                      |                                                                      |                                                                      |                                                                      |
| 2018年10月 - 2019年03月 月 - 金 オールナイトニッポンPremium/土・日 放送なし |                                                                               |                                                                               |                                                                               |                                                                               |                                                                               |                                                                               |                                                                      |                                                                      |                                                                      |                                                                      |                                                                      |                                                                      |
| 期間 | 月曜日担当                                                                    | 火曜日担当                                                                    | 水曜日担当                                                                    | 木曜日担当                                                                    | 金曜日担当                                                                    | 土曜日担当                                                                    | 日曜日担当                                                           |                                                                      |                                                                      |                                                                      |                                                                      |                                                                      |
| 2018.10 - 2019.03 | ココリコ                                                                      | 中川家                                                                        | 中田敦彦 (オリエンタルラジオ)                                                 | よゐこ                                                                        | Kis-My-Ft2                                                                    | -                                                                             | -                                                                    |                                                                      |                                                                      |                                                                      |                                                                      |                                                                      |
| 2019年10月 - 2020年03月 月 - 金・日 放送なし/土曜日 オールナイトニッポンPremium |                                                                               |                                                                               |                                                                               |                                                                               |                                                                               |                                                                               |                                                                      |                                                                      |                                                                      |                                                                      |                                                                      |                                                                      |
| 期間 | 月曜日担当                                                                    | 火曜日担当                                                                    | 水曜日担当                                                                    | 木曜日担当                                                                    | 金曜日担当                                                                    | 土曜日担当                                                                    | 日曜日担当                                                           |                                                                      |                                                                      |                                                                      |                                                                      |                                                                      |
| 2019.10 - 2020.03 | ‐                                                                             | ‐                                                                             | ‐                                                                             | ‐                                                                             | ‐                                                                             | Kis-My-Ft2                                                                    | ‐                                                                    |                                                                      |                                                                      |                                                                      |                                                                      |                                                                      |
| 2020年10月 - 2021年03月 月 - 金・日 放送なし/土曜日 オールナイトニッポンPremium |                                                                               |                                                                               |                                                                               |                                                                               |                                                                               |                                                                               |                                                                      |                                                                      |                                                                      |                                                                      |                                                                      |                                                                      |
| 期間 | 月曜日担当                                                                    | 火曜日担当                                                                    | 水曜日担当                                                                    | 木曜日担当                                                                    | 金曜日担当                                                                    | 土曜日担当                                                                    | 日曜日担当                                                           |                                                                      |                                                                      |                                                                      |                                                                      |                                                                      |
| 2020.10 - 2021.03 | ‐                                                                             | ‐                                                                             | ‐                                                                             | ‐                                                                             | ‐                                                                             | Kis-My-Ft2                                                                    | ‐                                                                    |                                                                      |                                                                      |                                                                      |                                                                      |                                                                      |
| 2021年10月 - 2022年03月 月 - 金・日 放送なし/土曜日 オールナイトニッポンPremium |                                                                               |                                                                               |                                                                               |                                                                               |                                                                               |                                                                               |                                                                      |                                                                      |                                                                      |                                                                      |                                                                      |                                                                      |
| 期間 | 月曜日担当                                                                    | 火曜日担当                                                                    | 水曜日担当                                                                    | 木曜日担当                                                                    | 金曜日担当                                                                    | 土曜日担当                                                                    | 日曜日担当                                                           |                                                                      |                                                                      |                                                                      |                                                                      |                                                                      |
| 2021.10 - 2022.03 | ‐                                                                             | ‐                                                                             | ‐                                                                             | ‐                                                                             | ‐                                                                             | なにわ男子                                                                    | ‐                                                                    |                                                                      |                                                                      |                                                                      |                                                                      |                                                                      |
| 2022年10月 - 2023年03月 月 - 金・日 放送なし/土曜日 オールナイトニッポンPremium |                                                                               |                                                                               |                                                                               |                                                                               |                                                                               |                                                                               |                                                                      |                                                                      |                                                                      |                                                                      |                                                                      |                                                                      |
| 期間 | 月曜日担当                                                                    | 火曜日担当                                                                    | 水曜日担当                                                                    | 木曜日担当                                                                    | 金曜日担当                                                                    | 土曜日担当                                                                    | 日曜日担当                                                           |                                                                      |                                                                      |                                                                      |                                                                      |                                                                      |
| 2022.10 - 2023.03 | ‐                                                                             | ‐                                                                             | ‐                                                                             | ‐                                                                             | ‐                                                                             | 週替わり                                                                      | ‐                                                                    |                                                                      |                                                                      |                                                                      |                                                                      |                                                                      |
| その他 |                                                                               |                                                                               |                                                                               |                                                                               |                                                                               |                                                                               |                                                                      |                                                                      |                                                                      |                                                                      |                                                                      |                                                                      |
| 2021年10月 - 現在 月 - 土 オールナイトニッポンPODCAST/日曜日 配信なし |                                                                               |                                                                               |                                                                               |                                                                               |                                                                               |                                                                               |                                                                      |                                                                      |                                                                      |                                                                      |                                                                      |                                                                      |
| 期間 | 月曜日担当                                                                    | 火曜日担当                                                                    | 水曜日担当                                                                    | 木曜日担当                                                                    | 金曜日担当                                                                    | 土曜日担当                                                                    | 日曜日担当                                                           |                                                                      |                                                                      |                                                                      |                                                                      |                                                                      |
| 2021.10.04 - 2024.03.30 | トータルテンボス                                                              | 蛙亭                                                                          | 銀シャリ                                                                      | アンガールズ                                                                  | トム・ブラウン                                                                | 月替わり                                                                      | ‐                                                                    |                                                                      |                                                                      |                                                                      |                                                                      |                                                                      |
| 2024.04.01 - 2024.08.10 | トータルテンボス                                                              | ランジャタイ                                                                  | 銀シャリ                                                                      | アンガールズ                                                                  | トム・ブラウン                                                                | 月替わり                                                                      | ‐                                                                    |                                                                      |                                                                      |                                                                      |                                                                      |                                                                      |
| 2024.08.12 - 2024.09.28 | トータルテンボス                                                              | ‐                                                                             | 銀シャリ                                                                      | アンガールズ                                                                  | トム・ブラウン                                                                | 月替わり                                                                      | ‐                                                                    |                                                                      |                                                                      |                                                                      |                                                                      |                                                                      |
| 2024.09.30 - 現在 | トータルテンボス                                                              | 男性ブランコ                                                                  | 銀シャリ                                                                      | アンガールズ                                                                  | トム・ブラウン                                                                | 月替わり                                                                      | ‐                                                                    |                                                                      |                                                                      |                                                                      |                                                                      |                                                                      |

## 歴史

### 月曜日 - 土曜日

#### 番組黎明期
放送開始の背景として、1960年代半ばの不況と、1964年の東京オリンピックによるテレビの躍進により広告収入が激減し、ラジオ業界にとっては新しいリスナーの層と広告主（スポンサー）の開拓を迫られていた（ラジオ離れ#1960年代も参照）事がある。その状況に対し、ニッポン放送は1964年4月より「オーディエンス・セグメンテーション」編成を導入し編成方針を抜本的に見直していたが、その動きが深夜に波及したことにある。
また、当時行われた深夜の聴取率調査において、ニッポン放送が最下位になったことにより、深夜の時間帯のテコ入れを図ろうと企画されたものでもある。
そこで、当時・ニッポン放送編成部長だった羽佐間重彰が制作したいと思ったのが、若者に向けた深夜の時間帯のワイド番組だった。そこで、当時の上司であるニッポン放送常務の石田達郎に相談を持ち掛けた。
これについて、当時・ニッポン放送編成部長だった羽佐間重彰は「昭和三十四年の皇太子様のご成婚のとき、テレビの受像機の数が全国で二百万台になったんです。その反動でラジオの聴取者は激減しましたね。ウチ、すなわちニッポン放送が日本で初めて二十四時間放送をスタートさせた年ですけど、お客さんがいないんですよ。三十分の音楽番組で、リクエストのハガキが毎週わずかに五枚ぐらいしか来ないんだからね。われわれは危機感を持ったんです。」と述べている。
また、羽佐間はオーディエンス・セグメンテーションについて「それでアメリカの例を見てみると、音楽だけ、ニュースだけ、スポーツだけを一日中放送している、細分化された小さなラジオ局が何十、何百とあることが分かった。英語で言うとステーション・セグメントって言うんです。そのことを、ラジオ局が少ない日本の場合に置き換えてみた。ニッポン放送では、時間帯によって対象とする聴取者を分けていこうと考えたわけです。午前中は主婦、昼間は働いている中小企業の人たち、夜は若者ですよ。オーディエンス・セグメンテーションっていうシステムなんです。」と説明した。
放送が開始された1960年代後半は、いわゆる団塊の世代が大学生生活を送っていた時代であり、『オールナイトニッポン』はそのような大学生、また受験勉強に明け暮れている高校生・中学生にターゲットを絞り、それまでテレビやラジオで流れることはほとんどなかったビートルズやサイモン&ガーファンクル、ボブ・ディランなど海外のポピュラーミュージックからザ・フォーク・クルセダーズなど日本のフォークソングまで、若者世代の最先端を走る音楽をふんだんに流す編成とした。
前身となる番組は、ニッポン放送にて1959年10月10日から放送していた『オールナイトジョッキー』（DJ：糸居五郎）となる。子会社の「株式会社深夜放送」 が制作していたこの番組は、糸居が選曲・ターンテーブルの操作といった通常はスタッフが行う作業を一人でこなすというディスクジョッキースタイルであり、それが局の省力化した番組を作れないかという思惑と合致していたことから、番組を発展させる形で『オールナイトニッポン』は放送を開始した。
1965年8月に、文化放送が、土居まさるをDJとして始めた『真夜中のリクエストコーナー』が「深夜放送の原型」としてみていたのが亀淵昭信だったが、亀淵はのちのインタビューで「土居さんは今の放送では当たり前のように使われている擬音語や擬声語をふんだんに、しかも上手に使って、それまでのアナウンサーのテンポとは全く違う、まるで機関銃のような早口で若者たちに語りかけたのです。ラジオ放送という概念を覆したという意味で、新しい時代の到来を予感させました」と述べている。
放送時間は、当初、午前0時スタートがいいのではないかという議論があったが、1967年の時点で午前0時台には既に多くのスポンサーが入っていたので、放送枠の改変が困難だったため、当初の構想より1時間遅くして、午前1時からのスタートと決定した。また、タイトルについては「オールナイトニッポン放送」という案も上がったが、全国ネット化を見据えているという理由で「放送」を取って『オールナイトニッポン』となった。また、羽佐間は「『オールナイトニッポン』という番組タイトルだけどね。ニッポン放送という名前を広く知ってもらうために、ニッポンと入れたんです」と説明した。さらに、羽佐間は、「『ニッポン放送』が日本テレビと混同されないよう、そしてTBSラジオ、文化放送よりも認知されるよう、とにかく『ニッポン』という言葉を浸透させたかった。」とした上で「朝の番組は『おはようニッポン』、午後は『歌謡曲ニッポン』など様々な番組名に『ニッポン』とつけていく中で、『オールナイトニッポン』という番組名が誕生した」とも説明している。
こうして、企画の骨格が固まっていく中でTBSラジオが1967年8月1日未明（7月31日深夜）に『パックインミュージック』の放送を開始となり、日本て初めての深夜のワイド番組となった。それから、およそ2か月後の1967年10月2日深夜から放送開始。放送時間は月曜日 - 土曜日25:00 - 29:00（翌日未明1:00 - 5:00）。
当初のDJ（「パーソナリティ」と呼ぶようになったのは1969年頃から）はニッポン放送アナウンサーの糸居五郎（月曜日）、斉藤安弘（火曜日）、高岡尞一郎（水曜日）、今仁哲夫（木曜日）、常木建男（金曜日）、高崎一郎（土曜日。アナウンサーではなかったが、プロデューサー兼DJとしてニッポン放送の番組に出演していた）。初回放送のDJは、前身番組『オールナイトジョッキー』のDJだった糸居が務めた。本番組で最初にかかった曲となる、初回の第1曲目はジェファーソン・エアプレインの「あなただけを」だった。このパーソナリティという呼び名について、羽佐間は「当時アナウンサーは無個性と言われていて、個性を出すためアメリカで使われていた『パーソナリティ』という言葉を採用した」と説明している。また、斉藤安弘は「ニッポン放送から、パーソナリティという言葉が始まったんですよ」とも述べている。
これについて、羽佐間は「なにしろ、深夜、受験勉強以外にたいした愉しみもなく、一人で孤独で起きている若者を相手にしようとする番組です。なのにスタジオで男と女がチャラチャラ喋っていたら、聴いているほうは、アタマに来ちゃうと思ったんです。」と一人の男性アナウンサーをこの番組のパーソナリティを据えた理由について述べている。また、初代パーソナリティのラインナップについて羽佐間は「日替わりのメンバーを決めるにあたっては、放送で個性が出やすいようにしたんです。放送上のキャラクターを最初から陰性と陽性に分けて選んだものでした。もちろん企画書にはそんなこと書きませんでしたけどね」とも述べている。つまりは、放送上のキャラクターとしては、今仁哲夫・斉藤安弘・高崎一郎が陽性で、高岡尞一郎・常木建男・糸居五郎が陰性ということになる。
当時編成局長だった石田達郎や当時編成部長だった羽佐間重彰は、番組を立ち上げるに当たって、次のような4つの大原則を立てている。
- 外部のタレントではなく、アナウンサーやディレクターといったニッポン放送内部の人間を起用する
  - これについて、羽佐間は「まず、外部のタレントは使わないってこと。だって毎晩のことだから出演料がかかりますからね。だから、ニッポン放送のアナウンサーとか、ディレクターとか、番組制作にタッチしている男性を使う。それから、女性は使わないってことです。夜中だし女性は扱いづらいですからね。わかるでしょう」と述べている[39]。
- スポンサーを付けない
  - 提供スポンサーから番組内容に口出しされることを嫌ったため、番組開始後半年間から1年間はスポンサーを付けなかった[40][41]。のちにスポンサーを付ける際にも、「協賛スポンサー」という形で、番組内容にはタッチしないことを条件としており、パーソナリティがスポンサー名を読み上げる際、「以上各社の協賛で…」と付け加えるのはこの原則に由来している。この原則は2023年現在も守られているが、とんねるずや『SUPER!』では「以上各社の提供で」と読み上げていたほか、『X』については通常のスポンサー読みとなっていて、「…（スポンサー名）がお送りします（しています）。」となっている。
  - これについて、羽佐間は「われわれのところにも、ある飲料メーカーが一社提供をしたいって言ってきたけど、それも断っちゃった。」と述べた上で「だからニッポン放送内でも、営業部とは大ゲンカになりました。でもぼくはスポンサーの影響で番組の自由度が奪われるのを、絶対に避けたかったんですよね」と述べる[41]。さらに、羽佐間は「『オールナイトニッポン』がスタートする以前、その時間帯の営業収入が七百万円ありました。それがなくなっちゃうんだから。営業部長が怒るのは当たり前ですよ」とも述べている[42]。
  - また、斉藤安弘は「いまだから言えるけど、番組が始まってから半年ぐらいは、スポンサーが付かなかったんですよ。だからぼくたちは、自由にいろんなことが言えたんですよ。怪我の功名だったよね」とも述べている[41]。
  - また、亀淵はのちのインタビューで「番組の自由度を保持するためにはスポンサーに縛られたくはない。とはいっても、無名の番組は安い値段でしか売れない。人気があれば高く売れる。番組を安売りするぐらいだったら無理やりスポンサーを付ける必要はない。良い番組を作って、良い放送をすれば、黙っていてもカロリーの高いスポンサーが付いてくるはずだ。」と述べている[40]。
  - 高嶋ひでたけは「引き合いはたくさんあったんですよ。営業マンはCMを出したいって言ってるのに、そこを抑えていた。半年後にドンと一流のスポンサーがずらりと並んだ。一流企業ばっかりで、始まる前は訳がわからない事ばっかりだったけど、誰がDJをやっても大丈夫な番組になった」とも述べている[43]。
  - 協賛の原則は守っているものの、1988年に始まった『松任谷由実のオールナイトニッポン』以降、土曜のみのスポンサー起用がはじまることになる。1999年の『タイトー サタデースペシャル クールKのウルトラカウントダウン』からは冠スポンサーがつくようになり、2002年の『TOSHIBA Presents @llnightnippon.com LF+R リスナーズBEST!』以降、土曜のオールナイトニッポンは"○○ presents ××のオールナイトニッポン"を正式な番組タイトルとしている（ただし、期間中でもついていないシーズンもある）。
- 狭いスタジオを使う、ゲストは呼ばない
  - 狭いスタジオに閉じこめ孤独感を味わわせることで、聴取者と一対一で喋っているような感覚にさせる。同様にゲストを呼ぶことも禁止した。生放送時のスタッフもディレクターのみと最小限の人数であった[注 33]。
  - これについて、羽佐間は「それは、ぼくの作戦だったんですよ。パーソナリティを狭いスタジオに閉じ込めて、孤独感でいっぱいにさせたんです。広いスタジオだったら気分も開放的になっちゃうでしょう」と説明している[45]。また、羽佐間は「だから、編成部長のぼくだって、『オールナイトニッポン』の生放送をやっているスタジオの副調整室、サブには、一回も行ったことがありません。僕がスタジオに行ったら、孤独感なんてすぐになくなっちゃうでしょう」とも述べている[46]。さらに、羽佐間は「緊張感があふれかえって、喋りが急にぎこちなくなちゃったりしますよね。哲ちゃんがあとあと別の番組で言っていました。スタジオのサブに知らない人が入ってきた気配を感じるだけで、自分の喋りのテンポが影響を受けますよね。私も実感しています」とも述べている[46]。
  - この効果について、羽佐間は「孤独に追い込んでおいたからこそ、全国からのハガキは、パーソナリティの重要な心のよりどころになっていたんです。本当に全国の皆さんからのハガキだけが頼りですっていう精神状態になっていました。」と説明している[47]。
  - 当時の『オールナイトニッポン』を放送していたスタジオは四畳半の広さだったという[48]。羽佐間によれば、このスタジオは「送り出しと言って、ふだんはアナウンサーが一人入って、ニュースを読むだけの狭いスタジオなんですよ」と説明している[45]。
- 下ネタはやらない
  - 『オールナイトニッポン』開始前は、深夜帯はお色気番組全盛だった。高崎も懇意にしていた盛田昭夫から「これではソニーのトランジスタラジオが売りにくい」と苦言を呈されていたという。
  - 40周年となった2007年10月1日、『BEAT CRUSADERS ヒダカトオルのオールナイトニッポン』に特別出演した斉藤安弘は、「ニッポン放送の品位に関わることであって、それで他局に負けてはならないということで、下ネタはやらなかった。そのため、相手を置かずに一人でやった」と語った。その一方、「下ネタはやらない代わりに、自分は26時になると、トイレの話を専門にしていた」とも言った。

この4つの大原則について、亀淵昭信はのちのインタビューで「受験戦争と若者。深夜帯にはチャンスがあると思っていたでしょう。すべては石田イズムでもいうのでしょうか、石田常務と彼の右腕の羽佐間編成局長には、ラジオの将来的ビジョンがありました。それが深夜帯の番組開発に繋がっていくわけです。企画段階で、若者、特に中学生や高校生、浪人生、大学生を対象にすることが明確に打ち出されました。そして、若者は出演者の名前じゃない、DJもパーソナリティの知名度じゃないんだ、何を聞かせてくれるかなんだ、ということを肝に銘じだのです。“それなら、ウチの社員が使える”という感じで基本的な枠組みが決まって行きました。それが石田や羽佐間の掲げた4か条です」と述べている。
しかし、羽佐間によれば、この『オールナイトニッポン』の人気が出てきて、それぞれのパーソナリティにスポットライトが当たりはじめると、いわゆる「大原則」をぎりぎりのところまで超えようとする「イタズラや抵抗」を始めてしまったという。これについて、羽佐間は「四時間、自分の思いつくままに何をやってもいいとは言ってありました。ですが、少しはルールを作っておかないと、アイツら、何をするかわからないでしょ」と述べている。また、亀渕によれば、初期のパーソナリティの今仁哲夫は、「エッチな話」を展開していたという。
それに、2023年現在でオールナイトニッポンの中で現役最年長のパーソナリティを務める高嶋ひでたけ（2023年現在は80歳）は「ANNは一番早く始まった深夜放送だった。それで、他の局も深夜放送をやるようになっていった。僕が入社した頃は、アナウンサーって、そんなに活躍していなかったの。だけど、67年の10月に、後の社長で編成部長だった羽佐間重彰さんがANNを始める時に、結構暇してた局アナをDJ（後にパーソナリティー）に起用したんです。夜中の放送に独特の吸引力があって、リスナーからのはがきが殺到して一気にブームになったんです。早かったね」とも述べている。
高嶋ひでたけは2023年現在、ニッポン放送のOBグループのLF会の会長を務めており「LF会でANNを始めたときの編成部長で、後に会長を務めた羽佐間さんをインタビューしたことがある。今は94歳になるけど、頭はシャキッとしている。『20代、30代の若い発想、若い力、とんでもない力を爆発させなきゃラジオに明日はないと思った。知恵とやる気と汗を流して、新しいラジオを始めた。新しいラジオ好きの若者も入ってきて、そういう力を伸ばすようにした』。そう話してくれました」と証言した。
また、高嶋ひでたけは当時の編成局長だった石田達郎について「私が入社した頃のラジオは、テレビに人材を引き抜かれて『もうすぐつぶれるんじゃないか』みたいな危機感があったんです。石田さんは、次々にサテライトスタジオ、ANN、ナイター中継を仕掛けて『つぶれたとしても、最後につぶれる放送局になろう』と意欲的でした。そういった精神は今も変わらずにANNに生きている。食わず嫌いになることなく、自薦、他薦を問わず受け付けてポジションを与えてきた。思えば、オールナイトニッポンのテーマ曲の『ビター・スイート・サンバ』をかけて『君が踊り、僕が歌うとき、新しい時代の夜が生まれる』って相も変わらずやってるのは僕だけになりましたね（笑い）」。
また、亀淵昭信によれば「孤独な寂しがり屋の若い人々に、若者の広場をつくろう」というのが、オールナイトニッポンの番組開始当初のコンセプトだったという。
具体的なコンセプトについて、ニッポン放送新入社員で広報部員だった中川公夫は、「基本は音楽番組の発想、何をしゃべるかについては自分で考える。リスナーからのハガキを使ってもいいし、自分の身辺で起こったことでもいい。困ったら曲をかければいいというイージーな部分をありましたね」と話している。番組としてもこれといったコーナーも設けられず、聴取者からのお便り紹介とパーソナリティ自ら選曲した音楽をひたすら流すというシンプルな番組であった。
そのような初期の番組におけるアイデンティティとして、番組の冒頭の「君が踊り僕が歌うとき、新しい時代の夜が生まれる。太陽の代わりに音楽を、青空の代わりに夢を。フレッシュな夜をリードする オールナイトニッポン」というフレーズがあげられる。このフレーズは1980年代まで笑福亭鶴光が大きくアレンジして使っていたほか、初代DJの斉藤安弘がパーソナリティを務める2003年 - 2009年にかけて放送された『オールナイトニッポンエバーグリーン』、全日空国際線の機内プログラム、SKY AUDIOの『オールナイトニッポンClassics』の中で聞くことができた。この口上は、当時の番組構成作家、山之井慎によるものである。
番組開始当初、ニッポン放送の社内では「どうせ誰も聴いていない」と冷めた声が多く聞かれたが、そんな社内の声をよそに、先述の若者をターゲットとした番組は好評を博す。それを表すエピソードとして、1967年9月に解散コンサートを行ったアマチュアグループ・フォーク・クルセダーズが卒業記念に自主制作したアルバムの楽曲『帰ってきたヨッパライ』を、高崎一郎がラジオ関西の深夜番組で評判になったのを聞きつけ、1967年10月13日に、ラジオ関西の関係者から、この曲の原盤を手に入れて、1967年10月14日、すぐに、オールナイトニッポンでオンエアした所、リスナーからの反響が大きく、一晩のうちに同じ曲を何回かにわたって放送するほどとなり、それを切っ掛けに全国圏のブームとなり2か月で180万枚の売り上げを記録したことが挙げられる。ちなみに、この曲をTBSラジオのパックインミュージックでも放送しようと検討したものの、『パック』の提供スポンサーである日産自動車  の存在によって、放送することができなかったという。こういった昼間のラジオ番組では決してかけられないようなマイナーな曲や時に反体制的な曲、海外からの新しい音楽を含む深夜番組ならではの選曲が若者を刺激した。
高嶋ひでたけは「年齢的にいって一番詳しいのは初期の頃」とした上で「（あの当時は）局のアナウンサーやディレクターが担当していた。お金がかからないからね。朝の5時まで毎日4時間、真っ青になりながら喋っていたよ」と振り返り、「その後も、みんながオールナイトニッポンを磨いて、磨いて。本当にオールナイトニッポンは価値のある、磨き抜かれたラジオの財産になった」と話している。
なお、後に『〇〇のオールナイトニッポン』とパーソナリティ名が入った冠番組になるが、ニッポン放送アナウンサーがオールナイトニッポンのパーソナリティを務めていた時代は単に『オールナイトニッポン』というタイトルとしていた。

#### 第1次黄金期（1968年 - 1971年）
こうして、リスナーからのハガキの数が、番組開始から3か月で何百通、何千通となり、放送開始から1年で1万通を超え、『オールナイトニッポン』自体が「若者の象徴」になっていった。
そして、「年上のお兄さん」的存在だった気取らないアナウンサーパーソナリティ達の人柄に惹かれて、各パーソナリティ宛には毎週2万枚ものリクエストやお便りが届き、人知れずひっそりと始まった『オールナイトニッポン』は、1年もせず当時の若者層に絶大的な支持を受けるニッポン放送の看板番組に成長、TBS『パックインミュージック』・文化放送『セイ!ヤング』と並んで深夜放送そのものが『深夜の解放区』として一種の社会現象となるに至る。
競合番組が乱立する中、『オールナイトニッポン』は何よりもリスナーとの対話を重視し、サブタイトルに「ビバヤング」（=若者バンザイ!）を採用。前述のオープニングのスタイルもサブタイトルを強調し「“ビバヤング”オールナイトニッポン、この番組は…」となる。また、1968年9月には会報「Viva young」も発行し、発行した5万部は常に完売（ラジオ番組に印刷物というメディアを持ち込んだのも、オールナイトニッポンが最初）。こうして、「ビバヤング」（=若者バンザイ!）は1960年代から1970年代にかけての『オールナイトニッポン』の合言葉となる。
1969年、1月から木曜日担当に高嶋秀武が、10月から土曜日担当に亀渕昭信が参入する。特に、亀渕はアナウンサー出身ではなかったが、月曜未明（日曜深夜）に放送されていた「電話リクエスト」のDJで人気が出て、オールナイトニッポンに起用されることとなった。その亀淵はディレクター出身のパーソナリティとしてマイクの前に座って、それを逆手にスタジオの中を跳んだり走り回ったり、ある日の放送では歌手の沢田研二の自宅から実況中継を行い、トイレに潜入した時に水を流す音まで放送してしまうなど奇抜かつ斬新なDJスタイルをすることで聴取者から注目が集まり、一気に『オールナイトニッポン』の看板パーソナリティとなると共に、深夜放送に新しい息吹を送り込んだ。また、高嶋ひでたけは、パーソナリティの起用のきっかけについて「私は野球の実況アナウンサーだったんですよ。ナイターを終えて会社に帰ると深夜0時近い。家が神奈川の横須賀で、会社を出てANNを聞きながら帰った。そして、直訴して出たいといったんです。ちょうど先輩の“今仁の哲ちゃん”こと今仁哲夫アナウンサーが体調を悪くして代わりを探してたらしくて『ちょうどいい』って起用されたんです」と話している。
さらに、高嶋ひでたけは「当時のANNはアナウンサーやディレクター、いろいろな人がDJを務めた。初代DJの一人の高崎一郎さんは、元々はプロデューサーでした。高崎さんの専属アルバイトが、人気DJだった亀渕昭信さん。早大生のバイトから、僕の1年前にLF（ニッポン放送）に入社して、制作ディレクターをやっていた。“カメちゃん”は、すごく一生懸命に仕事をする人で、ANNのDJに抜てきされてからも、しゃべりのつなぎを工夫したりしてた」と証言した上で、「カメちゃんはセンス抜群でね、哲っちゃんの歌も熱狂的に受けた。ビアフラ紛争の影響で食べるものがない、アフリカの国であるビアフラの子供たちの事も取り上げた。当時余っていた古米をビアフラに送ろうと、リスナーの若者たちに『外務大臣に“お米を送ろう”と手紙を書こう』と呼びかけて、実際に外務大臣に会ったりもしていた。その後、編成、局長となって社長にまでなるんだけど、本当にセンスがあった」とも述べている。
1969年7月には、同じパーソナリティ仲間の斉藤安弘とともに「カメ&アンコー」としてCBS・ソニーレコード（現：ソニー・ミュージックエンタテインメント）からザ・フォーク・クルセダーズが別の名義で使っていたザ・ズートルビーの同名の曲である「水虫の唄」という曲のレコードを出し、20万枚を売り上げるスマッシュヒットとなった。この歌は、ベートーベンや、メンデルスゾーンまで取り込んでしまう自在な遊び心と反骨精神が「帰ってきたヨッパライ」に通じていた。
1970年6月30日深夜（7月1日未明）より、全国ネットを開始。この日の 斉藤安弘のオールナイトニッポン では、「STVラジオ」「静岡放送」「ラジオ大阪」の3局をネット局として、協賛スポンサー各社のクレジット読み上げを聞くことができる。また、この日は全国ネット開始の記念放送として、当時の月曜から土曜までのパーソナリティが勢揃いした（火曜深夜・斉藤安弘の他、月曜・糸居五郎、水曜・高岡尞一郎、木曜・天井邦夫、金曜・今仁哲夫、土曜・亀渕昭信）。
更に、1971年には今仁哲夫と天井邦夫（その後ニッポン放送副社長や顧問を歴任し、2009年12月3日死去）が日本全国を縦断してリスナーと交流するという画期的な企画「ビバ栗毛」も行われる。この企画は、もともと学生時代から車好きが高じた天井が、今仁と共に当時発売されたばかりのホンダ1300クーペ9に乗って全国各地でリスナーと握手をするというもので、いわば天井の公私混同である深夜放送ならではの企画だった。ちなみに、天井は大学時代に自動車部のキャプテンを務めていたという。斎藤安弘の記憶では、3か月で64万1780人のリスナーが2人と出会ったという。このクーペ9は、ホンダから提供されたもので、あっという間にリスナーからの書き込みによって、真っ黒になっていったとされる。これについて、高嶋ひでたけは「モータリゼーションの時代を先取りしていましたね。どこの地方に行っても若者たちが殺到して、全国に夜の放送をアピールした。」と証言した。高嶋ひでたけも「60年代のオールナイトニッポンの企画力はすごくて。VIVA　YOUNG、“若者万歳”と付けたのもオールナイトニッポン」とした上で「ビバ栗毛」について「あれは好企画でしたね～。本当にいい企画でした」と話している。
また、1971年に50歳を迎えた糸居五郎が1月17日13時30分 - 19日15時30分にかけて放送を続けるといった過酷な企画『50時間マラソンDJ』も行われ、無事完走している。
こうして、最初は関東ローカルであり、協賛スポンサーもニッポン放送サービス（現：ポニーキャニオン）一社だけだった番組も、夜間はラジオの電波が広範囲に届くことから関東のローカル番組であったにもかかわらず日本全国からはがきが届き、それを受けてネット局数が順次増加していき、複数の協賛スポンサーが付くようになった。この時代が『オールナイトニッポン』の第1次黄金期である。これについて、亀淵はのちのインタビューで「実際、開始1年経って番組に力がついてくると、日本を代表するような一流企業が続々協賛スポンサーになってくれました」と述べている。
また、亀淵は別のインタビューで、深夜放送が盛り上がった要因について、「番組という商品を置く棚は24時間しかないから、全部売ろうとした」と話すように、テレビの急速な普及によって、ラジオは深夜を新たな商機と捉えて、それまでにない番組を企画したこと、深夜放送の先駆け的存在とされる文化放送の「真夜中のリクエストコーナー」の影響も大きく、「この手があるんだ』と、ラジオ業界の人はみんなショックを受けました」と話すように、「オールナイトニッポン」「パック・イン・ミュージック」「セイ!ヤング」がこれに追随して、深夜の時間帯は「自由奔放な「若者の解放区」」となったこと、そして、小型のトランジスタラジオの開発や「団塊の世代」と呼ばれる戦後のベビーブームの時期に生まれた人々が、受験戦争の激化によって、ラジオを付けたまま未明まで勉強するようになり、「『みんなのラジオ』ではなく、『私のラジオ』になった。よりパーソナルなメディアとして機能し始めたんです。子どもたちにとって、深夜放送のラジオは新しいメディアだった。『聞いてないと、学校でばかにされる』と、若者たちが支えてくれました」と話している。また、世界的にロックが大流行して、日本では、フォークソングが台頭を見せたことについて、「音楽が変わった時代です。それをラジオが伝えた。例えば、ザ・フォーク・クルセダーズの『帰って来たヨッパライ』を他の番組はやらなかったけど、『オールナイトニッポン』は平気でやった。音楽のおかげで、深夜放送の知名度が高まったんです」と話している。

#### タレントパーソナリティ/2部制導入（1972年 - 1985年）
深夜放送ブームは1970年代に入っても続いていたが、若者層の嗜好の変化や時代の変化（学生運動世代からシラケ世代への移行など）にあわせ、ニッポン放送も新たな放送スタイルを追求し始めることになる。そのため、1972年6月末をもって、亀渕昭信、今仁哲夫、糸居五郎を除くパーソナリティが降板する。
1972年7月からの1年間は亀渕昭信が『ビバカメショー』と称して、毎日25:00 - 27:00を担当した（10月3週目までは月曜日担当の糸居五郎が継続していたため、月曜を除く毎日25:00 - 27:00。10月4週目から月曜を含む毎日25:00 - 27:00となった）。次いで毎日27:00 - 29:00までは最初は今仁哲夫が担当した『ビバテツショー』が、1973年1月からは池田健が担当する『ビバケンショー』が放送された。この時に初めて27時で番組を分割する2部制の概念が生まれる。
この時代はオールナイトニッポンにとっての最初の停滞期となっており、亀渕は「僕一人で週6日番組を担当するのはとてもつらかった。番組は“敗戦処理”みたいな感じで始まったと思います。『オールナイトニッポン』だけじゃなくて、深夜放送全体が駄目になってきていたのね。露出過多っていうか、“晴れの舞台”に出てきてしまった。それじゃ深夜放送になってないんだよね。もう一度変えなきゃいけないと、作り手もしゃべり手も思ってはいたんだが、一度出来上がったものはなかなか変えにくい。ネット局も増えて全員がニッポン放送のアナウンサーというわけにもいかなくなって。でも局アナが基本でしたから、じゃあお前がやれって。形を変えるまでの踊り場みたいな感じかな。それまでは音楽担当の糸居さん、今仁さんみたいな面白いことをやる人の中間みたいな放送をやってたんだけど、『ビバカメショー』になってからはもっと音楽に徹しました。サイモン&ガーファンクルの詞を訳して特集したり、ビートルズの海賊版を流したり、僕自身は楽しかった。テーマの『ビタースイートサンバ』も代えたんだよ。デニス・コフィーというモータウンのファンクギタリストがいて、頼んで作ってもらったり（#テーマ曲参照）。残念ながらレーティング（聴取率）はあんまりよくなかった。でもそれで“よし”としました。とにかく次に大きくジャンプするためには一度縮こまって昔のイメージを壊し、まっさらにするのが僕のやること。今度は制作者としてまったく新しい『オールナイトニッポン』を作ろうと思ったんです」と、当時の苦悩を語っている。
一方で1973年にディレクターになった中川も「転機といえば『ビバカメショー』『ビバテツショー』が始まった段階でステーションのアナウンサーがすっかりやめてしまったときでしょうね」と、転機だったことを明かす。さらに「その後にタレントが入るようになるわけで、番組自体が大きくなって、もっとビックな人でも入ってもらえるようなフィールドができたんです」と1973年のタレントパーソナリティ起用の本音を明かす。
こうして、1973年から亀渕昭信は、それまでのパーソナリティから総合プロデューサー兼チーフディレクターに転身して、オールナイトニッポンの制作に取り組むことになる。パーソナリティの人選について、亀渕は「リスナーは番組名よりパーソナリティの名前を覚える」ために、「鮮度の高い人、面白い人を見つけようと考えました。」という。また、ジングルについても、亀渕は「番組の看板だから新しいのを作ろう。一クールずつ彩りを変えていこう」と考えた。
これについては、文化放送の『セイ!ヤング』のパーソナリティである谷村新司（1972年10月-1978年3月まで担当、その期間の途中にばんばひろふみと共に担当。）が人気を博していたため、オールナイトニッポンが落ち目になっていたことも背景にあった。だからこそ、亀渕は「何とかしなきゃいけないと、柄にもなく頑張っちゃったんですよ。プロダクションに頼まず、自分で足繋ぐコンサートに通ったり、オーディションをやりました。」という。
そして、1973年7月からはタレントや芸人・歌手が従来通り4時間にわたってパーソナリティを担当するという決定的な転機を迎える。このタレントパーソナリティ第1期の布陣は小林克也（月曜日）、泉谷しげる（火曜日）、あのねのね（水曜日）、覆面パーソナリティであるカルメン（金曜日）、岸部シロー（土曜日）である（木曜日は斉藤安弘が一旦復活した。また、カルメンはオールナイト史上初の女性パーソナリティである）。いわば、第二次『オールナイトニッポン』の始まりでもあり、現在のオールナイトニッポンの原型が完成した。
しかし、岸部シローがわずか3か月で降板したのをはじめ、あのねのねを除く各パーソナリティは翌1974年夏までに全て降板し、その後約3年間はパーソナリティが根付かずに短期間で入れ替わる不安定な時代が続く。その原因として、体力的にも話力的にも4時間のロングラン放送に耐えられないという点があった事から、1974年7月からは27時を境にパーソナリティを入れ換える2部制が本格的に導入される。
2部制の導入でパーソナリティの数が足りなくなったことから、1970年代半ばにはタレントや歌手だけでなく一般オーディションの形（オールナイトニッポン主催・「全国DJコンテスト」）でも無名の新人発掘に力を注いでいる。また、番組をネットしていた地方ローカル局のアナウンサーなどにも一時期番組を持たせたこともあった（『飛び出せ!全国DJ諸君』グランプリの柏村武昭など）。一方、タレントパーソナリティ選考に当たっては基本的に番組スタッフが前もってオーディションをした上で採用の合否を決定していったのだが、あくまでラジオ番組をやっていけるだけの話力や実力があるのなら職種や音楽知識の有無に囚われることなくパーソナリティに採用するようになったため、野坂昭如や稲川淳二など本来の『オールナイトニッポン』の流れとは明らかに外れた異色のパーソナリティも登場している。この時点で番組当初のコンセプト（ニッポン放送アナウンサー及び関係者による音楽主体の若者向け4時間枠深夜番組）は失われた が、それでも「若者向け」というコンセプトと、主に歌手が番組を持ったことで「音楽番組」としての体裁はかろうじて保たれた格好となっている。
一方、一旦降板していたDJ・糸居五郎は1975年に金曜2部、さらに水曜を経て1977年10月に古巣である月曜（2部）で復活しており、音楽主体からトーク主体に変わった『オールナイトニッポン』において、唯一開始当初の雰囲気とスピリッツを醸し出していた。糸居五郎の月曜2部は糸居が1981年に定年退職するまで続いた。
迷走状態が続いていた1976年にオールナイトニッポンのチーフディレクターになった岡崎正通によれば、そのときに羽佐間重彰がスタッフを集めて、「君らはとにかく新しいものを作れ。全部任せるから。やってダメだったら、どんどん変えろ。失敗を引きずるな」と話した上で「新人登用も恐れずやれ。パーソナリティが育てば番組も大きくなるんだ」と発言したという。その際に岡崎は「なるべく人口に膾炙していない人材を起用したいな。タレントバリューに負わないほうがいいな、と。世の中には、いろんな人がいます。音楽だけでなく、文学でも政治でも報道でも、未知の人を探し出して活躍してもらう。」とした上で、「番組作りにしても何でもありみたいな。僕の考え方は、きっとフリージャズから得たものが大きいんです。」という。
そして、1970年代中盤から1980年にかけて最初に頭角を現したのがあのねのねや笑福亭鶴光、タモリ、所ジョージ、つボイノリオなどの色物系・コミックソング歌手の担当番組であった。
特に笑福亭鶴光は全て大阪弁で番組を通すという特異性から当初は抗議のはがきが多数寄せられたが、「ミッドナイトストーリー」などのネタコーナー、下ネタを含めた話術の高さもあいまり次第に人気を集め、全盛期には番組に送られてくるはがきは毎週6万枚、ラジオ聴取占有率80%〜90%という看板パーソナリティに成長、他の曜日が2部制になった後も鶴光担当の土曜日は4時間の放送を継続した（一時期金曜も4時間放送にするが、1年半で元の2部制になる）。当時大人気のあのねのねは番組中、原田伸郎が当時せんだみつおが担当していた『セイ!ヤング』の生放送中に文化放送のスタジオに電話をかけ、清水國明も『セイ!ヤング』の生放送中のスタジオに乗り込み電話を通して「あのねのねのオールナイトニッポン」と番組宣伝、番組ジャックを敢行しファンの人気をさらに広めた。番組後半に一般のファンにスタジオを公開して「七不思議のコーナー」などいろんな企画を進行していく「あのねのね・ハッピースタジオ」も人気を博した。タモリは鶴光が同じ話題として取り上げる「なんちゃっておじさん論争」や「NHKつぎはぎニュース」などタモリのアングラなキャラクターを発揮した番組内容で話題となる。
さらに当時全盛であったフォークソングやニューミュージック系シンガーの番組に火がつき、武田鉄矢・南こうせつ・イルカ・山田パンダ・加藤和彦・自切俳人〔ジキルハイド〕（北山修）・桑田佳祐・長渕剛・松山千春・吉田拓郎などそうそうたる顔ぶれが入れ替わりながらパーソナリティを務めていった。これに加え、従来からの流れであるくり万太郎や上柳昌彦などのLFアナウンサーも番組を支え続けた。そして、中島みゆき（1979年- 月曜1部）やビートたけし（1981年- 木曜1部）が登場した1980年代初頭には第2期の黄金時代を迎えることになる。
また1977年以降には『HOUSE ハウス』『宇宙戦艦ヤマト』『銀河鉄道999』『1000年女王』などの映画劇場公開にあわせて、ラジオドラマと出演者やスタッフのトークによる4時間のスペシャルが放送された。のちに文化放送が注力するようになる、アニラジのはしりと言える。
現在のオールナイトニッポンの柱となっている「トーク主体」「コーナー主体」「ネタはがき主体」の番組構成は、この時代に確立したシステムであり、ハガキ職人が幅を利かせるようになったのもこの頃である。このようにオールナイトニッポンが番組内容やDJを大きく変えたことで番組全体に見切りをつけた聴取者もかなり多かったが、逆にそれまでとは違う「パーソナリティそのものの魅力」に惹かれた新規のリスナーを大量に獲得することになり、結果として番組名と放送時間帯、テーマソングだけはそのままに、番組を「作る人」も「聴く人」も、番組の「コンセプト」でさえも時代とともに移り変わっていくという流動的なスタイルが形成されていくことになる。
このスタイルゆえに時代の変化に対応できなかった『パックインミュージック』『セイ!ヤング』のオリジナル放送が1980年代初めに打ち切られる中で『オールナイトニッポン』だけが時代の波にうまく乗りながら、深夜放送の代名詞として唯一生き残り続ける。1973年に第1期黄金期の人気パーソナリティから番組製作・編成部門に戻り、裏方として新時代の『オールナイトニッポン』を模索し続けた亀渕昭信の努力が実を結んだ格好となった。その亀淵は、「僕が番組のチーフプロデューサー時代に、タレント起用が始まった。でも、社員アナウンサー時代の成功と失敗があればこそ、さまざまなことを学ぶことができた」と述べている。また、高嶋ひでたけは「やがてアナウンサーの時代からフォークソングブームなどの波に乗って、DJという呼び名がパーソナリティーとなって、タモリさん、ビートたけしさんといったしゃべりの天才を引っ張ってきた。あと、笑福亭鶴光さんがやった土曜深夜のANNの功績も大きいですね」と述べている。

#### 安定期間から深夜放送長期低落傾向へ（1986年 - 1999年）
1980年代中盤以降、約10年間はライバルであるTBSラジオの深夜番組が定着せず迷走し、また文化放送も『ミスDJリクエストパレード』以降長らく深夜放送に力を入れなかったことから、「若者向け深夜放送=オールナイトニッポン」という図式が一番確立していた時代でもある。
1985年に足掛け12年にわたった鶴光のオールナイトが終了し、その後もABブラザーズや圭修が土曜のお笑い枠を引き継いだが（ABブラザーズ時代の1986年4月より土曜も2部制に移行）、1988年からはニューミュージックの大御所・松任谷由実が土曜1部を担当し1999年までの長期にわたる活躍をすることになる。
1986年10月1日には20年目突入を記念して『ALL DOGETHER NOW（オール・ドゲザー・ナウ）』という特別番組が放送され、中島みゆき、とんねるず、小泉今日子、ビートたけし、サンプラザ中野、ABブラザーズの当時の1部パーソナリティ6組が一堂に会した（公式には1985年6月15日開催の国立霞ヶ丘競技場陸上競技場での「国際青年年記念 ALL TOGETHER NOW」のスピンオフ企画とされ、DOGETHERは「TOGETHER」と「土下座」の掛け言葉とされる）。
1980年代半ばから1990年代初頭にかけてはバンドブームが沸き起こり、オールナイトのパーソナリティ人選にもその影響が次第に現れてくる。1部ではサンプラザ中野・デーモン小暮・大槻ケンヂ・木根尚登などが、2部では渡瀬マキ（LINDBERG）・寺田恵子（SHOW-YA）・AYAKO（PINK SAPPHIRE）・川村かおり・THE東南西北などが活躍し、ブームの一端を担うことになる。続く1990年代前半も電気グルーヴ、YUKI（JUDY AND MARY）、吉井和哉（THE YELLOW MONKEY）、大江千里、小沢健二とスチャダラパー、EAST END×YURIなどの有名どころから、コアなファンが多い加藤いづみや石川よしひろまで幅広い層のパーソナリティを輩出した。
お笑い系パーソナリティは1985年に火曜1部でとんねるずが登場、さらに1989年には金曜1部でウッチャンナンチャンが登場する。落語家の弟子であった伊集院光が水曜や金曜の2部で活躍し一気にラジオスターとしての頭角を見せたのもこの頃である。1980年代を駆け抜けたビートたけしは途中代役を立てながら1990年まで番組を継続したが、その後はたけし軍団の浅草キッドなども担当。1993年に松村邦洋が、そして1994年には、2014年9月までの長期に渡りパーソナリティを務めたナインティナインが登場する（2014年10月2日から2020年5月7日は岡村隆史が単独で担当し、2020年5月14日から第2期として放送開始となった）。
また、この時代には1970年代の迷走期とは違った意味で、別業種パーソナリティを投入した時代でもある。トップアイドルだった小泉今日子が水曜1部に登場したのは1986年。その後も、女性アイドル担当番組は裕木奈江・穴井夕子など散発的に見受けられる様になった。他に、劇団『第三舞台』を主宰していた鴻上尚史、雑誌『週刊プレイボーイ』編集者の小峯隆生、漫画家さくらももこなど。極め付きは1992年に開催された『全日本パーソナリティ選手権』優勝者で素人であった浪人生松永並子&北原ゆきを水曜2部に起用したことである（前述の穴井夕子は、この2人が受験勉強のために休んだ間の6週間限定での登板であった）。後に芥川賞作家となった辻仁成も、この時代にECHOESのボーカル・「辻 仁成（つじ じんせい）」としてパーソナリティを務めている。福山雅治（1992年1月から1994年6月、同年11月から1998年3月、及び2000年4月から2015年3月まで担当）が、当時若手イケメン俳優・歌手というポジションで認知されていた彼の「素」を本番組で公に広く知らしめた。ただ、この頃になるとオーディションでパーソナリティを発掘し番組で育てていくことよりも、知名度ありきでパーソナリティに採用することが増えてきた。
1991年10月には、25年目突入を記念して、中島みゆき、タモリ、ビートたけし、笑福亭鶴光の各オールナイトニッポンが、一夜限りの復活放送を行った。また、1997年10月から1998年3月まで、番組放送開始30周年を記念して、過去のパーソナリティが担当する『オールナイトニッポンDX』が、19:00 - 21:00に放送されている。
しかし、1990年代中頃になると、テレビの深夜番組の充実化やビデオデッキ、ゲーム機、パソコン、携帯電話の普及などによって、若年層を中心としたラジオ離れが顕著になり、深夜ラジオ全体の長期低落傾向が目に見えて現れて来る。さらに同じラジオ業界内でも1980年代末以降の民放FM局急増、『スーパーFMマガジン』（TOKYO FM）『FMナイトストリート』（JFN）など、民放FM局が深夜帯にAMラジオ的なネタ・トークを中心に据えた番組を制作するようになったことから聴取者全体のパイが分散し、一部の地方局でのCM収入の減少による制作費減少など、AMラジオの深夜放送に対する逆風は強くなっていった。1992年10月改編では「一新」と言われたほどそれまでにかつてなかったレベルのパーソナリティ入れ替えを行い（現状維持はウッチャンナンチャンと松任谷由実のみ、加藤いづみ、電気グルーヴ、福山雅治が2部から1部に昇格、2部は総入れ替え）、更にこの時に立てられた企画としてリスナー間コミュニケーションの強化を目的とした「オールナイトニッポンクラブ(仮)」の設置、新人パーソナリティ発掘のために半年ごとに開催する「ゴールデンベロー賞」の開催、番組ノベルティ販売や番組会報の発行などがあったが、結局これらのほとんどは頓挫した。そして番組に寄せられるはがきやFAXの数も激減し（1997年当時、ナインティナインのオールナイトニッポン宛てに送られてくるはがき・FAXの数はトータルで週3000枚程度であり、1960 - 1970年代の人気番組の7分の1程度にまで落ち込んでいた）、オールナイトニッポンだけでなく、AMラジオの若者向け深夜放送自体の将来に暗雲が垂れ込めていた。その様な中で、ニッポン放送はパソコンや携帯電話、メールなど新しいツールに目をつけ、それらのIT機器とAMラジオの関係を融合させるべく『オールナイトニッポン』を含めた夜帯の大改編を行うことになる。
1998年春の改編では、2部枠（27:00 - 29:00）がR（リラックスの略）がついた『オールナイトニッポンR』に改称。金曜深夜と土曜深夜を除き28:30終了と30分短縮された。この時期にはインターネット放送でのスタジオ同時生中継が試験的に行われ、この試みは後に「LFX488」に生かされた。

#### LF+R（1999年 - 2003年）
1999年春の改編では、開始時間帯を大幅に前倒ししたうえで2部制から3部制になり、夜帯を「LF+R（Love & Friends + Radio）」と称した上で、22:00 - 24:00に今までの旧1部に近い形の『allnightnippon SUPER!』を開始、25:00 - 27:00をインターネットと連動させた『@llnightnippon.com』、27:00 - 29:00、ないし27:00 - 28:30を『allnightnippon-r』と改題したが、「LF+R」開始当初から様々な問題が発生した（LF+Rの項を参考のこと）。
2000年に土曜深夜の23:30 - 25:00の90分枠に『福山雅治のallnightnippon saturday special・魂のラジオ』（『ドリアン助川の正義のラジオ!ジャンベルジャン!』の後継番組）を立ち上げ、1998年に降板していた福山雅治を再起用した。
2003年春の改編をもって「LF+R」ブランドは終了し、22:00 - 24:00のSUPER枠は『オールナイトニッポンいいネ!』に改題されパーソナリティを一新。com枠である25:00 - 27:00は4年ぶりにタイトルが『オールナイトニッポン』に、『allnightnippon-r』も『オールナイトニッポンR』と1998年から1年間使用していたタイトルに戻った。

#### LF+R終了後（2003年 - 2012年）
若者層を中心としたラジオ離れやテレビの終夜放送が進むなかで、ラジオ業界はかつて1960年代 - 1970年代にラジオを聴いていた団塊の世代など高年齢者を対象とした番組を多数制作するようになる。オールナイトニッポンもTBSラジオ『JUNK』との競争が激化し若者層聴取が先細りする中で、2003年秋の改編では深夜放送に参入したNHKの『ラジオ深夜便』の好調に影響を受け、若者向けであった『オールナイトニッポンR』の月曜から木曜を打ち切り、代わって中高年層を強く意識した『オールナイトニッポンエバーグリーン』を放送開始、パーソナリティは初代DJの1人である斉藤安弘を再起用した。番組は6年続き、斉藤が2009年春改編にて定年退職で降板した後も、1970年代後半にオールナイトを担当したくり万太郎を起用し『くり万太郎のオールナイトニッポンR』が放送された。
また、2009年11月30日からは22時〜23時台の夜ワイド枠において『オールナイトニッポンGOLD』を開始。深夜枠に放送される本来のオールナイトニッポンよりはやや上の年齢層をターゲットとしたパーソナリティが起用されている。
2006年7月には『オールナイトニッポン』の一部番組でポッドキャストを開始。詳細は「ニッポン放送 ポッドキャスティングステーション」を参照。
2007年10月1日、40周年を記念して週6日放送の生番組では最長であることから、ギネス・ワールド・レコーズに申請した。同日から、『オールナイトニッポンエバーグリーン』は、ニッポン放送では28:30（翌日早朝4:30）で打ち切られるようになった。
一方、2008年1月29日に放送した特別番組『倖田來未のオールナイトニッポン』での倖田の発言が問題となる。番組は事前収録であり、チェック体制が機能しなかったとして、担当プロデューサーの謝罪（『ナインティナインのオールナイトニッポン』・2月8日放送）や制作担当社員のほぼ半数を入れ替える社内処分が行われた。

#### 8年半ぶりの2部制復活（2012年 - 2016年）
2007年からディレクターとしてオールナイトニッポンを支え、2018年4月にオールナイトニッポンのプロデューサーに就いた冨山雄一は、2000年代後半から2010年代の半ばまでの時期は「辛うじて番組を維持できていた」と述べるように、この時期のオールナイトニッポンは低迷期に入っていた。実際、『オールナイトニッポンエバーグリーン』を立ち上げたきっかけは、3時からの制作費がないのと経費削減といった実情があった。さらに、リーマンショックの影響で、経費削減策の一環として、制作費の削減によって、パーソナリティ用の弁当やケータリングが廃止となり、学生のバイトや派遣がいなくなったりした。
さらに、ニッポン放送の特有の問題として、AMラジオの送信所が千葉県木更津市にあったため、2000年代に入ると東京都内では聴こえなくなっていき、聴取率調査でも不利な状況になっていた。
それに、この時期はエンターテインメントの多様化に加え、若い人たちがラジオを聴かなくなったということが背景にある。また、2001年に「IPod」が登場し、それに、「インターネットの台頭」があった。これについては、別のインタビューで冨山は「インターネットの時代となり、ラジオ全体があんまり注目されなくなったと感じました。」とした上で、「一回り下の世代になると、ラジオの代わりにパソコンでニコニコ動画を観るのが流行り、新しい音楽もラジオではなくニコ動で知るというのが主流になったんです。」とも述べている。実際、ラジオ制作を担っていたディレクターや作家がニコニコ動画を主戦場としていき、実際、ニッポン放送の入社3年目の社員がオールナイトニッポンのチーフディレクターに就任したが、他部署に異動したことをきっかけに退職し、ニコニコ動画を運営するドワンゴに転職したという。
このように、2000年代から2010年代の半ばまで長期凋落傾向が続いていった。さらに、2005年に当時のライブドアのニッポン放送株の大量取得の問題や、前述したように、倖田來未のオールナイトニッポンでの不適切発言、そして、リーマンショックによるラジオ広告への大きな影響、それに、AMラジオの聴取環境が悪化したといった、番組や聴き方、広告のすべてが、先行き不透明な状況となっていた。
さらに、オールナイトニッポン自体、2010年代の半ばには曜日によっては提供スポンサーが無かったりするなど、まさにつらい時期でもあった。実際に、この時期にはオールナイトニッポンの全体の協賛スポンサーが全体で、5社から6社しか集まらなかった。
それに、冨山は「2カ月に一度の聴取率調査週間には、多額の宣伝費をかけて広告を打ったり、豪華ゲストを呼んだりと社内、業界内はお祭り騒ぎで、それなりに盛り上がってはいたんです。ところが、会社を一歩出るとラジオの話なんか誰もしていない。ANNも活気がなく、スポンサーは数えるほど。制作費が圧縮され、生放送の予算が組めない、といった状況でした」と振り返る。具体的に言えば、4月から9月はプロ野球のシーズンに入っているので、4月・6月・8月のスペシャルウィークは2週間にわたって実施されており、いわばお祭り騒ぎであったという。
そうした中で、2010年にradikoというサービスが始まったが、冨山によると「最初は若い人の利用者数があんまり伸びなかったんです。パソコンがないと聴けなくてハードルが高かったから。でも、徐々にWi-Fi環境が整い、携帯もスマホが主流となり、radikoがアプリのひとつとなってからは利用者数が劇的に伸びました。」と述べた上で、「そこでANNを初めて聴いた、ラジオ自体を初めて聴いた、という人が増えたんです。」と述べた。さらに冨山は「ラジコに聞き逃し聴取ができるタイムフリー機能が実装された。SNSの利用者が増えて、ラジオの話題が拡散されるようになったことも大きかったですね」とも述べている。また、冨山は「肌感覚だと深夜の番組は95％はスマホで聴かれている感じです。もちろん、ネット局やタイムフリー、ポッドキャストのアーカイブ、違法にアップされたユーチューブを含めてですけど。ラジコはCMもそのままですので、スポンサーにとっては同じです。僕が入社（2007年）したころは、若い人はほぼラジオを持っていなかったので、スマホさえあればラジオ受信機を持っているのと同じ環境になったのが大きいですね。もちろん、朝とか時計代わりに聴いていただける時間帯もありますが。」とも述べている。さらに、冨山は「リアルタイムで聴かれた時代は、夜中の秘密話みたいで、聴いたら終わるものでした。今は基本的にタイムフリーだと1週間は聴き直せます。だから、あまり炎上しないように気にするとか。ただ、僕の感覚だとそれは当然で。昔はいろいろな発言も許されて、甘えてたぐらいな感覚です。」と振り返る。
そして、2012年4月改編から『オールナイトニッポン0(ZERO)』の放送と、並びにNOTTVによるサイマル放送がそれぞれ開始された。この『オールナイトニッポン0(ZERO)』は2003年10月改編をもって『オールナイトニッポンR』の月曜から木曜の放送枠が終了して以来、8年半ぶりに第2部の位置づけ的な番組の復活となった。この番組のパーソナリティオーディションが、プロ・アマを問わずYouTubeを活用した一般公募という形式で、2012年1月16日12時から2月5日23時59分までの応募期間を設けて実施され、締め切りまでに1609組の応募が集まり、その後、オールナイトニッポンのスタッフによって、トークの内容や再生回数、それに、YouTubeのコメント数を基準にした動画審査（1次審査）が行われた後、59組が2次審査に進出した。その59組は、2次審査のオールナイトニッポンのスタッフによる面接を受け、スタッフによる選考の結果、2012年3月21日に5組のパーソナリティが選出・発表された。選出されたのは、火曜未明（月曜深夜）が和田正人・五十嵐隼士（D-BOYS）、水曜未明（火曜深夜）が久保ミツロウ・能町みね子、木曜未明（水曜深夜）がSPYAIR（当時は5ピースバンドだった。）、金曜未明（木曜深夜）がHi-Hi（お笑いコンビ）、土曜未明（金曜深夜）が本村康祐と西岡隼基（当時・就活生）。特に、2012年3月の頃は、大学3年生で就活生だった本村康祐と西岡隼基は、このパーソナリティオーディションで唯一、一般人（素人）のパーソナリティとして選ばれた。これは、1992年に、オールナイトニッポン放送開始25周年を記念して行われた『全日本パーソナリティ選手権』というオーディションで選ばれ、当時は浪人生だった松永並子と北原ゆき以来、20年ぶりとなった。その本村康祐と西岡隼基は、2012年4月から2013年3月の1年間にわたり土曜日未明（金曜日深夜）の枠で起用された。
『オールナイトニッポン0(ZERO)』の企画立案者で初代チーフディレクターも務めた松岡敦司は「そもそもオールナイトニッポンという番組は、新しい才能をリスナーに紹介する場だったからです。「新しい才能を発掘していくのがオールナイトニッポンだ」という想いが私自身の中にあったのです」と語っていて、1990年代から2000年代にかけて見られた知名度ありきのパーソナリティを起用するという方針から、かつて、1970年代半ばに見られた新人パーソナリティの発掘・育成を図るという方針に転換している事を窺わせている。また、YouTubeを利用した投稿を用いたことについて松岡は「とにかく面白いことができる人であれば何人でもかまわない。とにかく気軽に応募して欲しいということ。これだけインターネットが普及している時代なのでやはり、動画投稿サイトを使うのが良いだろうという結論に達しました」とも語っている。
2018年4月にオールナイトニッポンのプロデューサーに就いた冨山雄一は、第1部の起用について、「完成されているというか、良い状態にある旬の人を起用するという考え方」と述べている。対して、第2部は「伸びしろに期待できる若手を積極的に起用」するというようにパーソナリティの起用に幅を持たせているという。さらに冨山は、「今は、かつてのように『誰も聴いてないから好き勝手やっていいよ』というわけにはいきません。広告がしっかりついて、話題を発信できる。グッズ販売やイベント開催につなげることができて、局のデジタル戦略にも合致する人材を求めています。まずは特番で起用して反響を見ます。ギャンブル的に起用して『失敗したらしょうがない』という発想はもはや持ってません。ハードルは格段に上がっています」と、パーソナリティの起用の変化について述べている。それに、冨山は「売れっ子を引っ張るというよりは、順番を踏んでいます。まずは特番で関係性を作ってから。Creepy Nutsさんも4回ほど特番をやってからレギュラーです。テレビ東京の佐久間宣行さんもゲストに出ていただいた時がおもしろく、何度かの特番を経て、秋元康さんの強い推薦もあって今に至ってます。」と順番を踏んで、レギュラーパーソナリティの起用をしていることについて述べている。
冨山はさらに若者を引き付ける要素として、「推し活」を挙げており、「特にミュージシャンでよく見られるパターンですが、オールナイトニッポンは、メジャーデビュー前や世の中に出る前の歌手や音楽ユニットをパーソナリティーとしてよく起用します。」と述べた上で「例えば、2000年前後はゆずのお2人やaikoさんに、メジャーデビュー前後で番組を担当していただきました。番組開始当初はまだ一部でしか知られていない状態から、そのうちミリオンセラーのヒット曲を出してお茶の間の顔になっていくストーリーを、ラジオのリスナーは毎週の放送を聴きながら一緒に時間を過ごして体感していくわけです。これこそ“元祖推し活”といえる要素だと思います。ゆずのお2人やaikoさんの番組が復活すると、当時のリスナーも今聴いているリスナーも、大きく盛り上がるのも特徴です。」と述べている。さらに、冨山は「最近ではインディーズ時代のCreepy Nutsを2018年から起用し、5年間番組を担当した後に、2024年に『Bling-Bang-Bang-Born』が世界的ヒットとなるなど、元祖推し活要素は今でも健在です。」とした上で「ミュージシャンに限らず、ネクストブレークの俳優やお笑い芸人も起用するため、「いち早く自分だけが知っている」状態から、スターダムにのし上がる姿を応援できる点は、今の推し活ブームと合致している側面だと思います。」とも述べている。
特に、2014年4月から2015年3月に放送された『ウーマンラッシュアワーのオールナイトニッポン0(ZERO)』の場合、27時から29時の放送時間帯にもかかわらず、有楽町にあるニッポン放送本社の出入り口には多くの女性ファンが出待ちする中で、NOTTVにチャンネルを合わせて、この番組を見ていたという。
2013年2月22日 22:00 - 2月24日 22:00は『たけし みゆき 千春も登場! 伝説のパーソナリティが今を語る オールナイトニッポン45時間スペシャル』を放送。同番組は24日 9:00 - 12:00「東京マラソン2013」の生中継などを挟みながら45時間の長時間生放送（一部録音）となった。
2013年4月の改編期には、NOTTVが2012年から始まった『オールナイトニッポン0(ZERO)』の映像配信に続いて、火曜日（久保ミツロウ・能町みね子のオールナイトニッポン）と水曜日（ダイノジ 大谷ノブ彦のオールナイトニッポン）のオールナイトニッポン1部でも映像付きの同時生放送が1年間にわたって行われた。また、2014年4月の改編期には、金曜日から水曜日に枠が移動となった「AKB48のオールナイトニッポン」をNOTTVで映像付きの同時生放送を行った。
2013年9月16日より21日までの6日間は、「『オールナイトニッポン』×YouTube エンタメウィーク 連動企画」と題して、史上初めて月曜から土曜日まで旧1部、2部の枠全て（土曜2部を除く）が動画配信された。
2015年2月2日から2017年12月27日までニッポン放送と吉本興業が共同で企画制作するインターネット配信番組『オールナイトニッポンw』（月曜から金曜の19時から、10分から15分程度の動画を配信）がYouTubeを用いて配信された。
2015年10月改編から、これまでの『オールナイトニッポンGOLD』の月曜から木曜の放送枠を引き継ぎ『オールナイトニッポン MUSIC10』の放送が始まった。この番組について、冨山は「『ラジオ深夜便』への導入番組と位置付けていて、40代以上の幅広い人が寝る前に聴きやすい番組を目指している」と述べている。
2016年6月末をもって、『オールナイトニッポン0(ZERO)』を同時放送していたNOTTVの放送が終了になったことに伴い、この『オールナイトニッポン0(ZERO)』の動画配信は2016年3月28日の放送分からLINE LIVEに受け継がれた。『AKB48のオールナイトニッポン』は、『オールナイトニッポン0(ZERO)』のLINE LIVE移行後も引き続き放送が続けられたが、NOTTV閉局当日の同年6月30日（6月29日深夜）をもって同時放送を終了し、その後の空白期間を経て、同年8月11日（10日深夜。当日は欅坂46がパーソナリティ。）からSHOWROOMでの映像配信に移行した。
冨山は大きな転機となったことについて問われ「振り返ると、2016年の星野源さん、2017年の菅田将暉さんのパーソナリティー就任だと思います。2人の起用で、新規の若い女性リスナーが劇的に増えました。ラジオの深夜放送って、パーソナリティーと男性のはがき職人の秘密基地、ふとんにくるまってコソコソ聴くといったイメージがありますよね。でも、若い女性が、昼間にタイムフリーで聴いてツイッターでつぶやく。で、ANNがSNSのトレンド入りする、といった現象が起き始めた。それまで、取材なんかほとんど受けたことがなかったけど、今や女性誌やファッション誌までさまざまなメディアが、ANNの特集を組んでくれる。」と述べている。さらに、冨山は「今までは1人で聴いていたのが、みんながSNSで感想を言い合う文化が生まれたのが大きいですね。それも、アプリ内で完結せず拡散する。ただ、星野さんは2008年から4回ほどクリエイターズナイトに出ていただいて、2015年に2回特番をやり、2016年からレギュラーを引き受けていただきました。」と述べている。
また、2016年度から、番組ごとにTwitterアカウントと、そのハッシュタグをそれぞれ設けた。これについて、オールナイトニッポンプロデューサーの冨山雄一は「もともとラジオは1人で楽しむのが主流でしたが、Twitter上でみんなで感想を言い合い、リアルタイムで共感し合う流れを生み出せました」と述べている。

#### 放送開始50周年（2016年 - 2018年）
2017年10月にオールナイトニッポンが放送開始50年を迎えることを記念した企画の一環として、「オールナイトニッポン50周年記念ロゴ・制作プロジェクト」が発足し、2016年11月10日から2016年12月15日23時59分までの期間を設け、2017年10月2日にオールナイトニッポンが放送開始して50周年を記念するロゴをプロ・アマ問わず一般公募という形でニッポン放送主催によって行い、その結果、応募総数が1081案となり、2017年2月4日に、最終選考結果を『ニッポン放送 オールナイトニッポン50周年 ALL LIVE NIPPON VOL.5』のステージにて発表すると同時に、オールナイトニッポンの放送開始50周年記念ロゴが正式に決定した。応募総数が1081案の中から、オールナイトニッポン50周年記念ロゴに選ばれたのは大分県に住むグラフィックデザイナーがデザインしたロゴで、「ヘッドフォンをつけて、ニヤニヤしながらこっそり聴いているリスナー」だと自らデザインした記念ロゴのイメージについて説明した。また、別のインタビューでは「自分がラジオを聴いていた思いを形にできないかって思って、リスナーさんが夜な夜なイヤホンを付けて、こっそり笑って聴いているっていう」イメージで制作したと説明した上で、「1人でニヤニヤ笑いながら、でも時間だけは共有できている。いろいろなパーソナリティのファンの方がいると思いますが、その中で、みんなで時間共有してるというのは、1つの繋がり、絆みたいなものですよね。そういうものを表現しました」というふうにこのロゴを制作した意図について説明している。
2017年1月14日からはオールナイトニッポン放送開始50周年を記念して、J:COMとの共同制作で『笑福亭鶴光のオールナイトニッポン』の復活版『笑福亭鶴光のオールナイトニッポン.TV@J:COM』を「地元密着オトナトークバラエティ」番組として放送開始。
また、オールナイトニッポン放送開始50周年を記念して、2012年以来、5年ぶりに「新たなラジオパーソナリティ発掘」を目的にした、「オールナイトニッポン50周年・パーソナリティオーディション」をプロ・アマ問わず、行われた。応募方法は「LINE LIVE」を用いて、自己PR動画を作り、その上で、ニッポン放送のホームページの中にある応募フォームには、動画のURLと必要事項などを書き、エントリーを完了させるという方法を取る。2017年1月11日から2月5日23時59分の期間で応募を受け付け、2月中旬に、映像をどのぐらい視聴したのかというその数に加え、LINE LIVEの機能の一つである評価した数を考慮したうえで、1次選考を行い、その結果を応募者に連絡し、2月下旬にオールナイトニッポン番組スタッフによる面接を行い、3月22日にこのオーディションに応募した693組の中から新パーソナリティとしてお笑いコンビのランパンプスが選ばれた。また、惜しくも合格できなかった応募した方の中から相席スタート・ランジャタイ・EMILY（HONEBONE）・高須克弥の4組が2017年9月までに『オールナイトニッポンR』のパーソナリティに起用された。
また、2017年3月22日には50周年記念キャッチコピーとして「Live & Fun」を制定した。これは、「Live」=「現在進行形で歴史を作り続けている、生の情報を常に発信している」、「Fun」=「オールナイトニッポンの原点、深夜の解放区、常に若者との絆を大切にするスピリッツ」という意味を込めた。前述のオールナイトニッポン50周年ロゴに「Live & Fun」というキャッチコピーを加えたロゴデザインを同じくオールナイトニッポン50周年ロゴを制作した大分県に住むグラフィックデザイナーが手掛けた。
2017年4月28日に、第54回ギャラクシー賞（放送批評懇談会主催）の入賞作品が発表され、50年の歴史を刻んて来たオールナイトニッポンのパーソナリティとしては初めてとなる「DJパーソナリティ賞」を星野源が受賞した。
2017年6月3日・6月4日には『ALL NIGHT NIPPON 50th Anniversary ブリトニー・スピアーズ -JAPAN TOUR 2017-』と題して、2002年以来の来日となるブリトニー・スピアーズの東京公演を「オールナイトニッポン」という冠を付け、オールナイトニッポン放送開始50周年記念公演として行った。
2017年6月からは『コラボレートニッポン』と題して、オールナイトニッポンでのレギュラーの有無を問わず、毎月一組のパーソナリティが1つの企業と組んでコラボレーションをする3分間のコーナーを開始。このコーナーは土曜日を除く平日の2時台に行われる。
2017年7月15日には『ありがとう!オールナイトニッポン50周年』と題して、5時から13時までのレギュラー番組において、「オールナイトニッポンにまつわる曲」を放送し、13時から17時まではパーソナリティに荘口彰久を迎え、「ありがとう!オールナイトニッポン50周年クロニクル」として放送。
2017年7月31日からオールナイトニッポン放送開始50周年を記念して、ニッポン放送が運営しているWebメディア「allnightnippon.com」の新しいサービスとして『オールナイトニッポンi』の運営を始めた。
2017年8月7日-8月12日にはオールナイトニッポン50周年企画として、「Welcome Ariana!“One Love Manchester” with ALL NIGHT NIPPON」と題して、2017年5月22日にイギリス・マンチェスターのライブ会場で行われたアリアナ・グランデの公演でテロが発生したことを受けて行われているチャリティキャンペーン「One Love Manchester」に、放送開始から50年間にわたり、『音楽』と『若者』を大切にしてきた、オールナイトニッポンが、このキャンペーンに賛同した上で、月曜日から金曜日の『オールナイトニッポン』『オールナイトニッポン0(ZERO)』、土曜日の『オールナイトニッポンサタデースペシャル 大倉くんと高橋くん』『オードリーのオールナイトニッポン』において、メッセージを受け付け、その寄せられたメッセージを紹介。
また、東京ガールズコレクションと放送開始50周年を迎えるオールナイトニッポンとのコラボレーションが実現し、2017年9月2日に開催の第25回東京ガールズコレクション2017AUTUMN/WINTERの中でオールナイトニッポンについてプロモーションを行った。
また、オールナイトニッポン50周年企画としてYahoo! JAPANの協力により「MY HOMETOWN」をテーマにしたリスナー参加のスマホムービーコンテストを春夏秋冬の4期（2017年10月から2018年9月まで）にわたって行った。
2017年10月から2018年3月のいわゆるナイターオフ期には、オールナイトニッポン放送開始50周年を記念して、過去に起用されたオールナイトニッポン歴代パーソナリティを起用した『オールナイトニッポンPremium』を放送。
2017年11月12日は、当番組のベースにしたテレビでの特別番組『＜BSフジサンデープレミアム＞『熱響の時　オールナイトニッポン50年の系譜』』（21:00 - 22:55。BSフジ）を放送。過去にパーソナリティを務めた上柳昌彦、久保ミツロウ、能町みね子、2017年現在現役の新内眞衣（乃木坂46）が出演した。
オールナイトニッポンが放送開始50周年を迎えるにあたって、2017年1月から2018年10月までの期間中、「50の企画」を行っている。オールナイトニッポンの50周年記念企画は番組初期のパーソナリティが社員アナウンサー・ディレクターがかかわっていたことから、ニッポン放送のすべての社員から募集をかけ、150の企画案の中から「50の企画」が選ばれた。
すでに、「星野源制作による50周年記念ジングル（後述）」「ALL LIVE NIPPON Vol.5」「リスナーの一般公募による50周年記念ロゴ制定」「50周年パーソナリティオーディション」「ブリトニー・スピアーズ JAPAN TOUR 2017」「開局記念日特番「ありがとう!オールナイトニッポン50周年クロニクル」」「Welcome Ariana! One Love Manchester with ANN」「東京ガールズコレクションにオールナイトニッポンのパーソナリティが出演」といった8つの企画を行っている。
その50周年記念企画の一つとして、スマートフォンで録音した30秒程度の「私とオールナイトニッポン」をテーマにした音声メッセージをメールで募り、その音声メッセージをCreepy Nuts作曲のBGMに乗せてスペシャルジングルとして放送する「〜あなたの声がオールナイトニッポンで流れる!〜「私とオールナイトニッポン」リスナージングル」を実施。
また、2017年11月27日から2018年2月25日の3か月間で、リスナーの中からオールナイトニッポンを担当する放送作家を発掘する「50年に一度の天才を探せ!オールナイトニッポン放送作家オーディション」を行う。選考方法は、それぞれの番組の対象となっているコーナーで期間中に採用されたネタの数を集計して、毎週ランキングの発表を行い、最終的に、ランキングが上位に入った方とオールナイトニッポンの番組ディレクター面接を行い、何人かを絞り込んで、2018年4月から、2人がオールナイトニッポンの番組スタッフとして採用された。その2人は、6歳年上の妻を持つ主夫（2018年当時・29歳）とオードリーのオールナイトニッポンのヘビーリスナーで、脱サラして長崎から東京に移った男性（2018年当時・29歳）の2人で、いずれも元ハガキ職人である。
また、2017年に続いて次の時代を築くパーソナリティを一般公募して2018年4月からの『オールナイトニッポン0(ZERO)』のレギュラーパーソナリティに起用することになっている「〜次の50年を担うパーソナリティは誰だ?〜オールナイトニッポン “next50 オーディション”」が行われた。応募方法は「LINE LIVE」を用いて、「自分の残念な話」をテーマにした自己PR動画を作り、その上で、ニッポン放送のホームページの中にある応募フォームには、動画のURLと必要事項などを書き、エントリーを完了させるという方法を取る。期間は2018年1月26日正午から、2018年2月11日23時59分までで、2月中旬に、1次審査を通過した方への連絡をニッポン放送から行い、2月下旬に、2次選考として、面接を行って、3月23日に合格者が四千頭身と、根本宗子と女優の長井短の2組が正式に発表され、2018年4月からの『オールナイトニッポン0(ZERO)』のレギュラーパーソナリティに起用された。また、ターリーターキーと相席スタートが2018年4月からの『オールナイトニッポン0(ZERO)』の土曜週替わり枠で起用された。
また、「オールナイトニッポン」をモチーフに家族を題材にした「鴻上尚史書き下ろしミニドラマ「オールナイトニッポン劇場」」という60秒ラジオドラマを2018年4月2日から12週にわたって放送。これは、オールナイトニッポン放送開始50周年を記念して、鴻上尚史が「60秒の連続ミニドラマ」を執筆したもので、放送形式は全6話で、1話ごとに20回放送されることになっている。
そのほか、すでに明らかになっているものとして、
- オールナイトニッポンなどの番組の裏話やオフショットをつづる「オールナイトニッポン オフィシャルTwitter&Instagramアカウント開設」[128]
- 50年の歴史を「知られざるエピソード」でつづる「オールナイトニッポン サイドストーリー」[128]
- オールナイトニッポンのレギュラーパーソナリティが月替わりで登場して、応募した日本全国の学校の中から、毎月抽選で10校限定で、その学校のみ流れる番組を制作し校内放送で流す「オールナイトニッポン in 校内放送」[128][注 48][138][139][140][141][142]
- 50年間にわたり放送してきたジングルを放送する「もう一度聴きたい! オールナイトニッポン ジングルライブラリー」[128]
- 岡村隆史がプロデュースするライブイベント「岡村隆史のオールナイトニッポン歌謡祭 in 横浜アリーナ2017」[128]
- 森山良子と行く自身の「ライブ&ディナー」を含めた台湾ツアーを行う「森山良子 音楽的晩餐会 オトナ旅 in 台湾 3泊4日の旅」[128]
- オールナイトニッポンのパーソナリティが集う初の2日間のライブイベント「ALL LIVE NIPPON Vol.6」[128]
- オールナイトニッポンとセイコーのコラボレーションが実現した限定500個の「大人の腕時計」「オールナイトニッポン50周年記念限定モデル クロノグラフ腕時計」[128]

といった企画が用意されている。
2018年2月26日から3月2日の期間中、21時から21時50分の放送枠（関東ローカル、全国ではradikoプレミアムで聴取可能）で、笑福亭鶴光をパーソナリティに迎えて、「オールナイトニッポン50周年スペシャル〜今だから言えるアノ話」と題して、50年の歴史を誇るオールナイトニッポンが巻き起こした社会現象に加えて、当時の担当ディレクターが書いた「始末書」に至るまで、当時のパーソナリティと当時のスタッフの証言から紐解いていくものである。
2018年2月19日から25日の1週間、首都圏のJRと東京メトロの駅で、オールナイトニッポン50周年の記念広告のポスターが貼られることになった。また、これは『#radikoでオールナイトニッポン』キャンペーンの一環として、このポスターを撮影して、ツイッターやインスタグラムで「#radikoでオールナイトニッポン」というハッシュタグを付けて投稿するか、あるいは、SNSの中で、この写真を見つけて、リツイートあるいはリポストすることによって、抽選でオールナイトニッポンとタワーレコードがコラボレーションしたクリアファイルと、radikoオリジナルのブルートゥースイヤフォンをセットにして、50人にプレゼントする企画がある。
2018年3月4日に、日本武道館で「オールナイトニッポン50周年記念 あの素晴しい歌声をもう一度コンサート」がおこなわれた。
2018年3月28日12時から2018年4月4日24時にかけて、放送開始50周年を迎えたオールナイトニッポンとメジャーリーグ通算50勝を達成した田中将大がコラボレーションした50着限定のスタジアムジャンパーが制作・販売されることになった。田中将大は年末年始に「田中将大のオールナイトニッポンNY」のパーソナリティを担当していて、その関わりが深いことからこの企画が実現。田中は「ニッポン放送では毎年、「田中将大のオールナイトニッポンNY」を放送させてもらっています。自分にとっては正月の風物詩のような存在になっていて、楽しみの1つにもなっています。今回、オールナイトニッポン50周年という事で、昨年達成した自分のメジャー50勝とかけて、コラボレーショングッズとしてスタジアムジャンパーを作らせて頂きました。このジャケットは野口強さんとHUMAN MADE®のNIGO®さんが手がけて下さったのですが、とてもカッコよい仕上がりとなっています。ボタンはHUMAN MADE®製で、リバーシブルにもなっており、シリアルナンバーは刺繍されていて、細部にもこだわっています。自分も普段から着こなしたいと思っています。是非このジャケットを着て、スタジアムに遊びに来てください!」と述べている。
2018年4月19日（18日深夜）1時から『菅田将暉のオールナイトニッポン』の中で、オールナイトニッポン50周年スペシャルラジオドラマとして2013年4月から2016年3月までレギュラーとして放送された『アルコ&ピースのオールナイトニッポン』のリスナーを主人公にした小説『明るい夜に出かけて』を、菅田将暉・上白石萌音・山下健二郎・花江夏樹の主要キャストの出演で放送。
2018年4月24日に、ニッポン放送が「オールナイトニッポン50周年企画」の一環として、福岡県の鞍手町に新しく設けられる「くらてブロックチェーンビレッジ」の取り組みに協力することを発表した。
2018年5月19日に行われた一般社団法人「放送人の会」主催の「放送人グランプリ2018」の授賞式において、「オールナイトニッポン50周年」が準グランプリを獲得した。
2018年8月27日から9月1日にかけて、オールナイトニッポン放送開始50周年を記念して、『オールナイトニッポン お笑いラジオスターウィーク』として、『オールナイトニッポン』と『オールナイトニッポン0(ZERO)』のパーソナリティを12組のお笑い芸人が担当した。
- 8月27日・ANN：バカリズム・ANN0：東京ホテイソン
- 8月28日・ANN：さまぁ〜ず三村マサカズ・ANN0：さすらいラビー
- 8月29日・ANN：フットボールアワー・ANN0：ミキ
- 8月30日・ANN：ナインティナイン岡村隆史・ANN0：四千頭身
- 8月31日・ANN：くりぃむしちゅー・ANN0：三四郎
- 9月1日・ANN：オードリー・ANN0：次長課長

2018年9月28日13:00 - 17:20 には50周年企画の締めくくりとして『ありがとう50周年!垣花正と新内眞衣のオールナイトニッポンミュージックリクエスト』と題し、「『音楽』で『オールナイトニッポン』の50周年」を振り返るもので、「もう一度聴きたい!あの名場面」と「ミュージックリクエスト」、それに、歴代のパーソナリティに話を伺う「あなたとオールナイトニッポン」で番組は構成された。ゲストとして松村邦洋（13時台）、三四郎（14時台）、高嶋秀武（15時台）が出演した。
2018年10月1日から昨年のナイターオフに続いて『オールナイトニッポンPremium』が放送され、放送時間も月曜から金曜の18:00-20:30となり、2017年度と比べると、40分にわたって放送時間が拡大された。特に金曜日は、オールナイトニッポン50周年の歴史でジャニーズのユニットとしては初めてのパーソナリティとしてKis-My-Ft2を起用した。
2018年10月2日には、東京・千代田区の『帝国ホテル』にてオールナイトニッポン50周年の記念企画を支えた関係者が集まってオールナイトニッポン50周年感謝パーティー『オール感謝ニッポン』が行われた。このパーティーにはおよそ500人に及ぶオールナイトニッポンの歴代のパーソナリティと関係者が出席した。この中で、1974年から1985年までオールナイトニッポンを支えた笑福亭鶴光は「28歳から40歳まで人間として大事なときにANNに毒されまして、エロまっしぐら!」とスピーチを行った。また、1988年から1999年までの11年間とオールナイトニッポンの中でも女性パーソナリティの最長出演記録を持つ、松任谷由実は「ANNで人間性を磨かせてもらいました。これからも楽しく続けさせていただきたいです」と決意を新たにした。ビートたけしのオールナイトニッポンを手掛けた高田文夫は「『セイ!ヤング』50年、『パックインミュージック』50年、本当におめでとう!」と深夜放送の黄金時代を支えたオールナイトニッポンと人気を分け合った他局の番組タイトルを引き合いにスピーチを行った。また、オールナイトニッポン初期のパーソナリティ「カメ&アンコー」や、長渕剛のオールナイトニッポンに関わった秋元康もスピーチを行い、さらに、オードリーや三代目 J SOUL BROTHERSの山下健二郎もこのパーティーに駆け付けた。パーティーの最後にはわたなべちひろがジョン・レノンの「imagine」を弾き語りして、オールナイトニッポンの次の50年に向け、新たなスタートを切った。

#### 平成の時代から令和の時代へ（2018年 - 2021年）
オールナイトニッポン放送開始50周年記念期間（2017年1月-2018年9月末）の真っただ中だった2018年4月に、オールナイトニッポンのチーフディレクターとして石井玄が就いた。その時期に立てた目標が「ANNの裏番組のTBSラジオ『JUNK』に聴取率で勝つこと」だったという。石井は「ラジオを聴いてない人を取り込むのはもちろん、俳優、アーティスト、アイドル、お笑い芸人とパーソナリティの幅が広い“ANNの強み”を生かそうと考えました。」と述べている。しかし、他のディレクターからは「何でバカなことを言っているの?」や「勝てるわけないでしょう?」といった冷ややかな反応だったという。
その為、毎週行われる会議において、ディレクターと話し合い、どうしたら良くなるのかを議論した。その結果、「毎週の番組の振り返り」「4月に番組のレジェメを書く」「SNSで積極的に告知を行う」「各番組の連動を図るためディレクター同士のコミュニケーションを促す」「裏番組である「JUNK」を研究し、良いところをマネする」といった策をそれぞれ実行に移した。
チーフディレクターの石井が当時心掛けたことは「効果があると思うことは信じてやる」「意味がないと思ったことはやらない」だったという。そして、「オールナイトニッポンが一番」といったおごりを捨てることがディレクターの意識付けの第一歩だったと石井は述べている。これは、50年続くオールナイトニッポンでも、歴代のパーソナリティやスタッフによって成り立っているだけであって、裏番組の「JUNK」に対して負けていることを認めて、いわば「挑戦者」であるということを他のディレクターに意識させた。そして、取り組み始めて、石井が気づいたことというのは「オールナイトニッポンのパーソナリティのパフォーマンスは高いこと」「構成作家は一流の人が揃っていること」というこの2つの要素によっていかに番組が面白くなるということだった。
2018年10月7日（6日深夜）から2021年3月7日（6日深夜）まで、毎月第1土曜日に『AKIのオールナイトニッポン0(ZERO)〜eスポーツSP〜』と題して、オールナイトニッポンの中で初めてeスポーツを取り扱う番組を放送した。
2019年2月1日に、『オールナイトニッポン』のリスナーでもあるイラストレーターの中村佑介が、『オールナイトニッポン』（火曜から日曜の1時から3時（月曜から土曜の深夜））のパーソナリティのオリジナルイラストを手掛けたことが明らかにされ、そのイラストがニッポン放送のタイムテーブル2019年2月号に掲載され、同時に、2月1日から2月28日までオリジナルイラストを描いたポスターがニッポン放送本社1階にて展示。
2019年5月1日、『星野源のオールナイトニッポン』が、平成に替わる新しい元号「令和」の下での最初のオールナイトニッポンとなった。
2019年10月5日から2020年3月21日まで、土曜日の19時から21時までの放送枠に『オールナイトニッポンPremium』が編成され、パーソナリティには2018年度の金曜日のパーソナリティを務めたKis-My-Ft2がリスナーの復活要望に応えて、再び起用された。
2019年10月14日から10月19日の1週間にわたって、ニッポン放送開局65周年を記念して「音楽を大切にする1週間」として『オールナイトニッポン ミュージックウィーク』を展開。レギュラーパーソナリティが担当する場合は太字で表示。
2019年10月14日
- ANN:菅田将暉・ゲスト:TOSHI-LOW（BRAHMAN/OAU）
- ANN0:ハマ・オカモト(OKAMOTO’S)

2019年10月15日
- ANN:星野源
- ANN0:Creepy Nuts

2019年10月16日
- ANN:坂道グループ（乃木坂46・欅坂46・日向坂46）
- ANN0:打首獄門同好会

2019年10月17日
- ANN:サカナクション・山口一郎
- ANN0:King Gnu・井口理

2019年10月18日
- ANN:WANIMA
- ANN0:TENDOUJI

2019年10月19日
- ANN:西川貴教
- ANN0:銀杏BOYZ・峯田和伸、サンボマスター・山口隆

2019年10月24日から2021年3月21日まで、オールナイトニッポンとSCRAPとの共同制作によるリアル脱出ゲーム『オールナイトニッポン 最大の危機からの脱出』というイベントが行われた。
また、2018年4月にオールナイトニッポンのプロデューサーに就いた冨山雄一は「僕が『オールナイトニッポン』のプロデューサーに就任してからは、『オールナイトニッポン』はすでに、聴取率とともにradikoの数値を判断基準にしています。radikoには「ライブ(生放送)」と「タイムフリー(聴き逃し)」、その合計である「トータル」という3つの数値があり、それを番組作りの上での評価軸にしています。」と述べている。また、石井は「パーソナリティのみなさんも交流に積極的で、これをきっかけにほかのANNも聞いてくれる人も増えてきました。今まではANNからANN0という縦のつながりだけでしたが、今はradikoのタイムフリー機能で1週間以内ならいつでも聴けるので、横のつながりが効果的になっています。生放送は“ながら聴き”をしたり、消し忘れで数字としてカウントされている人もいると思いますが、タイムフリーは『その番組を聴こう』という人の数字なので、評価基準にしやすいです。（オードリーの）若林さんが結婚を発表した回や、井口さんがゲストのaikoさんと『カブトムシ』を熱唱した回などは、特にタイムフリー再生が多かったですね」と述べている。また、冨山は「実はradikoだけの数値でいうと、この1年前くらい前から非常に伸びています。『オールナイトニッポン』と『オールナイトニッポン0(ZERO)』の数字は、ここ数年で、タイムフリー数字が生放送の数倍も聴かれていることもあり、トータル数字が非常に底上げされています。」と述べている。さらに、冨山は「ラジコでは、テレビの毎分視聴率のようなデータが取れます。分析すると、おもしろいことが分かってきました。深夜放送は、受験生が勉強しながら聴いているというイメージが強くて、制作側にもANNは10代向けの生放送という先入観があった。しかし、聴取者層は20代が圧倒的で、朝の通勤、通学時間帯にラジコのタイムフリー機能を使って聴いてくれる。さらに上の年代のリスナーもいて、タイムフリーで聴く人が生放送の5～6倍も多いんです」とも述べている。
この時期はパーソナリティが相互に番組に出演し、パーソナリティが『オールナイトニッポン』『オールナイトニッポン0(ZERO)』にゲストに出演したりした。また、2020年の日本アカデミー賞において、岡村隆史が優秀助演男優賞を受賞し、「話題賞」も狙って、星野源と菅田将暉をライバルとしてけん制していた。
そして、その間の一連の取り組みが功を奏し、2020年2月のビデオリサーチが行っている「首都圏ラジオ聴取率調査」で『オールナイトニッポン』『オールナイトニッポン0(ZERO)』において、月曜から土曜平均で同じ時間帯で単独首位に立った。この同じ時間帯の単独首位は、2019年12月に行われた「首都圏ラジオ聴取率調査」に続いて2期連続となった。この番組作りの取り組みと聴取率の分析について石井は「JUNKは昔からANNをはじめとする裏番組をしっかり研究していて、『このゲストのときに盛り上がっていた』とか分析をしていた。一方のニッポン放送は、JUNKに聴取率で負けていたのに対策を十分にやっていなかったんです。なので、僕が最初にチーフDになったときに『裏番組をちゃんと気にしましょう。JUNKはいい番組で、どんな企画をやっているのか調べて聴くのも勉強になるし、それを踏まえての戦い方もあるはずです』と話しました。同世代のDが作っているので、ちゃんと聴いていいところは参考にしようと。ANNがナンバーワンという奢りを捨てることから始めました」と述べている。また、石井は「各番組のリスナーはそれぞれのファンが中心ですが、横や縦のつながりで他の番組も聴いてもらえるように意識的に仕掛けて、それが聴取率やradikoの再生数の向上という結果につながっています」とも述べている。また、オールナイトニッポンのリスナーを増やしていったことに伴い、この時期のオールナイトニッポンの提供スポンサーが30社以上になり、21世紀になって提供スポンサーが一番多い状態になった。また、オールナイトニッポンプロデューサーの冨山雄一は「ANNは36局ネットなので単価も高く、スポンサーにしても一時は4～5社になった時もありますが、今では四十数社に付いていただいています。」と話している。事実、この提供スポンサーの数は、1980年代の全盛期よりも多いという。さらに、冨山は「今までは放送のスポンサー広告しかなかったのですが、イベントを開催することでグッズ展開もできますし、デジタル展開の中で、番組とスポンサーが組んでのタイアップコーナーや、そのための動画を制作したり。CMだけじゃなく、立体的にいわゆる稼ぎどころが増えてきました。ANNとしては55年間で今が一番稼いでいるのでは。」とも話している。
さらに、冨山は「「オールナイトニッポン」といえば、数年でパーソナリティが交代するイメージがありました。最近は比較的、長い期間パーソナリティを務めている人も出てきていますが、そのあたりの状況を教えてください。」という問いに「そうした流れのきっかけのひとつに、2015年から始まった岡村さんの歌謡祭(『岡村隆史のオールナイトニッポン歌謡祭』)があると思います。歌謡祭に関わったことで、リスナーの熱量やナイナイさんのラジオを20何年も聴いてくれる人たちの存在を目の当たりにしたのですが、この熱量はなかなか1年や2年では醸成できないと感じました。」とした上で「やっぱり番組が継続することで、番組本がつくれたりイベントができたり、選択肢が広がります。なので、「オールナイトニッポン0(ZERO)は1年、オールナイトニッポンも2～3年が目安だよね」というような改編ありきの考え方もかつてはあったのですが、いまは改編が前提という考えではなくなっています。」とも述べている。さらに、冨山は「パーソナリティが変わらないことで、逆にマンネリ化してしまうという懸念はありませんか。」という問いに「「オールナイトニッポン」は長年、中学生や高校生といった10代をメインターゲットに作ってきました。でもradikoのデータを見ると、リスナーのボリュームゾーンが圧倒的に20代なんです。そういうところでいうと、10代は毎年、進級や進学があって生活サイクルが変わるので、短期間のサイクルでパーソナリティが変わっていくという考え方があったと思うんです。でも20代以上のリスナーの皆さんは、ある程度生活サイクルは変わらないので、番組が長く続いていても生活習慣の一部になります。だから継続的に多くの人に聴いてもらえるという部分では、パーソナリティが変わらないということはメリットとも言えます。」とした上で「その一方で、さまざまなアーティストや芸人の方、佐久間さんのような方がパーソナリティを担当するというのもオールナイトニッポンの魅力だとも感じています。オールナイトニッポンの歴史はパーソナリティが変わっていく新陳代謝の歴史でもあるわけで、そうした要素も理解しつつ、「リスナーファースト」「コンテンツファースト」の視点で考えていければと思います。」と述べている。
また、2020年で、radikoがサービスを始めて10年となったので、石井は「極端に言うと、僕がやってる番組はradikoで聴く人をターゲットにしていますし、ANNでは従来の聴取率ではなくradikoの数字が完全な判断基準になっています。ラジオ局全体としては従来のラジオで聴いてくださる方も対象にして番組作りをしますが、ANNとしてはそこを考えなくていい」と述べている。また、冨山は「radikoの登場で、今までのアナログラジオの要素に加えて、デジタルコンテンツの文脈で制作をしています。だからSNSも活用するし、タイムフリーでいつ聴かれてもいいという考え方で。」とした上で「若い人たちとラジオの接点が見つからないという問題点があるなかで、スマホの中にradikoアプリが入ると1人1台、ラジオが入っているのと一緒になるというのはラジオ業界にとって21世紀で最も大きな出来事だと思います。このデジタルと融合することで一番良いのは、ラジオを知らない人との新しい接点と拡散だと思います。」とも述べている。さらに、冨山は「2016年にradikoのタイムフリーが始まったことも大きな影響があると思います。SNSで放送内容が拡散したり、その放送を後から追えることで、より多くの方にオールナイトニッポンというコンテンツに接していただける環境が整っています。ニッポン放送がまずやらなければいけないことはいいコンテンツをリスナーに届けるということで、そういう意味では「リスナーファースト」「コンテンツファースト」の考え方になったと思います。」とも述べている。
さらに、石井は「ラジオ業界が厳しいことは間違いないので、若いDや放送作家がラジオで生活できるために、コンテンツを制作する人に正しくお金が入る仕組みを作りたいです。ANNは初めてラジオに触れる人の入り口であることが多いので、その突破口になればいいなと。 ANNは“肩書きにとらわれず時代の顔である人が面白いことを話す”というコンセプトは守りながら、いろいろ挑戦していきたい。」と気合を見せた。
また、冨山は「数年前に、佐久間(宣行)さんの「オールナイトニッポン0(ZERO)」イベントでおぎやはぎの小木さんが「(当時テレビ東京社員だった佐久間さんのパーソナリティ起用について)ニッポン放送がすごいことをしたという感じがする」という予言めいたことも言っていましたが、このように近年フィーチャーされるようになった理由をどのように捉えていますか。」という問いに「ちょっと前までは、他のメディアや他局の話題を出すことはタブーに近かったのですが、『面白いことか』『リスナーが盛り上がってくれるか』を最優先にいろんなことを仕掛けることが出来始めて、自由にやる空気が醸成されていった感じです。その結果が、佐久間宣行さんがAKB48のオールナイトニッポンへのゲスト出演だったり、秋元康さんの後押しもあってその後のレギュラー起用につながったと思います。」とした上で「その後、佐久間さんの番組に伊集院光さんをゲストに来ていただいたり、テレビ朝日の弘中(綾香)アナで特番実施など、佐久間さん起用がきっかけでタブーが崩壊した形です(笑)。だから佐久間さんがエポックメイキングなのは間違いないですね。」とも述べている。
冨山は、半世紀以上にわたって続いているオールナイトニッポンについて、「苦しい時代を含め、何度かやめるタイミングはあったと思うんです。実際、他局の名物だった深夜番組は終わってしまいました。ANNだけはそのスタイルを守り続けたんです。だって、55年前からやってることは変わらないんですよ。生放送で、パーソナリティがリスナーからきたハガキやメールをリアルタイムで読むという。時代が何周もしてようやくラジオに追いついたというか、戻ったというか。」と述べている。
そうした中で、2020年4月23日に生放送された『ナインティナイン岡村隆史のオールナイトニッポン』で、パーソナリティの岡村隆史が番組の中で女性軽蔑の不適切発言をしたとしてネット上で問題視された。これを受けて、ニッポン放送では、2020年4月27日に、この不適切発言をめぐり、「現在のコロナ禍に対する認識の不足による発言、また、女性の尊厳と職業への配慮に欠ける発言がございました。放送をお聴きになって不快に感じられた皆様、関係の皆様にお詫び申し上げます。」というお詫びコメントを報道機関にリリースした。オールナイトニッポンにおける不適切発言の問題が起きたのは、2008年1月29日に放送された単発特番「倖田來未のオールナイトニッポン」（この時は録音放送だったが、ニッポン放送側が倖田が行った問題の発言を見落とし、そのまま放送に至った為、ネット上で炎上が発生したもの。）以来、およそ12年3か月ぶりとなった。その後、2020年4月30日に岡村がリスナーや関係各位に対し、お詫びしたが、その際、矢部浩之が生出演して、岡村に対し「公開説教」を行った。翌週の5月7日にも、矢部が岡村に対して再び「公開説教」を行った。そして、その翌週の5月14日をもって、およそ5年半ぶりに矢部が本格的にパーソナリティとして復帰し、旧題の『ナインティナインのオールナイトニッポン』に戻してコンビとしての放送が再開された。その後、2020年7月8日に行われたニッポン放送の定例会見で社長の檜原麻希が「女性の尊厳と配慮に欠ける発言だった。今回の発言についておわび申し上げたい」をしたうえで、番組の制作に関わっているニッポン放送の社員や系列の制作会社であるミックスゾーンに所属するディレクターに、この度の「一連の経緯や問題点」をまとめて、それを資料として作り、注意喚起を行ったことを記者会見の場で明らかにした。その上で、「われわれスタッフも本人も真摯にすべてのご批判を受け止めている。リスナーの皆さんからは温かいリアクションをいただき、感謝の気持ちでいっぱいです」と感謝の意を述べた。さらに、生放送の形式に戻すかどうかについて「岡村さんもいい大人ですから、本人もよくよく理解して対応されている。」とした上で、「今、どうしても大河ドラマ（の『麒麟が来る』）とか（岡村の）いろいろなスケジュールや矢部さんも加わったということで、収録にさせていただいていますけど、早期に時間があれば生放送に戻す」としている。その後、2021年4月2日（1日深夜）の放送で生放送の形式に戻った。
2020年9月21日-9月26日の1週間に亘って、2018年以来、2年ぶりにお笑い芸人がパーソナリティを務める『オールナイトニッポン お笑いラジオスターウィーク』が行われた。
レギュラーパーソナリティが担当する場合は太字で表示。
2020年9月21日
- ANN・東野幸治
- ANN0・マヂカルラブリー

2020年9月22日
- ANN・くりぃむしちゅー
- ANN0・コント村（ゾフィー×ハナコ×ザ・マミィ×かが屋・賀屋）

2020年9月23日
- ANN・漫才サミット（中川家×サンドウィッチマン×ナイツ）
- ANN0・フワちゃん

2020年9月24日
- ANN・ナインティナイン
- ANN0・オズワルド

2020年9月25日
- ANN・三四郎
- ANN0・霜降り明星

2020年9月26日
- ANN・オードリー
- ANN0・アンガールズ

2020年10月3日から2021年3月27日まで『オールナイトニッポンPremium』が土曜日の19時から21時の放送枠で編成されることとなり、パーソナリティには2018年度・2019年度に続いて、Kis-My-Ft2がパーソナリティを務めた。ただし、ニッポン放送では、2020年10月・11月に「ニッポン放送ショウアップナイター」を編成していたため、当初は、ストリーミングサービス「SHOWROOM」において、音声という形で配信を行っていた。
2021年1月に配信という形で行われた『佐久間宣行のオールナイトニッポン0(ZERO) リスナー小感謝祭 2021～Believe～』は「元々有観客と配信のハイブリッドで準備はしていたのですが、緊急事態宣言を受けて配信のみということになって。ありがたいことに配信のみで17,000枚を超えるチケットが売れました。当初の東京国際フォーラム・ホールAで開催する予定だったチケットは完売していたものの、数としてはコロナ対策があったのでキャパシティの半分の2500枚くらいでした。それを遥かに上回る売り上げだったのでこれは社内的にも驚きでしたね。配信イベントでこんなにチケットが売れた前例がなかったので。」と、反響が大きく「イベントの後、中止になっていた他番組のイベントも配信で開催できたりと、今では配信は当たり前になりましたね。会場に実際に来れる人は生で楽しめて、地方などで足を運べない人は配信で楽しむという形が定着してきて、世界が広がった感じはします。」とニッポン放送エンターテインメント開発部のプロデューサー・石井玄は話す。さらに、「11月の『佐久間宣行のオールナイトニッポン0(ZERO) リスナー大感謝祭2021～freedom fanfare～』もかなり多くのチケットが売れていましたが、佐久間さんだからこそ成功できたこともあるのでしょうか？」という問いに「佐久間さんは作り手でもあるので、番組の仕組みをよく分かっていらっしゃる。だから1月のイベントのように中止が決定してもすぐに配信イベントに切り替えて実施できたり、11月のイベントでは、出演予定だったサンボマスターさんが直前で出られなくなってしまったのですが、急遽DJ松永（Creepy Nuts）くんが出てくださって、その上で進行できたりだとか。現役のプロデューサーでもあるから、対応してくださる幅が広く、スピード感が違ってくるので、トラブルが発生しても乗り越えられているのは制作側としてはとても助かっています。佐久間さんが作り手としての裏側を知っているからこそできることも多々あり、それが配信イベントに影響して人気が出るひとつの要因になっているかもしれませんね。」と石井は話す。
2021年1月から3月にかけて、日曜未明に放送されている『オールナイトニッポン0(ZERO)』の土曜版の中で、月1回、『LIVE in smash.』という番組として、『オールナイトニッポン0(ZERO)』の土曜版とSHOWROOMが開発した「スマホに特化した短尺のバーティカルシアターアプリ」である『smash.』とが手を組み、現在のコロナ禍の中で、観客を入れてのライブの制限がある中で、音声と「スマホで楽しめる動画」アプリである『smash.』の特徴をそれぞれ活かして、複数人がパーソナリティを務め、トークに加えて、ライブも展開していく番組を放送した。
2021年1月30日
- 眉村ちあき
- 川崎鷹也
- ひらめ

2021年2月27日
- Mega Shinnosuke
- Kroi
- 小林私

2021年3月27日
- Awesome City Club
- illiomote
- Rin音

2021年4月改編（2021年3月30日（29日深夜））をもって、『オールナイトニッポン』と『オールナイトニッポン0(ZERO』に続く、第3のオールナイトニッポンとして、2021年3月26日（25日深夜）をもって終了した『ミューコミプラス』と、2021年3月27日をもって、放送枠が移動した『三代目 J SOUL BROTHERS 山下健二郎のZERO BASE』の後番組として、火曜日から土曜日の0時枠に、新しいオールナイトニッポンブランドの生ワイド番組『オールナイトニッポンX』が放送されている。なお、火曜日から金曜日の0時台は年越し特番などの特例がない限り『オールナイトニッポン』ブランドの番組が放送されたことはなく、2021年10月で55年目を迎えるオールナイトニッポンの歴史で初めてのことになる。ラジオやradikoに加えSHOWROOMが手がけるバーティカルシアターアプリの「smash.」と連動させ、スタジオの様子もを同時配信して、音声と動画をリアルタイムとアーカイブで楽しめるような形式とする。このブランドの概要は2021年3月16日に明らかにされた。
2021年10月改編では、半年間限定で、新たに『なにわ男子のオールナイトニッポンPremium』としてレギュラー番組を編成したが、ニッポン放送の場合は2021年10月・11月に『ショウアップナイター』を編成するため、ストリーミングサービス「SHOWROOM」において、音声という形で配信を行った。
2021年10月4日から、『オールナイトニッポン』『オールナイトニッポン0(ZERO)』『オールナイトニッポンX』に次ぐ「第4のオールナイトニッポン」として、『オールナイトニッポンPODCAST』のサービスが開始された。これについて、ニッポン放送ビジネス開発局デジタルビジネス室長の浜原晋介は「海外、特にアメリカでは6年ほど前からポッドキャストの広告が急激に伸びています。リスナーに合わせて広告を切り替えるなど、デジタルメディアならではの技術も広がってきた。（2022年）現在はまだ将来に向けての投資段階ではありますが、すでにオリジナル番組だけの広告主もついています。ポッドキャストのオリジナル番組は今後も増やしていきたいと考えています」と話している。
オールナイトニッポンのプロデューサーの冨山雄一は、このブランドを立ち上げた狙いについて「『オールナイトニッポン』でパーソナリティをやっていただきたい魅力的な人はたくさんいますが、放送枠の関係などで、お願いしたくてもできないという現状があります。そんな人たちの番組を配信という形でやろう、ということで始めました。」と述べている。また、各コンテンツとも配信時間が30分になっていることについてデジタルビジネス部の澤田真吾は「データによると、配信の放送を聴くのは通勤、通学中の人が多い。深夜の『オールナイトニッポン』みたいに2時間も放送すると、行き帰りの時間だけでは聴くことができない人もいる。だから、帰りの時間に聴けるサイズにしようと。」という風に述べている。また、今後の展望について冨山は「最近は、配信アプリを使って、魅力的なトークを発信する人が増えています。そんな誰もがラジオパーソナリティになれる時代ですが「ディレクターや、放送作家の力が加わるともっと輝くのではないか？」という人を見つけて『オールナイトニッポンPODCAST』で育てていきたいです。そして番組で力をつけて『オールナイトニッポン』で活躍するようなパーソナリティを生み出せたらいいなと思います。」と述べている。
前述したように「『オールナイトニッポン』は配信イベント、『smash.』や『ミクチャ』などの同時ライブ配信、『オールナイトニッポンPODCAST』などテクノロジーを駆使して様々な新しいことを進められていますが、こちらの背景についていかがでしょうか。」という問いに冨山は「『オールナイトニッポン』は芸人さん、俳優さん、アーティストさんなど様々な分野で活躍しているスペシャリストの方々をパーソナリティに立てて番組を放送しているというコンセプトがあり、そのラジオの広がりみたいなところを様々な形で表現していきたいという思いがあります。その一環で、音声だけでなく動画でも配信してみようということから、『smash.』や『ミクチャ』での配信や、『オールナイトニッポン』というブランドがPodcastとしてアウトプットしたらどうなるのかという挑戦で『オールナイトニッポンPODCAST』を立ち上げたりと、様々なテクノロジーとの掛け算をして最大化を図っているところです。」とした上で「あとは『smash.』に出向している『オールナイトニッポン』の元チーフディレクターである松岡敦司や、イベント事業を担当している石井との連携など、『オールナイトニッポン』を起点に各企業や各部署と横の繋がりで仕事ができているので、オールナイトニッポンのコンテンツが広がっていっているのだと思います。」とも述べている。
2021年11月25日22時から0時までは、『前澤友作×オールナイトニッポン宇宙プロジェクト』の一環として『前澤友作のオールナイトニッポンGOLD』をロシアからリモートという形で放送。これは、1990年以来、日本人による民間人の宇宙飛行士になる前澤友作が2021年12月にロシア所有の宇宙船に乗り、そこで、宇宙旅行を行うことを受け、『オールナイトニッポン』が「宇宙から若者にメッセージを発信しないか?」という依頼して、実現したもの。そして、2021年12月13日1時30分から3時（12日深夜）の放送時間で『宇宙から生放送!前澤友作のオールナイトニッポンスペシャル』が放送され、国際宇宙ステーションに滞在している前澤友作の声を伝えることになっていて、有楽町のニッポン放送のスタジオには音楽プロデューサーの亀田誠治、それに、ニッポン放送アナウンサーの東島衣里が出演した。当初、放送では、国際宇宙ステーションの軌道の関係上、2時45分から15分間にわたって、前澤が国際宇宙ステーションから出演することになっていたが、実際は、出演開始時間が2時55分にずれ込んだものの、リスナーから寄せられた質問に答えた。その為、この番組の放送終了時間が3時10分に急遽変更された。この番組について、ニッポン放送社長の檜原麻希は2022年1月12日に行われた定例会見で「奇想天外な発想の持ち主で、次なる企画が楽しみ。また機会があれば一緒に番組などをやっていきたい」と述べている。
この時期のオールナイトニッポンの好調について、あるラジオ関係者は「ニッポン放送は50代や60代のパーソナリティを22時台の『オールナイトニッポンGOLD』に持ってきています。また、24時台に『オールナイトニッポンX』、深夜3時台に『オールナイトニッポン0』という予備軍を置き、深夜1時台の『オールナイトニッポン』が新陳代謝しやすい環境を整えています。55年続いているオールナイトニッポンブランドを生かして、同じ冠名の派生番組をたくさん作って、それぞれに役割を持たせてうまく回している。『オールナイトニッポン』の好調が局の浮上につながっている面はあると思います」と述べている。事実、このオールナイトニッポンのブランドを活かした戦略によって、2022年4月と6月で、radikoの『総聴取分数』というデータで、ライブとタイムフリーの合計において、ニッポン放送は首都圏ラジオの全局の中において首位を獲得している。

#### 放送開始55周年（2022年 - 2023年）
2022年4月から2023年3月まで『オールナイトニッポン55周年記念』の期間として、特別番組・イベントに加え、コラボレーション企画を行った。この『オールナイトニッポン55周年記念』の企画立案・検討は、ニッポン放送社内に発足したプロジェクトチームが担った。
その55周年記念企画の第1弾として、2021年11月24日18時に『オールナイトニッポン55周年記念公演『あの夜を覚えてる』』という舞台公演の企画が明らかにされた。この作品のテーマは「オールナイトニッポンに関わるパーソナリティの、スタッフの、そしてリスナーの「あの夜」」である。この舞台作品は、千葉雄大と髙橋ひかるのダブル主演で、2022年3月20日と3月27日に、配信形式の演劇作品として制作するもので、ニッポン放送の社内を舞台に繰り広げ、その模様を生配信という形式で送るもの。この舞台作品の総合演出はテレビプロデューサーの佐久間宣行が、プロデューサーは石井玄が、演出は小御門優一郎がそれぞれ手掛ける。また、この舞台公演では、メインキャストを決めるオーディションを実施し、書類審査を通過したものにはオーディション（演技審査）を行う。そして、この公演の主題歌として、水曜未明（火曜日）のオールナイトニッポン0(ZERO)を担当しているCreepy Nutsと、水曜未明（火曜日）のオールナイトニッポンXを担当しているYOASOBIのコンポーザーのAyaseと、ボーカルのikuraとして活動しているシンガーソングライターの幾田りらによるコラボレーションでの「オールナイトニッポン55周年を盛り上げるコラボ楽曲」が制作される。このコラボレーションのきっかけはCreepy Nutsの2人がYOASOBIのオールナイトニッポンXに2回にわたってゲストとして出演したことをきっかけに意気投合し、今回のコラボレーションにつながった。その後、2022年3月15日に曲のタイトルが『ばかまじめ』と発表されると共に、アーティスト写真とジャケット写真、並びに発売日が2022年3月20日と明らかにされた。そして、この公演の特別ポットキャスト番組として、『あの夜のはなし』が2021年12月27日からの予告編を皮切りに配信されることになった。この番組では、パーソナリティに、この公演のプロデューサーの石井玄と脚本と演出を手掛ける小御門優一郎が務め、この公演の舞台裏や、その舞台公演の想いについてもトークを繰り広げ、この舞台公演の関係者を迎えて、印象に残るラジオ番組の放送回についてトークを繰り広げることになっている。また、リスナーから「心に残っている「あの夜」」をメールで募り、この配信番組において採用されたエピソードから、実際に舞台公演の内容に反映される可能性がある。その後、2022年2月2日に、およそ1500人の応募の中からメインキャストのオーディションで選ばれた吉田悟郎・山口森広・工藤遥・入江甚儀・鳴海唯・山川ありその6人を含むメインキャストとその役柄が発表された。また、三四郎の相田周二がプロデューサー役として特別出演する。さらに、2022年3月10日にDJ松永（Creepy Nuts）、久保史緒里（乃木坂46）、ぺこぱ、小宮浩信（三四郎）が特別出演することが発表された。そして声の出演として、新内眞衣、構成作家の寺坂直毅が登場することも発表された。この「前代未聞の試み」に、2022年3月25日の時点で2022年3月20日に行われた公演の配信チケットの販売数が累計で1万6千枚を突破した。そして、2022年3月20日・3月27日に行われた公演の配信チケットの販売数が累計で1万8千人となった。その後の集計で、2022年3月20日と2022年3月27日のチケットの購入人数は、合計で2万3千人を超えた。そして、2022年6月11日に東京国際フォーラム・ホールAで「一夜限りの上映会」が行われることになり、上映の終了後にアフタートークとして、相田周二（三四郎）・山口森広・鳴海唯、さらに、脚本・演出の小御門優一郎が登壇して、事前に寄せられた感想や質問・疑問に答えた。その上映会で、オールナイトニッポン55周年記念公演『あの夜を覚えてる』がBlu-rayとして2022年内の発売予定で作品化されることが発表され、その後、このBlu-rayが2022年12月7日に通常版と豪華版BOXの2種類で発売されることになった。そして、この作品が『2022 62nd ACC TOKYO CREATIVITY AWARDS』のメディアクリエイティブ部門において、総務大臣賞／ACCグランプリを、ランデッド・コミュニケーション部門のAカテゴリーにおいてシルバーを、それぞれ受賞した。この配信舞台について、ニッポン放送のエンターテインメント開発部プロデューサーの石井玄は、「（これまでのオールナイトニッポンの）イベントは従来のファンの皆さんには喜んでいただけますが、ラジオファンのすそ野を広げることにはなかなかつながらない。新しい接点が必要だと考えていたところに、劇団ノーミーツさんから『ANNと組んだ配信の演劇をやりたい』という提案をいただいたんです。2万4000枚ものチケットが売れ、演劇好きな方、主演の千葉雄大さんと高橋ひかるさんのファンの方など、従来のリスナーさん以外にも届いた実感があります。」と述べた上で「僕個人としては、今回の演劇のように、番組にひもづいたものではないけれども、ラジオの魅力を伝えるイベントを作っていくことが次の段階として必要だと考えています」とも述べている。そして、この『あの夜を覚えてる』のノベライズが2023年9月に発行されることになった。また、この『あの夜を覚えてる』の舞台の模様がWOWOWで2023年10月9日14時に放送・配信されることになった。
2022年3月8日19時から21時にかけて、オールナイトニッポン55周年記念特別番組の第一弾として、『三浦知良のオールナイトニッポンPremium』が放送された。これは、2022年2月26日に55歳になった三浦知良と2022年10月に放送55周年を迎える『オールナイトニッポン』が、ともに1967年の生まれという共通点を持っていた為、ニッポン放送が三浦知良にオファーをし、その三浦知良が「サッカー、三重県鈴鹿市、JFLをカズ直接の言葉で全国のリスナーに発信する」ということから、この特別番組が実現したもの。なお、現役のプロサッカー選手がJFLの開幕4日前にラジオ番組のパーソナリティを務めるのは「超異例」だという。
2022年3月18日、大宮エリーデザインの『オールナイトニッポン』55周年記念のオフィシャルロゴをお披露目した。大宮エリーによれば、この記念のオフィシャルロゴは「オールナイトニッポンは各パーソナリティの個性が色とりどりでいろんな国に旅行にいくようなきもちになります。また、深夜の生放送はこころの解放区。リゾート地のきもちいいプールサイドをオールナイトニッポンのロゴにして、開放感、癒し、わくわくを、表現しました。」と説明している。
2022年3月28日から3月31日まで、佐久間宣行をCMキャラクターに起用されたオールナイトニッポン55周年の特別なテレビCMをBSテレ東で放送された。
2022年4月22日22時から翌0時にはオールナイトニッポン55周年記念特別番組として『長渕剛のオールナイトニッポンGOLD』を放送。長渕剛がオールナイトニッポンのパーソナリティを務めるのは、2003年12月以来となる。
2022年5月9日から5月17日まで、銀座・博品館劇場において、81プロデュースの所属の声優が日替わりで出演するオールナイトニッポン55周年記念公演の朗読劇『太陽のかわりに音楽を。2022』が上演された。この朗読劇は「オールナイトニッポン」の制作現場を舞台にしたオールナイトニッポン50周年記念舞台「太陽のかわりに音楽を。」を朗読劇にしたもの。
また、オールナイトニッポンプロデューサーの冨山雄一に言わせれば、この時期の「オールナイトニッポン」のデジタル戦略は「フロー型からストック型への転換」だという。これについて、冨山は「ユーチューブは映像を見ながらそこにコメントを書くじゃないですか。でもラジコはチャット機能がないので、みんなツイッターに書くんです。すると星野源さんとかナイナイさんとか、放送内容がSNSで流れると、聴いていなかった人がラジコで聴いてくれる。フロー型から、今やストック型になっています。放送したら終わりではなく、ポッドキャストはじめ、全部デジタルで残りますから。」と説明している。
その一環として、2022年5月30日から、オールナイトニッポンの中から人気の6つの番組が、再編集した上で、Spotifyで独占配信されることになった。その番組は『ナインティナインのオールナイトニッポン』『霜降り明星のオールナイトニッポン』『フワちゃんのオールナイトニッポン0(ZERO)』『ぺこぱのオールナイトニッポン0(ZERO)』『佐久間宣行のオールナイトニッポン0(ZERO)』『マヂカルラブリーのオールナイトニッポン0(ZERO)』で、特に、『ナインティナインのオールナイトニッポン』に関しては、『ナインティナイン岡村隆史のオールナイトニッポン』を含めると、1994年4月の番組の放送が開始して29年目で初めてのポッドキャストでの配信となった。また、『霜降り明星のオールナイトニッポン』は2021年11月1日時点でSpotifyが調べた「国内で最も聴取時間の長かったポッドキャスト番組」の部門で1位に選出されている。これについて、ニッポン放送ビジネス開発局長の節丸雅矛は、「Spotifyさんとニッポン放送さんは、最近ですと『オールナイトニッポン』『オールナイトニッポン0(ZERO)』のPodcast独占配信だったりと、距離がかなり近いように思えますが、音声コンテンツを作る側と広げる側として、お互いをどういう風に見ていますか？」という問いに「弊社は24時間あらゆるコンテンツを生み続けているので、元々制作マンだった身としては「一度きりの放送」で終わるのがもったいなくてしょうがない、という気持ちがすごくありました。ですから、それをポッドキャストにすることは自分たちからするとありがたい話でもあって。オールナイトニッポンとSpotifyさんの相性は本当に抜群で、僕らも本当に驚きましたから。」と述べている。また、ニッポン放送ビジネス開発局デジタルビジネス室長の浜原晋介は「放送の二次利用という形でポッドキャストは早くから活用してきました。現在、ニッポン放送の番組全体では月間1400万～1500万ダウンロードされています。ストリーミングサービスでは、レコメンド機能が働くので、普段聴いている音楽の視聴傾向から偶然『ANN』に出合うといった、これまでとは異なるリスナーの獲得につながっています」とも語る。さらに、オールナイトニッポンプロデューサーの冨山雄一はポットキャストについて「参考にしているのは、デジタル化にいち早く成功した『少年ジャンプ+』です。若いディレクターに聞くと、ジャンプと言えば紙の週刊誌よりもアプリの『少年ジャンプ+』のことなんですよね。地上波に加え、デジタルでも『ANN』のコンテンツを楽しむことができる環境づくりを意識しています」と語る。
さらに、オールナイトニッポンプロデューサーの冨山は、「深夜番組のため、もともとのメーンリスナー層は中高生でした。しかし、radikoやポッドキャストでの配信視聴が増え、今は20代がメーン層となり、さらに30代、40代といった社会人にまで幅広くリスナー層が広がっています」とこのTwitterとポットキャストなどのデジタル戦略によってリスナー層が拡大していったことについて述べている。それに、冨山は「radikoのタイムフリーの聴取数ランキングでは、上位に『ANN0』の各番組もランクインしています。こうした好影響は地上波にも波及して、『ANN0』のネット局は4年前（2018年）の11局から（2022年）現在は31局に急増、『ANN』の36局に迫ります。深夜3時台のため、広告がなかなか入らなかったのですが、タイアップ企画など広告も激増しています」と、動画という形で同時生配信の展開によって、1部の『オールナイトニッポン』と2部の『オールナイトニッポン0(ZERO)』の環境がほぼ同じになった影響についても述べている。
また、2022年6月20日から、オールナイトニッポンの放送開始55周年プロジェクトの「目玉企画」として、2000年以降にオールナイトニッポンで人気を博した30組のパーソナリティの音源が聴き放題となるアーカイブサブスクリプション・サービス『オールナイトニッポンJAM』がスタートした。
番組のアーカイブの活用については、以前から検討課題となっていた。これについて、ニッポン放送デジタルビジネス部の浜原晋介は「2年前（2020年頃）から構想があったのですが、その頃と今ではいい意味で状況が変わってきていて。音声メディアへの追い風が今までにないくらいの勢いがあります。それに伴って、関係者も取り組みに関する理解が明らかに変わってきている印象を受けます。この流れに乗って、みなさんの期待を裏切らないように、楽しんでいただけるようにしたいです。新しいシステムを作って、みんながハッピーになれるというのが一番大きなミッションだと思っています」とオールナイトニッポン放送開始55周年の節目に加え、「音声メディアに対する潮流の変化」があることを述べた。
2020年初夏にこのプロジェクトが本格的に始動したが、この頃は、新型コロナウイルスの影響により、ニッポン放送の主催イベントが軒並み中止となる中で、浜原は「世の中の動きが完全に止まった時にどうしようかと。新しいビジネスモデルを考えなくては、というところからスタートしました」と述べ、ニッポン放送デジタルビジネス部の澤田真吾は「コロナで広告案件がなくなり、広告収入だけでは安定しないよねと。BtoC（消費者向け）モデルをやろうと、今回のサブスクになりました」と述べた。また、浜原は「当時は音声配信について、出演者や権利関係の方もピンと来ていない部分が多かった」と振り返っていた。
また、澤田は権利関係と番組内容における時代の適応に関して、「各事務所のみなさんと交渉していきましたが、協力的なお言葉をたくさんいただきました。『こういうことをやったほうがいいと思っていました』『僕も聴きたいです』と言ってくださったり…。ただ、昔と今とでイメージが変わっている方の場合は、ちょっと乖離しすぎて、ファンの方を混乱させてしまうのでは…という部分の話はありました。」と述べた上で「今の時代と照らし合わせると、ちょっと受け止められ方が変わってしまうものもあるかもしれませんが、できる限り、当時の雰囲気を残しつつ、すべて聴いて、それでもちょっとこれは…という内容は、やむなくカットするという判断も出てくると思います」とも述べている。この背景には、新型コロナ禍で在宅勤務が増加し、ライフスタイルが変わったことにより、音声コンテンツに注目が集まったためだという。
こうして、オールナイトニッポンのプロデューサーを交えながら、出演者の交渉を進めた結果、『オールナイトニッポン』に加え、姉妹番組の『オールナイトニッポン0(ZERO)』と『オールナイトニッポンGOLD』の中から30番組が配信されたものの、往年のオールナイトニッポンに関して、浜原は「2000年以前は音源がデジタル化されていなかった」と述べるように、録音テープが残っていればいいが、その番組の音源が残っている確証がないため、澤田も「倉庫をあさって探すしかない」と述べるにとどめている。
このオールナイトニッポンJAMでは初回の放送から順次アップロードしているものの、編集作業にかかる労力によって、一括配信が難しいという。まず、過去に放送した内容が、現在の社会情勢にあっているかを確認する、いわゆる「検聴」を行い、権利の関係上、流す事ができないBGMや楽曲を削除し、その上で、著作権が自由なBGMを重ねる。この作業について、浜原は「21世紀とは思えない作業」だとしている。浜原は「時代背景もあるので発言が誤解されないように、二重三重でチェックしている。配信されることを想定して放送されたわけではないので、一番気を使う部分だ」と述べている。
さらに、澤田は「僕自身もくりぃむさんのANNなどを聴いて育った世代で、当時の音源をもう一度聴きたいというリスナーの気持ちもわかるので、サービスを届けたいなという気持ちがずっとありました。違法ではなく、公式で出して、ニッポン放送だけではなくて、パーソナリティーのみなさん、制作スタッフさんにも分配するという仕組みを整えていきます。みなさんの中にも『ちゃんと公式で聴かないと…』という意識が根付いているので、我々がその気持ちに応えていかなければと考えています」と一つ一つの番組について数十人のスタッフが作業に当たっていることについても述べている。また、YouTubeなど、違法アップロードは後を絶たないものの、澤田は「ユーザーさんのリテラシーもだいぶ上がってきていて、そこには手を出したくないと言ってくれる人も結構いる。そういった人たちのためにコンテンツを届けるには公式が汗をかいて、努力するしかない。ちゃんとしたものを作りたかった」と力を込めた。
また、澤田は「ラジオが今後、ストックされていくという常識ができていけばと考えています。YouTubeでも、ストックされたコンテンツが収益を上げるというモデルがあるので、ラジオもそうなっていけばいいなと。放送する、そのコンテンツが残る、それが収益を上げ続けるということで、全体が潤っていかなければいけないという気持ちはあります。今後の環境変化に耐えていくためにも、会社の柱のひとつにしていきたいです」と意気込みを示した。このANNJAMはリスナーが直接課金をしている為、浜原は「番組は私たちにとって、最も価値の高い資産。デジタルかつオンデマンドでのサービスを提供することで、新しいリスナーに届けられる可能性が広がった」と述べた上で、「パーソナリティーとリスナーの特別な関係性で成り立っているANNはアーカイブ音源でも色あせることなく、幅広い世代に支持されるコンテンツなのでは」とも述べている。
実際、このANNJAMのユーザーは10代・20代で合わせて47％となり、30代でも29％となっている。これまで、公式なアーカイブが存在していなかったこともあり、利用者の中には、「違法アップロードを聞かなくて済む」といった声が聞かれた。
さらに、オールナイトニッポンのプロデューサーである冨山雄一は「今の若い人が、YouTubeとかいろんなものに触れていて（コンテンツが）残ることが当たり前という文化になっていると感じています。ANNで特番をやっていただく時に、若いパーソナリティーの方から『全国すべてのエリアでは聴けない』『1週間で聴けなくなる』ということを説明しても『わからない』と言われることもありまして…。昔から聴いてくださっていた方に向けてスタートする部分もありますが、新しくラジオに触れる方にとっても、自然と選択してもらえるものになればいいですね。最終的には『ラジオJAM』みたいになれば…とも思っていて、ラジオ局全体がフロー型からストック型への模索が始まっている中でのチャレンジなので、オールナイトニッポンから切り開いていけたらと考えています」と述べている。当初、想定していたこのサービスのメインターゲットは、かつてのオールナイトニッポンを懐かしむ、30代から40代を想定していたが、有料会員の半数が20代となっている。これについて、浜原は「いわゆるZ世代がお金を払ってくれている。この方向性は間違っていなかったんだと。『オールナイト』が彼らにとってのラジオの原体験になっているのかもしれないと考えるとすごく勇気づけられるし、数字として見えてくると励まされます」とした上で「推しのパーソナリティーはもちろん、他の番組も聞いて欲しい。たまたまつけたラジオにハマって、以後毎週聞くようになることがあるじゃないですか。そういう体験を『JAM』でも実現できたら」と、パーソナリティの顔ぶれの多様さによって、「偶然の出会い」も提供したいと意気込む。
また、このサービスの今後について、澤田は「対象を『オールナイト』に限らなくてもいいのかなと。面白い30分の箱番組（週1回放送の番組）もあるので、そういったものも出していきたい」と述べた上で、「まずは『オールナイト』という分かりやすいブランドでラジオがストックされていくことが当たり前になる文化を作っていった上で、どんどん広げていけたらと思っています」と述べている。
なお、オールナイトニッポンのオープニング曲として有名である「ビタースウィート・サンバ」は、権利処理が発生するサブスクリプション形態のサービスでありながら同サービスではフルで聞くことが可能であり、これについては、アメリカにいる同曲の権利者とニッポン放送が交渉を重ねた上で使用許諾が出された。これについて、浜原は「場合によっては（曲を手がけた）ご本人に会いに行こうかなという話までしていたくらい本気でした。代理人の方と『こういう条件だったらということで…』と、締結することができまして、初めて、放送以外で『ビタースウィート・サンバ』が使うことができるようになりました。今までは、大人の事情で、放送以外の場面では『ビタースウィート・サンバ』の原曲でないバージョンが使われてきたことを考えると、かなりの出来事かなと思っています」と述べている。このアメリカにいる権利者にたどり着くまでには、1年以上もかかったという。
しかし、先述したように、著作権の都合により削除された音楽入りの「完全形」を求めているリスナーからのニーズは根強くあるため、浜原は、「音楽団体には今後も協力を働きかけていきたい」としている。
ラジオに関連した書籍を書いているライターの村上謙三久は「今までラジオのアーカイブを聞くという選択肢がなかったので、サービスが始まった意味は大きい」と述べた上で、「時間をかけてコンテンツが増えていったら利用しようと思っている人も多いのでは」と述べているが、「ANNはパーソナリティー同士のつながりも活発なので、この番組とこの番組はつながっているといった物語性を打ち出したり、キュレーション（選択・分類・提示など）的な機能があったりすれば、もっと利用しやすいかもしれない」と提案している。
これについて、あるラジオ関係者は、「最近のニッポン放送は攻めています。過去の音源は許可取りが大変だと思いますが、これも『オールナイトニッポン』ブランドを生かした戦略です。新しいことに挑戦する姿勢がradikoでの結果にもつながっていると思います」と話している。
2022年6月21日22時から翌0時まで、オールナイトニッポン放送開始55周年記念特別番組として、『山下達郎のオールナイトニッポンGOLD』が放送された。なお、山下達郎がオールナイトニッポンのパーソナリティを務めるのは、ソロデビュー直後の1976年1月から9月まで放送された3時から5時までの『2部』（山下達郎のオールナイトニッポン）を担当して以来、およそ46年ぶりとなる。ニッポン放送では、ロシアによるウクライナの侵攻を受けて「達郎さんの声と音楽で〝温かく柔らかい思い〟を全国に届けたい」と山下達郎に対してオファーをして、山下達郎もオリジナルアルバムである「SOFTLY」に収録された「OPPRESSION BLUES（弾圧のブルース）」を創っていて、ニッポン放送側とのコンセプトが一致したこともあって実現したもの。
2022年8月8日から8月13日にかけて、2020年以来2年ぶりに、オールナイトニッポン放送開始55周年を記念して、お笑い芸人がパーソナリティを務める『オールナイトニッポン55周年記念 お笑いラジオスターウィーク』が行われた。なお、オールナイトニッポンの3ブランド（X、1部、0(ZERO)）での『お笑いラジオスターウィーク』はこれが初めてとなる。
レギュラーパーソナリティが担当する場合は太字で表示。
2022年8月8日
- ANNX：ジェラードン
- ANN：千原兄弟
- ANN0：フワちゃん

2022年8月9日
- ANNX：モグライダー
- ANN：極楽とんぼ
- ANN0：ぺこぱ

2022年8月10日
- ANNX：マユリカ
- ANN：東京03
- ANN0：なすなかにし

2022年8月11日
- ANNX：ランジャタイ
- ANN：ナインティナイン
- ANN0：マヂカルラブリー

2022年8月12日
- ANNX：EXIT
- ANN：霜降り明星
- ANN0：三四郎

2022年8月13日
- ANN：オードリー
- ANN0：鬼越トマホーク

2022年9月9日には、オールナイトニッポン放送開始55周年を記念してオールナイトニッポンのパーソナリティを陰で支えている10人の放送作家を取り上げた『深解釈オールナイトニッポン ～10人の放送作家から読み解くラジオの今～』という書籍が発売された。その書籍は、初版の1万部発売から3日経った、2022年9月12日の段階で早くも重版が決まった。また、発売する前からAmazonランキングで1位を獲得し、主要な書店では、「オールナイトニッポンの関連特集」が組まれた。
2022年9月12日から9月17日までにかけて、2019年以来、3年ぶりに音楽アーティストがパーソナリティを務める『オールナイトニッポン55周年記念 オールナイトニッポン MUSIC WEEK』が行われた。なお、オールナイトニッポンの3ブランド（X、1部、0(ZERO)）での『MUSIC WEEK』はこれが初めてとなる。
レギュラーパーソナリティが担当する場合は太字で表示。
2022年9月12日
- ANNX：水曜日のカンパネラ
- ANN：Creepy Nuts
- ANN0：WurtS

2022年9月13日
- ANNX：緑黄色社会
- ANN：星野源
- ANN0：どんぐりず

2022年9月14日
- ANNX：JO1
- ANN：Ado
- ANN0：Vaundy

2022年9月15日
- ANNX：DISH//
- ANN：YUKI
- ANN0：iri

2022年9月16日
- ANNX：TOMORROW X TOGETHER
- ANN：YOASOBI
- ANN0：マカロニえんぴつ・はっとり

2022年9月17日
- ANN：NUMBER GIRL
- ANN0：くるり

2022年10月1日から、『オールナイトニッポンPremium』が2022年度のナイターオフに編成されることになったが、これまでの形式を一新し、オールナイトニッポン放送開始55周年を記念して、週替わりで歴代のオールナイトニッポンのパーソナリティや「“いま”オールナイトニッポンでしゃべって欲しいという話題の人」を起用する週替わり枠として放送される。
2022年10月1日にはオールナイトニッポン55周年記念として、『マヂカルラブリーのオールナイトニッポンZEROⅡ’～でっかいフォーラムでーす～』が、翌2022年10月2日（オールナイトニッポン放送開始記念日）には、『オールナイトニッポン55周年記念　Creepy Nutsのオールナイトニッポン『THE LIVE 2022』～オレらの Roots はあくまでラジオだとは言っ・て・お・き・たい　ぜ!～』がいずれも東京国際フォーラム・ホールAを会場として行われた。特に後者は全国99の映画館でライブビューイングが行われた。
このイベントに関して、ニッポン放送のエンターテインメント開発部プロデューサーの石井玄によれば、「かつては、パーソナリティーや歌手の方が集うフェススタイルが中心でしたが、最近増えているのは、番組ごとの単独イベントです。これは個人的な意見ですが、転機となったのは2014～15年頃かなと。14年9月にオードリーさんが東京国際フォーラム・ホールAにて『ニッポン放送開局60周年記念 オードリーのオールナイトニッポン5周年記念 史上最大のショーパブ祭り』を、15年11月には当時は1人でパーソナリティーを務めていたナインティナインの岡村（隆史）さんが『ナインティナイン岡村隆史のオールナイトニッポン1周年記念 岡村隆史のオールナイトニッポン歌謡祭 in 横浜アリーナ』を開催したんです。それまでも、ももいろクローバーZさんなどと組んで大きな会場でイベントを行ったことはあるのですが、ライブでの動員実績のあるアーティストさんでなくても、番組の単独企画で5000人や1万人を集客できると分かりました」と、イベントの変化について述べている。さらに、石井によれば、「以前は、番組単体イベントでも、集客力のあるアーティストなどをゲストに呼んでイベントを成立させようという発想だったのですが、今、『ANN』のイベントは、番組ゆかりの人だけで構成するという、番組リスナーに寄せた作りが主流です」とイベントの構成について述べている。それに、石井は「大会場なので、せっかくなら普段できないことを大々的にやろうと考えてしまうのですが、それをやってもあまり喜んでもらえない。そういうのは、他のイベントで見られるからいらないと（笑）。普段のラジオ番組に、エンタテインメント要素を加えて、より濃くしたほうが喜んでいただけるんです。イベントグッズの制作も考え方は同じですね。22年10月29日の佐久間（宣行）さんのイベントでは、『チュロス型ペンライト』を販売したんですが、これは21年11月のイベントで盛り上がった『チュロス上げゲーム』をグッズにしたんです。番組を知らないと、一体何なんだっていう話ですよね（笑）」と、イベントグッズについて述べた上で、「昔から番組作りの基本として、『内輪に寄りすぎるな』と言われてきましたが、今のラジオでは内輪を大事することが重要ではないかと思っています。放送やイベントを通じて濃いファンになっていただければと取り組んでいます」とも述べている。
また、オールナイトニッポンプロデューサーの冨山雄一は、番組イベントが毎年のように開催されるようになったのはナインティナインの岡村隆史の番組がきっかけだったといい、「2014年に『ナインティナインのオールナイトニッポン』が20周年のタイミングで矢部さんが卒業し、岡村さん1人になりました。そのタイミングで当時のディレクターと岡村さんが話をして『リスナーと直接会う機会を設けたい』となったそうです。そこで開催したのが2015年のイベントです。その時は約8000人のリスナーが、横浜アリーナに集まってくれました。とにかく盛り上がり方が尋常じゃなくて。僕が普段足を運ぶライブとは、熱量が異次元のものだったんです」と述べている。さらに、冨山は「金もうけというベクトルではなく、リスナーへのファンサービスというのが原点です。SNSで盛りあがったので、一堂に会してみんなで聴くみたいな。要はラジオのオフ会。マネタイズとかグッズを売ろうみたいのが、先にあったわけではありません。ただ、オードリーさんは日本武道館で、三四郎は国際フォーラムのホールAでやりました。特別なことをやるのではなく、ラジオのリスナーしかわからない企画で、ラジオを聴いてない人が来ても意味がないんです」と述べている。
また、ここ10年ほどで開催されているイベントはどれもチケットが争奪戦になるほどの盛況ぶりだが、なぜ、次々とイベントが成功させていることについて冨山は「『radiko』の存在が大きいです。若い人たちがラジオ受信機を持っていない状況から、1人1台を所有するスマホの『radiko』アプリで、いつでもラジオ番組を聴ける状況が生まれました。また、1週間以内だとさかのぼって番組を聴くことができるタイムフリー機能や、ポッドキャスト配信などでラジオ番組の接点が増えたことにより、リスナーの数が激増しています。そのため、以前よりもイベントに挑戦しやすくなりました」と述べている。
2022年10月3日1時から3時（10月2日深夜）に、オールナイトニッポン初代パーソナリティを務めた斉藤安弘がパーソナリティを務める「オールナイトニッポン55周年記念特別番組『1967年10月2日 オールナイトニッポンが生まれた日』」が生放送された。また、ニッポン放送出身のフリーアナウンサーの垣花正もパーソナリティに加わる。この番組では、パーソナリティのアンコーこと斉藤安弘が進行役を務め、1967年10月2日月曜日の夜はどんなものだったかを関係者の証言と音楽によって紐解くもの。さらに、ニッポン放送の有楽町社屋の地下4階から見つかった、2000年に収録されたニッポン放送の編成部長だった羽佐間重彰の30分間にわたって行われた「貴重なインタビュー」を紹介したり、テーマ曲である『ビター・スウィート・サンバ』の選定に関与した朝妻一郎のインタビューを送った。
2022年10月29日には『オールナイトニッポン55周年記念 佐久間宣行のオールナイトニッポン0 presents ドリームエンターテインメントライブ in 横浜アリーナ』が行われた。また、2022年10月30日には『オールナイトニッポン55周年記念　ナインティナインのオールナイトニッポン歌謡祭』が横浜アリーナで行われた。
2022年11月19日から2022年12月25日までオールナイトニッポン放送開始55周年を記念して、ユナイテッドアローズが展開している「ビューティ&ユース ユナイテッドアローズ」とコラボレーションしたファッションアイテム7種の予約販売を行った。
2023年1月15日には、「オールナイトニッポン55周年記念 オールナイトニッポンXスペシャルライブ2023」が、横浜アリーナで行われた。
2023年1月24日11時30分から、QuizKnockが問題の制作を手掛ける歴代のオールナイトニッポンにまつわるオリジナル検定『全国統一オールナイトニッポン検定 supported by Galaxy』の受付を5万5千人限定で開始され、その受験期間は2023年2月13日11時30分から2月26日23時59分までとなった。
2023年2月10日から2月20日まで、大宮エリーデザインの「オールナイトニッポン55周年 オフィシャルロゴ」と、シリアルナンバーを刻んでいる「オールナイトニッポン55周年記念『オリジナル純金1gカード』」をニッポン放送の「ニッポン放送ただいま営業中」というツイッターアカウントをフォローして、プレゼント企画の応募ツイートをリツイートする方法で応募した方の中から抽選で55名にプレゼントするキャンペーンを行った。
2023年2月10日から2月28日まで有楽町マルイの8階イベントスペースで、オールナイトニッポン放送開始55周年を記念して『オールナイトニッポンミュージアム』が期間限定で開設された。
2023年2月17日18時から20日1時（19日深夜）までの55時間に『オールナイトニッポン55周年記念 オールナイトニッポン55時間スペシャル』という大型特番が放送された。これは、2008年2月にオールナイトニッポン放送開始40周年を記念して『俺たちのオールナイトニッポン40時間スペシャル』を、2013年2月にはオールナイトニッポン放送開始45周年を記念して『たけし みゆき 千春も登場! 伝説のパーソナリティが今を語る オールナイトニッポン45時間スペシャル』をそれぞれ放送しており、今回、10年ぶりにこのような大型特番を放送することになったもの。なお、この大型特番のエグゼクティブプロデューサーに秋元康が就くことになった。これについて、ニッポン放送社長の檜原麻希は2022年9月14日に行われた定例会見の中で、「高校2年生の時にニッポン放送に放送原稿を送ってきて、そこからニッポン放送で作家デビューされた。その縁で今回のキャスティングになった」と述べている。また、オールナイトニッポンが55年にわたってリスナーから愛されていることに関し、檜原は「長寿番組というものは歴史の中でアッブダウンがあり、もう次に行ったほうがいいんじゃないかという意見もその都度あるが、それを超えて継承されてきたのは、支持するリスナーが必ずいたから」と感謝の意を述べた上で「ラジコ以降、若者がたくさん戻ってきてくれている」とした上で「この先100年続くように、しっかり継承していきたい」と抱負を述べている。また、オールナイトニッポンプロデューサーの冨山雄一は「40周年も45周年も特番をやりましたが、ニッポン放送界わいだけで盛りあがった感じでした。55周年特番の出演者を発表したら、SNSですさまじく拡散されて。10年前にはなかったことだと思います。」と述べている。
冨山は、「プロデューサーとして大切にしていること」について問われ「（2023年）現在はすべてのメディアがスマホの奪い合いですよね。インスタがあってユーチューブ、ライン、ツイッター、ティクトックがあって。他局がライバルではなく、スマホの中にあるアプリが全部ライバル。聴きに来てもらう間口は増えましたが、聴いてもらうのが難しい時代だなって思います。だから、リアルタイムで同じ時間を過ごそうとしてくるリスナーは、めちゃ大事に思っています。そのリスナーがどう思うかとか、喜んでくれるかな、みたいなところがベースです。」と答えた。
2023年3月4日と5日に日本武道館において、オールナイトニッポン55周年記念公演として、『東京03 FROLIC A HOLIC feat. Creepy Nuts in 日本武道館 なんと括っていいか、まだ分からない』が行われた。
2023年3月から4月の間に、オールナイトニッポン放送開始55周年を記念して、ヨーロッパ企画の上田誠の新作として『たぶんこれ銀河鉄道の夜』という舞台を東京・愛知・高知・大阪で上演した。また、2023年1月27日には、公演の完売が多数になるという好評を受けて、東京での追加公演と共に、おまけとして、ゲストを招いてのトークショーを行うことを発表した。
2022年3月から4月の間にオールナイトニッポン放送開始55周年を記念して、かつて、オールナイトニッポン放送開始50周年のスペシャルラジオドラマとして放送された『明るい夜に出かけて』が舞台として上演された。

#### 放送開始56年目以降の取り組み（2023年 - ）
2023年9月11日から9月16日にかけて、お笑い芸人がパーソナリティを務める『オールナイトニッポン お笑いラジオスターウィーク2023』が行われた。レギュラーパーソナリティが担当する場合は太字で表示。
2023年9月11日
- ANNX：令和ロマン
- ANN：陣内智則&バカリズム
- ANN0：さや香

2023年9月12日
- ANNX：男性ブランコ
- ANN：バイきんぐ
- ANN0：みなみかわ

2023年9月13日
- ANNX：ヨネダ2000
- ANN：神田伯山
- ANN0：吉住

2023年9月14日
- ANNX：ランジャタイ
- ANN：ナインティナイン
- ANN0：マヂカルラブリー

2023年9月15日
- ANNX：EXIT
- ANN：霜降り明星
- ANN0：三四郎

2023年9月16日
- ANN：オードリー
- ANN0：マシンガンズ

2023年10月14日・15日には、多数の続編制作の待望の声を受けて『オールナイトニッポン55周年記念公演『あの夜を覚えてる』の続編・『あの夜であえたら』を上演した。前作に続いて、脚本・演出を小御門優一郎、プロデュースを石井玄、そして監修を佐久間宣行がそれぞれ務めた。また、前作に続いて、メインキャストの追加のオーディションを行った。また、この公演の主題歌はAdoが歌う『オールナイトレディオ』で、この楽曲の作詞・作曲・編曲をポカロPのMitchie Mが手掛けている。この起用については、「綾川千歳（演：井上音生）が大ファンであり、綾川たっての希望によるもの」だという。この劇中のラジオ番組・『綾川千歳のオールナイトニッポンN(ニュー)』が、実際に2023年8月14日の3時から5時（13日深夜）に生放送された。2023年8月14日には、オールナイトニッポンの現役パーソナリティとして、2023年10月14日にオードリーとあのが、10月15日に小宮浩信（三四郎）と松田好花（日向坂46）がそれぞれ映像という形で出演した。また、この舞台の監修をしている佐久間宣行が10月14日・15日の両日に特別に出演する。2023年10月2日の3時から5時（1日深夜）には、『綾川千歳のオールナイトニッポンN(ニュー)』が実際に生放送される。また、実際にゲストとして、藤尾涼太（演：千葉雄大）が出演することも発表されると共に、スタジオブースの中で、構成作家の神田龍二（演：入江甚儀）がその放送の様子を見守るという設定で実際の生放送が進行していった。千穐楽の10月15日には、その公演の終了後、会場限定でアフタートークを開催し、公演直後にトークを行った。このアフタートークでは、髙橋ひかる・千葉雄大・工藤遥・相田周二（三四郎）に加えて、脚本・演出の小御門優一郎・監修・特別出演の佐久間宣行が登壇した。
2024年2月18日には、オールナイトニッポン史上初めて東京ドームでの番組イベントとして『オードリーのオールナイトニッポン in 東京ドーム』が開催され、東京ドームに5万3000人のリスナーが来場した。また、星野源が、このイベントのテーマソングを手掛けることが2023年9月3日未明（2日深夜）に明らかにされ、2023年12月3日未明（2日深夜）に放送されたオードリーのオールナイトニッポンにて、星野源が手掛けた『おともだち』が、初解禁された。また、このイベントは全国の47都道府県で合わせて200館の映画館、並びにLINE CUBE SHIBUYAでライブビューイングが実施され、合わせて5万2000人が視聴した。さらに、オンライン配信では5万5000人が視聴し、東京ドームの来場者とライブビューイングの視聴者、それに、オンライン配信の視聴者を合わせた数は16万人となった。また、このイベントのハッシュタグである『#オードリーANN東京ドーム』がX（旧Twitter）の世界トレンドと日本トレンドでそれぞれ1位を獲得した。
これについて、ニッポン放送のエンターテインメント開発部の石井玄によれば、2019年に行われた「オードリーのオールナイトニッポン10周年全国ツアー in 日本武道館」というライブにおいて、観客1万2000人とライブビューイング1万人の合わせて2万2000人を動員して、大成功を収めたことのその興奮の余波によって、「次は東京ドームじゃないの?（笑）」という軽いノリから始まったという。その後、「15周年記念のときはどこでやろうか」「やっぱり東京ドームでできないかな」という話になって、いろんな人に「東京ドームの予算ってどんな感じですか?」と聞いたら、東京ドームなどの大きな会場は、基本的に2日間のイベントで開催しないと予算が成立しないことが判明したという。しかしながら、機材や人員を他のイベントと共有することによって、1日のイベントでも予算が成立する見込みが立ったため、何とか開催できる形になったという。
そして、この『オードリーのオールナイトニッポン in 東京ドーム』が、「コメディショー（ハイブリッドビューイング）のチケット販売数の最多記録」としてギネス世界記録に認定されたことが、2024年7月28日（27日深夜）に放送された『オードリーのオールナイトニッポン』で明らかにされた。なお、正式なチケット販売の数はライブビューイングと配信を含めると、合わせて15万6707人となった。
2024年4月26日に『オードリーのオールナイトニッポン』のパーソナリティを務めるオードリーが第61回ギャラクシー賞ラジオ部門のDJパーソナリティ賞を受賞したことが発表された。
2024年9月9日から9月14日までにかけて、2022年以来、2年ぶりに音楽アーティストがパーソナリティを務める『ニッポン放送70周年記念 オールナイトニッポン MUSIC WEEK 2024』が行われた。
2024年9月9日
- ANNX：キタニタツヤ
- ANN：YOASOBI
- ANN0：星街すいせい

2024年9月10日
- ANNX：Omoinotake
- ANN：星野源
- ANN0：あの

2024年9月11日
- ANNX：羊文学
- ANN：back number
- ANN0：ハンブレッダーズ

2024年9月12日
- ANNX：imase
- ANN：野田洋次郎（RADWIMPS）
- ANN0：新しい学校のリーダーズ

2024年9月13日
- ANN：NiziU
- ANN0：IS:SUE

2024年9月14日
- ANN：サカナクション・山口一郎
- ANN0：千葉雄喜（ゲスト：水原希子（モデル））

2025年8月23日（22日深夜）には、吉本興業とニッポン放送との共同企画で、『霜降り明星のオールナイトニッポン』が、大阪・関西万博の会場内から、オールナイトニッポンの番組の歴史で、初めての万博での会場からの生放送を実施する。

### 日曜日
日曜深夜にも1984年以前に『オールナイトニッポン電話リクエスト』という、糸居五郎や木藤隆雄、はたえ金次郎（波多江孝文）などが担当した電話リクエスト番組があった。歴代担当者は以下の通り。
- 亀渕昭信（1968年4月 - 1968年10月）
- 菊池貞武（1968年10月[303] - 1970年3月）
- 瀬戸将男（1970年3月15日[304] - 1971年4月）
- 広見忠雄（1971年4月19日[305] - 1972年10月）
- 糸居五郎（1972年10月 - 1974年12月）
- 木藤隆雄（1975年1月5日[306] - 1980年3月）
- はたえ金次郎（1980年4月6日[306] - 1984年4月1日）

1984年4月以降はオールナイトニッポンを冠しない、女性アーティストやアイドルが担当する番組となった（最初の番組は『タッチ・ミー・EPO』）。
その後、オールナイトニッポン30年を迎えた1997年10月に日曜日の電話リクエストが復活。以降、LF+Rの期間を含め以下のような番組を行っていた。
- 赤坂泰彦のオールナイトニッポン電話リクエスト（1997年10月12日 - 1999年3月28日、23:00 - 25:30）
- @llnightnippon.com HYPER REQUEST SUNDAY!（荘口彰久）（1999年4月4日 - 1999年10月3日、23:00 - 25:00）
- 桃乃未琴の@llnightnippon.com Sunday Request Night（1999年10月10日 - 2000年3月26日、23:00 - 25:00）
- SILVAのallnightnippon Sunday Special “Luv mode”（2000年4月2日 - 2001年3月25日、23:30 - 25:00）
- 中澤裕子のallnightnippon Sunday Special（2001年4月15日 - 2001年9月23日、23:30 - 25:00）
- 中澤裕子のallnightnippon Sunday SUPER!（2001年10月7日 - 2003年3月30日、23:00 - 24:30）
- 飯島愛の@llnightnippon Sunday.com（2001年10月7日 - 2003年3月30日、24:30 - 25:30）

他にオールナイトニッポンを冠した番組として、2008年4月 - 2009年3月には、『上原隆のオールナイトニッポン サポーターズ』（25:00 - 25:30）が、2009年10月11日 - 2010年9月12日には、『オールナイトニッポンサンデー』が放送されている。
その後、単発で放送された 『ROLLYと谷山浩子のオールナイトニッポンR』（2012年10月14日、27:00 - 29:00）以外は日曜日のオールナイトニッポンは放送されていなかったが、2013年4月改編から2018年10月改編にかけて『中島みゆきのオールナイトニッポン月イチ』が放送された。日曜のオールナイトニッポンレギュラー枠では、2003年3月に『中澤裕子のallnightnippon Sunday SUPER!』と『飯島愛の@llnightnippon Sunday.com』が終わって以来、10年ぶりとなる。また『中島みゆきの月イチ』は、一部の局ではあるがネットされており、サンデースペシャルが放送される時間帯はほとんどの局では他番組の遅れネットやプロダクション制作の番組の放送、あるいはメンテナンスに充てることがほとんどのため、日曜日の枠が全国ネット（一部）がなされるのは初めてのこととなった。
2019年4月からは月に一度、25:30 - 27:00に『WANIMAのオールナイトニッポン 〜にちようび〜』 を、27:00 - 29:00に『高嶋ひでたけのオールナイトニッポン月イチ』 を放送開始した。WANIMAは土曜の月一放送からのスライドとなり、高嶋は1972年以来、47年ぶりにオールナイトニッポンに復帰した。その後、2020年2月19日の放送分をもって『WANIMAのオールナイトニッポン 〜にちようび〜』が終了し、2020年9月現在は『高嶋ひでたけのオールナイトニッポン月イチ』が放送されているほか、前述の『綾川千歳のオールナイトニッポンN(ニュー)』も日曜深夜にあたるこの時間帯に放送されている。。

## テーマ曲
- 『BITTERSWEET SAMBA（ビタースウィート・サンバ）』
  - 作曲：ソル・レイク
  - 演奏：ハーブ・アルパートとティファナ・ブラス
  - 収録アルバム：『Whipped Cream & Other Delights』（1965年、A&Mレコードよりリリース）
  - 原曲は演奏時間1分46秒だが、番組用に長く編集されている。

### 採用の経緯
テーマ曲として採用された経緯については諸説ある。
- 実際はA面だった曲（「ティファナ・タクシー」）を使用していたが、高崎一郎の番組スタッフが誤ってB面の「ビタースウィート・サンバ」を流したところ、高崎が気に入ってこの曲に変更された（ただし「ビタースウィート・サンバ」はアルバム『Whipped Cream & Other Delights』のA面4曲目。「ティファナ・タクシー」は別のアルバム『Going Places!!』のA面1曲目であり、間違えるはずはないという指摘もある[309]。編集盤やシングル盤という可能性もあるが詳細は不明）。また、TBSラジオの爆笑問題の日曜サンデー（2021年5月16日放送）に斉藤安弘がゲストとして出演した際には、「これ、間違えちゃったんですよね、最初の日の人が。（レコードの）針を乗っけるんで。この曲じゃなかった」と述べた上で、「もともと同バンドの別の曲をテーマに使うはずだったが、スタッフがレコードをかけ間違えてこの曲が流れてしまった」というが、「だけども、結果的にこっちの方がいいじゃない？って言って『ビタースイート・サンバ』に（定着した）」と当時のエピソードを話した[310]。
- 違う曲（「レモン・ツリー」または「ティファナ・タクシー」）をテーマ曲候補としていたが、収録されたレコードの同じ面に収録されていた「ビタースウィート・サンバ」が誤って流れ、曲を聴いた高崎一郎がテーマ曲として決定した[注 52]。
- 上記の説を否定する証言が存在する。
  - 1970年代から1980年代にかけてプロデューサーをつとめた近衛正通（岡崎正通）は、高崎一郎からテーマ曲選びを依頼された朝妻一郎が、最初から「ビタースウィート・サンバ」を選んだのに過ぎず、上記のかけ間違え説は高崎が「都市伝説みたいなストーリーを作った」という証言を行っている[311]。
  - 斉藤安弘は「もともとこの曲をテーマにする予定だったと聞いていた」と、自身の番組『オールナイトニッポンエバーグリーン』で発言している[信頼性要検証]。
  - 『オールナイトニッポン40周年記念!笑福亭鶴光と松本ひでおの深夜放送ヒット電話リクエスト』（2007年2月19日放送分）[信頼性要検証]の中で、松本ひでおが、スタッフの間違いではなく高崎一郎が初めから決めていたことだと明らかにし、同時に「スタッフ間違え説」を否定した。
  - 栃木放送開局50周年ラジオスペシャル『真夜中のビター・スウィート・サンバ』（2014年3月23日放送）[312][注 53]にて、朝妻一郎が栃木放送・川島育郎からのインタビューでこのことに触れており、高崎からテーマ曲の候補を探すよう依頼され、朝妻の会社（ニッポン放送子会社のパシフィック音楽出版(PMP)（現フジパシフィックミュージック））が著作権を持っている曲の中から選んで高崎に視聴させたところ、「演奏はよいがリズム感が......これじゃないだろう」と言われ、高崎自身が同じ盤の他の曲の中で「ビタースイート・サンバ」を選んだという。その後、高崎が逸話として話を面白くするため「盤を裏返しに…」と話したそうである。 WP:V#SP→ [313]
  - 朝妻一郎が回顧録の中で、最初に高崎にテーマ曲の候補として聴かせたのは前掲アルバムからの「あめんぼうとバラ (Lollipops And Roses)」だった。結局、高崎がPMPの楽曲ではない「ビタースイート・サンバ」を選んだため、朝妻は当時のティファナ・ブラスの発売元であるキングレコードの寒梅賢氏に頼んで「あめんぼうとバラ」をシングル盤のB面（B面でもA面と同額の印税が入ってくるため）にしてもらったという[314]。
  - 2022年10月3日（2日深夜）に放送されたオールナイトニッポン55周年記念特別番組『1967年10月2日 オールナイトニッポンが生まれた日』において垣花正が朝妻一郎にインタビューした内容によると、「初代パーソナリティの1人であり上司だった高崎より「『オールナイトニッポン』のテーマ曲を探せ」と命令を受けた朝妻は、最初にマッコイズの『カム・オン・レッツ・ゴー』を持っていったが高崎のイメージと合わず、ハーブアルパート＆ティファナブラスの『あめんぼうとバラ』を聴かせても興味を示さなかった。高崎が同曲の収録されたアルバム『ホイップド・クリーム&アザー・ディライツ』を1曲ずつ聴いていく中で『ビタースウィート・サンバ』を聴き「お前コレだよコレ！」との発言により決まった」というのが真実だと明かした[35]。さらに朝妻は「それではエピソードとしては普通すぎるということで、話として盛り上げるため、高崎の発案で『ビバ・ヤング』に掲載する逸話を用意。1969年11月号の中で、「『ビタースウィート・サンバ』をテーマ曲にしたのは誰か?」という問い合わせに答える形で、「『これぞアメリアッチ／ザ・ティファーナ・ブラス』というLPの中から『レモン・ツリー』という曲を推薦したのは高崎だった。ところが、そそっかしい初代デスクのT氏がもう1つ内側のミゾの曲を聴いて決定してしまった。その曲が『ビタースウィート・サンバ』だったのである」と掲載し、それが定説となっていった」とも明らかにしている[35]。

#### 備考（テーマ曲）
- 『タモリのオールナイトニッポン』において、ハーブ・アルパートが特別ゲストとして招かれたとき、その当時のテーマ曲のバージョンを、トーク無しのフル演奏で流したことがある。
- 1973年 - 1974年頃のオープニングには、前述のデニス・コフィー（正確には「デニス・コフィー&ザ・デトロイト・ギター・バンド」）による演奏（1973年にキングレコードより国内向けにリリース。原曲は演奏時間2分40秒。テーマ曲として使われた時のイントロは原曲を多少アレンジしてある）でアレンジされた「ビタースイート・サンバ」を採用。ロック調またはディスコ調ヴァージョン、特にイントロはエレクトリックギターで演奏され、現在使用されているテーマ曲とは異なるリズムで、他の楽器としてボンゴを使用している（本楽曲は海外向けに、A&Mレコードが1973年にリリースしてB面に収録されている[315]）。しかし、後にオリジナル（ハーブ・アルパート）版へ随時戻されるようになり、「デニス・コフィー&ザ・デトロイト・ギター・バンド」ヴァージョンの使用は1974年末頃の土曜深夜『笑福亭鶴光のオールナイトニッポン』までとなった。
- かつては、ネット局により午前3時（第1部終了）までの局（全ての局ではないが、CBCラジオやラジオ大阪など）はそれぞれの局において、第2部のオープニング（午前3時の時報）までにかかる繋ぎの曲の途中からカットインしエンディングとして流し、各局のアナウンサーが番組協賛スポンサー及び番組終了のアナウンスを入れていた。現在は行われておらず、次番組が始まるまでに繋ぎの曲（つまり、第1部のエンディング曲）をフェードアウトしてからコマーシャルなどが入るようになった。
  - CBCラジオの場合、3時で飛び降りる時に前述の「デニス・コフィー&ザ・デトロイト・ギター・バンド」ヴァージョンが使用されていた（2時58分30秒頃から、約1分20秒程）。1986年までは『ビバヤング、オールナイトニッポン。この番組は○○......』のように協賛スポンサーの読み上げも流されていたが、1987年頃は『ビバヤング、オールナイトニッポン。それでは今日はこの辺で。』のみのナレーションが入っていた[注 54]。1990年代頃から使用されなくなり、現在のように各CMが流れて3時を迎えている。
- また、現在は、木曜日の『ナインティナインのオールナイトニッポン』、土曜日の『オードリーのオールナイトニッポン』などで一節が繰り返されている物のフル演奏を聴くことができる。また、一部の番組では、先のものとは別の部分を延々繰り返している物を曲紹介・スポンサー読み・コーナー呼び込みまで掛ける事もある。
- 第2部では番組設置の経緯（4時間の大きな放送枠を便宜上二つに分ける）から、オープニングでは流さず、エンディングに流し、曲の終了と共に番組も終了するというスタイルが長らく続いていた[注 55] が、「R」では旧オールナイトニッポンとは別の番組枠となったとしてオープニングにもかけられる場合が多数となった他、エンディングも単なるフェードアウトとなる場合が多くなった（土曜単独となっても行われる。また週によってはニッポン放送飛び降りのところで流されることもある）。「ZERO」では旧・第2部の復活という理由付けを行い、旧第2部と同じ構成で曲が使われている。
- 2014年、ニッポン放送開局60周年企画の1つとして行われた投票企画「あなたが『オールナイトニッポン』で出会った忘れられぬミュージックランキング」にて1位を獲得したが、この旨をハーブ・アルパートに連絡したところ「使用されていたこと自体を知らなかった」事が発覚した[318]。また、斉藤はハーブ・アルパートが来日した時に初めて対面を果たし、「この『ティファナ・ブラス』の曲を2回やってくれた。楽屋に行って、『こういう深夜番組があって、テーマソングで使っている』』って（聞いた）。『知ってる』と」ハーブ・アルパート自身が認知していたことを明らかにした[310]。
- 2024年6月23日（22日深夜）に放送された『SARUKANIのオールナイトニッポン0(ZERO)』では、パーソナリティを担当したヒューマンビートボックスグループ・SARUKANIが2時間通してメンバー4人の口から出た音だけで全て進行する[319]ことから、オープニングとエンディングで流れる「ビタースイート・サンバ」も事前に収録したSARUKANIによるビートボックスバージョンを流していた。

#### 現在放送中の各曜日のテーマ曲一覧（オープニング・エンディング）
| 名称                 | 放送曜日         | オープニング                                                                  | エンディング                                              |
| オールナイトニッポン |                  |                                                                               |                                                           |
| -------------------- | ---------------- | ----------------------------------------------------------------------------- | --------------------------------------------------------- |
| オールナイトニッポン | 月曜日           | 『BITTERSWEET SAMBA』 （Herb Alpert & The Tijuana）                           | 『All My Best Friends Are Metalheads』 （Less Than Jake） |
| オールナイトニッポン | 火曜日           | 『BITTERSWEET SAMBA』 （Herb Alpert & The Tijuana）                           | 『Friend Ship』 （星野源）                                |
| オールナイトニッポン | 水曜日           | 『BITTERSWEET SAMBA』 （Herb Alpert & The Tijuana）                           | 『虹色の魚』 （MONKEY MAJIK）                             |
| オールナイトニッポン | 木曜日           | 『BITTERSWEET SAMBA』 （Herb Alpert & The Tijuana）                           | 『明日にだって』 （ネクライトーキー）                     |
| オールナイトニッポン | 金曜日           | 『BITTERSWEET SAMBA』 （Herb Alpert & The Tijuana）                           | 『C'est La Vie』 （Stereophonics）                        |
| オールナイトニッポン | 土曜日           | 『BITTERSWEET SAMBA』 （Herb Alpert & The Tijuana）                           | 『A Heady Tale』 （ザ・フラテリス）                       |
| GOLD                 | 金曜日           | 『BITTERSWEET SAMBA』 （Herb Alpert & The Tijuana）                           | -                                                         |
| Premium              | 土曜日           | 『BITTERSWEET SAMBA』 （Herb Alpert & The Tijuana）                           | -                                                         |
| 月イチ               | 日曜日（月一回） | 『BITTERSWEET SAMBA』 （Herb Alpert & The Tijuana）                           | -                                                         |
| 0(ZERO)              | 土曜日           | 『BITTERSWEET SAMBA』 （Herb Alpert & The Tijuana）                           | -                                                         |
| 0(ZERO)              | 月曜日           | 『First Name Initial』 （アネット・ファニセロ）                               | 『BITTERSWEET SAMBA』 （Herb Alpert & The Tijuana）       |
| 0(ZERO)              | 火曜日           | 『発光体』 （ゆらゆら帝国）                                                   | 『BITTERSWEET SAMBA』 （Herb Alpert & The Tijuana）       |
| 0(ZERO)              | 水曜日           | 『Waiting For Love』 （Avicii）                                               | 『BITTERSWEET SAMBA』 （Herb Alpert & The Tijuana）       |
| 0(ZERO)              | 木曜日           | 『ゴールドソーサー』 （植松伸夫）                                             | 『BITTERSWEET SAMBA』 （Herb Alpert & The Tijuana）       |
| 0(ZERO)              | 金曜日           | 『Ahead Of The Light』 （MIYAVI）                                             | 『BITTERSWEET SAMBA』 （Herb Alpert & The Tijuana）       |
| X                    | 月曜日           | 『Bitter Sweet Samba』 -Ayase Remix- （編曲: Ayase（YOASOBI））               | 『好き、お願い（Instrumental）』 （FRUITS ZIPPER）        |
| X                    | 火曜日           | 『Bitter Sweet Samba』 -Ayase Remix- （編曲: Ayase（YOASOBI））               | 『I Want You to Know Me』 （Sea Girls）                   |
| X                    | 水曜日           | 『Bitter Sweet Samba』 -Ayase Remix- （編曲: Ayase（YOASOBI））               | 『With Us』 （JO1）                                       |
| X                    | 木曜日           | 『Bitter Sweet Samba』 -Ayase Remix- （編曲: Ayase（YOASOBI））               | 『君は0から1になれ』 （日向坂46）                         |
| サタデースペシャル   | 土曜日           | 『BITTERSWEET SAMBA』REMIXバージョン （編曲: DJ松永（Creepy Nuts））          | 『Imitation Rain』 （SixTONES）                           |
| MUSIC10              | 月 ‐ 木          | 『Selangkah Keseberang』（Fariz RM） （en:White Shoes & The Couples Company） | 『This One's for You』 （staff）                          |

## ウィークリーソング
- 週替わりで各曜日にかかわらず「オールナイトニッポンプッシュ」（以前は「ニッポン放送ディレクターズプッシュ」）としてヘビーローテーションで新譜が流される。 これはかつて月間（月間時のヘビロテの名称は「オールナイトニッポン・スーパーディスク」）であった。
- 2012年4月から当番組の推薦曲がエンディングで流されるようになったこともある。

## 番組ジングル
CM前とCM明けのジングルを数々のアーティストが手がけており、放送開始から40周年・45周年・50周年・55周年を記念した特別番組・特別企画においてはこれらのジングルが様々使用された（1990年代後半のものなど、使用されなかったジングルも多い）。現在の通常放送でも、ディレクターの意向により現在使用されていないジングルを放送する場合もある。下記のものは22時・23時台の『SUPER!!』から『MUSIC10』を除く番組で流れた共通ジングル。CM前にこちらを流し、CM明けにそれぞれの番組のジングルを流すパターンもある。ウッチャンナンチャンや松任谷由実など一部パーソナリティは「オールナイトニッポン」と歌う部分の前に「〇〇の！」とコールする音声を入れていた（それで「〇〇のオールナイトニッポン」となる仕組み）。
| 担当                                         | 担当期間                                    | 備考 |
| -------------------------------------------- | ------------------------------------------- | --- |
| スリー・グレイセス                           | 1967年10月2日- 1982年                       | 放送開始から1970年代は「♪オールナーイトニーッポーン♪」や「♪ビバーヤング! パヤパヤ ビバヤーング♪」のジングルが主流であった。 このジングルは、他の担当者では使われなくなっても、笑福亭鶴光のオールナイトニッポンでは1982年まで使用され続けたうえ、鶴光自身が歌ったものも存在し、それは2020年以降の『鶴光の噂のゴールデンリクエスト』で使用中。 一時期、全ての番組で使用されなくなったが、サンプラザ中野担当回では当時唯一「ビバ!ヤング」をタイトルに付けていたため、全国一斉放送のCMの時のみ（毎時00分から30分頃）使用されていた。 その後、糸居五郎死去の際の追悼番組で流された。過去にはくり万太郎が担当する『くり万太郎のオールナイトニッポンR』や斉藤安弘が担当する『オールナイトニッポンエバーグリーン』でも流れていた。 1970年代、亀渕昭信が担当していた『ビバ・カメショー』にも「カメ、カメー」や、斉藤安弘が担当していた頃の「オールナイートニーッポン、アンコー（アンコーさーん）」などの担当DJ専用ジングルもあった。 |
| 大橋純子                                     | 1977年4月- 1982年10月                       | |
| EPO                                          | 1982年10月- 1986年4月12日                   | |
| 不定                                         | 1980年代                                    | 山下達郎・竹内まりや・大貫妙子・中島みゆき・谷山浩子が担当した。 |
| 角松敏生                                     | 1986年4月14日- 1989年1月6日                 | 20周年記念バージョンのジングルで「20th Anniversary」のフレーズが入っている。 20周年目以降も該当部分を削除して使用を継続。 |
| クレヨン社                                   | 1989年1月9日- 1992年3月14日                 | |
| To Be Continued                              | 1992年3月16日- 1992年7月11日                | AMステレオ放送開始とともに使用。 |
| 中西圭三                                     | 1992年7月13日- 1993年2月27日                | 25周年記念バージョンのジングルで「25th Anniversary」のフレーズが入っている。 |
| Selfish                                      | 1993年3月1日- 1994年5月14日                 | |
| L⇔R                                          | 1994年5月16日- 1995年10月7日                | このうちの1パターンは『くり万太郎のオールナイトニッポンR』で使用。 |
| 平井堅                                       | 1995年10月9日- 1997年7月19日                | |
| チャーミースマイル&グリーンヘッド            | 1997年7月21日- 1997年11月1日                | 30周年記念バージョンのジングルで「thirty Years」のフレーズが入っている。 |
| Ram Jam World                                | 1997年11月3日- 1999年3月27日                | |
| 不明                                         | 1999年3月29日- 2001年3月31日                | 『LF+R』の初期 |
| smorgas                                      | 2001年4月2日- 2001年12月                    | |
| savage genius                                | 2002年1月- 2003年3月                        | 担当当時はボーカル&歌詞を担当する"ああ"とギター&作曲のtakumiのユニットだった。 「SUPER!」で使用。 |
| チェンジング・マイ・ライフ                   | 2002年1月- 2003年3月                        | ボーカル・作詞のmyco、キーボードの辺見鑑孝、作曲・ギターの田辺晋太郎。 「.com」で使用。 |
| サム41                                       | 2003年3月31日- 2008年9月18日                | 海外のアーティストがこの番組のジングルを手がけるのはこれが初。 毎日使用していたのは2005年7月1日までであるが、ナインティナイン担当回では2008年9月18日まで1パターンのみ使用され続いた。 |
| Tommy february6                              | 2003年7月7日- 2007年4月12日                 | 毎日使用していたのは2005年7月1日までであるが、木・金のみ2007年4月12日まで使用され続けた。 |
| B-DASH                                       | 2003年10月3日- 2009年10月3日                | 金・土の「R」専用ジングル。 「オールナイトニッポンR〜」と歌っているもの。 「ANN」は全て2009年10月9日より25時台と同じものへ統一されたため、「R」専用のジングルは消滅した。 |
| 奥華子                                       | 2005年7月4日- 2007年4月10日                 | |
| 倭製ジェロニモ&ラブゲリラエクスペリエンス    | 2006年5月19日- 2007年4月11日                | |
| Remark Spirits                               | 2007年4月13日- 2008年9月30日                | 40周年記念バージョンのジングルで「40th」もしくは「40th Anniversary」のフレーズが入っている。 |
| GIRL NEXT DOOR                               | 2008年10月1日- 2009年10月3日                | |
| さかいゆう                                   | 2009年10月5日- 2011年12月31日               | |
| MAN WITH A MISSION                           | 2012年1月2日- 2013年3月30日                 | 45周年記念バージョンのジングルで「45th Anniversary」などのフレーズが織り込まれている。 |
| kz（livetune）×八王子P（ボーカル：初音ミク） | 2013年4月2日未明- 2017年1月3日1時台前半     | 使用開始日に「ゴールデンボンバー鬼龍院翔のオールナイトニッポン」にて発表。 後任が使用開始日の放送途中にサプライズ発表となった関係で、発表の直前まで使用された。 |
| 星野源                                       | 2017年1月3日1時台後半- 2022年10月5日「ANN」 | 当初は「50周年」などのフレーズが織り込まれた50周年記念バージョンのジングルとして使用され、その後歌詞を一部変更して使用を継続。 『星野源のオールナイトニッポン』の放送途中から使用開始となり、星野の作であることが併せて発表された。 新しい番組ジングルを発表した星野源のオールナイトニッポンの放送終了まで使用された。 |
| 星野源                                       | 2022年10月5日「ANN0」-                      | 2017年1月から5年9か月使用してきた番組ジングルが55周年を記念して刷新されることになった。 今回刷新されたジングルは『ANN』『ANN0』『ANNX』『ANN Premium』『ANNサタデースペシャル』の共通ジングルとして使用される。 なお、2023年1月18日（17日深夜）に放送された『星野源のオールナイトニッポン』において、2021年9月8日（7日深夜）にゲストとして出演したオードリーの若林正恭との共演がきっかけでコラボレーションが実現した55周年記念ジングルが追加されることになり、そのジングルが披露された。なお、追加されたジングルは2023年1月24日（23日深夜）から使用が開始された。 2023年10月3日（2日深夜）からは、追加ジングル以外で「55周年」などのフレーズが入っているバージョンを歌詞違いバージョンへ変更し、使用を継続している。 |

## CD・レコード

### シングル
- 今、僕たちにできる事（ポニーキャニオン）- 歌：オールナイトニッポン・パーソナリティーズ（1992年10月期当時のパーソナリティ全員[注 58] が参加 対後天性免疫不全症候群運動のために制作された。なお、1993年5月〜1994年4月までは全番組のCMフィラーにてインスト版が使われた）
- ビタースウィート・サンバ（ポリドール） - 演奏：ハーブ・アルパートとティファナ・ブラス（1994年10月26日発売。当初テーマ曲の予定だったティファナ・タクシーも収録。廃盤）

### アルバム
- オールナイトニッポン（LP盤）（キャニオン・レコード : 1970年12月）- 最初のオールナイトニッポンのアルバム、当時のパーソナリティ全員参加
- 海賊放送局（LP盤）（キャニオン・レコード : 1971年11月）- 今仁哲夫と天井邦夫によるビバ栗毛の珍道中記、パーソナリティ全員参加のラジオドラマ、カメカメ合唱団の歌
- 深夜放送グラフティ オールナイト・ニッポン（エピック・ソニーレコード : 1991年11月）- 糸居五郎、ビバ・カメショー（ゲスト：あのねのね - オールナイトニッポンに初めてゲストに招かれ、のちパーソナリティとなるきっかけとなった貴重な録音）、斉藤安弘（最終回、電話出演で翌週から木曜深夜のパーソナリティを引き継ぐ海援隊の武田鉄矢の他、スタジオゲストに水沢アキ、菅原孝（ビリーバンバン））のそれぞれの抜粋を収録
- オールナイトニッポン Radio Days Bitter Hits（東芝EMI（現EMIミュージック・ジャパン））
- オールナイトニッポン Radio Days Sweet Hits（UM3/USM Japan）
- オールナイトニッポン パーソナリティーズヒッツ〜青春 ON AIR〜（ポニーキャニオン）

以上の3作品は、2003年に発売した35周年記念のコンピレーションアルバム
- オールナイトニッポン EVERGREEN（EMIミュージック・ジャパン、ビクターエンタテインメントほか） - 2008年1月23日に6枚同時発売した40周年記念のコンピレーションアルバム

## 商品
- 青春のオールナイトニッポン（タカラ）

BCLラジオのフィギュア。つまみを模したボタンを押すと、ジングルや糸居五郎や笑福亭鶴光らの番組の一部音声が流れる。ビタースウィートサンバはオリジナル。2004年発売。
- 懐かしのオールナイトニッポンキャンデー（ブルボン）

番組内容の一部とパーソナリティの持ち歌で構成した8cmCD付きのコーヒーキャンデー（食玩）。2004年発売。
- オールナイトニッポン スーパーマリオブラザーズ（任天堂）

ファミリーコンピュータ ディスクシステム用ゲームとして、有名なゲーム『スーパーマリオブラザーズ』の一部キャラクターのグラフィックを、当時のパーソナリティの顔に差し替えたもの。1987年、番組放送開始20周年を記念して任天堂と共同製作した。
- オールナイトニッポン40周年記念カップ麺が日清食品、明星食品の制作でサークルK/サンクスにて2007年10月31日発売 。
- オールナイトニッポンを作ろう!（ニッポン放送、フジミック）

自分で番組運営ができるほか、多彩なゲストと魅力的なスポンサー集め、他のユーザーとの交流や名刺の奪い合い、携帯電話のGPS機能を利用した位置でエリア拡大などを詰め込んだ番組運営シミュレーションソーシャルゲーム。2011年、mobageにて提供。
- オールナイトニッポン最大の危機からの脱出（SCRAP）

体験型ゲームイベントが東京ミステリーサーカスで2019年～2021年3月まで開催。

## ネット局
現在、『オールナイトニッポン（1部）』は全国36局ネットであり、放送対象地域上では全ての都道府県で聴取可能な番組である。地方でのネット局は、主にニッポン放送がキー局を務めている全国ラジオネットワーク（NRN）の加盟系列局が多いが、3部制となった1999年のLF+R時代以降、時間帯によってネット局が変わるなど状況が複雑化した。2019年10月現在、日本の民間AM局のうち、ニッポン放送のエリア以外で『オールナイトニッポン』シリーズを一切放送していないのは岐阜放送（ぎふチャン）、MBSラジオ、琉球放送（RBCiラジオ）の3局のみとなっている。

### 一覧
- 表中「放送番組」欄については以下の通り。

| 略称 | 名称                                                       | 放送日時                                                   | 放送局数                                                   |
| ---- | ---------------------------------------------------------- | ---------------------------------------------------------- | ---------------------------------------------------------- |
| 10   | オールナイトニッポンMUSIC10 オールナイトニッポンGOLD       | 月 - 木 22:00 - 24:00 金曜日 22:00 - 24:00                 | 月 18局 火 - 金 19局                                       |
| A1   | オールナイトニッポン                                       | 月 - 土 25:00 - 27:00                                      | 36局                                                       |
| A0   | オールナイトニッポン0(ZERO) 平日                           | 月 - 木 27:00 - 28:30 金曜日 27:00 - 29:00                 | 35局                                                       |
| 0S   | オールナイトニッポン0(ZERO) 土曜日                         | 土曜日 27:00 - 29:00                                       | 27局                                                       |
| SS   | オールナイトニッポンサタデースペシャル                     | 土曜日 23:30 - 25:00                                       | 34局                                                       |
| 備考 |                                                            |                                                            |                                                            |
| ※    | かつて同時間帯の番組をネットしていたが打ち切りとなった枠。 | かつて同時間帯の番組をネットしていたが打ち切りとなった枠。 | かつて同時間帯の番組をネットしていたが打ち切りとなった枠。 |

2025年度 春改編以降（2025年3月31日 - ）
| 放送対象地域   | 放送局                     | 系列      | 放送番組 | 放送番組 | 放送番組 | 放送番組 | 放送番組 | 備考                                       | ネット開始年月                  |
| -------------- | -------------------------- | --------- | -------- | -------- | -------- | -------- | -------- | ------------------------------------------ | ------------------------------- |
| 関東広域圏     | ニッポン放送               | NRN       | 10       | A1       | A0       | 0S       | SS       | 制作局                                     | 1967年10月2日                   |
| 北海道         | STVラジオ                  | NRN       | 10       | A1       | A0       | 0S       | ※        | [ 注 62 ] [ 注 63 ]                        | 1970年6月30日                   |
| 北海道         | 北海道放送                 | NRN / JRN | -        | -        | -        | -        | SS       |                                            | 2003年10月                      |
| 青森県         | 青森放送                   | NRN / JRN | 10       | A1       | A0       | ※        | SS       | [ 注 64 ] [ 注 65 ] [ 注 66 ]              | 1973年7月3日                    |
| 岩手県         | IBC岩手放送                | NRN / JRN | 10       | A1       | A0       | 0S       | SS       | [ 注 67 ] [ 注 68 ] [ 注 69 ]              | 1972年4月                       |
| 宮城県         | 東北放送                   | NRN / JRN | 10       | A1       | A0       | ※        | SS       | [ 注 70 ] [ 注 71 ] [ 注 72 ]              | 1970年10月                      |
| 秋田県         | 秋田放送                   | NRN / JRN | -        | A1       | A0       | -        | SS       | [ 注 73 ]                                  | 1979年10月                      |
| 山形県         | 山形放送                   | NRN / JRN | 10       | A1       | A0       | 0S       | SS       | [ 注 74 ] [ 注 75 ] [ 注 72 ]              | 1977年4月                       |
| 福島県         | ラジオ福島                 | NRN / JRN | ※        | A1       | A0       | 0S       | SS       | [ 注 76 ] [ 注 77 ]                        | 1982年4月                       |
| 栃木県         | 栃木放送                   | NRN       | -        | A1       | A0       | 0S       | -        |                                            | 1995年7月                       |
| 茨城県         | LuckyFM茨城放送            | NRN       | ※        | A1       | A0       | 0S       | SS       | [ 注 78 ] [ 注 79 ]                        | 2001年4月                       |
| 新潟県         | 新潟放送                   | NRN / JRN | -        | A1       | A0       | 0S       | SS       | [ 注 81 ]                                  | 1976年6月1日                    |
| 長野県         | 信越放送                   | NRN / JRN | 10       | A1       | A0       | ※        | SS       | [ 注 82 ] [ 注 83 ] [ 注 84 ]              | 1970年10月8日                   |
| 山梨県         | 山梨放送                   | NRN / JRN | 10       | A1       | A0       | ※        | SS       | [ 注 85 ] [ 注 86 ] [ 注 87 ] [ 注 88 ]    | 1980年3月 - 1983年3月 1991年4月 |
| 富山県         | 北日本放送                 | NRN / JRN | ※        | A1       | A0       | 0S       | SS       | [ 注 89 ] [ 注 90 ]                        | 1977年4月                       |
| 石川県         | 北陸放送                   | NRN / JRN | 10       | A1       | A0       | 0S       | SS       | [ 注 91 ] [ 注 92 ] [ 注 93 ]              | 1982年4月5日                    |
| 福井県         | 福井放送                   | NRN / JRN | 10       | A1       | A0       | 0S       | SS       | [ 注 94 ] [ 注 95 ] [ 注 96 ]              | 1981年4月                       |
| 静岡県         | 静岡放送                   | NRN / JRN | ※        | A1       | A0       | 0S       | SS       | [ 注 97 ] [ 注 98 ] [ 注 99 ]              | 1970年7月1日                    |
| 中京広域圏     | 東海ラジオ                 | NRN       | 10       | -        | A0       | 0S       | SS       | [ 注 100 ] [ 注 101 ] [ 注 102 ]           | 1999年10月                      |
| 中京広域圏     | CBCラジオ                  | JRN       | -        | A1       | ※        | ※        | -        | [ 注 103 ] [ 注 104 ]                      | 1972年10月10日                  |
| 京都府・滋賀県 | KBS京都 （KBS滋賀）        | NRN       | ※        | A1       | A0       | 0S       | SS       | [ 注 105 ] [ 注 106 ]                      | 1978年4月                       |
| 近畿広域圏     | ラジオ大阪                 | NRN       | -        | A1       | -        | -        | -        |                                            | 1970年6月30日                   |
| 近畿広域圏     | 朝日放送ラジオ             | NRN / JRN | ※        | -        | -        | -        | SS       | [ 注 107 ] [ 注 108 ]                      | 2009年11月                      |
| 近畿広域圏     | FM COCOLO                  | MegaNet   | 10       | -        | -        | -        | -        | [ 注 109 ] [ 注 110 ] [ 注 111 ]           | 2013年10月                      |
| 兵庫県         | ラジオ関西                 | 独立局    | ※        | -        | A0       | 0S       | -        | [ 注 113 ] [ 注 114 ] [ 注 115 ]           | 2001年4月 - 2004年3月 2007年4月 |
| 和歌山県       | 和歌山放送                 | NRN / JRN | 10       | A1       | ※        | 0S       | ※        | [ 注 116 ] [ 注 117 ] [ 注 69 ] [ 注 118 ] | 1981年4月                       |
| 鳥取県・島根県 | 山陰放送                   | NRN / JRN | ※        | A1       | A0       | -        | SS       | [ 注 119 ] [ 注 120 ]                      | 1985年4月                       |
| 岡山県         | RSK山陽放送                | NRN / JRN | 10       | A1       | A0       | -        | SS       | [ 注 121 ] [ 注 122 ]                      | 1997年10月                      |
| 広島県         | 中国放送                   | NRN / JRN | ※        | A1       | A0       | ※        | SS       | [ 注 123 ] [ 注 124 ] [ 注 125 ]           | 1970年10月                      |
| 山口県         | 山口放送                   | NRN / JRN | 10       | A1       | A0       | 0S       | SS       | [ 注 126 ] [ 注 127 ]                      | 1988年4月                       |
| 徳島県         | 四国放送                   | NRN / JRN | -        | A1       | A0       | 0S       | SS       | [ 注 128 ] [ 注 129 ]                      | 1977年4月                       |
| 香川県         | 西日本放送                 | NRN / JRN | ※        | A1       | A0       | 0S       | SS       | [ 注 130 ] [ 注 131 ] [ 注 132 ]           | 1971年4月                       |
| 愛媛県         | 南海放送                   | NRN / JRN | ※        | A1       | A0       | 0S       | SS       | [ 注 133 ] [ 注 134 ] [ 注 135 ]           | 1979年4月9日                    |
| 高知県         | 高知放送                   | NRN / JRN | ※        | A1       | A0       | 0S       | SS       | [ 注 130 ] [ 注 136 ] [ 注 135 ]           | 1971年4月                       |
| 福岡県         | 九州朝日放送               | NRN       | 10       | A1       | A0       | 0S       | -        | [ 注 137 ] [ 注 138 ]                      | 1970年7月15日                   |
| 福岡県         | RKB毎日放送                | JRN       | -        | -        | -        | -        | SS       |                                            | 2000年3月                       |
| 長崎県・佐賀県 | 長崎放送 （NBCラジオ佐賀） | NRN / JRN | 10       | A1       | A0       | 0S       | SS       | [ 注 139 ] [ 注 140 ] [ 注 141 ]           | 1970年10月3日                   |
| 熊本県         | 熊本放送                   | NRN / JRN | ※        | A1       | A0       | 0S       | SS       | [ 注 142 ] [ 注 143 ] [ 注 144 ]           | 1971年3月31日                   |
| 大分県         | 大分放送                   | NRN / JRN | 10       | A1       | A0       | 0S       | SS       | [ 注 145 ] [ 注 146 ] [ 注 147 ]           | 1979年4月                       |
| 宮崎県         | 宮崎放送                   | NRN / JRN | 10       | A1       | A0       | 0S       | SS       | [ 注 148 ] [ 注 149 ]                      | 1977年4月                       |
| 鹿児島県       | 南日本放送                 | NRN / JRN | ※        | A1       | A0       | 0S       | SS       | [ 注 150 ] [ 注 151 ] [ 注 152 ] [ 注 72 ] | 1979年10月                      |
| 沖縄県         | ラジオ沖縄                 | NRN       | -        | A1       | A0       | -        | SS       | [ 注 153 ] [ 注 154 ]                      | 1977年4月                       |

ネット局で年末年始特番が行われる場合があるほか、地元のプロ野球チームが優勝した日は優勝記念特別番組放送が編成され、いずれも休止となる場合がある。一例として、
- 2013年9月26日：東北放送 - 東北楽天ゴールデンイーグルスのリーグ優勝時、「GOLD」～「0(ZERO)」を休止
- 2016年9月10日：中国放送 - 広島東洋カープのリーグ優勝時、「サタデースペシャル 大倉くんと高橋くん」を休止
- 2016年10月29日：北海道放送 - 北海道日本ハムファイターズの日本シリーズ制覇時、「サタデースペシャル 大倉くんと高橋くん」を休止

などが挙げられる。

### 中京広域圏
愛知・岐阜・三重県の中京広域圏（東海3県）では1部枠をJRN単独系列のCBCラジオ（以下「CBC」）で放送している関係から、CBCはニッポン放送の音声を東京都千代田区九段のCBC東京支社を経由してネットしている（伝送にはNTTコミュニケーションズの帯域保証のIP回線を使用）。これは、ANNの開始当初に放送地域の拡大を試み、NRN系列の東海ラジオに放送を依頼したが、自社制作の人気番組『ミッドナイト東海』（現在の『東海ラジオミッドナイトスペシャル』）を放送している関係からネットを断られ、CBCに依頼したためである。CBCは当時放送していた自社制作番組『CBCビップ・ヤング』が『ミッドナイト東海』の後塵を拝していたことに加え、社内部より深夜労働に対する反発があったことなどから放送が了承され、1972年10月10日放送分からネットを開始した。その後、東海ラジオは1999年に『サタデースペシャル』、1999年10月に22時枠、2021年に27時枠（後述）をそれぞれネット開始したため、中京広域圏では番組シリーズが局を超越して放送される事態となった。
CBCは1部のみの放送、かつ東海ラジオは平日27・28時台に『日野ミッドナイトグラフィティ 走れ!歌謡曲』（文化放送）をネットしていたため、中京広域圏では27時以降の枠が放送されていなかったが、『走れ!歌謡曲』の2021年3月での終了を契機に、同年4月から平日27時以降の枠をネット開始した。

### 京阪神地区
京阪神地区で本番組をネット受けしていたのは、長らくラジオ大阪（以下、OBC）とKBS京都（以下、KBS）であったが、2001年4月から3年にわたり独立局のラジオ関西（以下CRK、放送当時AM KOBE/AMKの愛称を使用）でも『SUPER!』→『いいネ!』がネットされた。それまでは自社制作の深夜ワイド番組『神戸アコースティックストーリー』を放送していたが、ニッポン放送からの番販購入の形でこの番組を同時ネット受けすることになった。また、2007年4月からは変則的に『エバーグリーン』の飛び乗りネットを開始し、10月以降は27時からのフルネットに枠拡大、その後継枠である『くり万太郎のオールナイトニッポンR』『オールナイトニッポン0(ZERO)』もネットを継続している。CRKは全国のラジオ局の中で25時 - 28時台をTBS『JUNK』→LF『オールナイトニッポン0(ZERO)』の順で編成している唯一の局である。
2009年7月、京阪神地区で長年22時台に独自の夜ワイド番組『ABCミュージックパラダイス』を制作していた朝日放送（以下、ABC、現在の朝日放送ラジオ）は、月曜 - 木曜の自社制作を打ち切り、ニッポン放送の『銀河に吠えろ!宇宙GメンTAKUYA』をネットすることになった。この枠は2009年11月に『オールナイトニッポンGOLD』に移行したため、在阪局ではOBCに次いで、ABCでも本番組シリーズがネットされることになった。ただし、当該時間帯におけるABCのニッポン放送からのネット受け開始を受けて、CRKとKBSは『TAKUYA』の途中の2009年10月改編で当該時間帯のネット受けを撤退し、KBSは金曜を除いて文化放送の裏番組『レコメン!』を全編ネット受けに切り替え、CRKは当該時間帯の自社制作を再開 している。また、2010年4月からは『サタデースペシャル』枠の『魂のラジオ』もABCラジオでネット開始され、その後継枠である『大倉くんと高橋くん』も引き続きネットを継続している。
2013年10月からは『中島みゆきのオールナイトニッポン月イチ』を、大阪のFM局FM COCOLO がネットすることとなり、本番組の歴史上、初めてFM局でネットされることとなった。さらに2014年4月改編からは『オールナイトニッポンGOLD』のABCのネット終了を受ける形で、FM COCOLOでネットすることとなった（金曜を除く）。2015年10月より月曜から木曜の放送が『オールナイトニッポン MUSIC10』に移行し、FM COCOLOは引き続きネットしたものの、金曜の放送がなかった関係で『オールナイトニッポンGOLD』のネットを打ち切っていたが、2024年4月5日より『オールナイトニッポンGOLD』の放送を再開している。
この結果、2024年4月編成時点で京阪神地区においては、『MUSIC10』と『GOLD』はFM COCOLO、1部はOBCとKBS、『0(ZERO)』はCRKとKBS、『Premium』はKBS、『サタデースペシャル』はABCとKBSというように、番組ごとにネット局が変わる事態となった。
KBSは1部を1978年4月に開始しているが、ネット開始する以前（1976年7月当時）は『日本列島ズバリリクエスト』（23:00 - 26:00）と『ミュージック・オン・ステージ』（26:00 - 29:00 木曜 - 土曜は別番組の関係で時差開始）を放送していた。

### サタデースペシャル
土曜 23:30 - 25:00の『サタデースペシャル』枠（『魂のラジオ』→『大倉くんと高橋くん』）はもともとの『ドリアン助川の正義のラジオ!ジャンベルジャン!』がオールナイトニッポン枠でなかったことも影響しさらにネット局事情が複雑化している。
北海道では、以前は25:00 - 29:00枠と同様STVラジオがネットしていたが、2002年3月に打ち切ったため、1年半のブランクを置いて、2003年10月より競合局の北海道放送（HBC）でネットしている。福岡県でも同様に、22:00 - 23:00枠、25:00 - 29:00枠（月イチも含む）は全て九州朝日放送（KBC）で流れているにもかかわらず、『サタデースペシャル』枠だけはRKB毎日放送がネットするという現象が起きている。特に、RKBラジオはNRNには加盟していないため、CBC同様特殊なケースとなっている。東海地区では、『ジャンベルジャン』枠を引き継いだ東海ラジオが『魂のラジオ』放送開始時からネット、2010年4月からは上記の通りABCでもネットを開始しているなど、特に都市圏における『サタデースペシャル』枠は1部のネット局とは異なっている状況である。

### ネット局での番組返上時の対応
12月25日 1:00（新聞上は12月24日の放送欄）からの本番組は『オールナイトニッポン ラジオ・チャリティー・ミュージックソン』として放送される（ラジオ・チャリティー・ミュージックソンの一環）。以前は、ニッポン放送は関東ローカル独自の放送のため放送されず、裏送りのみされたが、2007年度以降は、ニッポン放送発の番組をミュージックソン非参加局を含む各ネット局がネットしている。一方、独自で『ラジオ・チャリティー・ミュージックソン』の企画番組を放送する中国放送などのネット局は、この日に限りネットは返上し、1部の協賛社は企画番組のスポンサーとしてCMのみネットする代替対応を取る。

なお、ミュージックソンの開始日が土曜日または日曜日の場合に限り、ラジオ大阪では『OBCドラマティック競馬』を巡る放送権の調整が必要となり、この件に限って通常ANNブランドの番組を一切放送してしないMBSラジオ（旧・毎日放送）が関与する。また、競艇（BOAT RACE）のSGグランプリ優勝戦が重なり『BOATRACE LIVE』が放送される場合は同番組のキー局文化放送がゲストの派遣などでOBCに対して支援を行う。
ワールド・ベースボール・クラシックやFIFAワールドカップなど、日本時間の深夜に日本あるいは海外で行なわれる野球・サッカー中継をニッポン放送が中継・ネットする当日に、本番組の放送と重なる場合は、本番組を放送せず、裏送りのみを行なう。その際、放送される試合によっては放送権の関係でradikoでの放送はできないため、フィラー音楽とその間にニッポン放送のアナウンサーによる「放送権の都合によりradikoでの放送は行ないません。地上波でお聴きください」という説明が放送される。また、NRN系の多くの局も試合の中継を優先するため、本番組は放送されない（場合によっては飛び乗り）。そのため、場合によってはネット受けがラジオ大阪とCBCの2局のみの時もある（中京広域圏では東海ラジオ、関西広域圏はABCでサッカー中継をネットすることが多いため）。

放送時間以前に自然災害（地震・台風・大雨・風水害）が発生した場合でも、基本的には一部の例外を除き本番組のシリーズを通常通り放送することが多いが、その自然災害の被災地ではその日の放送は返上という形になる場合もある（例として、2016年の熊本地震時においての熊本をはじめとする九州の一部地域が該当）。

## 備考
- いわゆる「1部」の枠では協賛スポンサー名が読み上げられるが、協賛スポンサー名の読み上げはパーソナリティ自身が生放送で読み上げている[注 158]。オールナイトニッポンのネットが始まってからはニッポン放送の所在地と放送日時点のネット局の数も併せて読み上げられる（読み上げ内容は「『○○のオールナイトニッポン』、この番組は…以上各社の協賛で、東京都千代田区有楽町[注 159]・ニッポン放送をキーステーションに全国36局ネットでお送りします（しました）。」で固定されている。）。この体制は当時から一貫して変わっていないが、オールナイトニッポンのネットが始まって間もない1970年代は、ネット局を北から1つずつ紹介していた時期もあった。なお、パーソナリティによっては事前に録音したものを流すパーソナリティもいたり、ピンチヒッターの場合はニッポン放送のアナウンサーが同じ内容を読み上げた事前録音のアナウンスとなるケースもある。
- 2024年4月現在、平日(月曜～金曜）1部のCM枠は25時台4枠、26時台3枠で、協賛スポンサーのネットセールス枠は25時台の前半2枠と26時台の前半2枠、そのうち、1部各番組の25時台後半は「CM連打」として間にジングルを2回挿入する形でCMを集中的に放送する長めのCM枠となっている。また、26時台の1枠目は2017年6月からANN50周年企画として始まった本編とは別のパーソナリティが担当し、毎月提供スポンサーが変わるインフォマーシャル「コラボレートニッポン」として放送されている。土曜日の1部については25時台3枠、26時台4枠となっているが、1988年4月から平日と違って冠スポンサーがついている。CM数が多かった1970年代には25時台～28時台、1980年代～1990年代は25時台及び26時台それぞれ6枠でネットセールス枠が3枠ずつあったが、2000年代から全体のCM数が減少していったため、徐々にネットセールスのCM枠数が削減されていき、現在の枠数となっている。
- 「ZERO」では、2021年9月まで全てのCM枠がローカルCM枠であったが、同年10月以降は平日27時台の前半1枠と28時台の前半1枠にスポンサーのネットセールス枠が放送されるようになった（スポンサーがついていない場合には、平日の「ZERO」の番宣を放送）。なお、「ZERO」の場合は「1部」と異なり、スポンサー名の読み上げは27時台前半のネットセールス枠前のみでニッポン放送のアナウンサーが事前録音の形で読み上げを担当する（読み上げ内容は「この時間は…がお送りします。」。）。「1部」と違って、番組本編のコーナーでスポンサーとのコラボ企画を行うことが少なくないことから、スポンサー読みでは「協賛スポンサー」という形を取っていない。2021年11月からは、「1部」と同様のスタイルのインフォマーシャル「コラボレートニッポン0（ZERO）」もスタートしている（ただし、「1部」と違って毎月放送されるわけではない）。
- 「1部」及び平日「ZERO」のネットセールス以外のCM枠、及び土曜日の「ZERO」ではネット局で各自ローカルCMを放送する枠になっていて、この間、ネット回線からはCMフィラーとしてCM枠ごとに違う楽曲が流されるが、流される曲は歴代パーソナリティ・スタッフの趣味趣向・パーソナリティにちなんだ楽曲など工夫を凝らした選曲になっており、パーソナリティによっては自身が選曲した音楽を流している場合もある。
- 番組のQシートではネットセールス枠は上述の「ビバ!ヤング」から取った「VIVA」、ローカルCMを放送する枠は単に「PT」[注 160]と記載されている。「VIVA」「PT」の後には番号が振っており、「1部」26時台の「コラボレートニッポン」は「VIVA4」に割り当てられている。
- いわゆる「1部」の放送時間は3:00までだが、一部ネット局（主に「オールナイトニッポン0(ZERO)」非ネット局）では、ステーションブレイクを挿入するため2時59分頃にフェードアウトして終了する。このため、2時59分までには必ず放送を終了するように（大概は2時58分前後に喋り終えている。Qシート上では2時58分までに必ずトークを終了し挨拶をするように記載されている）構成されている。これは金曜と土曜の「ZERO」においても同様であるが、多くの局は5:00が24時間放送の基点時間としているため、局名告知の時間を設ける都合上、4:58までにはコメントを切り上げるようにされている[注 161]。なお、ニッポン放送など一部の局では「1部」の終わりで各パーソナリティによるタイトルコール音源が入って時報へつなぎ、「ZERO」となる（ステブレレス）。非ネット局でもCMを入れずに時報まで放送し、TBSラジオや文化放送の番組に切り替える局がある。
- 現在「ZERO」を放送しているいわゆる「2部」の枠ではこの時報の後にパーソナリティが「1部」のパーソナリティに向けて「〇〇さん、お疲れ様でした。」と挨拶をしてから始まるのが長らく慣例になっている（これを言わずに始まるパーソナリティもいる）。そのほか「ANNX」「サタデースペシャル」から「1部」のパーソナリティを、さらに「1部」から「ZERO」のパーソナリティを紹介することや『上柳昌彦 あさぼらけ』と「ZERO」の相互で番組紹介を行うことがある。これらはネット局によっては枠ごとのネットの有無や同一エリア内でネット局自体が異なるなどの理由により、話がかみ合わない事態が起こる場合がある[注 162]。
- ニッポン放送のスタジオにはサブのガラスの向正面に地震発生時のアナウンスが掲示されている。『オールナイトニッポン』では放送時の地震発生などの緊急時にはアナウンサーが安全確保のため、リスナーに注意を呼びかけるが、ベテランパーソナリティの場合、本人が注意事項を暗記しているため、アナウンサーを介さずに注意を呼びかけている。
- ニッポン放送とBSフジ（BSデジタルテレビ局）共同制作の番組『お笑いネクストブレーカー』の番組内でお笑い芸人が出されたテーマに、オールナイトニッポンをベースにトークをするコーナー「オールナイトニッポンへの道」があった。
- CBCラジオでは、2009年2月1日から2月28日まで、親局である長島送信所の施設改修工事に伴い、午前0時から午前4時までの間放送が休止されたため、1か月間オールナイトニッポンの放送が休止となった（協賛部分のみ休止直前の番組でCMとして流した）。
- 信越放送では2009年4月 - 9月の間、経費削減などのため停波を伴う放送休止時間を設定することに伴い、祝日に当たる日のみ、オールナイトニッポンの放送を休止とした。協賛各社のCMのみ、休止直前と再開直後にまとめて放送していた。
- KBCラジオでは、北部九州ローカル番組で、月に1回、オールナイトKBCという番組が放送されている。
- ホームページ・メールアドレスは基本的にニッポン放送の深夜放送の番組（オールナイトニッポンの冠が入っていない番組も含む）で使用される「allnightnippon.com」のドメインが使われているが、一部の派生番組（MUSIC10・サンデーなど）では通常番組のドメイン「1242.com」が使われる番組もある。
- 2025年5月16日に放送されたNHKの関東甲信越ローカル番組『首都圏情報 ネタドリ!』で、「ラジオ人気V字回復なぜ？ あの番組の裏側に密着」と題して、木曜深夜 = 金曜未明放送の『佐久間宣行のオールナイトニッポン0(ZERO)』の取材が行われた[340]。

### テレビ番組
- オールナイトニッポンTV
- 笑福亭鶴光のオールナイトニッポン.TV@J:COM（2017年-） - J:COMのJ:COMチャンネルで放送しているテレビ番組

### 企画・イベント
- オールナイトニッポン ラジオ・チャリティー・ミュージックソン - 毎年・日曜深夜（月曜未明）以外の12月24日（12月25日未明）に放送
- セイ!ヤング・オールナイトニッポン Are you ready? Oh!（2010年 - 2011年）- 1960年代末期から1980年代初期まで当番組の裏番組として放送の『セイ!ヤング』（文化放送）とタッグを組んだ番組。放送は、土曜日の20時30分-21時30分で、21時まで文化放送で放送して、時報の後21時からニッポン放送で放送するというリレー放送である。
- オールナイトニッポン45周年特別企画
- オールナイトニッポン高校水泳部

### サービス
- オールナイトニッポンモバイル - 携帯電話専用ウェブサイトとレコチョクで配信されているダウンロード販売ラジオ番組
- オールナイトニッポンi
- SHOWROOM
- Spotify - 一部番組がポッドキャスト形式で独占配信されている[341][342]。